# المسيحية في إسرائيل
تُشكل المسيحية في إسرائيل ثالث أكبر جماعة دينيّة بعد اليهودية والإسلام، وهي من الديانات الرئيسية في البلاد. تُعتبر إسرائيل جزء من الأرض المقدسة في المعتقد المسيحي وفيها أهم الأماكن المقدسة لدى المسيحيين. تُشير إحصاءات دائرة الإحصاء المركزية للعام 2019 أن عدد المسيحيين في إسرائيل بلغ 177 ألف، ويشكلون حالياً نحو 2.1% من عدد سكان إسرائيل البالغ أكثر من تسعة ملايين. حوالي 80% من مسيحيي إسرائيل هم مسيحيون عرب، الباقي يتوزعون بين مسيحيون يهود الذين جاءوا إلى إسرائيل من الدول الأوروبية، خاصًة دول الاتحاد السوفيتي السابق، أو من معتنقو المسيحية، ويُضاف اليهم 200,000 من الأجانب ممن يتحدثون اللغة العبرية، الذين جاءوا للعمل أو الدراسة.
تنقسم الطوائف المسيحية في إسرائيل إلى أربع مجموعات أساسية: الكنائس الأرثوذكسية الخلقيدونية، والكنائس الأرثوذكسية غير الخلقيدونية، والكنائس الرومانية الكاثوليكية (اللاتينية والشرقية) والكنائس البروتستانتية. وهي طوائف معترف بها رسميًا ولها محاكمها وتنظيمها الخاص فيما يخص بالأحوال الشخصية.
بحسب المصادر التاريخية والتقليدية، عاش يسوع في فلسطين التاريخية، عاش في مدينة الناصرة وبشّر في منطقة الجليل وصلب ودفن وقام بحسب المعتقد المسيحي في موقع كنيسة القيامة في القدس، مما يجعل إسرائيل جنباً إلى جنب الأراضي الفلسطينية أرض مقدسة بالنسبة لأتباع الديانة المسيحية. ومع ذلك، يعيش عدد قليل من المسيحيين الآن في المنطقة، بالمقارنة مع المسلمين واليهود. يُعود ذلك إلى الهجرة المسيحية المكثفة من منطقة الشرق الأوسط، وظهور الحركة الصهيونية الحديثة، وإنشاء دولة إسرائيل حيث شهدت فيما هجرة يهود العالم إلى إسرائيل، والتي كانت سببًا لتهجير المسيحيين. في الآونة الأخيرة ازداد عدد السكان المسيحيين في إسرائيل بشكل كبير مع هجرة العمال الأجانب من عدد من البلدان، وهجرة من غير اليهود أبناء الزيجات المختلطة، واعتناق المسيحية.
يعيش أغلب المسيحيين العرب في الناصرة وفي مدينة حيفا، وبعض مدن وقرى منطقة الجليل الأخرى إما بشكل منفرد أو اختلاطًا بالمسلمين والدروز، مع وجود نسب أقل في سائر المدن سيّما القدس ويافا-تل أبيب وعكا والرملة واللد، ويُعتبر المسيحيين المجموعة الدينية الأكثر تعلمًا بالمقارنة مع اليهود والمسلمين والدروز، حيث اعتبارًا من عام 2010 كان 63% من المسيحيين الإسرائيليين من حملة الشهادات الجامعية، ولدى المسيحيين العرب أعلى نسبة أطباء وأعلى نسبة نساء أكاديميات في إسرائيل مقارنة ببقية شرائح المجتمع الإسرائيلي، وهم الأقل إنجابًا للأولاد، كما أن وضعهم الاقتصادي-الاجتماعي الأفضل بين عرب 48، وقد برز من مسيحيي عرب 48 عدد من رجال الدين امثال المطران عطالله حنا والبطريرك ميشيل صباح والسياسييين من امثال إميل حبيبي، وتوفيق طوبي وعزمي بشارة الذين طالبوا بحقوق العرب داخل الخط الأخضر وقد نشط المسيحيون على وجه الخصوص في الجبهة الديمقراطية للسلام والمساواة وحزب التجمع الوطني الديمقراطي؛ ويدير المسيحيون في المنطقة عددًا من المدارس ومراكز النشاط الاجتماعي والمستشفيات.

## التاريخ

### حرب 1948

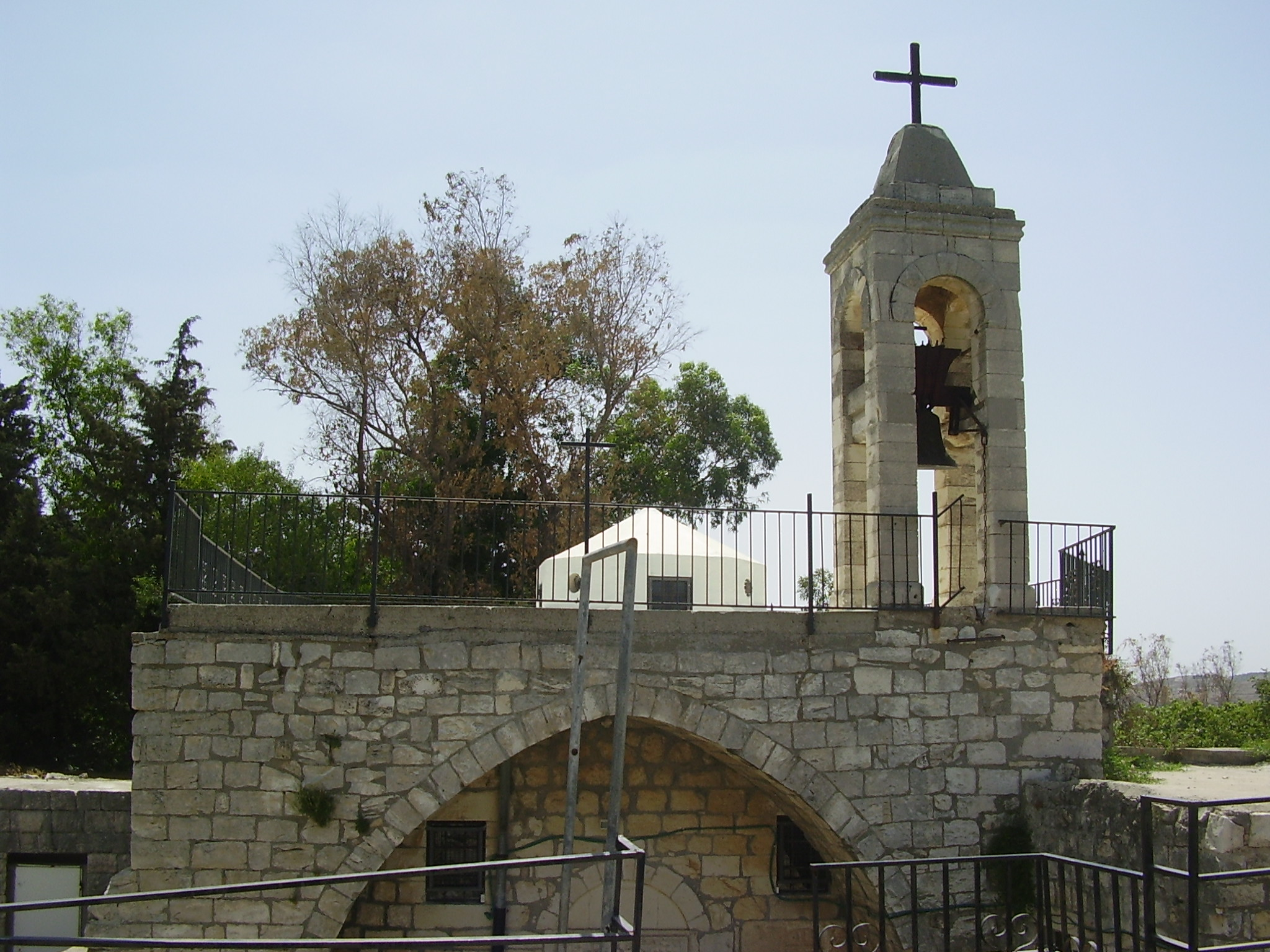
كنيسة كفر برعم، وهي قرية مارونية هجر سكانها عام 1948.

في أعقاب حرب 1948 التي أفضت إلى ميلاد إسرائيل، مُسحت عن الوجود قرى مسيحية بأكلمها من قبل القوات الصهيونية وطرد أهلها أو قتلوا، وهكذا فإن كنائس بيسان وطبرية وصفد وصفورية داخل إسرائيل حاليًا إما دمرت أو أغلقت بسبب عدم بقاء أي وجود لمسيحيين في هذه المناطق. يضاف إلى ذلك وضع خاص للقدس فأغلبية القدس الغربية كانت من مسيحيين قامت العصابات الصهيونية بمسح أحيائها وتهجير سكانها وإنشاء أحياء سكنية يهودية فيها لتشكيل «القدس الغربية اليهودية» وهكذا فكما يقول المؤرخ الفلسطيني سامي هداوي أن نسبة تهجير العرب من القدس بلغت 37% بين المسيحيين مقابل 17% بين المسلمين. وكان قد هجّر أكثر من 700,000 فلسطيني من ديارهم بسبب الحرب (وعلى أمل ان يعودوا قريبا إلى ديارهم بعد مساعدة القوات العربية). خلال حرب عام 1948 جمع الحكام العسكريين الإسرائيليين المواطنين المسيحيين في مراكز بعض القرى في منطقة الجليل، من أجل ترحيلهم من البلاد، فقام زعماء القرية من الموحدون الدروز بحماية المسيحيين، وأصرّوا على إبقاء جميع المواطنين المسيحيين في بيوتهم، واستعملوا كل نفوذهم وقدراتهم، من أجل أن يظل المواطنون المسيحيون في بيوتهم. جرى تهجير سكان بعض القرى ذات الأغلبية المسيحية مثل كفر برعم وإقرت والبصة، حيث دمرت القرى تدميراً كاملاً وصودرت أراضيها. كذلك الحال بالنسبة للسكان المسيحيين في بعض القرى المختلطة مثل المجيدل ومعلول والدامون والبروة والتي جرى تدميرها وتهجير أهلها، كما صودرت أراضي لمسيحيين في قرى لم يتم يهجرها سكانها أسوة بالمُسلمين بما في ذلك الآف الدونمات في مناطق بيت لحم وبيت جالا وبيت ساحور. خلال الحرب اضطر حوالي 40% من المسيحيين مغادرة أماكن سكناهم أثناء الحرب، وهاجرت أعداد كبيرة منهم إلى الغرب خاصةً الولايات المتحدة وأمريكا اللاتينية.

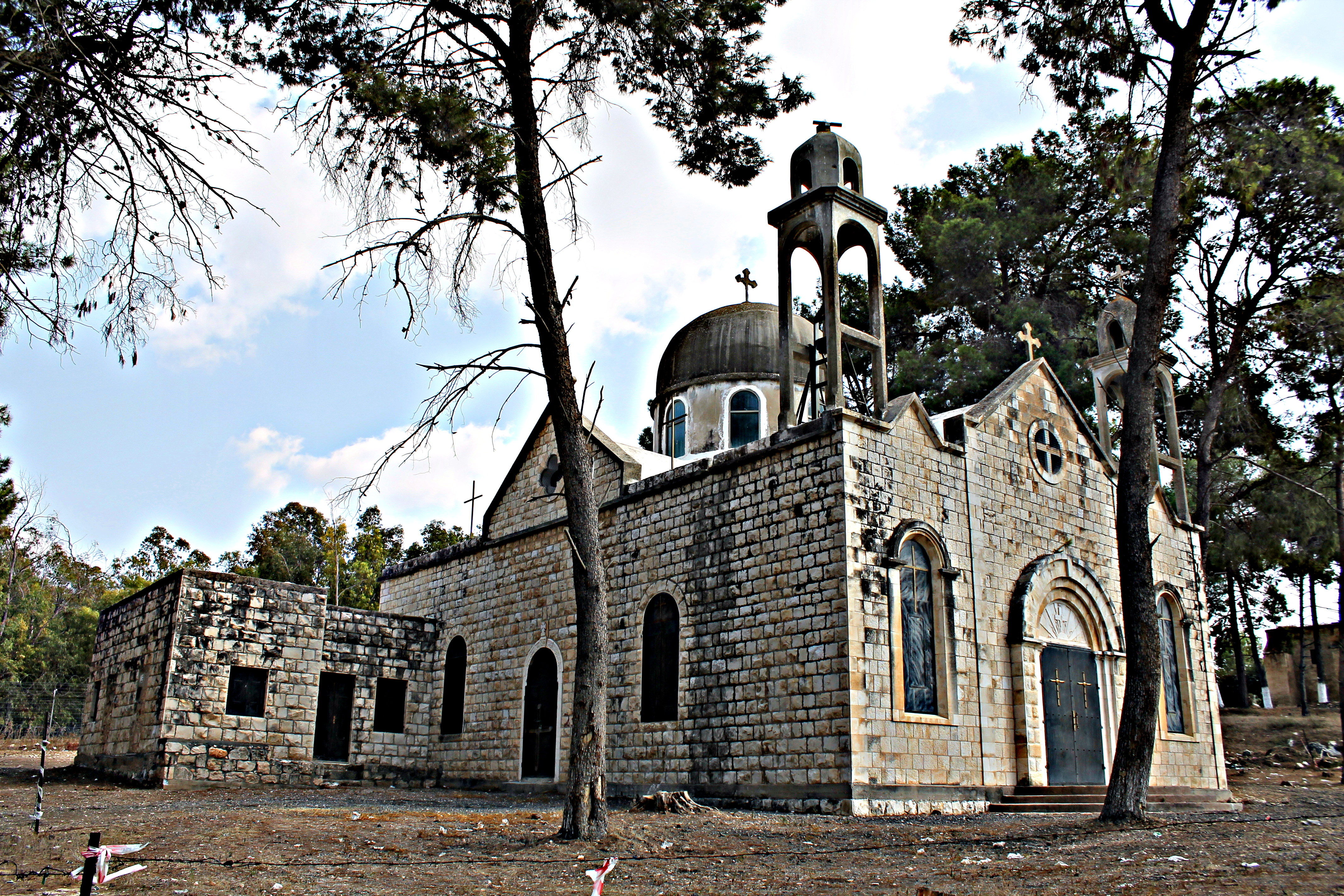
أطلال كنيسة كاثوليكية في قرية معلول المهجرّة.

ضمت العديد من القرى في منطقة الجليل على مجتمعات درزية ومسيحية وإسلاميّة، والتي عاشت فيها المجتمعات الثلاثة معاً منذ قرون.
 ولذلك أصدرت أوامر إلى القادة العسكريين بأن يتركوا لضباط الإستخبارات، عملية اتخاذ القرار بشأن من يستطيع أن يبقى ومن لا يستطيع. وفي القرى التي كانت آهلة جزئياً بالدروز مثل المغار، أٌعفي المسيحيون بصورة عامَّة من الطرد. وفي بعض القرى المختلطة سمح للدروز بالبقاء، وصدرت أوامر بطرد نصف سكانها، ومعظمهم من المسلمين، ومن ثم سمح للاجئين المسيحيين من قرى مجاورة أخليت حديثاً بالإستقرار فيها، مثل ما حدث في كفرياسيف وإعبلين وشفا عمرو. ولم تتعرض قرية الرامة الجليليّة ذات الأغلبية المسيحيّة للتهجير بسبب ضمها على عدد كبير من السكان الدروز، وبينما نجحت سياسة «فرقّ تسد» في حالة الدروز، الذين وعدوا بالحصانة والأسلحة والإمتيازات، فإن المجتمعات المسيحيَّة الفلسطينيَّة كانت أقل «تعاوناً»، حيث على خلاف المجتمع الدرزي أو البدوي أو الشركسي كان المجتمع المسيحيَ الفلسطينيَ أكثر مدنياً وتعليماً، وضم على نخب سياسيّة بارزة، مما صعبّ من على «تعاون» المسيحيين مع القوات الإسرائيلية. وقد عمدت القوات الإسرائيلية في البداية إلى ترحيل المسيحيين بشكل روتيني مع المُسلمين. الاّ أنها في وقت لاحق بدأت بنقلهم هم والمُسلمون إلى معسكرات انتقاليّة في المناطق الساحليًّة والوسطى. وعلى خلاف المسلمين، كانت القوات الإسرائيلية تعرض على المسيحيين صفقة مختلفة: في مقابل قَسَم الولاء للدولة اليهودية، وكان يُسمح لهم بالعودة إلى قراهم لفترة قصيرة. ويُسجًّل لهم أن معظمهم رفض المُشاركة طوعاً في عملية انقائية من هذا النوع. وكانت النتيجة أن القوات الصهيونيَّة سرعان ما عادت إلى معاملة القرى المسيحيَّة التي لا يوجد فيها سكان دروز بالطريقة نفسها التي كانت تعامل بها القرى الإسلاميَّة.

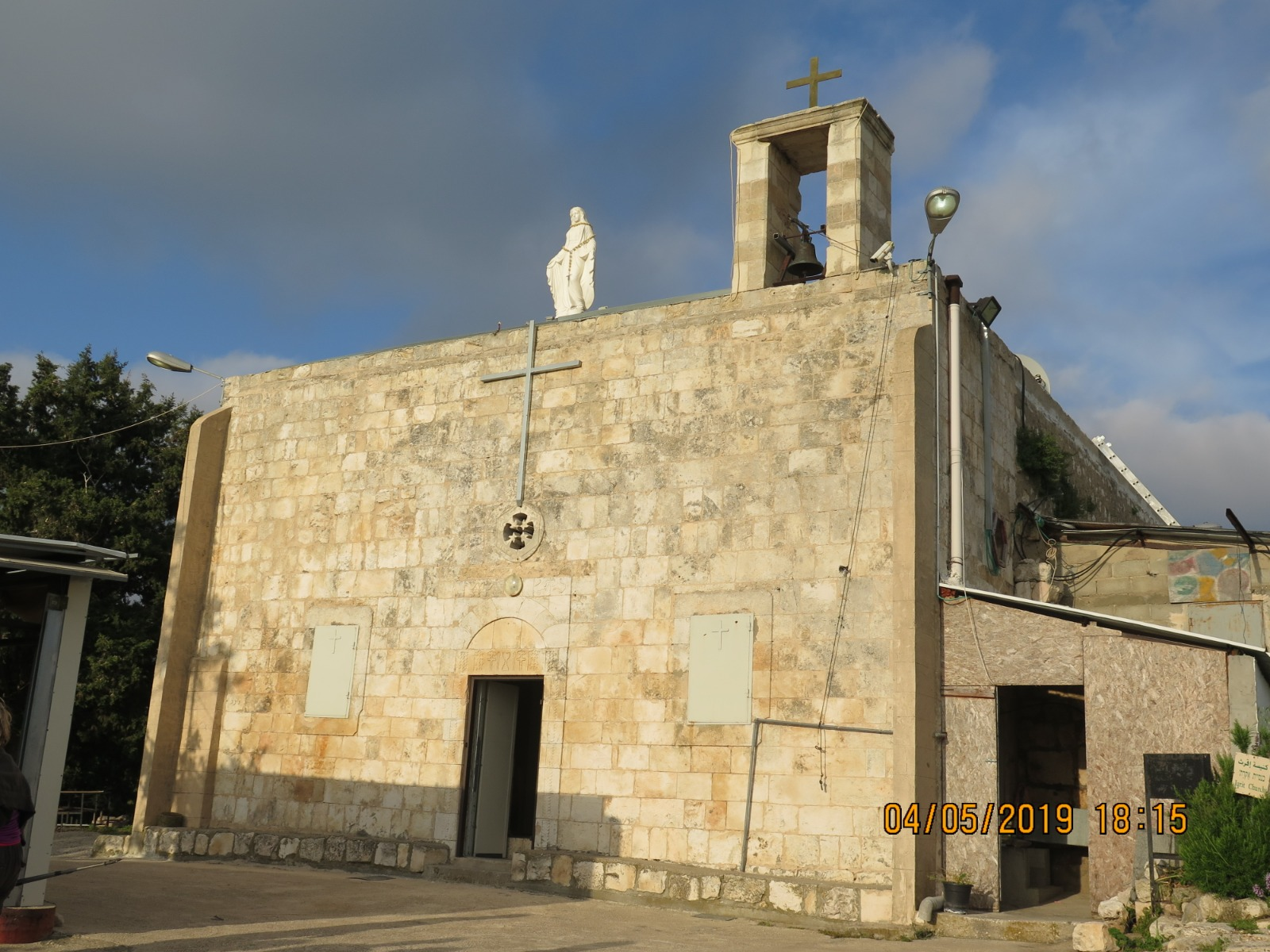
أطلال كنيسة مريم العذراء في قرية إقرث المهجرّة.

خلال حرب سنة 1948 كان الموقف المسيحي على العموم مؤيد للموقف العربي الفلسطيني، وشارك عدد من المسيحيين في القوات العربية منهم ميشيل عيسى قائد فوج في جيش الإنقاذ. كما ظهر أسماء مسيحية في تقديم المساعدات الطبية والإنسانية؛ برز منهم حسيب بولس ويعقوب نزهة. كما وتجندت عدد من الهيئات والبعثات المسيحية لمساعدة اللاجئين، هناك اعتقاد أن وجود الكنائس والبعثات المسيحية العديدة في الناصرة وكفر كنا كان وراء عدم تهجير سكانها كما حدث في نفس الفترة للمدن الأخرى، مثل الرملة واللد، وذلك تخوفًا من المس في العلاقات مع العالم المسيحي. وأيدَّ دافيد بن غوريون عدم تهجير أهالي الناصرة، خوفاُ من أن طرد المسيحيين العرب قد يثير ضجة في جميع أنحاء العالم المسيحي. بسبب اقامة المسيحيين بشكل خاص في المدن الكبرى عرف المسيحيين نسبة عالية من التهجير والهجرة عام 1948، وتعرضت عدد من القرى المسيحية لأعمال عنف وقتل متعمد من قبل القوات الصهيونية منها قرية عيلبون والتي قتل فيها 15 شابًا وذلك على الرغم من استسلام القرية من دون قتال. أما قرية ترشيحا، التي كانت أغلبيّة سكانها من الفلسطينيين المسيحيين، فقد دافع أهلها عنها، بينما كان السكان في معظمهم فيها.
ينتمي اليوم غالبية المواطنين العرب المسيحيين في إسرائيل إلى العائلات التي لم تهجر وبقيت في أرضها. منهم الغائبين الحاضرين. وهم من العرب الذين تركوا منازلهم خلال فترة الصراع المسلح، لكنهم بقوا في ما أصبح اليوم دولة إسرائيل، أبرز حالات الغائبين الحاضرين مهجري قرى وكفر برعم وإقرث المسيحية. والتي أجبر الجيش الإسرائيلي من سكانها المغادرة بعد انتهاء الحرب لمدة أسبوعين فقط، غير انه لم يسمح لهم بعد ذلك بالرجوع إلى أماكن سكناهم، فضلًا عن ذلك قام الجيش الإسرائيلي بنسف بيوت القريتين وذلك بعد صدور قرار محكمة العدل العليا لصالح أبناء القريتين. وصودت أراضي الكنائس والأديرة المسيحية داخل القرى المهجرّة، لكن خلافاً للأغلبية الساحقة من المساجد، بقي عدد لا يستهان به من الكنائس سليماً. ومع إعلان دولة إسرائيل في 14 مايو عام 1948 لم يتبق ضمن حدود دولة إسرائيل سوى 30,000 مسيحي من مجموع 150,000 عربي حصلوا في حينه على الجنسية الإسرائيلية.

### ما بعد حرب 1967

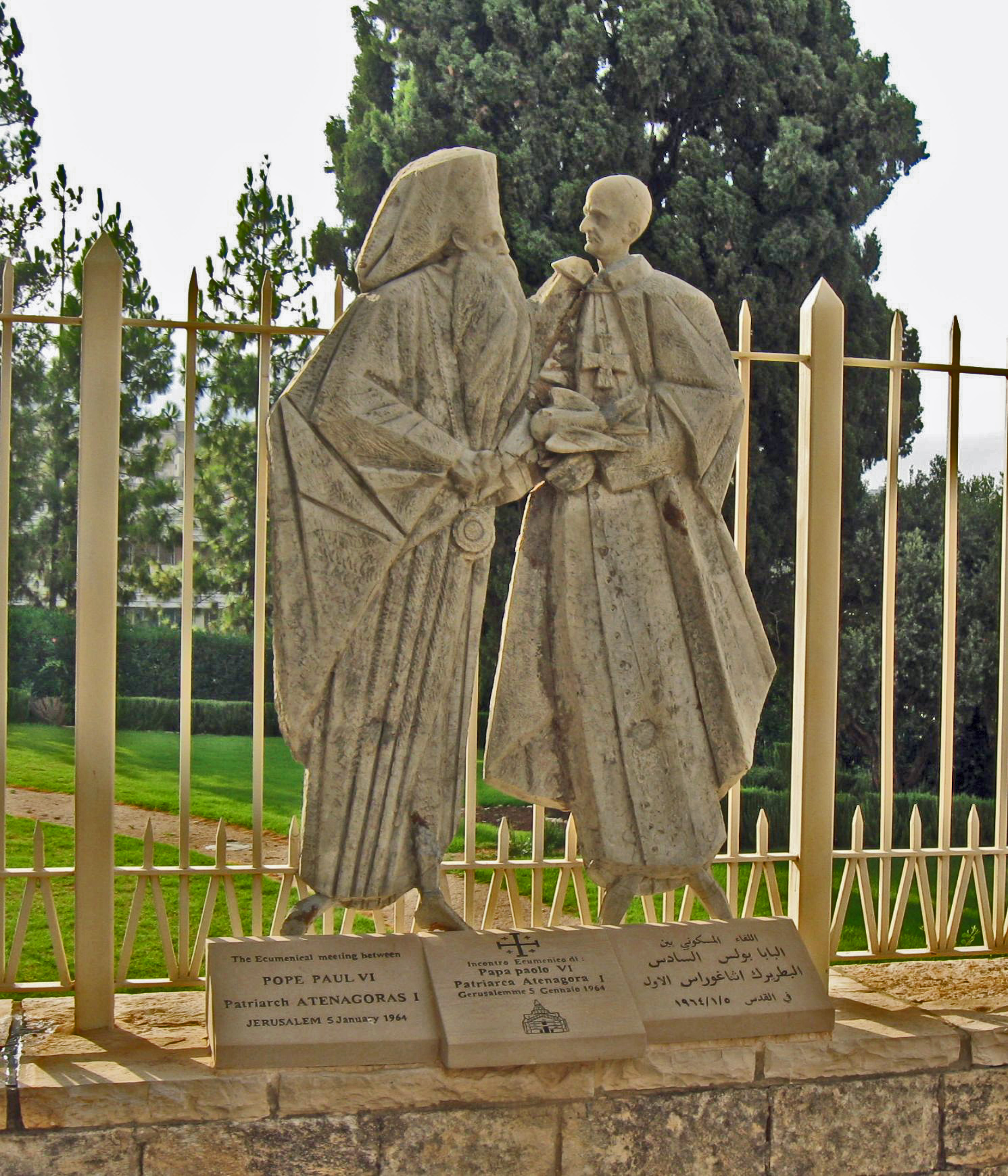
نصب تذكاري للقاء التاريخي بين البابا بولس السادس والبطريرك أثيناغوراس في بازيليكا البشارة، الناصرة.

تمخّضت حرب 1967 في العام 1967 عن استيلاء إسرائيل على الضفة الغربية وقطاع غزّة وشبه جزيرة سيناء وهضبة الجولان إثر احتلالها من الأردن، مصر، وسورية. أعلنت حكومة إسرائيل عن ضم القدس الشرقية والقرى المجاورة لها إلى إسرائيل عند انتهاء الحرب.
ساعد المستوى الثقافي والتعليمي للمسيحيين وتواجدهم في المدن وانتماؤهم للطبقة الوسطى والعليا في المجتمع العربي إلى زيادة إمكانياتهم لتسلم وظائف خصصت للعرب، فكانت نسبة المسيحيين في قطاعات الإدراة العامة، الخدمات الطبية والمصرفية، التعليم والتجارة أعلى من نسبتهم السكانية. فمثلًا سنة 1955 شكل المعلمين المسيحيين نسبة 51% من مجمل المعلمين العرب في حين نسبة المعلمات المسيحييات كانت 74% من مجمل المعلمات العربيات. وذلك الأمر بالنسبة للسياسة فقد كان المسيحيين وراء إنشاء حزب الجبهة الديمقراطية وحزب التجمع الوطني الديمقراطي، ولعب المسيحيون دوراً قيادياً بارزاً في الحقل السياسي والحزبي لعرب 48 حتى أواخر عقد 1970 حين بدأ المسلمون تدريجياً في أمور الشؤون السياسية والحزبية الخاصة في العرب، وتمثل ذلك في قيام الحركة الإسلامية والقائمة العربية الموحدة وحركة أبناء البلد.
بشكل عام كانت العلاقات بين الطوائف الدينية في المجتمع العربي الإسرائيلي جيدة وهناك تعايش سلمي، على الرغم من حدوث خلافات طائفية في السنوات الأخيرة. أولها كانت بين المسيحيين والدروز في كفرياسيف سنة 1981 على خلفية شجار عام لكرة القدم بين فريقي كفرياسيف وجولس الدرزية، أدى ذلك إلى الهجوم على بيوت ومصالح وممتلكات المسيحيين في كفرياسيف. ومن الأحداث الطائفية الأخرى كانت في قرية طرعان سنة 1997 والتي وقعت أثر قيام عدد من الشبان المسلمين بدخول باحة الكنيسة عنوة خلال ليلة عيد الفصح، تبع ذلك شجار وكان هذا ايذانًا لاعتداءات على الممتلكات والتجمعات المسيحية لعدة أشهر. وشهدت قرية المغار سنة 2005 أحداث طائفية على خلفية اشاعات اتهمت أحد الشبان المسيحيين بنشر صور لفتيات درزيات عاريات مما أدى إلى اعتداء على كنيسة القرية وعلى ممتلكات المسيحيين؛ وشملت الأحداث تدمير ممتلكات من سيارات وتهشيم واجهات المحلات التجارية التابعة للمواطنين المسيحيين في القرية. وتبين لاحقاً أن من نشر الصور شاب درزي. حيث وفقاً لمحللين يواجه العديد من الناس صعوبات اقتصادية في بلدة المغار، وقد تكون التوترات الطائفيَّة ناتجة عن العداء بين السكان المسيحيين الأكثر ثراء والدروز الأفقر. كما ويشكو القادة الدروز من أنه على الرغم من أن أبنائهم يخدمون في الجيش وفي قوات الشرطة، فإن الحكومة لا تكافئ المجتمع الدرزي، بينما يحصل الشباب المسيحي في الوقت نفسه على تعليم عالٍ ويحصلون على وظائف أفضل. وشهدت شفاعمرو سنة 2009 اعتداءات وتحطيم وحرق سيارات خاصة ومنازل ومحال تجارية تعود ملكيتها لمسيحيين من قبل بعض الدروز وذلك على خلفية نشر مجهول صورًا على شبكة الإنترنت أساءت إلى الزعيم الروحي السابق للطائفة الدرزية أمين طريف.

مسيحيون في استقبال البابا بندكت السادس عشر في الناصرة.

في عام 1995 قررت بلدية الناصرة وضع خطة لجنة توجيهية لبرنامج سياحي خاص سمي «الناصرة 2000»، صُمم لإعداد المدينة لأحداث اليوبيل «يوبيل 2000 سنة من ميلاد يسوع المسيح»، ولخلق بنية تحتية مُناسبة من أجل الاستعداد لوصول عديد من السياح من كافة أرجاء العالم للمنطقة وخلق فرص عمل ومشاريع سياحية. زار البابا يوحنا بولس الثاني مدينة الناصرة، في 25 مارس 2000، وصلى في بازيليكا البشارة. شهدت المدينة عشية زيارة البابا يوحنا بولس الثاني أحداث طائفية فقد أعلنت الحركة الإسلامية عزمها على بناء مسجد مقام شهاب الدين الذي يقع أمام بازيليكا البشارة مُباشرةً، وكانت الساحة مُعدة من أجل استقبال الحجاج المسيحيين والسياح. وأطلق على قضية شهاب الدين في الاعلام الإسرائيلي، حيث حصلت على تغطية اعلامية مُكثفة، قضية الأسماء «المسجد المتنازع عليه» أو «الساحة المتنازع عليها»، اتهم المسلمين خلال الأحداث البلدية بانها تؤآزر المسيحيين، واقفت الحكومة الإسرائيلية في عام 1997 على اقامة المسجد مما سبب احتككات بين السكان، والغت الحكومة قرار بناء المقام في عام 2002 بعد ضغط من الفاتيكان والولايات المتحدة. وفي مارس 2000 قام البابا يوحنا بولس الثاني بزيارة الناصرة والجليل والقدس وكان أول بابا يصلي في حائط البراق.
في 3 مارس 2006 دخل حاييم إلياهو حبيبي وزوجته وابنته إلى بازيليكا البشارة، ومعهم عربة أطفال محملة بالمفرقعات النارية وبدأ بإطلاق المفرقات داخل ساحة الكنيسة مما أثار ذعر المصلين المجتمعين لأداء الصلاة في موسم الصوم السابق لعيد الفصح. تسبب الحادث ضجة في مدينة الناصرة لاسيما بسبب الاشتباه في محاولة مهاجمة مكان مقدس جدًا للمسيحية. وقد حصلت خارج الكنيسة احتكاكات بين السكان المحليين والشرطة فسجنت الشرطة 30 شاب من الناصرة. بعد ستة أشهر، حكم على الزوجان ووجدا مذنبين بارتكاب الفعل. في 14 مايو 2009 زار البابا بنديكت السادس عشر الناصرة. أقام قداس على جبل القفزة، وزار بازيليكا البشارة. حظيت الزيارة بتغطية مكثفة على المستوى المحلي والعالمي.
إسرائيل هي الدولة الوحيدة في الشرق الأوسط التي ازداد فيها عدد السكان المسيحيين منذ عام 1948، حيث ارتفع عددهم بنسبة تجاوزت 400%. على الرغم من وجود حرية الدين في إسرائيل وهناك حرية في التبشير في المسيحية واعتناق المسيحية قانوني، إلا عدة تقارير أشارت إلى اعتداءات اليهود المتدينين واليهود اليمينيين على كنائس ومقابر مؤسسات مسيحية، خاصًة من قبل المجموعة اليمينية دفع الثمن، فضلًا عن ظاهرة البصق رهبان مسيحيين في القدس واهاناتهم والتهجم عليهم. يذكر أن في عام 2009 اتهمت وزارة الخارجية الأمريكية إسرائيل، في تقريرها السنويّ حول الحريات الدينية، بممارسة التمييز ضد الجماعة اليهودية المسيحية، ومن بين هذه الممارسات العنصرية حرمان السلطات الإسرائيلية أعضاء الجماعة من الدخول إلى إسرائيل، وسحب الجنسية الإسرائيلية منهم بتحريض مباشر من الجماعات اليهودية المتطرفة. وتختلف النظرة إلى المسيحية والمسيحيين بين اليهود المتدينين والعلمانيين في سنة 2010 وحسب دراسة لمعهد بيو فقط 51% من يهود إسرائيل لديهم نظرة ايجابية للمسيحية مقارنة بحوالي 65% لدى المسلمين الإسرائيليين لديهم نظرة ايجابية للمسيحية. وفي دراسة أخرى عام 2009 أجراها معهد سميث وجدت أن 54% من اليهود العلمانيين يعتقدون أن الديانة المسيحية هي أقرب الديانات لليهودية مقارنة مع 17% من اليهود الحريديم، ويؤيد 68% من اليهود العلمانيين تعليم الديانة المسيحية في المدارس الإسرائيلية مقابل 73% من الحراديم يرفضون الفكرة.

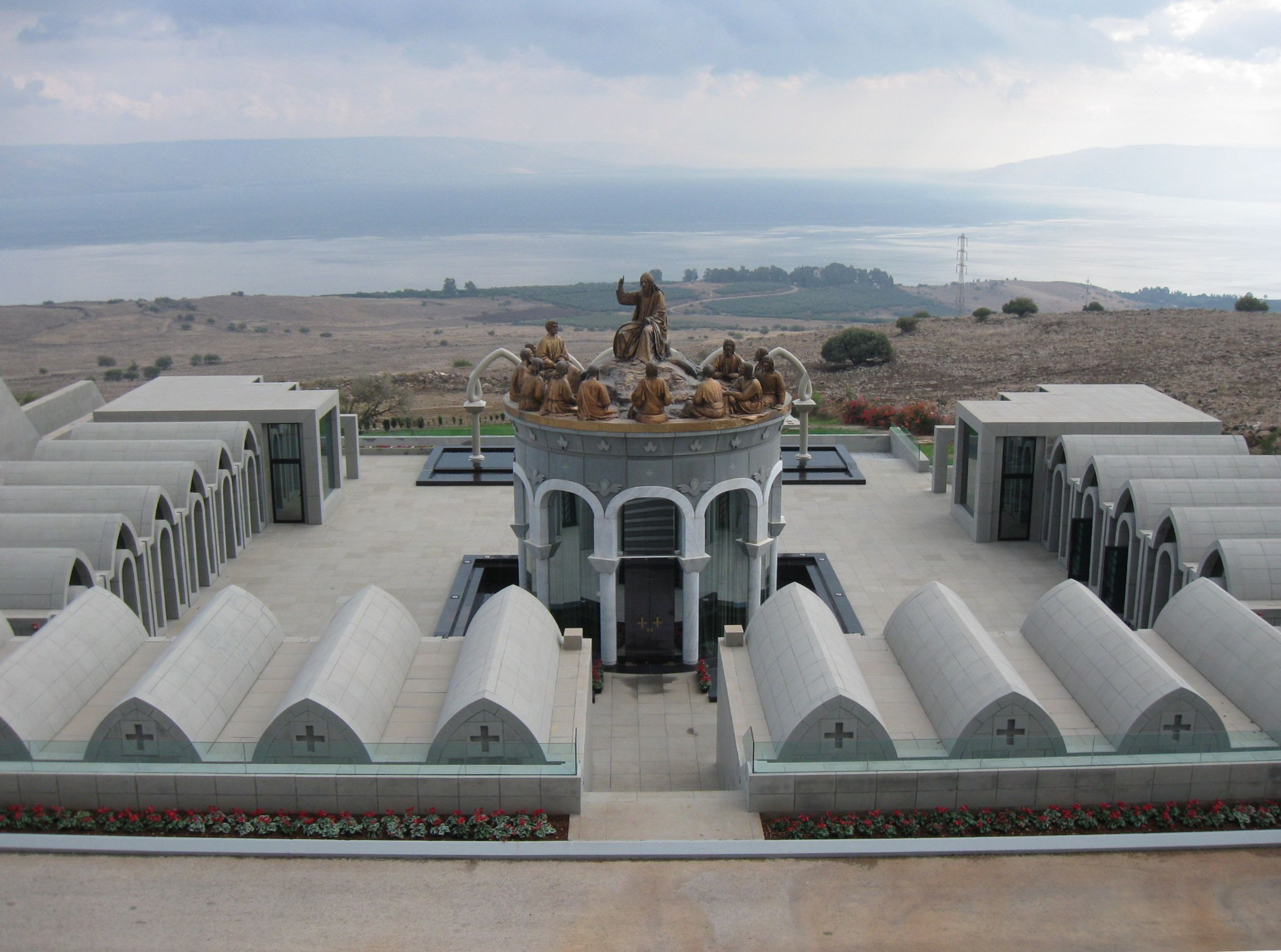
مركز دوماس الجليل أو بيت الجليل المسكونيّ المسيحيّ في منطقة بحيرة طبريا.

شهدت السنوات 2013 إلى 2014 نقاش بين الأوساط المسيحيّة حول قضية تجنييد المسيحيين تبعه جهود حثيثة في جهاز الأمن في إسرائيل لإرسال طلبات تجنيد أولية للشبان العرب المسيحيين، وهو ما أثار ضجة من الإستنكار والرفض بين الأوساط المسيحيّة العربيّة. تجنيد العرب المسيحيين للجيش كان ولا يزال يثير حالة من التوتر، الأمر الذي ازداد في السنوات الأخيرة على خلفية خطط من الحكومة الإسرائيليّة لجذب المسيحيين للتجنييد في الجيش الإسرائيلي. في فبراير 2014 أقرّت الهيئة العامة للكنيست قانونًا مثيرًا للجدل، يميِّز للمرة الأولى بين عرب إسرائيل المسيحيين وأولئك المسلمين. وقد أثار الاقتراح القانون الجديد، الذي بادر إليه عضو الكنيست يريف ليفين، رفضًا في الأوساط المسيحية والإسلامية العربية. في عام 2014 قامت إسرائيل بإدراج «الهوية الآرامية» كقومية في سجلها المدني، حيث أقر وزير الداخلية الإسرائيلي جدعون ساعر الحق بتسجيل القومية الارامية في خانة القومية في بطاقات الهوية بدلاً من العربية لأبناء الطوائف المسيحية الخمس المختلفة في البلاد. وذلك استجابة لمطالبة بعض الجهات المسيحية، التي طالبت مراراً بالاعتراف بالقومية الآرامية، مشيرين إلى انهم ينتمون إلى القومية الآرامية وليس للقومية العربية. وقد أثار القانون الجديد رفضًا في معظم الأوساط المسيحية في إسرائيل، وقامت الكنائس الرئيسية في البلاد بالتنديد في هذه الخطوة وأعتبرتها «اختراعاً إسرائيلياً يندرج ضمن مخططات التجزئة وفرق تسد». وقدرت مقالة في صحيفة هاآرتس عدد المسيحيين الإسرائيليين المؤهلين للتسجيل كآراميين في إسرائيل بحوالي 13,000 شخص، معظمهم من أتباع الكنيسة المارونية والكنيسة السريانية الأرثوذكسية والكنيسة السريانية الكاثوليكية، ويتوزعون على حوالي 200 عائلة مسيحية.
في سبتمبر عام 2015 أعلنت 47 مدرسة مسيحية في إسرائيل إضرباً لمدة شهر منذ بدء العام الدراسي ما حرم 33 ألف طالب على مختلف انتماءاتهم الدينية من العودة إلى المدرسة، للمطالبة بزيادة الأموال العامة للمدارس الأهلية المسيحية التي تحصل بحسب المنظمين على أقل من ثلث ما تحصل عليه المدارس اليهودية من نفس التصنيف. ورغم أن القانون يشير إلى أن المدارس في التعليم المعترف به غير الرسمي (أو ما يسمى بالأهلية) يجب أن تحظى على تمويل 75% مما تتلقاه المدارس الرسمية، يحظى الطالب العربي في مدرسة مسيحية فعلياً على 34% فقط من الميزانية، ولكن عملياً وبعد إلغاء بنود معينة العام المنصرم يحصل الطلاب فقط على 29% مما يتلقاه طالب في التعليم الرسمي. وقد وقّع مئات الأكاديميين العرب واليهود على عريضة معبرين عن دعمهم وتضامنهم مع نضال المدارس المسيحية في إسرائيل، وقامت جهات مسيحية بالضغط على الفاتيكان كي يجنّد الرئيس الروسي فلاديمير بوتين لأجل إنهاء أزمة المدارس المسيحية في إسرائيل.

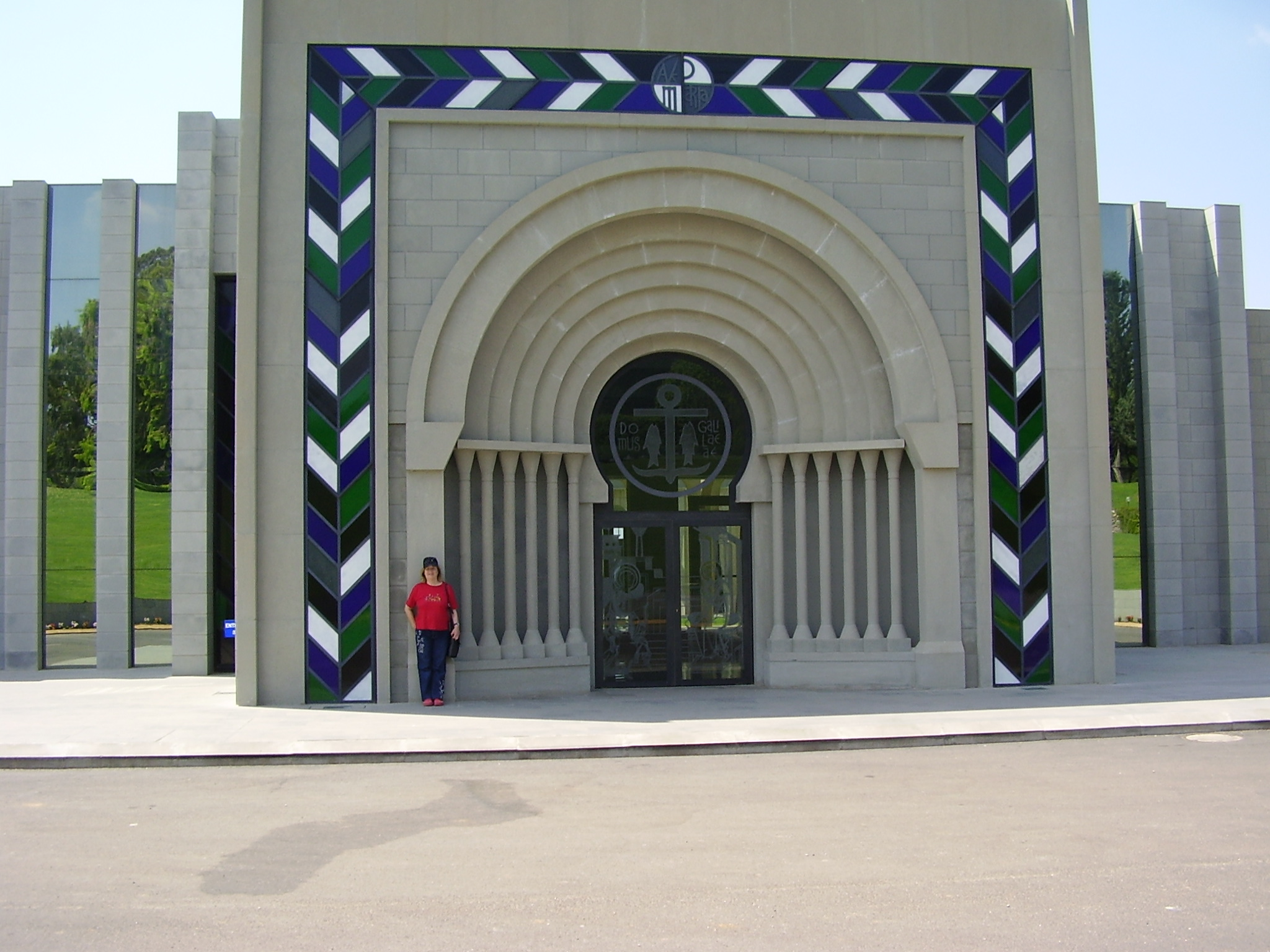
المركز الدولي دومس غليليا، بحيرة طبريا.

على مدار عقود طويلة عرفت المدارس المسيحية بالتحصيل العلمي الرفيع لطلابها حتى غدت أفضل المدارس في إسرائيل متقدمةً على المدارس اليهودية أيضاً. ورغم أن عدد طلاب هذه المدارس لا يتعدى 6% من عدد الطلاب العرب في كل المدارس، إلا أن 30% من خريجي الجامعات هم من خريجي هذه المدارس، وحوالي 87% من خريجي «الهايتك» هم من خريجيها. وأقيمت غالبية هذه المدارس قبل أكثر من 150 عاماً من جانب إرساليات مسيحية من فرنسا والمملكة المتحدة وإيطاليا وألمانيا وغيرها، التي أقامت أيضاً ثلاثة مستشفيات في الناصرة. وفي ظل تدني مستوى التعليم في غالبية المدارس الحكومية في البلدات العربية، كانت المدارس المسيحية ولا تزال «الخيار النوعي» لطالبي العلم، لكن مكْلف مادياً. وتقرّ وزارة التربية والتعليم بأن طلاب المدارس الحكومية للعرب يعانون فرقاً شاسعاً في الموازنات قياساً بما يُعطى للمدارس اليهودية خصوصاً المدارس الدينية. كما تختلف مناهج التعليم في المدارس الأهلية عنها في «الحكومية» التي يقرّها موظفو وزارة التربية والتعليم وتعتمد «الأسرلة» وتغييب الهوية الفلسطينية، فضلاً عن تدخل الوزارة في تعيين المديرين.
تعرضت عدد من المواقع المسيحية لاعتداءات من قبل قوميين يهود، وكانت أبرزها، هو ما تعرضت له كنيسة السمك والخبز في الطابغة الواقعة على الضفاف الشمالية لبحيرة طبريا في عام 2015، حيث أضرمت النيران في أبوابها محدثة أضرارًا جسيمة في الكنيسة الأثرية، وحرقت قاعة الصلاة، وكتب الإنجيل، وألحقت أضرارًا بالصلبان المرفوعة في فناء الكنيسة، حدث ذلك بغية «تغيير نظام الحكم وتقريب الخلاص، عن طريق جملة من الوسائل، بينهم المس بالمواقع المسيحية في أنحاء البلاد»، كما قال المتطرف اليهودي «يانون رؤوفيني» مرتكب حادثة حرق الكنيسة الأساسي. وكُتبت شعارات معادية ليسوع على جدران كنيسة رقاد السيدة العذراء في يناير من عام 2016، إذ خطت على أبواب الكنيسة وجدرانها عبارات من قبيل «الموت للمسيحيين أعداء إسرائيل»، و«ليُمحى اسم وذكرى يسوع»، و«انتقام شعب إسرائيل قادم»، ورافق أعمال التدنيس رسم «نجمة داود»، فيما استيقظ أهالي حارة النصارى وحي الأرمن في القدس القديمة وقتها على صوت رقصات متطرفين يهود في الحي، أما في الاعتداء الواقع على ذات الكنيسة في عام 2013، فكتبت عبارات مغايرة على جدران المقبرة التابعة للكنيسة، ومنها: «المسيحيون عبيد»، و«المسيحيون قردة».

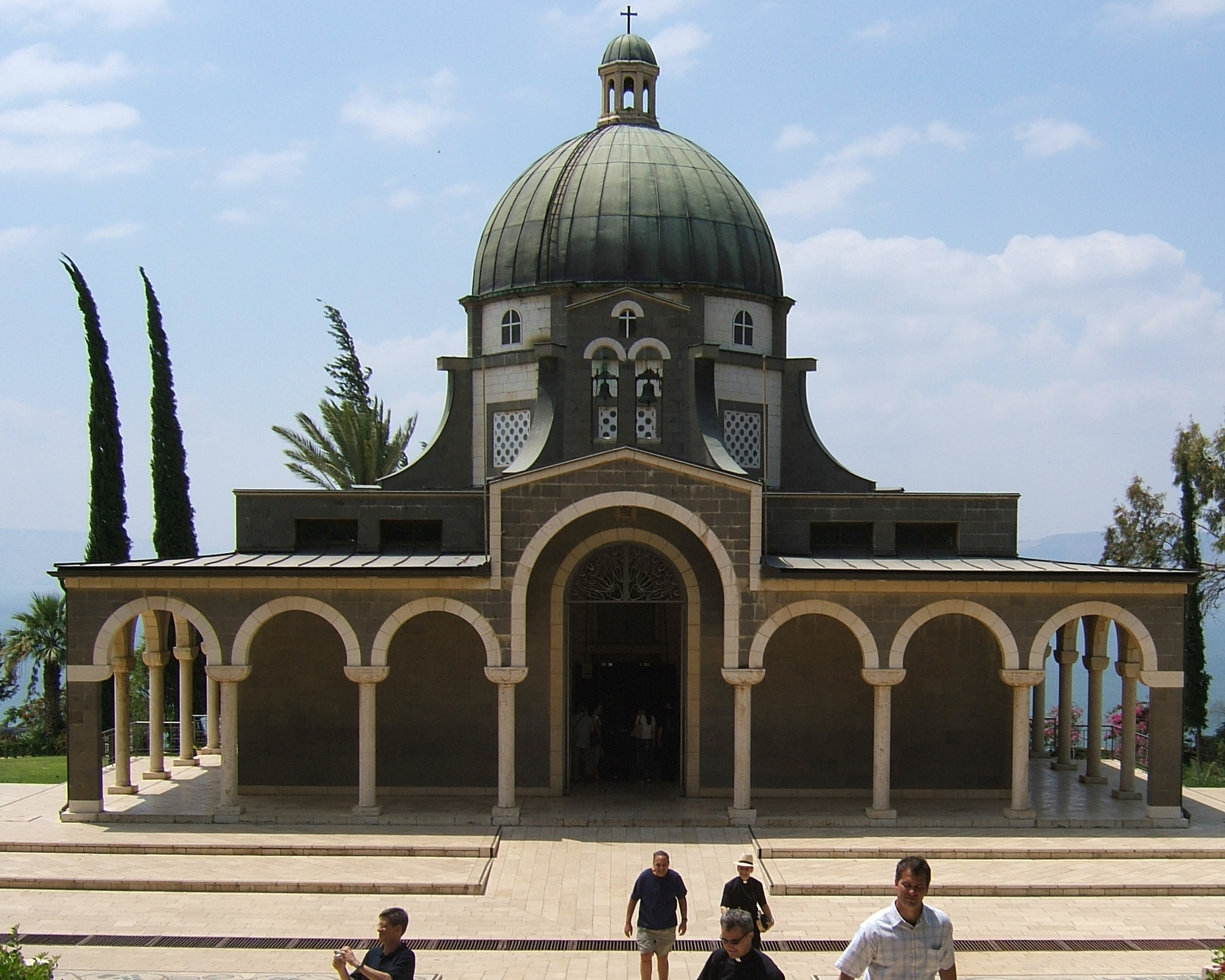
كنيسة التطويبات في بحيرة طبريا.

في فبراير من عام 2018 أغلقت كنيسة القيامة في القدس أبوابها احتجاجاً على إجراءات ضريبية فرضتها إسرائيل ومشروع قانون حول الملكية يطال أملاك الكنائس المسيحية. وأعلن بطاركة ورؤساء كنائس القدس إغلاق الكنيسة، وأعلن البطريرك ثيوفيلوس الثالث، بطريرك القدس وسائر أعمال فلسطين والأردن، هذا الإجراء الاحتجاجي غير مسبوق، خلال مؤتمر صحفي في القدس، باسم جميع بطاركة ورؤساء كنائس القدس، مشيراً أنه جاء احتجاجاً على الممارسات الإسرائيلية بحق الكنائس حسب قوله. ورفضت الكنائس مشروع قانون تدرسه لجنة التشريعات في الحكومة الإسرائيلية يقضي بفرض ضرائب على أملاك الكنائس المسيحية. يذكر أن مشروع القانون سيعد خرقا لاتفاقات سابقة تعفي هذه الأملاك من ضريبة البلدية، وتخشى الكنائس أن تؤدي تكاليف هذه الضريبة إلى زيادة الضغوط المالية عليها. وأضافوا أن الإجراءات الإسرائيلية الأخيرة تبدو «محاولة لإضعاف الوجود المسيحي» في القدس. واتهموا إسرائيل بشن هجوم «ممنهج لم يسبق له مثيل على المسيحيين في الأرض المقدسة». ويخشى الزعماء الدينيون من أن التشريع الذي تدرسه الحكومة الإسرائيلية سيسمح بمصادرة ممتلكات الكنيسة. وأعيد افتتاح كنيسة القيامة في القدس بعد إغلاق دام ثلاثة أيام، وجاء فتح الكنيسة بعد ساعات من تراجع إسرائيل عن قرار جبي الضرائب عن أملاك كنائس المدينة. وفي يوليو من عام 2018 قالت اللجنة الرئاسية العليا لمتابعة شؤون الكنائس في فلسطين أن “قانون الدولة القومية لليهود في إسرائيل” هو قانون عنصري اقصائي، يقصي الديانتين المسيحية والإسلامية كما يقصي المسيحيين بكل كنائسهم الأرثوذكسية والكاثوليكية والبروتستانتية وجميع الكنائس الأخرى.

## ديموغرافيا

### تعداد السكان
تستعرض القائمة التاليَّة معطيات من دائرة الإحصاء المركزية الإسرائيلية وتستعرض تعداد المسيحيين من بداية عام 1949 حتى بداية عام 2017:
| عام  | عدد المسيحيون |
| ---- | ------------- |
| 1949 | 34,000        |
| 1950 | 36,000        |
| 1960 | 49,600        |
| 1970 | 75,500        |
| 1980 | 89,900        |
| 1990 | 114,700       |
| 2000 | 135,100       |
| 2005 | 146,400       |
| 2010 | 153,400       |
| 2011 | 155,800       |
| 2012 | 158,400       |
| 2013 | 160,900       |
| 2014 | 163,500       |
| 2015 | 165,900       |
| 2016 | 168,300       |
| 2017 | 170,000       |
| 2018 | 175,000       |
| 2021 | 182,000       |

### الانتشار

#### المنطقة الشمالية

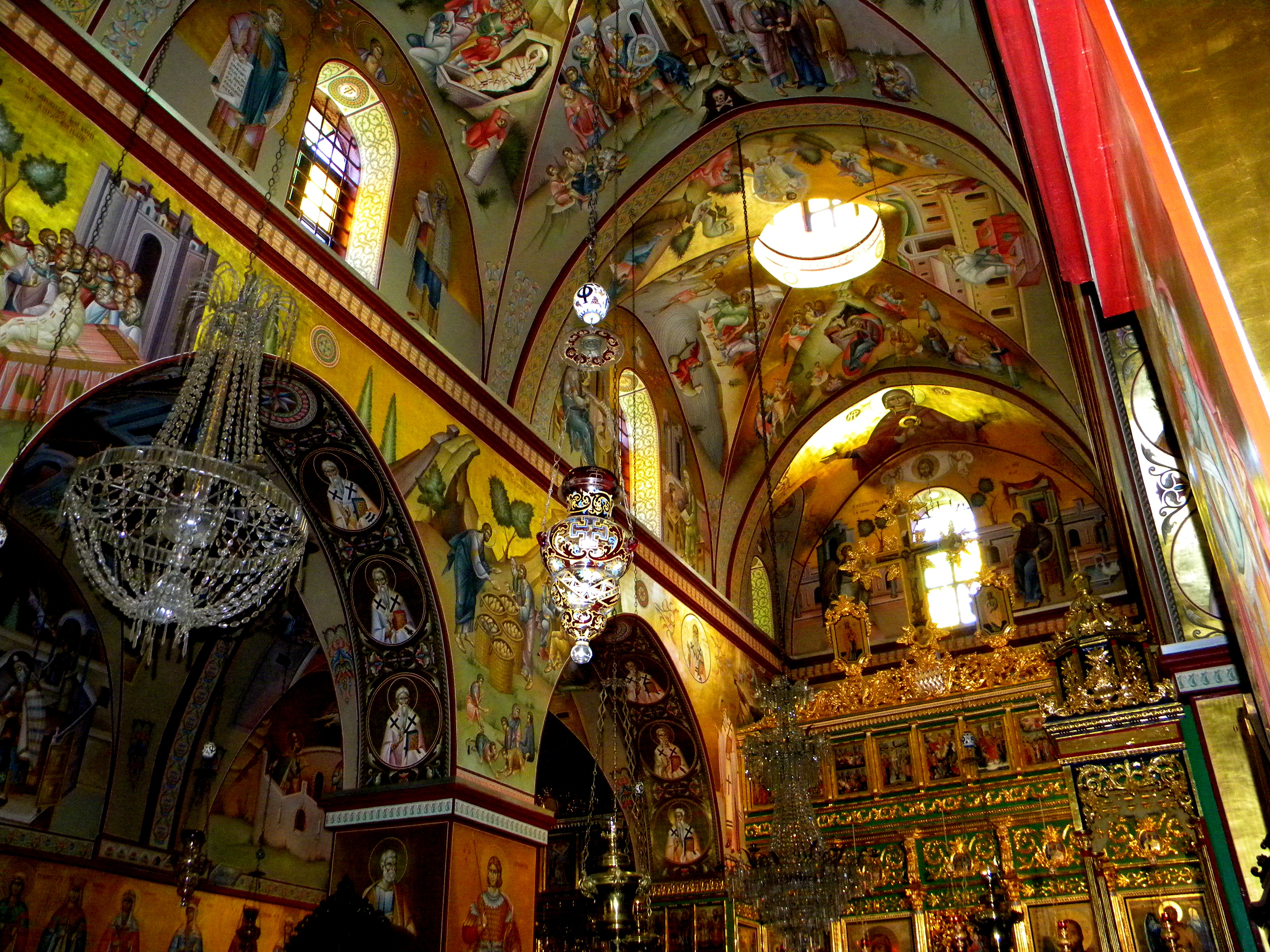
دير الأرثوذكس في جبل الطور.

بحسب معطيات دائرة الإحصاء المركزية الإسرائيلية عام 2016 قُدر تعداد المسيحيون العرب في المنطقة الشمالية بحوالي 93.1 ألف نسمة، منهم 43.3 ألف في قضاء عكا وحوالي 38.9 ألف في قضاء يزراعيل وحوالي 8.9 ألف في قضاء طبرية وحوالي ألفين في قضاء صفد وحوالي العشرين شخص في قضاء الجولان. بحسب معطيات دائرة الإحصاء المركزية الإسرائيلية عام 2020 سكن حوالي 70.4% من مجمل المسيحيين العرب في إسرائيل في المنطقة الشمالية، في حين سكن 14.4% من مجمل المسيحيون اليهود في إسرائيل في المنطقة الشمالية. وضمت مدينة الناصرة (21,000) وشفا عمرو (10,000) على أكبر التجمعات المسيحية العربية في المنطقة الشمالية. ويتوزع المسيحيين في المنطقة الشمالية على عدد من الطوائف المسيحية أكبرها الروم الملكيين الكاثوليك، وتليها الروم الأرثوذكس واللاتين، بالإضافة إلى الموارنة ومختلف الطوائف البروتستانتية وشهود يهوه.
تضم منطقة الجليل بعض أكثر المدن والمواقع قداسًة في الديانة المسيحية، منها مدينة الناصرة حيث بشّر الملاك جبرائيل مريم العذراء بولادة يسوع حسب المعتقدات المسيحية، كما أنها المدينة التي نشأ فيها فنُسِبَ إليها ودُعي يسوع بيسوع الناصري. إلى جانب قانا الجليل والتي تم فيها عرس قانا الجليل أولى معجزات يسوع الناصري وفقًا للمعتقدات المسيحية. وتضم جبل الطور والتي وقع فيها حادثة التجلي بحسب المعتقدات المسيحيَّة، ونهر الأردن وصفورية وبحيرة طبريا وكفرناحوم والطابغة على العديد من مواقع الحج المسيحية.
الناصرة هي موطن لأكبر التجمعات المسيحية العربية في إسرائيل، وتتنوع الطوائف المسيحية في الناصرة حيث تضم طوائف مختلفة، أبرزها الروم الأرثوذكس، والروم الملكيين الكاثوليك، واللاتين، والموارنة، والأرمن الأرثوذكس، والبروتستانت. وأكبرهم هم طائفة الروم الأرثوذكس، برئاسة بطريرك مقره القدس، ويمثله مطران في الناصرة. تميل الطوائف المسيحية في الناصرة، إلى جانب حيفا، إلى أن تكون أكثر ثراءً وأفضل تعليمًا مقارنة بالعرب الآخرين في أماكن أخرى في إسرائيل، ويحتل مسيحيو الناصرة غالبية المناصب العليا في المدينة: ثلاثة مستشفيات ومديرو بنوك، وقضاة ومدراء مدارس وكليات. أدَّت الفجوة الاجتماعية والاقتصادية بين ثروة المسيحيين وفقر المسلمين في الناصرة أحيانًا إلى أزمات طائفية.

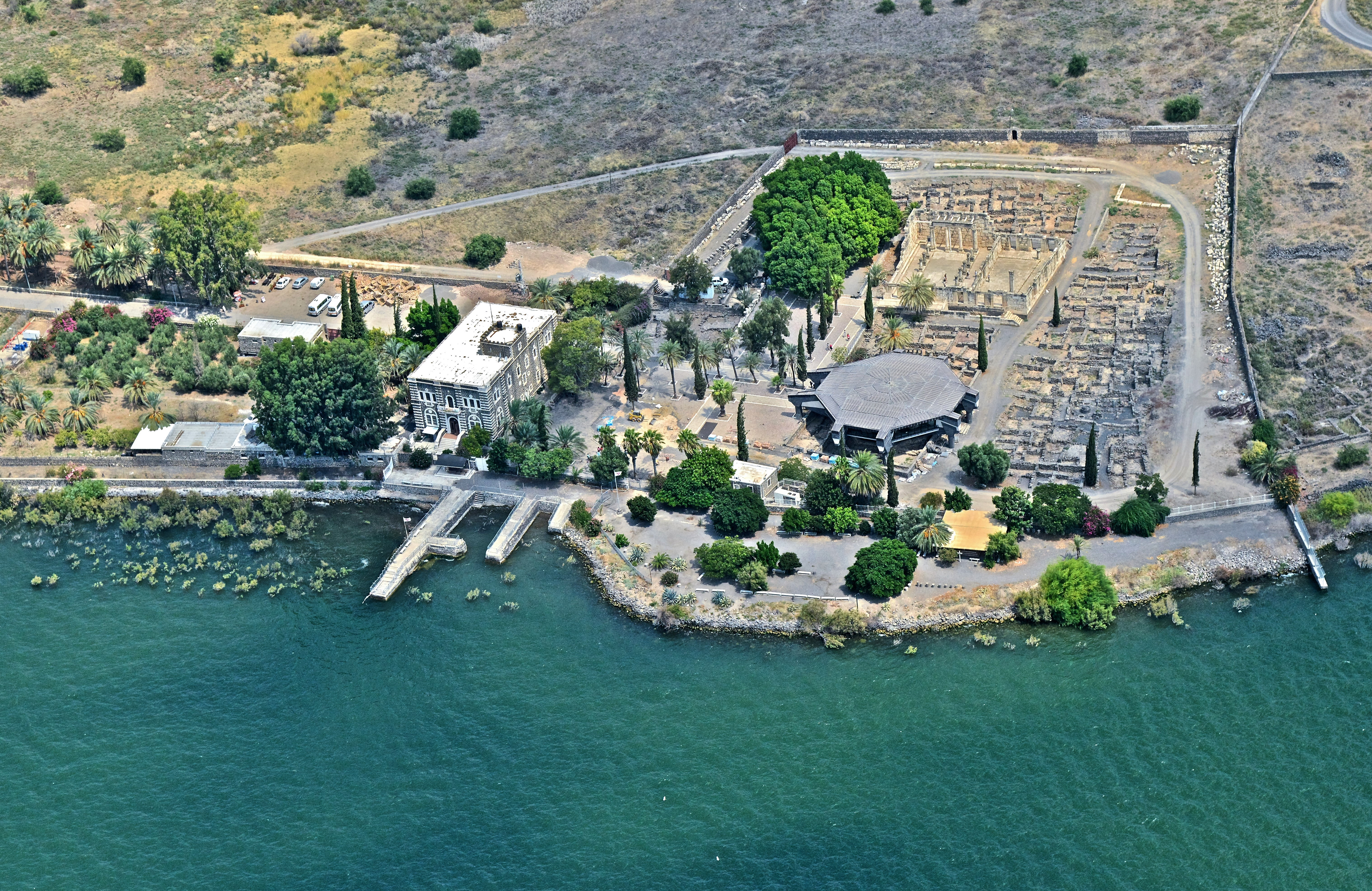
كنيسة القديس بطرس وكنيسة المجمع في كفرناحوم.

غالبًا ما يعتبر المسيحيين في منطقة الجليل أغنياء نسبيًا، ومتعلمين، ومعتدلين سياسيًا حيث يميلون إلى التصويت إلى الأحزاب اليساريًَّة وهم نشيطون بشكل خاص في حزب الجبهة الديمقراطية للسلام والمساواة والتجمع الوطني الديمقراطي، كما أن المسيحيين من أكثر الفئات المتعلمّة في المنطقة الشمالية إذ أنّ نسب الحاصلين على شهادة البجروت أو شهادة الثانوية العامة ونسب حملة الشهادات الجامعية بين المسيحيين في المنطقة الشمالية مرتفعة. ويعيش المسيحيين في المنطقة الشمالية في مدينة الناصرة وشفاعمرو وعكا إلى جانب عدد من قرى الجليل بشكل منفرد مثل معليا وفسوطّة، أو اختلاطًا بالمسلمين والموحدون الدروز مثل أبو سنان، والرامة الجليليّة، وكفر ياسيف، والمغار، أو اختلاطًا بالمسلمين مثل البعنة، ترشيحا، وجديدة - المكر، والجش، ودير حنا، والرينة، وسخنين، وطرعان، وإعبلين، وعرابة، وعيلبون، وكفر كنا، والمزرعة، والمقيبلة، ويافة الناصرة وغيرها. وتضم رأس العين ذات الأغلبية البدويَّة على أقلية مسيحية ملحوظة، كما وتضم بعض القرى التي يشكل غالبيَّة سكانها من الدروز على أقلية مسيحية عربيَّة مثل البقيعة، وحُرفيش، وكسرى-كفرسميع، والمغار وغيرها. أما في هضبة الجولان السورية الواقعة تحت السيطرة الإسرائيلية والواقع إدارياً بالمنطقة الشمالية، فتضم كل من مجدل شمس وعين قنية ذات الأغلبيَّة الدرزيَّة على أقليّة مسيحيّة صغيرة. ويملك المسيحيون في المنطقة الشمالية عدد كبير من المؤسسات من مدراس ومستشفيات وغيرها، جزء من هذه المؤسسات خاصة المدراس هي الأفضل في الوسط العربي.

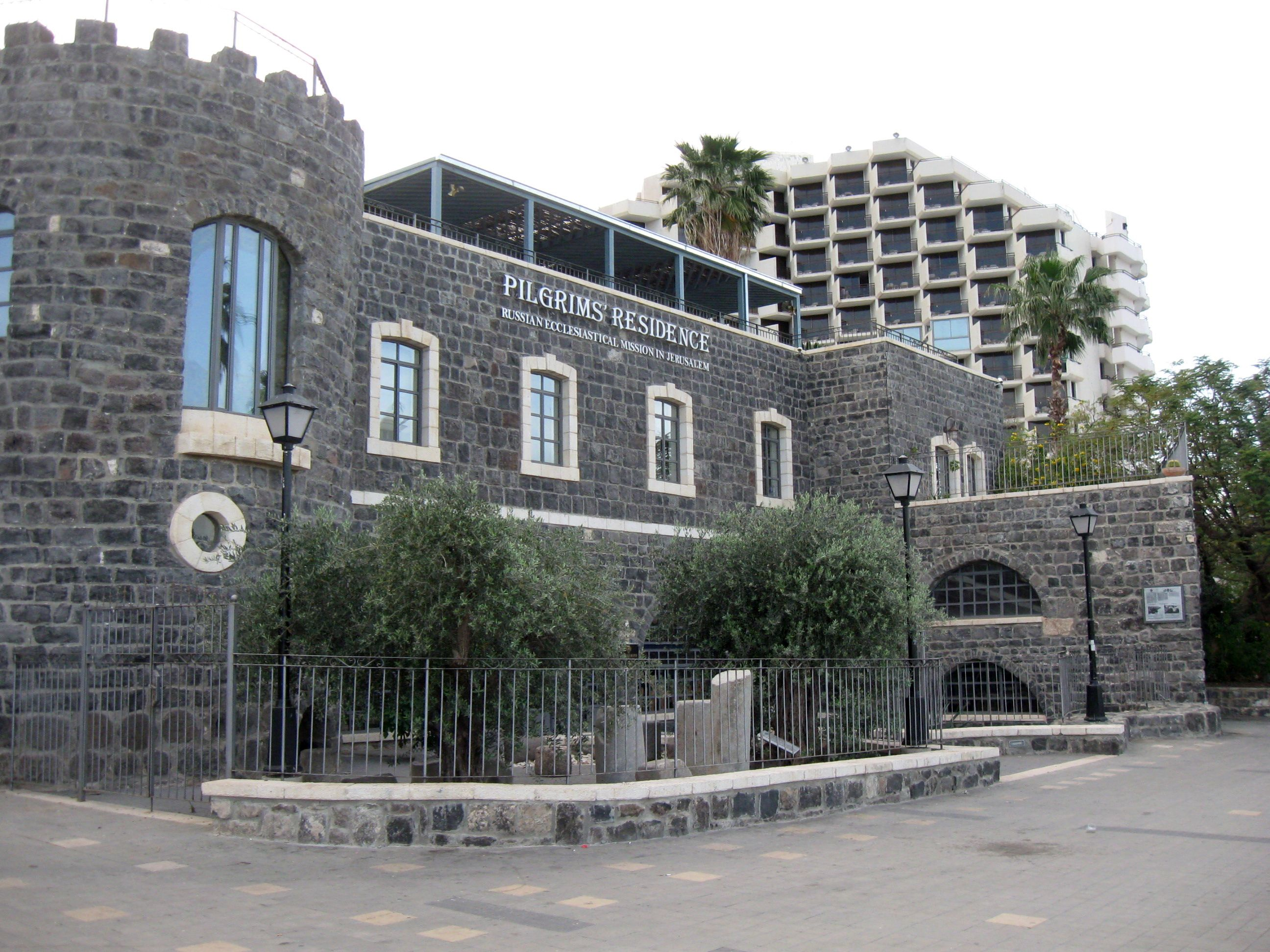
بيت الحجاج الروس الأرثوذكس في طبريا.

تمتلك الكنائس وتدير حوالي ثمانين مدرسة منها عشرين مدرسة ثانوية-اعدادية، عشرة منها في مدينة الناصرة، ومنها المدرسة الإكليركيّة - المطران ومدرسة راهبات مار يوسف والمدرسة المعمدانية هناك أيضًا مدرسة المسيح الإنجيليَّة الأسقفيَّة ومدرسة راهبات المخلص وراهبات الساليزيان ومدرسة راهبات الفرنسيسكان والواصفية وكليّة التيرسانطا، ويتلقى العلم فيها أكثر من نصف الطلاب الثانويين، هناك أيضًا كلية مار إلياس في عبلين، وكليّة الجليل في عيلبون، ومدرسة القديس يوحنّا فم الذهب في الجش، ومدرسة تيراسانطا في عكا، والمدرسة البطريركية اللاتينية في كل من الرينة ويافة الناصرة والرامة الجليليَّة، والمدرسة الاسقفية ومدرسة راهبات الناصرة في شفا عمرو، ومدرسة راهبات الفرنسيسكان في كفر كنا، ومدرسة المطران تيموثاوس في كفرياسيف، ومدرسة الساليزيان الصناعيَّة في الناصرة، ومدرسة النوتردام الصناعيّة في معليا. بالإضافة لذلك هناك أكثر من اربعين مدرسة ابتدائية وروضات أطفال تابعة للمؤسسات المسيحية. يُذكر أن المدارس والمؤسسات المسيحية يتلقى فيها العلم طلاب من كافة الطوائف والأديان. كذلك افتتح المطران إلياس شقور أول حرم جامعي في عبلين، وهو فرعاّ لجامعة انديانابوليس-انديانا في الولايات المتحدة وأفتتح الحرم الجامعي امام الطلاب سنة 2004 وهي ثاني جامعة مسيحيّة في فلسطين التاريخية بعد جامعة بيت لحم.
تدير المؤسسات المسيحية في إسرائيل ثلاثة مستشفيات في المنطقة الشمالية، تُدير الكنيسة الكاثوليكية منها اثنين وهما مستشفى العائلة المقدسة ومستشفى القديس منصور دي بول في الناصرة، ويدير البروتستانت مستشفى الناصرة والذي يُدار من قبل المنظمة التبشيرية البروتستانتية المشيخية «الجمعية الطبية التبشيرة ادنبرة»، ويتبعه أيضًا مدرسة لتعليم التمريض، يُذكر أن مدرسة التمريض تمنح عند التخرج للطلاب شهادة من وزارة التعليم والتي تؤهل الطلاب لامتحان الرخصة للعمل في مجال التمريض. أما بالنسبة للعمل الاجتماعي، اهتمت الكنائس المسيحية باقامة أربعة بيوت للمسنين منها وملجأ العجزة في الناصرة، وهناك دور أيتام مثل ميتم راهبات القديسة حنة في صفورية، وأكثر من خمسة عشرة مركز جماهيري، إلى جانب بيوت الحجاج في الناصرة وطبريا من ضمنها الفندق الاسكتلندي وفندق دوماس الجليل في طبريا وفندق كازانوفا في الناصرة.

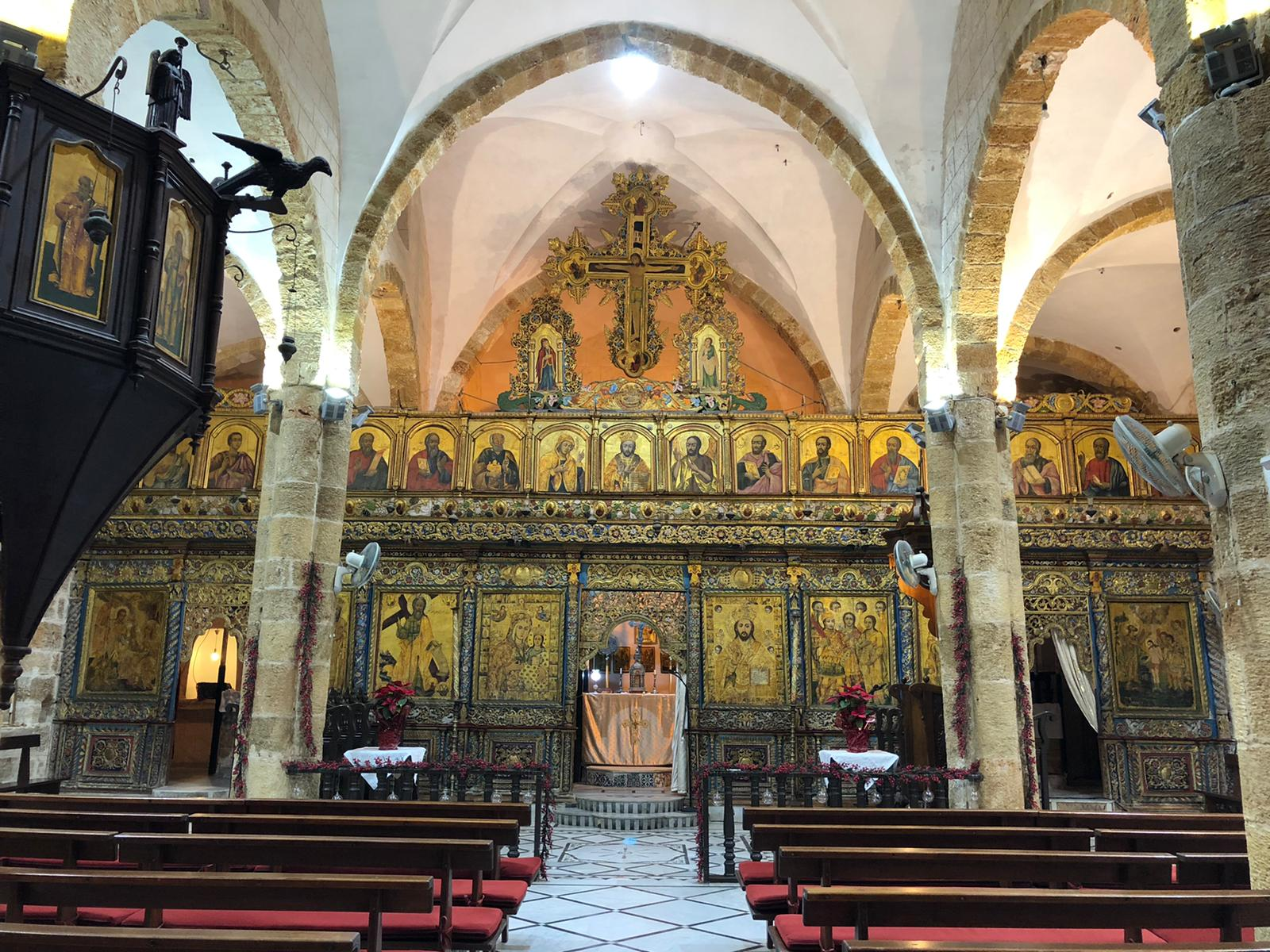
كنيسة القديس أندراوس للروم الكاثوليك الملكيين في عكا القديمة
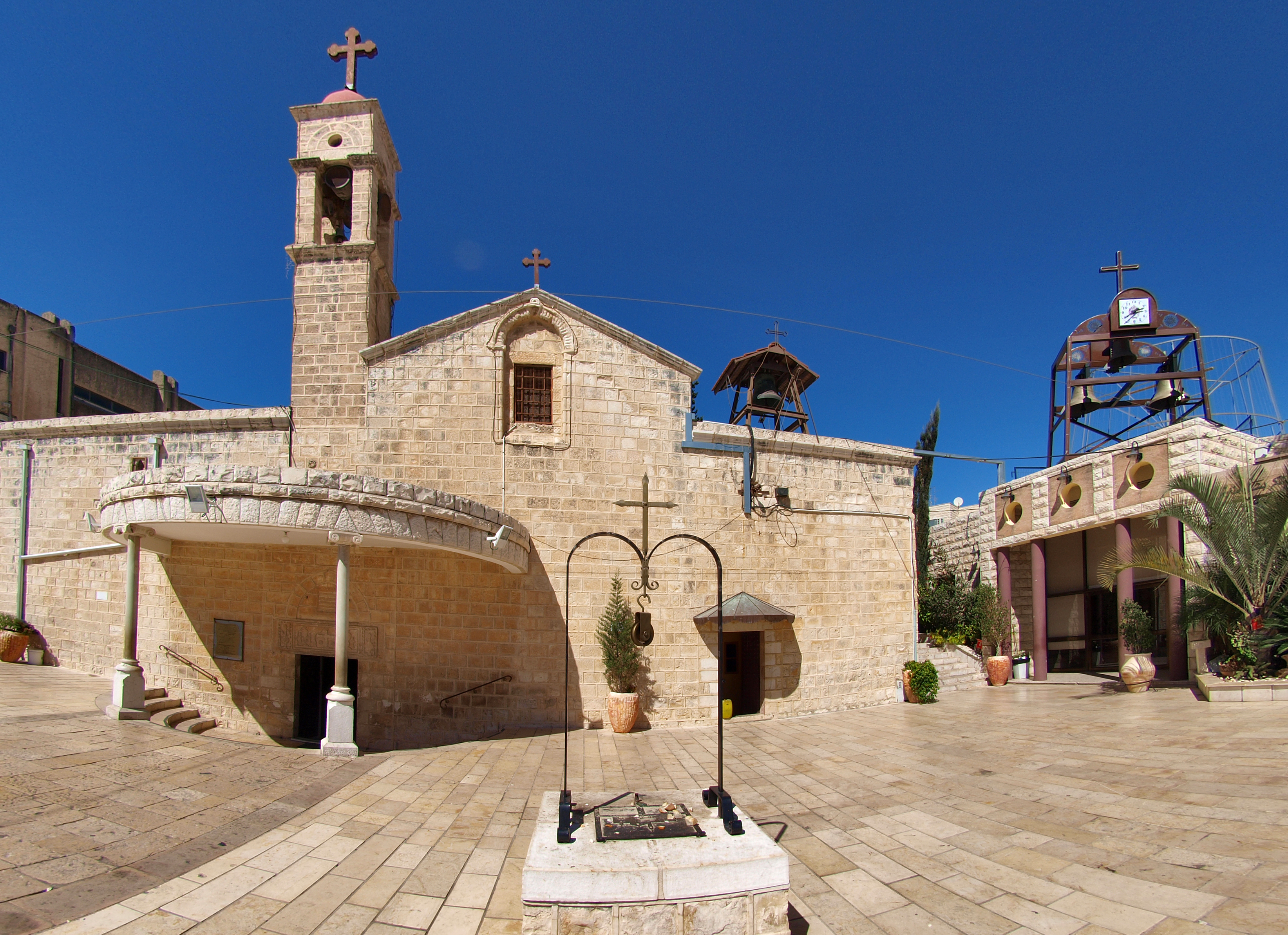
كنيسة البشارة للروم الأرثوذكس في الناصرة
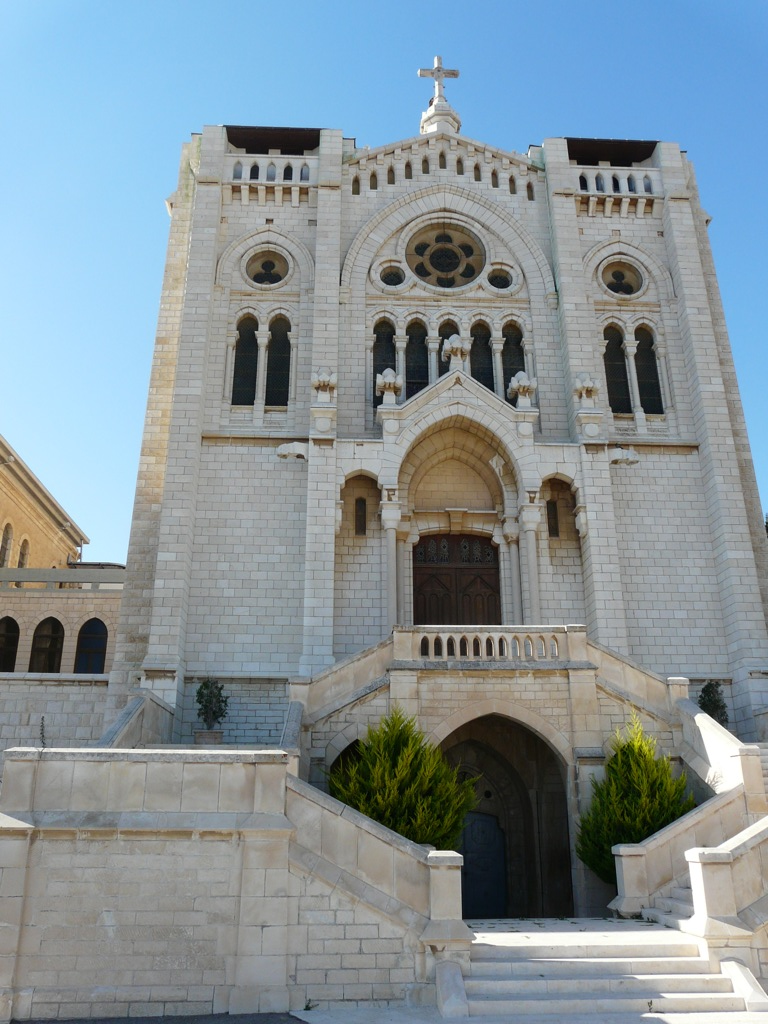
بازيليكا يسوع الشاب في مدينة الناصرة
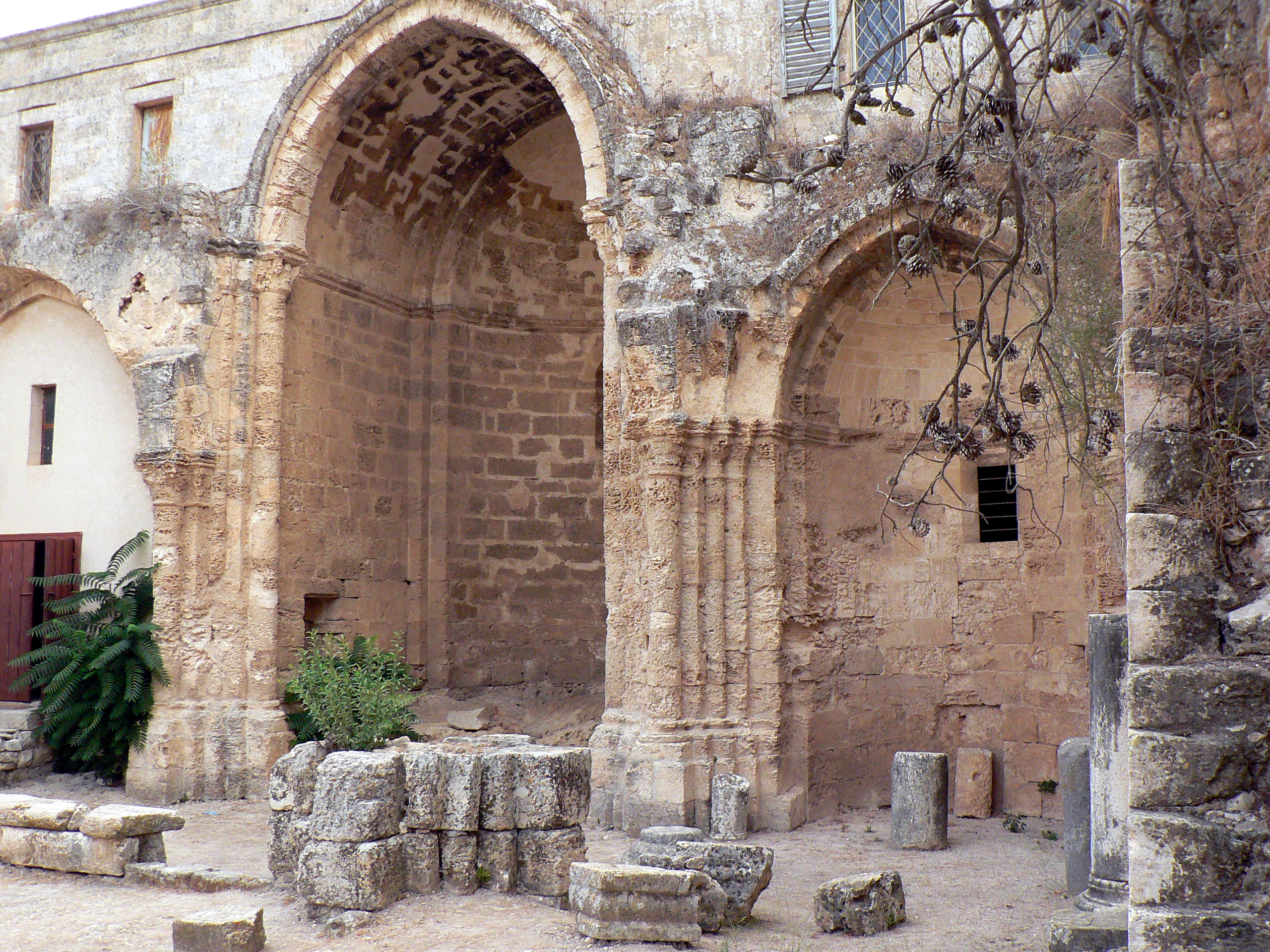
آثار كنيسة القديسة حنة في صفورية
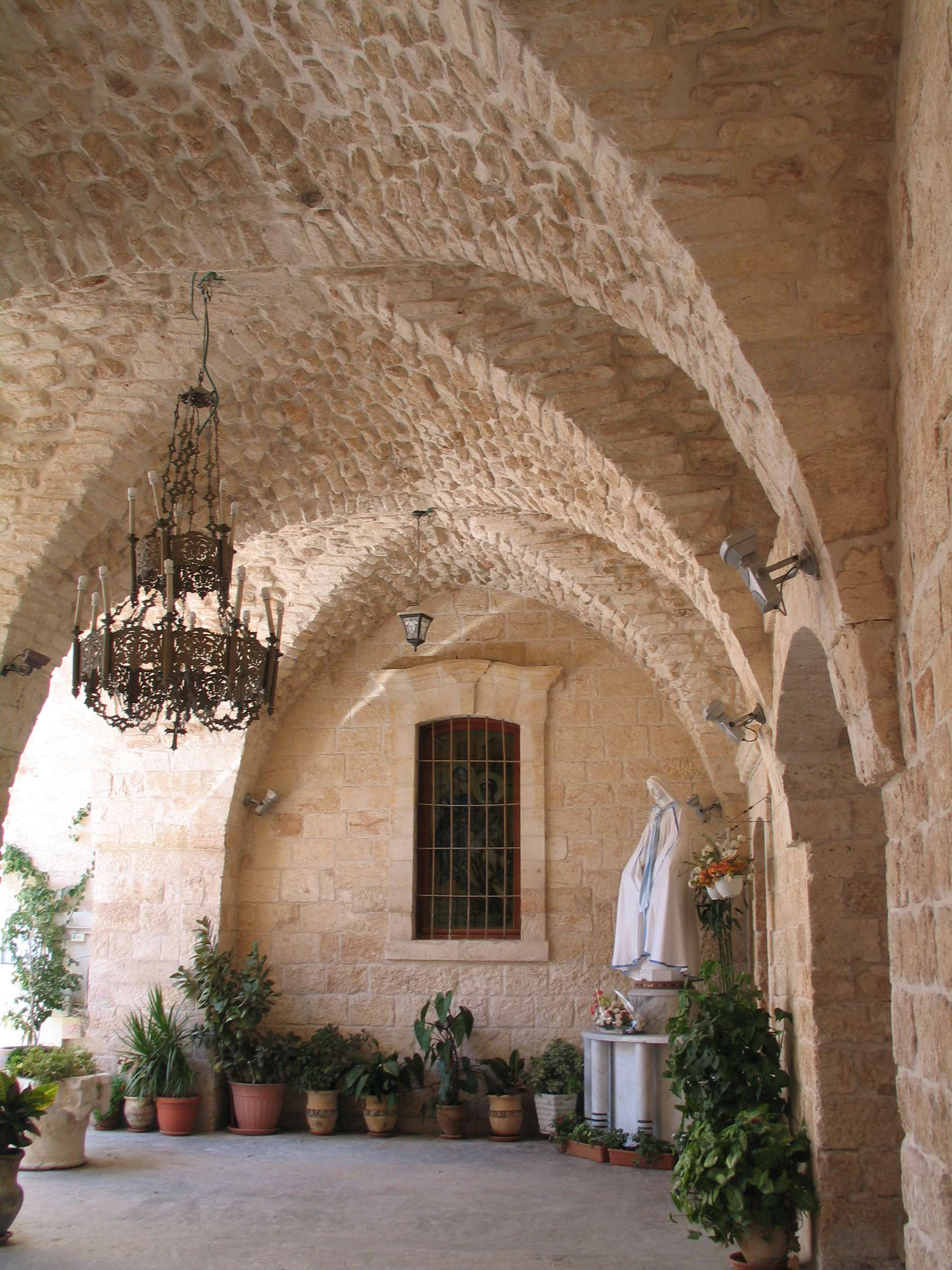
كنيسة القديسين بطرس وبولس في شفاعمرو

#### منطقة حيفا

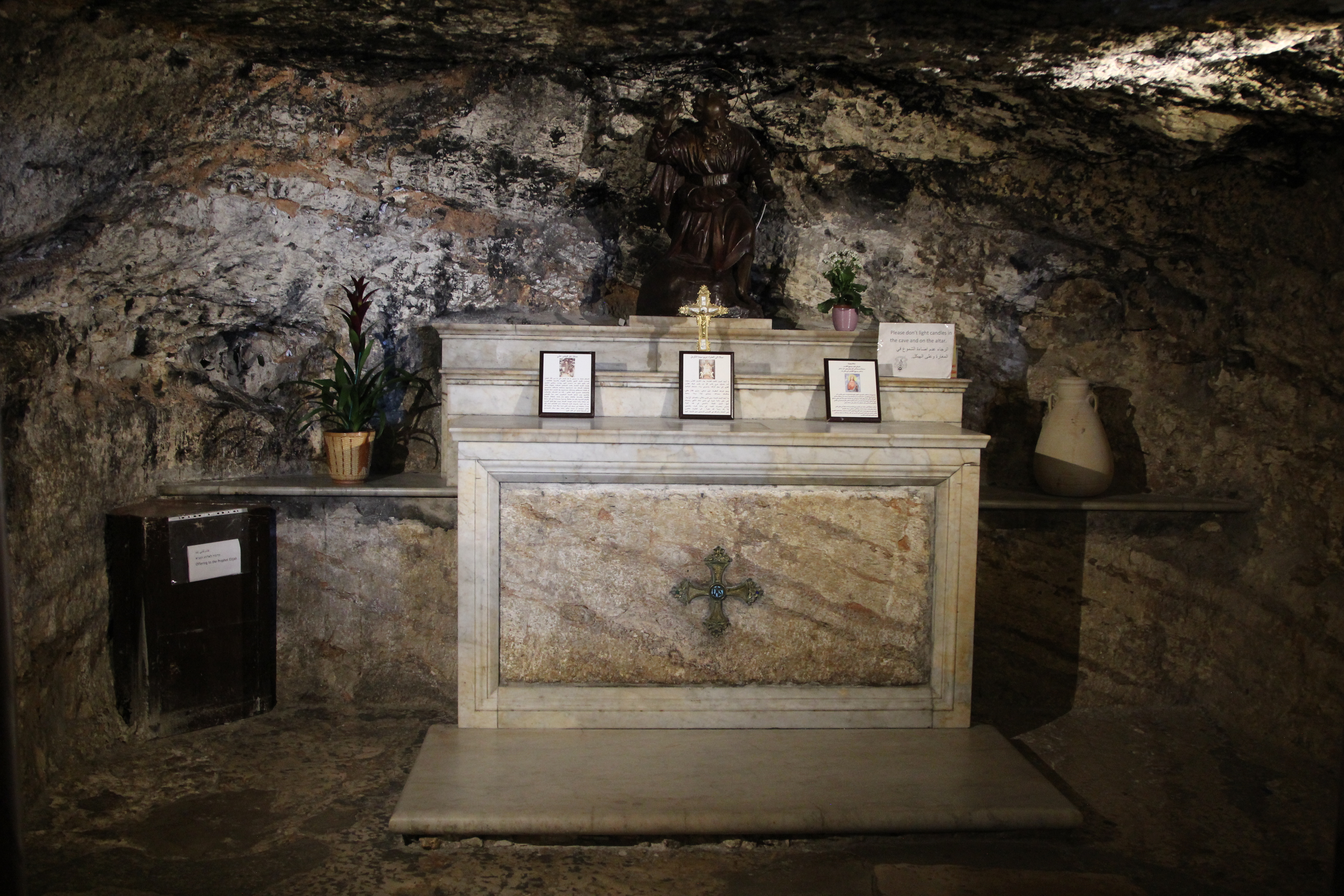
مغارة مار إلياس في جبل الكرمل.

بحسب معطيات دائرة الإحصاء المركزية الإسرائيلية عام 2016 قُدر تعداد المسيحيون العرب في منطقة حيفا بحوالي 17.3 ألف نسمة. بحسب معطيات دائرة الإحصاء المركزية الإسرائيلية عام 2020 سكن حوالي 13.4% من مجمل المسيحيين العرب في إسرائيل في منطقة حيفا، ويتركزون في قضاء حيفا، في حين سكن 19.4% من مجمل المسيحيون اليهود في إسرائيل في منطقة حيفا. تضم مدينة حيفا على أكبر تجمع مسيحي في منطقة حيفا، وتليها بلدة عسفيا، في حين تضم بلدة دالية الكرمل على أقلية صغيرة العدد من بعض الأفراد المسيحيين. منذ أواخر القرن الثامن عشر حتى الانتداب البريطاني على فلسطين، ضمت بعض قرى المثلث الشمالي الواقعة بقضاء الخضيرة في لواء حيفا اليوم، على عائلات أو أفراد من المسيحيُّون والّذين جاءوا من شرقيِّ الأردن وتحديدًا من السّلط ومنطقة الحصن، وسكنوا في أم الفحم وقُراها وفي باقة الغربية وكفر قرع، وأخذ المسيحيُّون خلال الانتداب يرحلون من منطقة المُثلث بعد أن أُفتتحت الأعمال في حيفا والنّاصرة.
تذكر بعض التقاليد المسيحية أن «يسوع» قد وطئ أرض «حيفا» وباركها حين مرّ مع «مريم العذراء» في طريقه من مصر إلى الناصرة. وقد اتبع الطريق الساحلية هرباً من خطر الحكم الروماني، وكانت هذه الطريق الساحلية تمر بحيفا القديمة، وتقطع مقام الخضر وتسير مع شاطئ البحر أمام باب كنيسة اللاتين. وفي سنة 58 م مرّ في حيفا بولس الطرسوسي في رحلته الثالثة مبشراً، وهو قادم من عكا. كما وتذكر المصادر أن النبيَّين «إلياس» و«اليسع» علّما تلاميذهما الديانة في مدرسة الانبياء - مقام الخضر اليوم. وقد انتصر «النبي إلياس» على أعدائه الوثنيين في منطقة جبل الكرمل، في المكان المقدس المنسوب إليه، كنيسة مار إلياس.

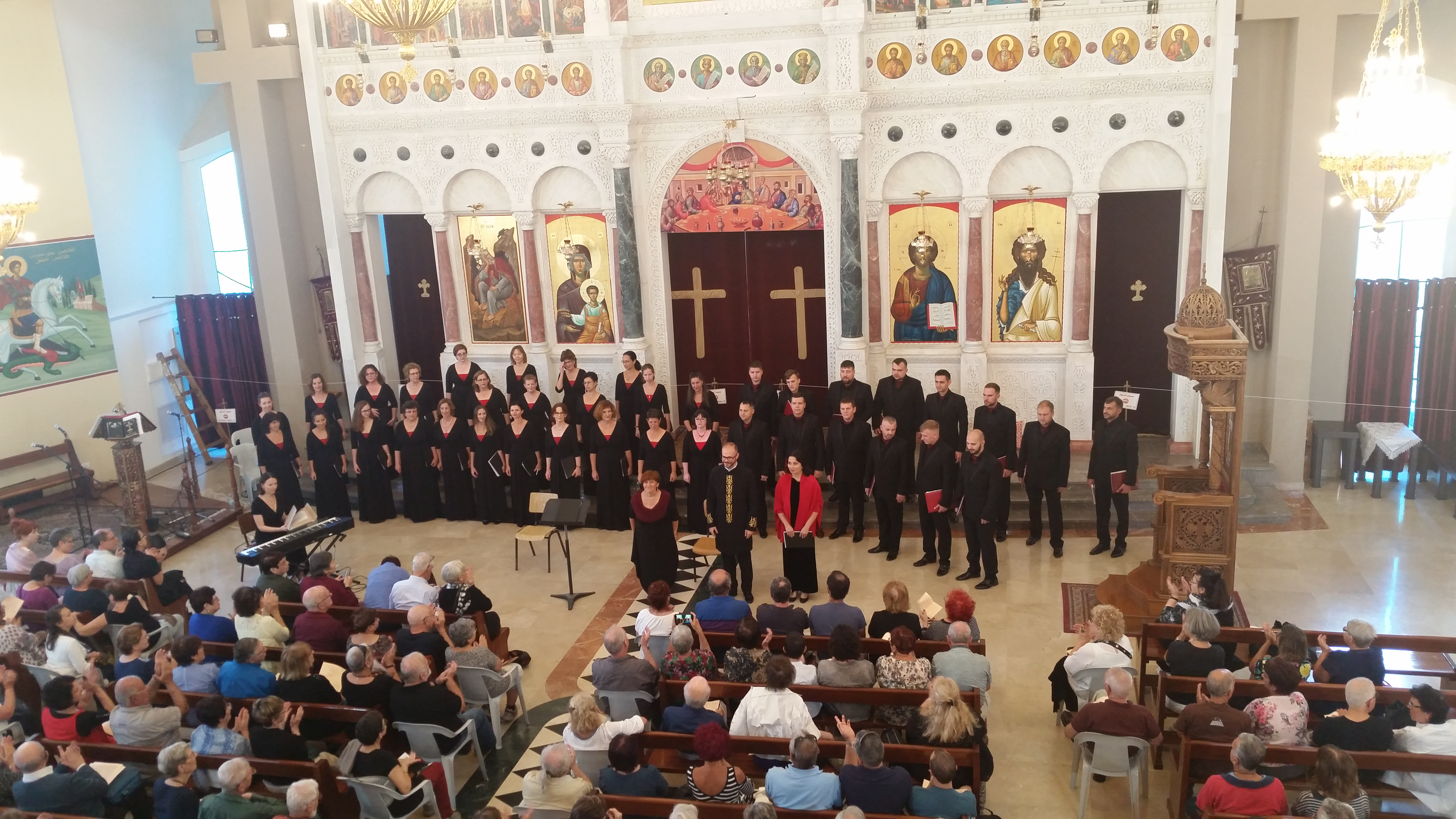
داخل كنيسة القديس يوحنا المعمدان الأرثوذكسية في حيفا.

مدينة حيفا هي موطن لثاني أكبر التجمعات المسيحية العربية في إسرائيل، ينتمي المسيحيين في حيفا إلى عدة طوائف أكبرها الروم الكاثوليك، حيث تعتبر حيفا مقر مطرانية الروم الكاثوليك في الجليل، تليها الروم الأرثوذكس واللاتين، بالإضافة إلى الموارنة، والذين يعود أول ذكر لوجودهم في حيفا لسنة 1677م. إلى جانب الأرمن، والطوائف البروتستانتية المختلفة. يُشكل العرب اليوم ما نسبته 10% من السكان في حيفا (أي حوالي 40,000 نسمة)، نتيجة للهجرة العكسية لليهود من حيفا إلى دول أخرى، ولزيادة معدل الخصوبة للأسر العربية مقارنة بالأسر اليهودية. ووفقاً لصحيفة نيويورك تايمز يبلغ عدد السكان العرب في المدينة حوالي 30 ألف نسمة، أي حوالي 10% من السكان، وينقسمون بأعدادًا متساوية من المسلمين والمسيحيين، وهم عمومًا أكثر ثراءاً وأفضل تعليماً من العرب في أماكن أخرى في إسرائيل. يتركز سكان حيفا العرب بشكل أساسي في أحياء البلدة التحتى: وادي النسناس والمستعمرة الألمانية في الغرب (المسيحيون) والحليصة في الشرق (المُسلمون)، كما يسكن ويتجاور كل من العرب المسيحيين والمسلمين في حي وادي جمال والكرمة والكبابير، ويضم حي عبّاس ذات الأغلبية المسيحية على عدد كبير من العرب المسيحيين الأثرياء، كما وتضم منطقة هدار الكرمل على عددًا من السكان العرب (مسيحيين ومسلمين) خصوصاً في هانيفئيم وأحياء هرتسليا وشارع مسادا. وتوجد هجرة للأكاديميين والمثقفين العرب إلى مدينة حيفا. معظم مسيحيي عسفيا هم من طائفة الروم الملكيين الكاثوليك إلى جانب أقلية تتبع الكنيسة المارونية. وللروم الكاثوليك في عسفيا كنيسة تحمل اسم كنيسة مار إلياس، وللموارنة في عسفيا كنيسة تحمل اسم كنيسة مار شربل، بُنيت عام 1972 على ارض تبلغ مساحتها 900 متراً مربعاً، وكانوا قد اشتروها من راهبات الكرمل مار يوسف.

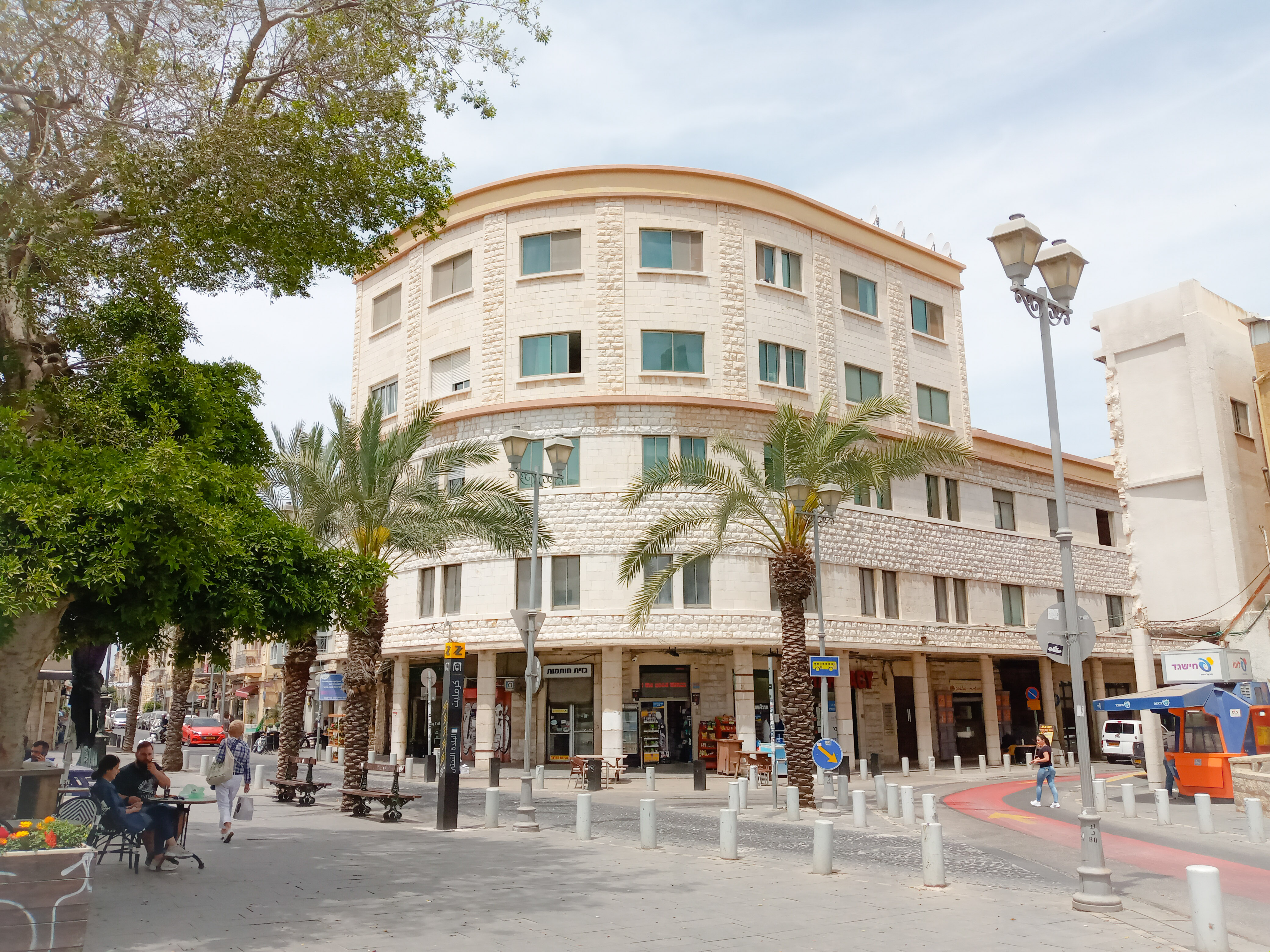
حيزّ الرهبنة الكرمليّة في ساحة الخمرة: بُني عام 1935.

تتواجد في مدينة حيفا ستة مدراس مسيحية ويتلقى فيها العلم 70% من الطلاب العرب الثانوييّن؛ منها مدرستان عربيتان مرموقتان وهي الكليَّة الارثوذكسيَّة العربيَّة التي تديرها الطائفة الأرثوذكسية، وهي من أعرق المدراس العربية ويُطلق عليها مدرسة النخبة، ومدرسة راهبات الناصرة التي تديرها الكنيسة الكاثوليكية، بالإضافة إلى مدرسة راهبات الكرميليت والكرمل ومدرسة مار يوحنا الانجيلي الأسقفية ومدرسة مار الياس الاسقفية بالإضافة إلى عدد من الروضات مثل روضات البطريركية اللاتينية وروضات القديسة حنة وروضات قلب يسوع. كما وتدير الكنيسة الكاثوليكية مستشفى خاص وهو المستشفى الإيطالي. كما اهتمت الكنائس المسيحية باقامة بيوت للمسنين في المنطقة منها بيتان في حيفا وبيت المسنين في عسفيا. ويدير أوبوس داي، وهي منظمة كاثوليكية، سكن جامعي مسيحي يسكنه طلاب مسيحيين جامعيين يدرسون في جامعات حيفا مثل جامعة التخنيون وجامعة حيفا. كما تضم مدينة حيفا على مؤسسة البيت المسيحي التابعة لكنيسة الروم الملكيين الكاثوليك وهي مؤسسة تقوم في دورات تثقيفية وتعليمية، وندوات فكرية ومحاضرات تثقيفية، وفعاليات ترفيهية وفنية، ومخيمات صيفية ورحلات اجتماعية وتوزيع منح دراسية تخدم الطائفة المسيحية والسكان العرب من مختلف الطوائف في حيفا. كما وتملك الكنائس والمؤسسات المسيحية على عدد من البنايات والعقارات خصوصاً في البلدة التحتى، وأبرز هذه العقارات حيزّ الرهبنة الكرملية في ساحة الخمرة والذي بُني عام 1935 من قبل المهندس المعماري جيوفاني بويره، والذي يضم اليوم شقق سكنية ومكاتب ومصالح تجاريَّة.
يضم جبل الكرمل على عدد من المواقع المسيحية المقدسة منها دير ستيلا ماريس التابع للرهبنة الكرملية والذي يقع على سفوح جبل الكرمل في حيفا، إسرائيل. تذكر التقاليد المسيحية أن الدير يضم مغارة اعتكف فيها النبي إيليا أو إلياس حسب التقاليد الشعبية حيث أن إكرام إيليا استمر في موقع المغارة وانتشر النساك في نواحي الجبل. ويقع دير المحرقة الكاثوليكي على بعد 2 كيلو متر إلى الجنوب الشرقي من دالية الكرمل، ويقع في موقع المعركة بين النبي إيليا وكهنة الإله بعل بحسب التقاليد المسيحية، ويتبع الدير الرهبنة الكرمليَّة. ويُعد النبي إيليا النبي الخضر في مذهب التوحيد الدرزي، ويعتبر موقع الدير في المعتقد الدرزي مركز المجابهة بين الخضر وأنبياء بعل وعشتروت. وهو شخصية مقدسة ومبجلة في العديد من الطوائف المسيحية ومذهب التوحيد الدرزي. يُذكر أن الرهبنة الكرملية تأسست في القرن الثاني عشر في مملكة بيت المقدس، وتعتمد في روحانيتها على النبي إلياس ومريم العذراء بشكل خاص. اسم الرهبنة مأخوذ من جبل الكرمل شمال حيفا وهو المكان المذكور في الكتاب المقدس والمقترن بالنبي إيليا، حيث قبل الله قربانه في قمته ضمن التحدري مع كهنة البعل.

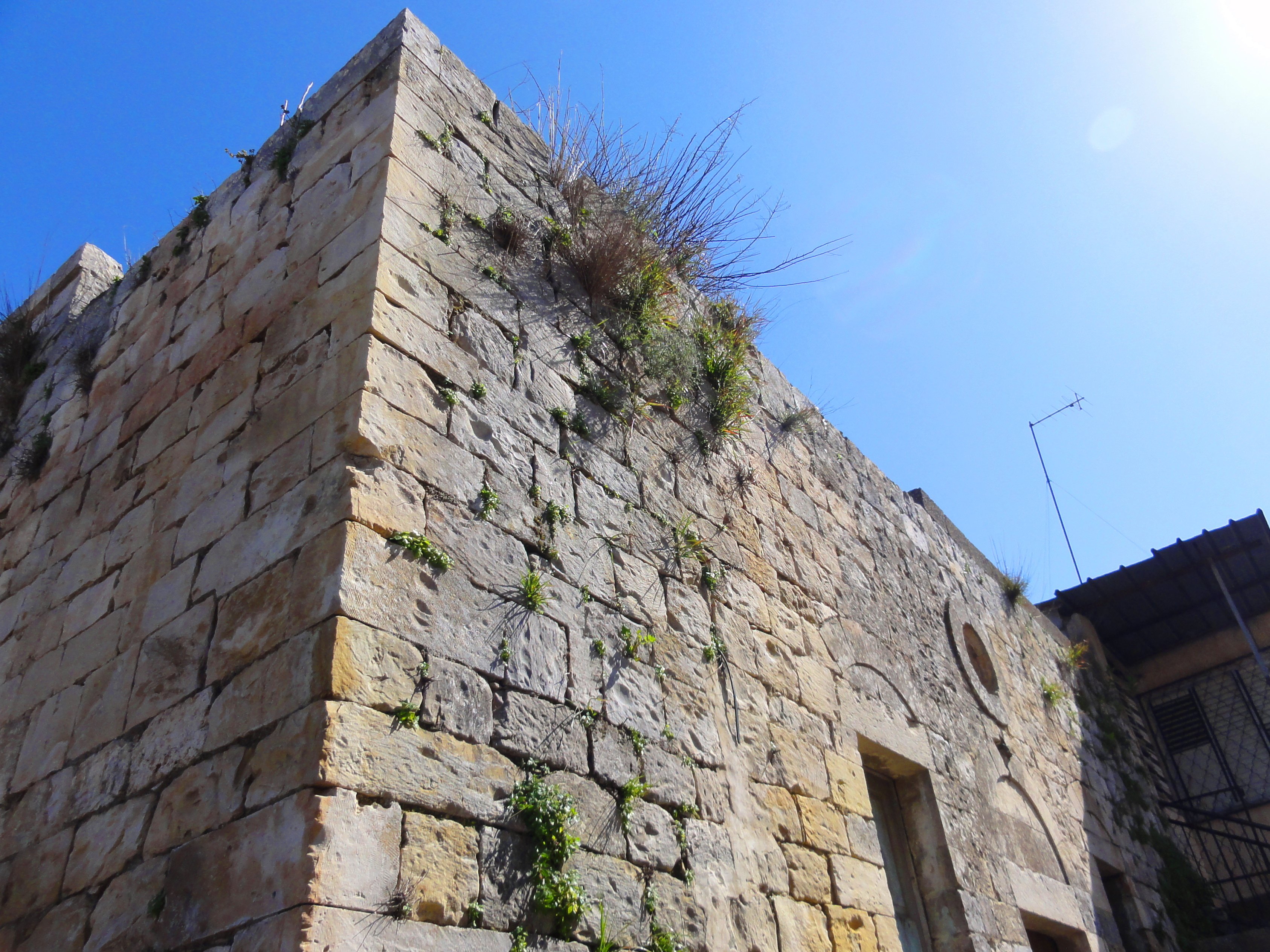
الكنيسة القديمة في عسفيا
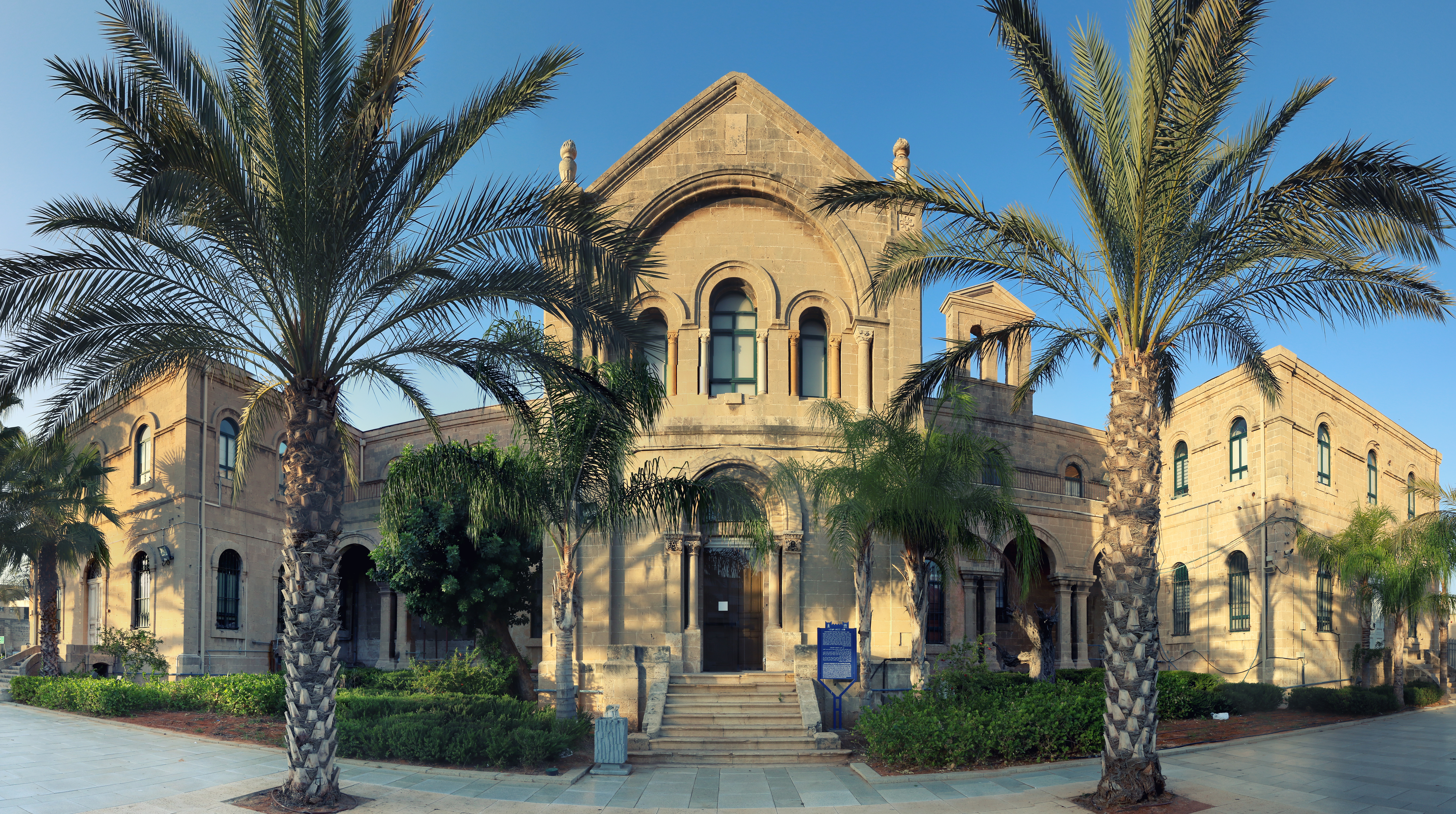
الدير الكرملي القديم في مدينة حيفا
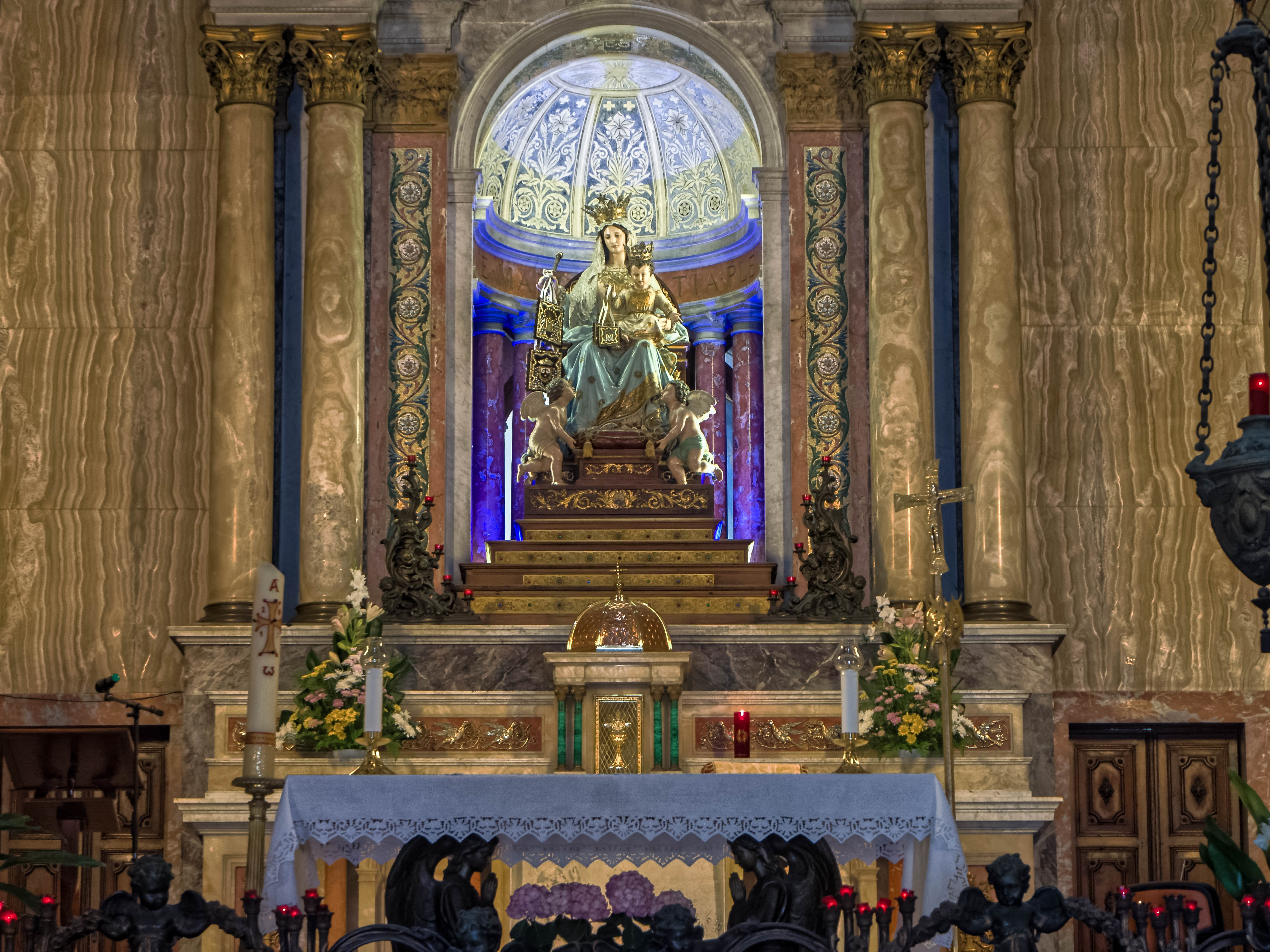
تمثال العذراء مريم في دير ستيلا ماريس
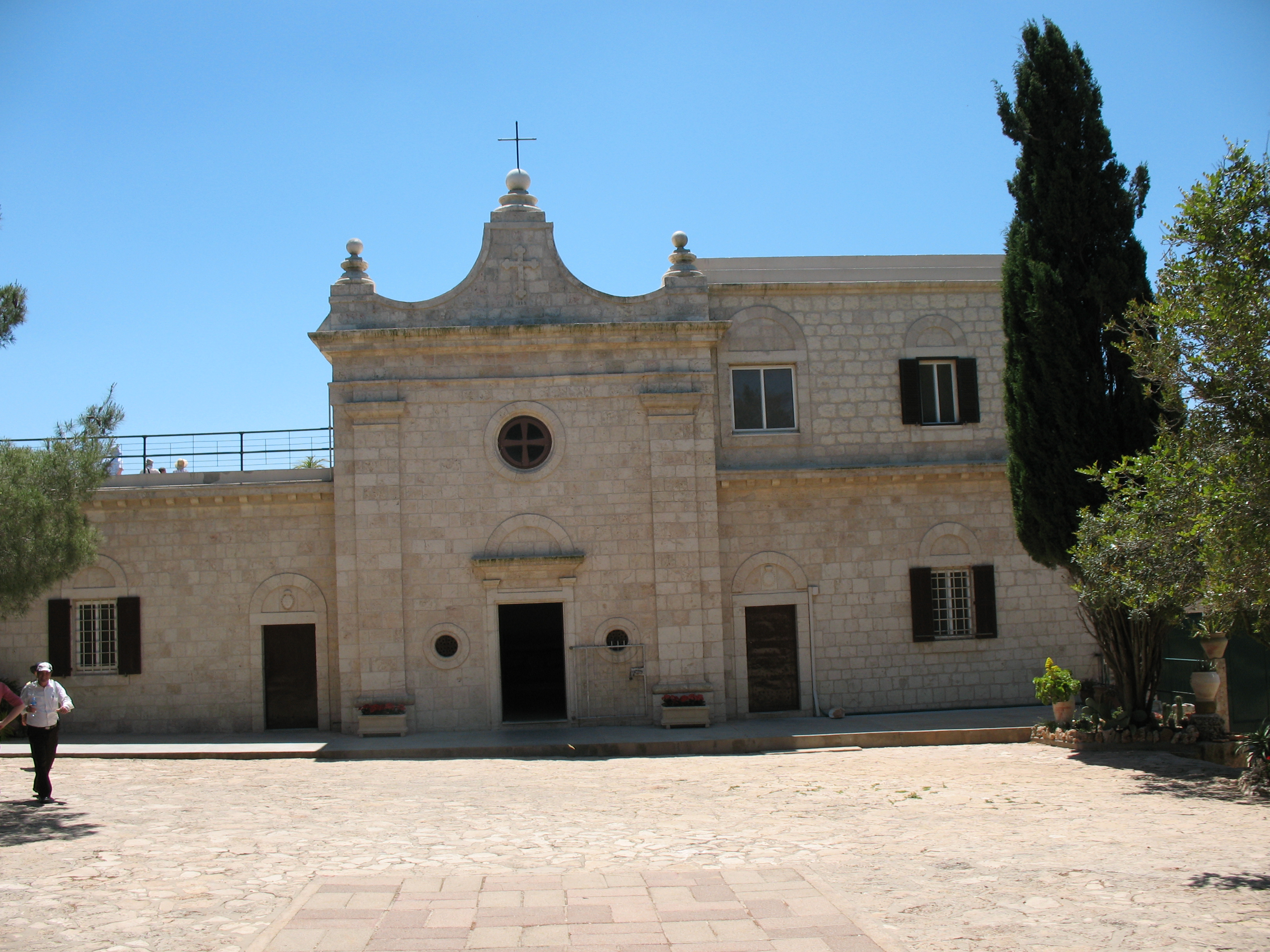
دير المحرقة في دالية الكرمل
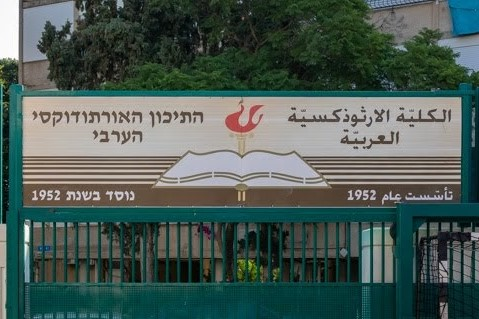
مدخل الكلية الأرثوذكسية العربية في حيفا

#### منطقة القدس

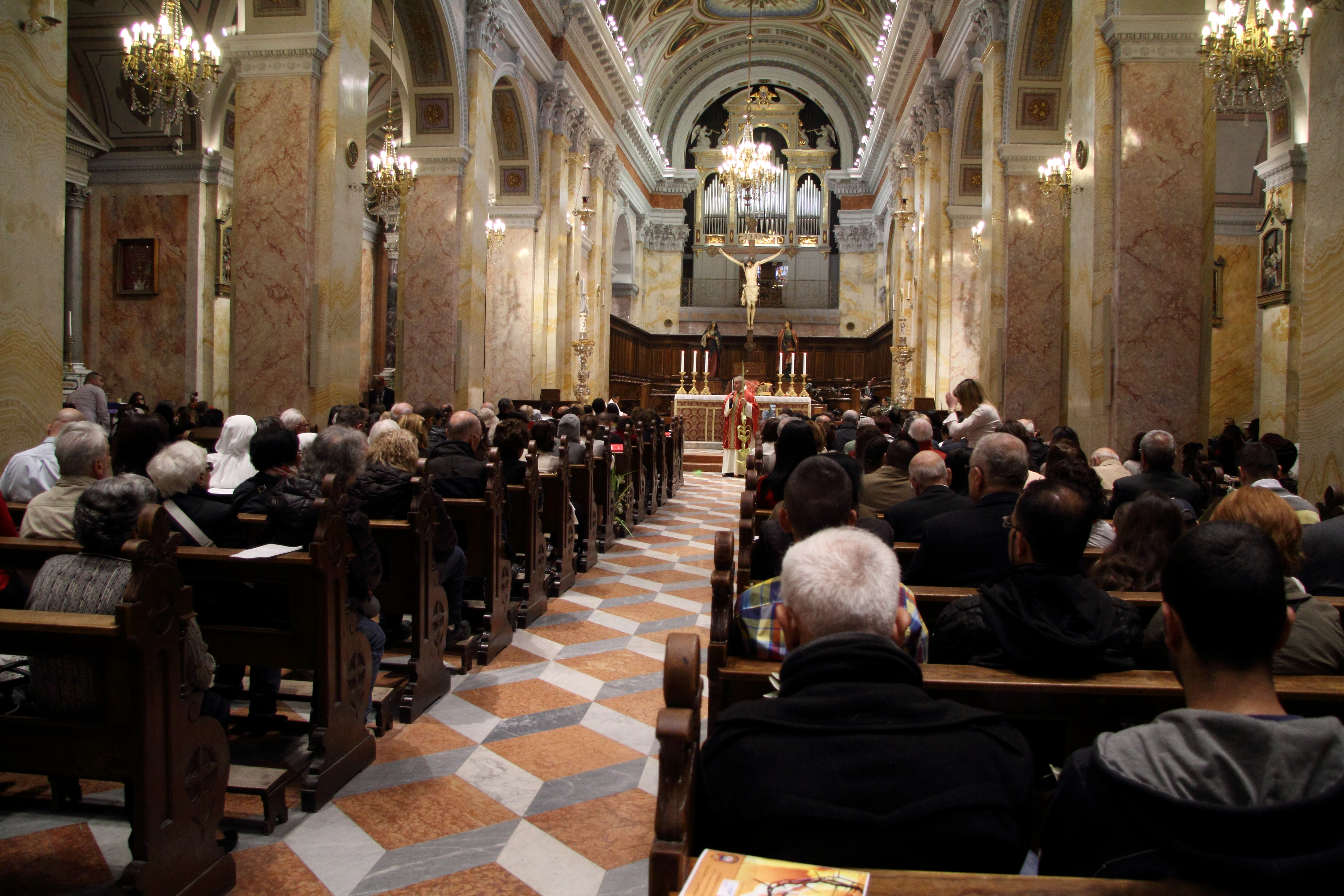
قداس في كنيسة المخلص الكاثوليكية في القدس القديمة.

بحسب معطيات دائرة الإحصاء المركزية الإسرائيلية عام 2016 قُدر تعداد المسيحيون العرب في منطقة القدس بحوالي 12.6 ألف نسمة. بحسب معطيات دائرة الإحصاء المركزية الإسرائيلية عام 2020 سكن حوالي 9.5% من مجمل المسيحيين العرب في إسرائيل في منطقة القدس، في حين سكن 9.8% من مجمل المسيحيون اليهود في إسرائيل في منطقة القدس. تطورت المناطق السكنيّة المسيحية في مدينة القدس مع زيادة النفوذ الغربي الأوروبي فبتنيت مدارس الإرساليات والمشافي والمعاهد العلمية، فازدهر حي النصارى مقارنة بالأحياء الأخرى التي عانت من فقدان هذه الخدمات، كما نشطت حارة النصارى اقتصاديًا خاصًة مع ازدهار أحول سكانه الذين عملوا بالتجارة، ومع هجرة مسيحيي القدس أرسل أثرياء المهجر أموالاً لدعم أهالي الحي. في عام 1898 وافقت الدولة العثمانية على طلب من الدول الأوروبية وفتحت بوابة جديدة في أسوار البلدة القديمة، في منطقة جديدة للتنمية. كانت تسمى بوابة «الباب الجديد». وتملك إيطاليا وفرنسا وروسيا واليونان وإسبانيا والمملكة المتحدة والنمسا والولايات المتحدة أكثر من مئتي معلم معماري أثري في القدس، وتتنوع ما بين الكنائس والأديرة والمراكز الثقافية والمدارس والمشافي وبيوت الضيافة، وتدير هذه الأملاك الحكومات أو الإرساليات التبشيرية. من بينها جمع الآباء الفرنسيسكان المعروف باسم «مجمع الأرض المقدسة» والذي تملكه إيطاليا، وكنيسة القديسة حنة والتي تعود ملكيتها إلى الحكومة الفرنسية، والمسكوبية والتي تعود ملكيتها إلى الروس، ومجمع أوغوستا فيكتوريا الذي بناه الألمان البروتستانت.
وفقًا لمعهد القدس للدراسات السياسية عام 2019، بلغ عدد المسيحيين في القدس حوالي 15,000 ويُشكلون 2% من مجمل سكان المدينة. في عام 1946 كان عدد المسيحيين في المدينة 31,00 نسمة وكانوا يُشكلون حوالي 19% من سكانها، ويعود تناقض الأعداد بسبب تهجير المسيحيين عام 1967 والهجرة المسيحية واسعة النطاق لاحقاً خصوصاً إلى الولايات المتحدة وأستراليا. كما أشار استعراض معهد القدس لأبحاث السياسة أيضًا إلى أن حوالي 44% من المسيحيين في القدس يعيشون في البلدة القديمة، حيث يبلغ عددهم حوالي 6,500 نسمة، ويتركز حوالي 4,000 منهم في الحي المسيحي وحوالي 2,500 في الحي الإسلامي والأرمني. تاريخياً ضمت بعض الأحياء مثل العيسوية، وبيت حنينا، والمستعمرة الأمريكية في القدس على أعداد من المسيحيين. وتضم بيت صفافا على أعداد من المسيحيين تعود أصولهم إلى مدينة يافا والناصرة والقدس، مما أدى إلى توسيع المجتمع المسيحي الصغير فيها. كما وضمت قرية أبو غوش تاريخياً على طائفة مسيحية صغيرة.
وعلى الرغم من أن الأرمن منفصلون رسميًا عن المسيحيين الأرثوذكس والكاثوليك العرب في القدس، فإن الأرمن يعتبرون أن حي الأرمن جزء من الحي المسيحي في المدينة. وعبرت البطريركيات المسيحية الثلاث في القدس وحكومة أرمينيا علناً عن معارضتها لأي انقسام سياسي في الحارتين، وأشارت في بيان رسمي لها: «نحن نعتبر الأحياء المسيحية والأرمنية في البلدة القديمة كيانات مترابطة ومتصلة ومتحدة بقوة من نفس الإيمان». إن الأسباب الرئيسية لوجود حي أرمني منفصل هي المذهب الميافيزي واللغة والثقافة المميزة للأرمن، والذين، على عكس غالبية المسيحيين في القدس، ليسوا عرباً.

#### منطقة تل أبيب

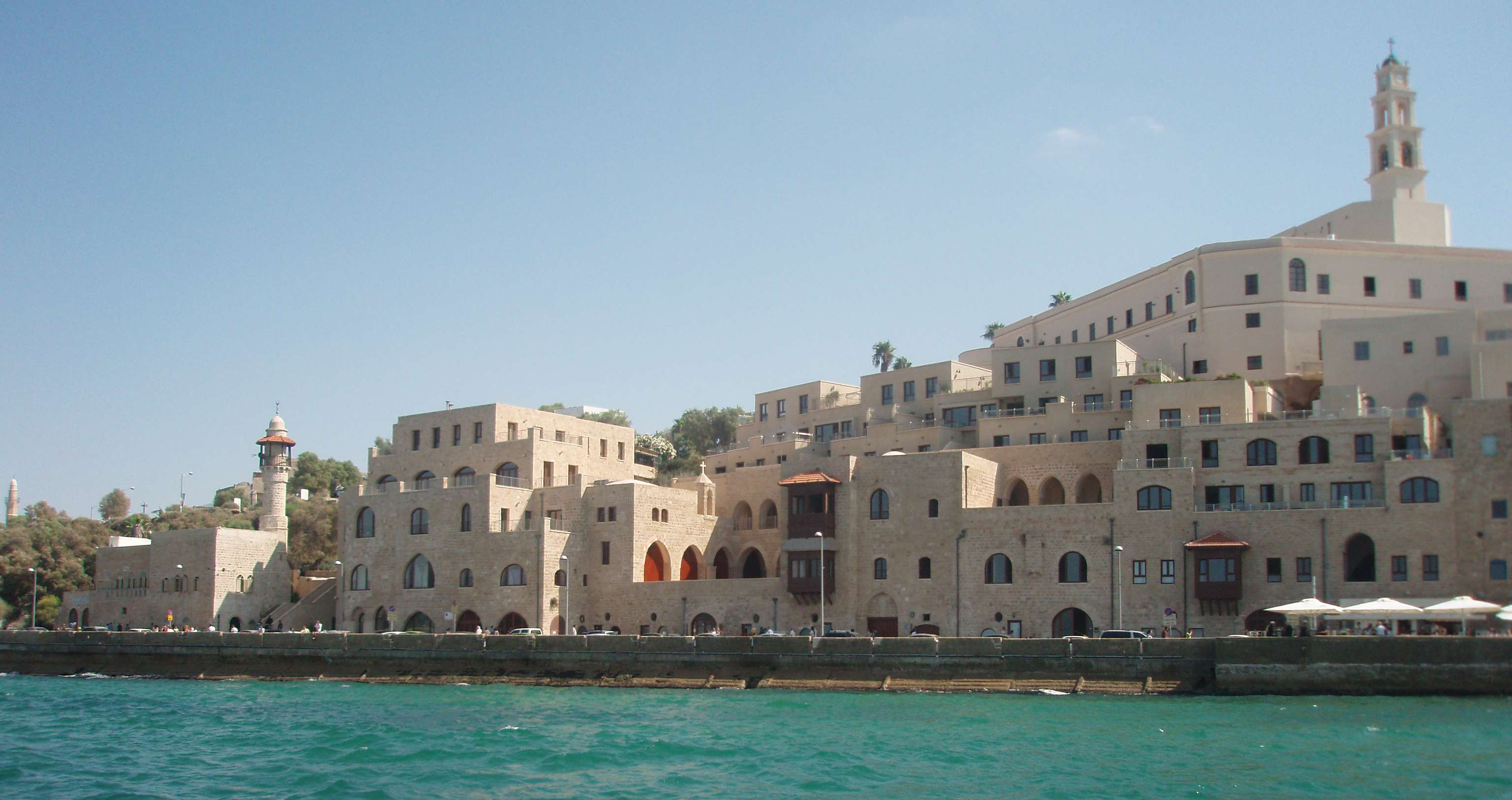
كنيسة القديس بطرس الكاثوليكية ودير القديس نقولا الأرمني يُطلان على البحر في يافا.

بحسب معطيات دائرة الإحصاء المركزية الإسرائيلية عام 2020 سكن حوالي 2.7% من مجمل المسيحيين العرب في إسرائيل في منطقة تل أبيب، في حين سكن 23.5% من مجمل المسيحيون اليهود في إسرائيل في منطقة تل أبيب. يُشكل المسيحيين حوالي 1% من مجمل سكان تل أبيب، وحوالي 30% من مجمل السكان العرب في مدينة يافا. وقد احتلت يافا مركزاً مرموقاً في العهد البيزنطي، إذ كانت الميناء الرئيس لاستقبال الحجاج المسيحيين القادمين لزيارة الأرض المقدسة. وتشتهر يافا بارتباطها بالقصص التوراتية ليونان بن أمتّاي (يونس) وسليمان والقديس بطرس، إذ يذكر سفر أعمال الرسل زيارة القديس بطرس، سمعان الدبّاغ أحد السكّان المحليين ومكوثه في بيته ثلاثة أيّام، كما ومن يافا انطلق بطرس ليبشر بالمسيحيّة. خلال الفترة العثمانية والإنتداب البريطاني ضمت يافا على مجتمعات مسيحية مزدهرة من التجار والصناعيين والبرجوازيين، وكانوا أرباب عمل ونخبة مُثقفة وثريّة.
تضم يافا-تل أبيب على أقلية مسيحية عربية، وأرمنية، إلى جانب أقلية من أصول يهودية وبعض المسيحيين القادمين من الاتحاد السوفيتي السابق والذين هاجروا إلى إسرائيل مع أزواج وأقارب يهود. يتركز المسيحيون العرب والأرمن في يافا، في حين يتركز المسيحيون من أصول يهودية أو روسية أو العمال الأجانب أو المهاجرين الأجانب في تل أبيب، وتضم بلدة بات يام التابعة لمنطقة تل أبيب على عدد من الأسر المسيحية والمسلمة العربية التي تعود أصولها إلى يافا، هناك بعض الأفراد المسيحيون الذين يسكنون في هرتسليا ورمات غان وحولون. ويتوزع المسيحيين في يافا-تل أبيب على طائفة الروم الأرثوذكس، وطائفة الروم الملكيين الكاثوليك، وطائفة اللاتين، وطائفة الموارنة، وطائفة الأرمن، والطائفة المشيخية الاسكتلندية، والطائفة اللوثرية، والطائفة الأنجليكانية، والطائفة الروسية الأثوذكسية.
تضم مدينة يافا-تل أبيب على عدد من الكنائس المختلفة وتتواجد في يافا القديمة وعجمي وغفعات هرتزل (أبو كبير) والمنشية، ومنها كنيسة القديس بطرس أو كنيسة القلعة ويعود بناؤها إلى الحقبة العثمانية في فلسطين عام 1654 وبُنيت على طراز الباروك، وكنيسة القديس أنطون، ودير القديس نقولا الأرمني والذي زاره نابيلون بونابرت، وكنيسة عمانويل اللوثرية، ودير رؤساء الملائكة الأرثوذكسي، وكنيسة المسكوبية في حي أبو كبير والتي تُعرف بطامينا. وتضم الطوائف المسيحية على عدد من المدارس المسيحية التابعة لكنائس مختلفة ومنها مدرسة تيراسنطة، والمدرسة الفرنسية أو مدرسة الفرير (وهي مختلطة عرب + يهود)، ومدرسة طابيثا التابعة لكنيسة اسكتلندا، والمدرسة النموذجية التجريبية. وتضم الطوائف على عدد من الجمعيات المسيحية الخيرية والاجتماعية الناشطة في المنطقة.

#### المنطقة الوسطى

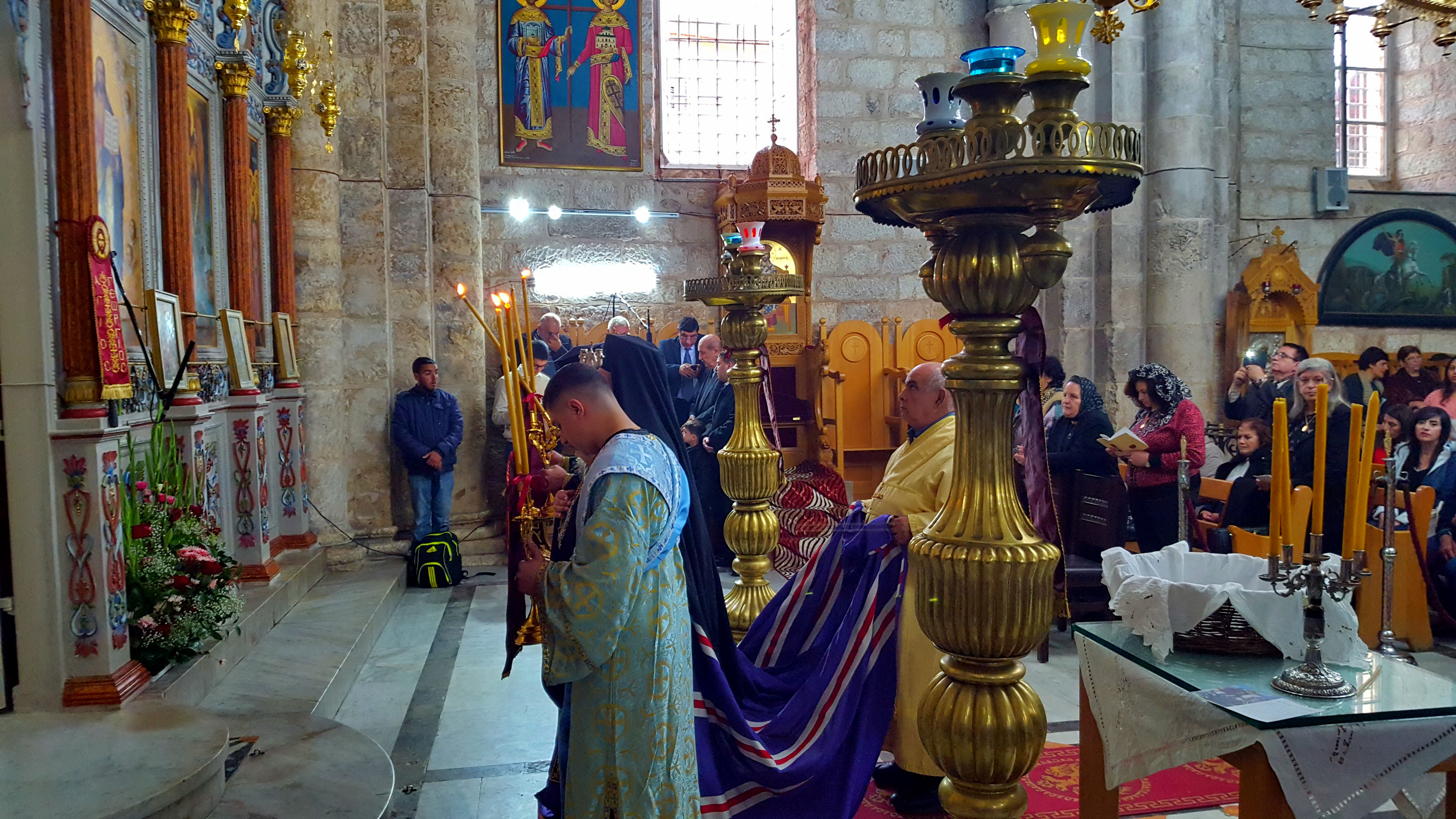
احتفال بمناسبة عيد الخضر في كنيسة القديس جاورجيوس باللد.

بحسب معطيات دائرة الإحصاء المركزية الإسرائيلية عام 2016 قُدر تعداد المسيحيون العرب في المنطقة الوسطى بحوالي 4.4 ألف نسمة. بحسب معطيات دائرة الإحصاء المركزية الإسرائيلية عام 2020 سكن حوالي 3.4% من مجمل المسيحيين العرب في إسرائيل في المنطقة الوسطى، في حين سكن 17.5% من مجمل المسيحيون اليهود في إسرائيل في المنطقة الوسطى. يتركز الوجود المسيحي في المنطقة الوسطى في قضاء الرملة وفي كل من مدينة الرملة واللد، والتي تضم على عدد من الكنائس التاريخية والعريقة أبرزها كنيسة القديس جاورجيوس أو كنيسة الخضر وكنيسة القديسين نيقوديموس ويوسف الرامي في الرملة. تُدير الكنائس والمؤسسات المسيحية في المنطقة على عدد من المؤسسات الاجتماعية، أبرزها الكليّة الأرثوذكسية العربية ومدرسة تراسنطا الثانوية ومدرسة راهبات مار يوسف في الرملة وجمعيّة القديس جوارجيوس الأرثوذكسيّة الخيرية في الرملة وجمعية اللد الخيرية. لا توجد مدارس مسيحية في مدينة اللد ويقوم العديد من التلاميذ المسيحيين بالسفر لمدينة الرملة للتعلم في المدارس المسيحية الخاصة، وبينما أبدت بلدية اللد استعدادها لتمويل الطلاب المسيحيين الا أنها ترفض تمويل الطلاب المسلمين، وهي قضية تعكس مظاهر التمييز التي يعاني منها العرب في المدينة.
تُشير التقاليد المسيحية أن الرملة هي بلدة الرامة التوراتية، مسقط رأس يوسف الرامي، وهو شخصية كانت بحسب رواية الإنجيل، صاحب القبر الذي أودع فيه جسد يسوع بعد الصلب. كما وبحسب التقاليد المسيحية تعد مدينة اللد مسقط رأس القديس جرجس، وفي عصر المسيحي البيزنطي كانت أسقفية اللد تحتل المركز الأول بين 25 أسقفية مستقلة، تحولت بعدها تحولت إلى رئاسة أسقفية. خلال العصر الصليبي كانت اللد والرملة مراكز دينية وثقافية هامة في مملكة بيت المقدس. وخلال حقبة أحمد باشا الجزار في العهد العثماني تعرض المسيحيين في الرملة واللد إلى القتل والنهب وأجبر الكثير منهم على الفرار. في حرب عام 1948 تعرض المسيحيين الفلسطينيين للتهجير من اللد والرملة، لكن تخوفًا من المس في العلاقات مع العالم المسيحي سُمح للمسيحيين الفلسطينيين المهجرين العودة إلى اللد والرملة لاحقاً، في حين مُنع المسلمين الفلسطينيين المهجرين العودة إلى اللد والرملة.
خلال الانتداب البريطاني على فلسطين أشار تعداد فلسطين 1922 وتعداد فلسطين 1931 إلى وجود أفراد أو عائلات مسيحية عربية في قرى أو بلدات إسلامية تقع اليوم بقضاء هشارون في المنطقة الوسطى منها الطيرة، حيث أخذ المسيحيُّون خلال الانتداب يرحلون من منطقة المُثلث الجنوبي بعد أن أُفتتحت الأعمال في حيفا والنّاصرة.

#### المنطقة الجنوبية

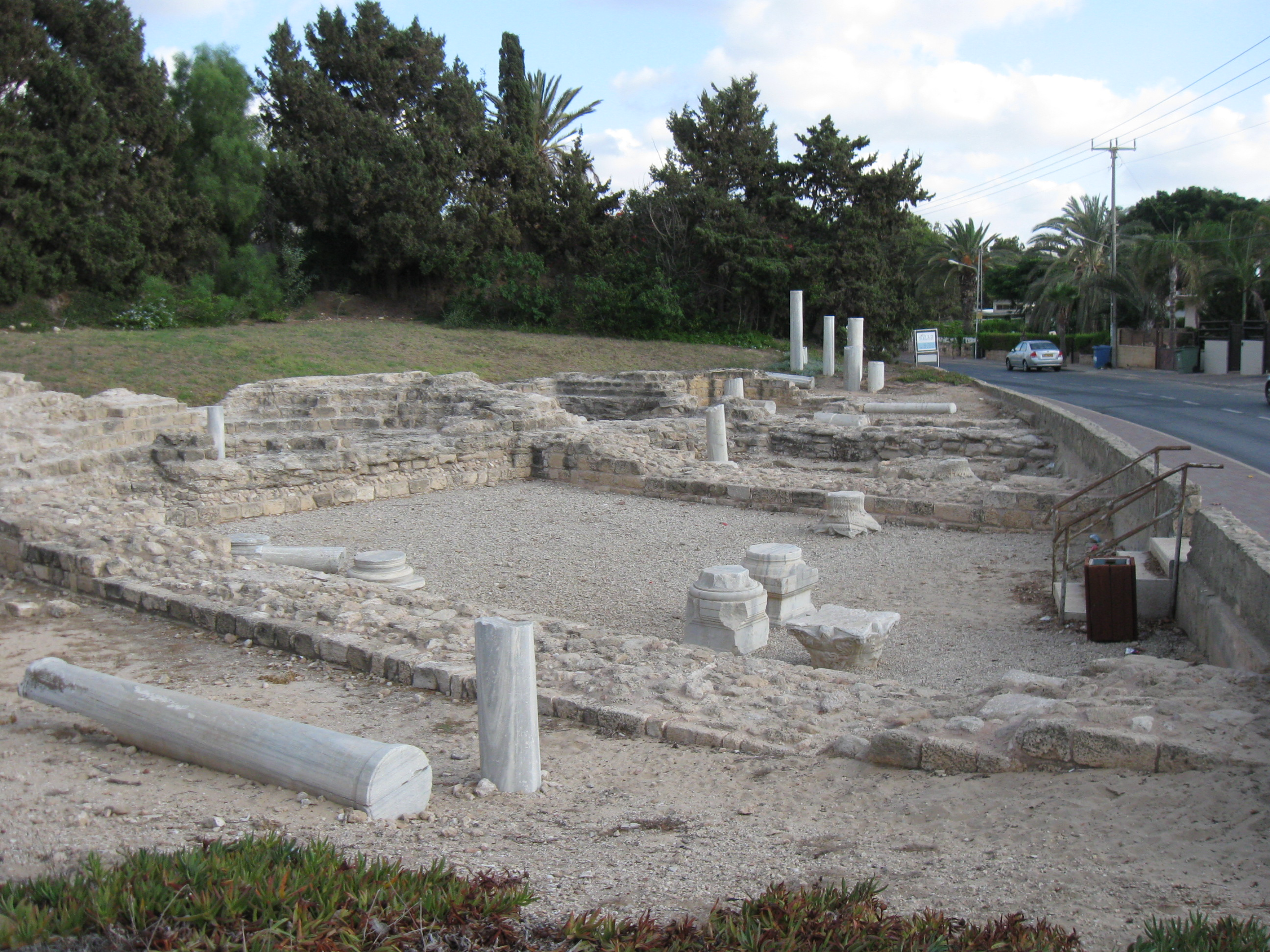
آثار الكنيسة البيزنطية في عسقلان.

بحسب معطيات دائرة الإحصاء المركزية الإسرائيلية عام 2020 سكن حوالي 0.5% من مجمل المسيحيين العرب في إسرائيل في المنطقة الجنوبية، في حين سكن 14.3% من مجمل المسيحيون اليهود في إسرائيل في المنطقة الجنوبية. يتركز معظم المسيحيين العرب في المنطقة الجنوبية في مدينة بئر السبع وإيلات وأعداد أقل في أسدود وديمونا وسديروت وعسقلان، حيث قدم العديد منهم للعمل أو التعلم فيها. قدِم مُعظم المسيحيين في المنطقة الجنوبية خلال موجات الهجرة من الاتحاد السوفيتي في تسعينات القرن العشرين ومع الهجرة الكثيفة لليهود لاحقاً من دول الاتحاد السوفيتي سابقاً خصوصاً من روسيا إلى إسرائيل، إلى جانب أعداد من المسيحيون اليهود أو ذوي الأصول اليهوديّة، والعمال الأجانب.
خلال العصر البيزنطي والصليبي كانت كل من أسدود وعسقلان مراكز حضرية مسيحية، وكانت كراسي أسقفية. خلال الانتداب البريطاني على فلسطين ضمت مدن بئر السبع وأسدود وعسقلان على أعداد صغيرة من المسيحيين، لكن خلال حرب 1948 تعرضوا إلى جانب المسلمين للتهجير. في العقود الأخيرة قدم طلاب وعائلات مسيحية عربية من مناطق مختلفة من إسرائيل للمنطقة الجنوبية بهدف التعليم أو العمل إلى جانب المهاجرين من روسيا ورومانيا وبولندا والهند.

## المجموعات العرقية

### مسيحيون عرب
في نهاية عام 2017 قدرت أعداد المسيحيين العرب بحوالي 133,600 إلى جانب أكثر من 36,400 من المسيحيين من غير العرب، ويشكّل المسيحيون العرب حوالي 7.3% من مجمل السكان العرب في إسرائيل. يملك المسيحيون في إسرائيل عدد كبير من المؤسسات من مدراس ومستشفيات وغيرها، جزء من هذه المؤسسات خاصة المدراس هي الأفضل في الوسط العربي. وفقاً لدراسة مركز بيو للأبحاث عام 2017 قال 96% من المسيحيين في إسرائيل أنهم عرب من الناحية العرقية.
كان للعديد من المسيحيين العرب مكانة بارزة في الأحزاب السياسية العربية في إسرائيل، ونشط المسيحيون على وجه الخصوص في الجبهة الديمقراطية للسلام والمساواة وحزب التجمع الوطني الديمقراطي، ومن بينهم الأسقف جورج حكيم، وإميل توما، وتوفيق طوبي، وصليبا خميس، وإميل حبيبي، وداوود تركي، وعزمي بشارة. ولعبت بعض الأسر المسيحيّة العربيّة مثل آل خيّاط الكاثوليكية وآل خوري المارونية من حيفا دورًا اقتصاديًّا واجتماعيًّا وديبلوماسيًّا بارزًا في حياة المجتمع العربي. ومن الشخصيات الدينية المسيحية البارزة إلياس شقور، وبطرس المعلم، والبطريرك السابق ميشيل صباح، والأسقف منيب يونان. كما أن كل من جورج القرا وسليم جبران؛ وهم قضاة في المحكمة العليا الإسرائيلية، من المسيحيين العرب. ومن الشخصيات المسيحية العربية البارزة في العلوم والتقنيَّة العالية تشمل حسام حايك الذي لديه اكتشافات عالمية في مجالات الإلكترونيات الجزيئيه، وجوني سروجي، وهو نائب رئيس شركة أبل لتقنيات الأجهزة.

#### التوزيع الجغرافي

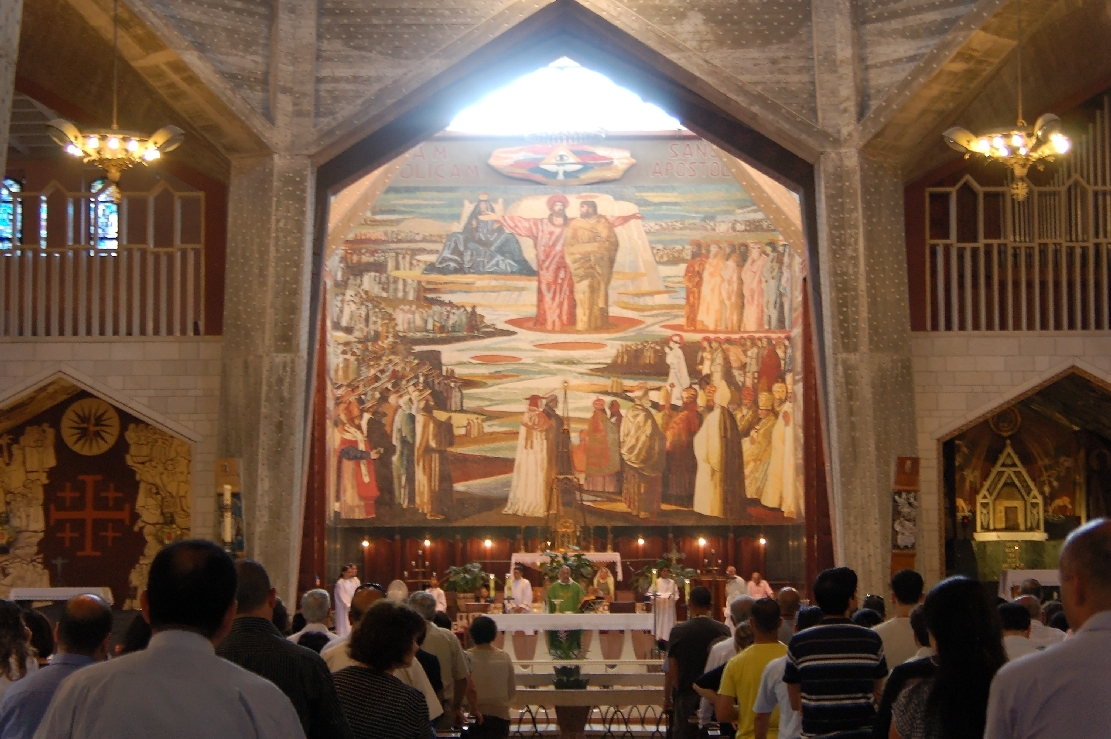
مواطنيون مسيحيون من أتباع الكنيسة الرومانية الكاثوليكية يُصّلون في بازيليكا البشارة، الناصرة.

المسيحيين العرب في إسرائيل في عام 2012 كان يقيم حوالي 70% من المسيحيين العرب في إسرائيل في المنطقة الشمالية وتحديدًا في منطقة الجليل. ويعيش أغلب المسيحيين العرب في إسرائيل في الناصرة تليها حيفا، وفي عدد من قرى الجليل الأخرى بشكل منفرد مثل معليا وفسوطّة، أو اختلاطًا بالمسلمين والموحدون الدروز مثل أبو سنان، والرامة الجليليّة، وشفاعمرو، وعسفيا، وكفر ياسيف، والمغار، أو اختلاطًا بالمسلمين مثل البعنة، ترشيحا، وجديدة - المكر، والجش، ودير حنا، والرينة، ورأس العين، وسخنين، وطرعان، وإعبلين، وعرابة، وعيلبون، وكفر كنا، والمزرعة، والمقيبلة، ويافة الناصرة وغيرها. وتضم بعض القرى التي يشكل غالبيَّة سكانها من الدروز على أقلية مسيحية عربيَّة مثل البقيعة، وحُرفيش، وعسفيا، وكسرى-كفرسميع، والمغار وغيرها. ويعيش المسيحيين العرب اختلاطًا باليهود والمسلمين في سائر المدن المختلطة سيّما القدس ويافا - تل أبيب والرملة واللد وعكا والناصرة العليا. كما ويعيش بعض الطلاب الجامعيين المسيحيين وبعض العائلات المسيحيَّة في بعض المدن اليهودية مثل كرمئيل وصفد وطبريا وهرتسليا ونتانيا وإيلات وبئر السبع ومنطقة غوش دان بسبب التعليم أو العمل فيها.
تشير دائرة الإحصاء المركزية أن مدينة الناصرة تضم على أكبر تجمع للسكان المسيحيين في إسرائيل، ويَصل عدد المسيحيين في متروبولين الناصرة حوالي 35,000 نسمة حيث يَضُم المتروبولين البلدات المحيطة وهي الناصرة العليا، ويافة الناصرة، والرينة، وعيلوط، وكفركنا، والمشهد، وإكسال وعين ماهل. وتليها مدينة حيفا، ووفقاً لصحيفة نيويورك تايمز يبلغ عدد السكان العرب في مدينة حيفا حوالي 30 ألف نسمة، وينقسمون بأعدادًا متساوية من المسلمين والمسيحيين، وهم عمومًا أكثر ثراءاً وأفضل تعليماً من العرب في أماكن أخرى في إسرائيل.
في عام 2018 عاش 70.6% من المسيحيين العرب في المنطقة الشمالية، وحوالي 13.3% في منطقة حيفا، وحوالي 9.6% في منطقة القدس (إذ يتم حسبان سكان القدس في الإحصائيات)، وحوالي 3.3% في المنطقة الوسطى وحوالي 2.7% في منطقة تل أبيب. في منطقة الجليل حيث تقطن غالبيّة مسيحيي إسرائيل، يعيش المسيحيون العرب في مدن وقرى مختلطة، يسكنها المسلمون والدروز إلى جانبهم، ويسكن بعضها اليهود وغيرهم إلى جانبهم أيضًا. في هذا الجليل كانت أربع قرى سكنها مسيحيون فقط، من كنيستي الروم الملكيين الكاثوليك والموارنة وهي؛ إقرث، وكفر برعم، وفسوطة ومعليا. يذكر أنّ سكان كل من كفر برعم اضطروا إلى اللجوء إلى قرية الرامة الجليليّة وغيرها بعد احتلال هذه القرية من قبل قوّات الهاجاناه. تاريخيًا وقبل حرب 1967 كان هناك تواجد مسيحي عربي في الجولان، حيث كانت نسبة المسيحيين في الجولان حوالي 12% من السكان الذين وصل عددهم حتى يونيو عام 1967 إلى 150 ألف نسمة، لكن عقب احتلاله من قبل القوات الإسرائيلية، هاجر مسيحيو الجولان إلى لبنان وسوريا خاصًة حوران ودمشق ودول العالم الغربي، ولم يتبقّى مسيحيون في قرى الجولان سوى في مجدل شمس وعين قنيه. وضمت منطقة المُثلث؛ وهي منطقة جُغرافيّة تقع داخل الحدود الشرقية للمنطقة الوسطى ومنطقة حيفا، منذ أواخر القرن الثامن عشر حتى الانتداب البريطاني على فلسطين، على عائلات أو أفراد من المسيحيُّون والّذين جاءوا من شرقيِّ الأردن وتحديدًا من السّلط ومنطقة الحصن، وسكنوا في أم الفحم وقُراها وفي الطيرة وكفر قرع. وأخذ المسيحيُّون خلال الانتداب يرحلون من منطقة المُثلث بعد أن أُفتتحت الأعمال في حيفا والنّاصرة.

#### الأوضاع الاجتماعية

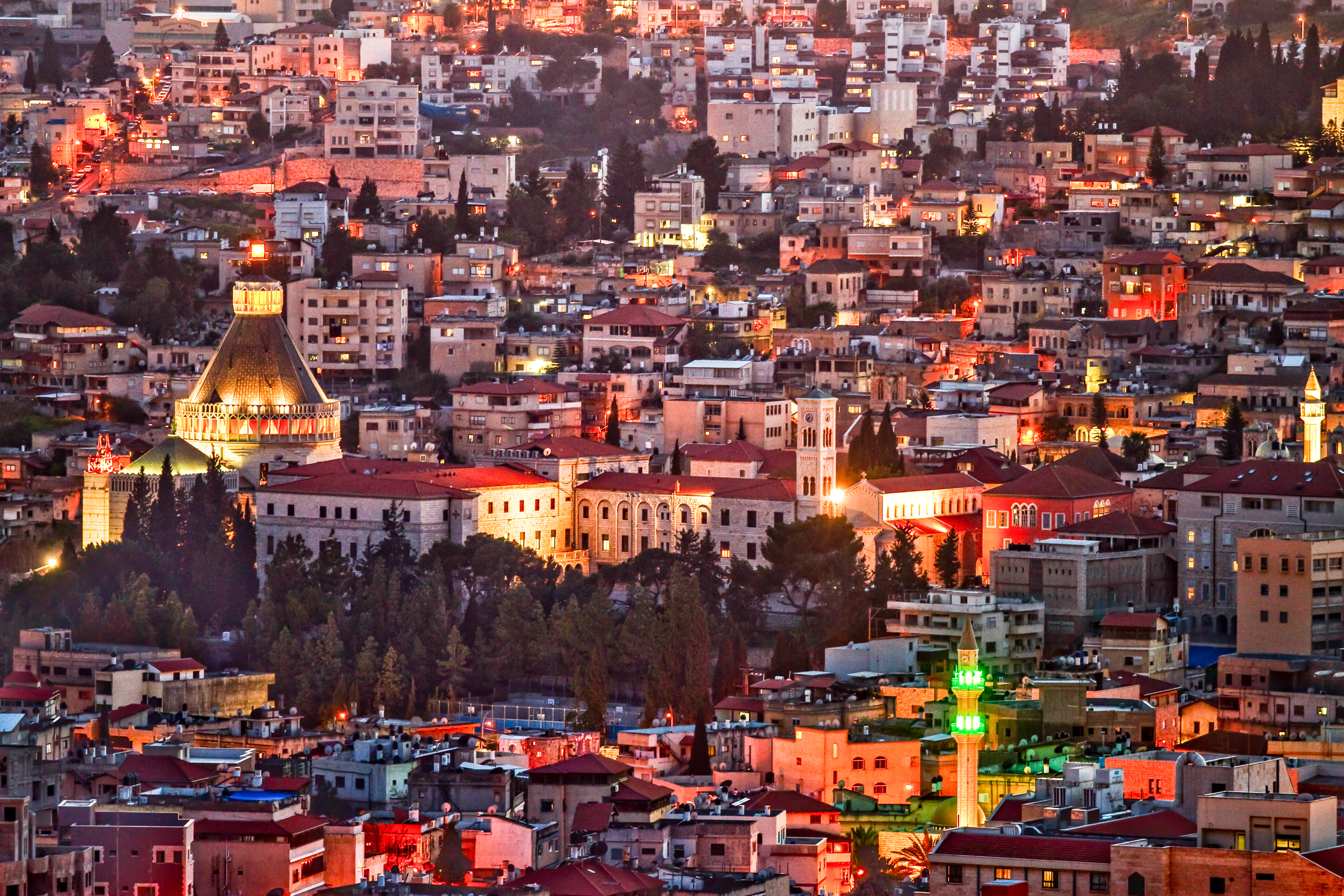
تضم مدينة الناصرة أكبر تجمع مسيحي عربي في إسرائيل وفلسطين التاريخيّة.

تنقسم الطوائف المسيحية في إسرائيل إلى أربع مجموعات أساسية: الكنائس الأرثوذكسية الخلقيدونية، والكنائس الأرثوذكسية غير الخلقيدونية، والكنائس الرومانية الكاثوليكية (اللاتينية والشرقية) والكنائس البروتستانتية. وتشكل الطوائف الكاثوليكية أكبر طوائف المسيحيين في إسرائيل عام 2012: 64,000 من الروم الكاثوليك، 12,000 من اللاتين و9,000 من الموارنة. وبلغ عدد الروم الأرثوذكس 32,000 والبروتستانت 3,000. اعتباراً من عام 2014، كانت كنيسة الروم الملكيين الكاثوليك هي أكبر جماعة مسيحية عربية في إسرائيل، حيث انتمى إليها حوالي 60% من المسيحيين العرب، بينما انتمى حوالي 30% من المسيحيين العرب إلى الكنيسة الأرثوذكسية الشرقية. هناك ما يقرب من 300 شخص تحولوا من الإسلام إلى الديانة المسيحية وفقًا لأحد التقديرات التي تعود لعام 2014، وينتمي معظم هؤلاء المتحولين إلى الكنيسة الكاثوليكية والإنجيلية. واستناداً إلى البيانات الرسمية التي وردت من المحاكم الدينية الدرزية، حوالي 10% من 145 حالة للدروز الإسرائيليين الذين إرتدوا وتركوا العقيدة الدرزية بين عام 1952 إلى عام 2009، تحولوا إلى الديانة المسيحية.
لدى المسيحيون أقل معدل ولادة بين الجماعات الدينيَّة في إسرائيل؛ حيث تشير إحصاءات دائرة الإحصاء المركزية في عام 2007 أنَّ معدل الأولاد في الأسرة المسيحية هو 3.4، معدل الولادة هذا أقل من الأسر المسلمة والذي بلغ 5.1 أولاد واليهودية 3.09 أولاد والدرزية 3.6 أولاد. في عام 2007 شكَّلت الأجيال ما بين 0-19 سنة نسبة 34% من مجمل المسيحيين وهي نسبة شبيهة باليهود، لكنها أقل بكثير من المسلمين حيث بلغت النسبة بينهم 53%، وبلغت نسبة الأجيال 64 وما فوق بين المسيحيين 8.5% وهي النسبة الأعلى مقارنة بباقي الطوائف الدينيَّة من عرب 48. كان معدل الزواج عند الشباب المسيحيين هو 29 عامًا وعند الفتيات 24.5 عامًا، أما عند الشباب المسلمين فهو 26.5 عامًا والدروز 27 عامًا، يعود تأخر معدل الزواج عند المسيحيين بسبب ارتفاع مستوى التعليم.
نشرت دائرة الإحصاء المركزية في عام 2012، قائمة الأسماء الشخصية الأكثر انتشارًا في إسرائيل ووجدت أن الاسم جورج الاسم الأكثر شيوعًا بين الأولاد المسيحيين، يليه إلياس ومجد ودانيال ويوسف وحنا وجوليان وشربل وجود وأمير. وكان اسم ماريا هو الاسم الأكثر انتشارا بين البنات المسيحيات، يليه سلين وألين ومايا ونور وليان ومريم ونتالي وتالا وميرال. وفق معطيات دائرة الإحصائيات المركزية في إسرائيل في عام 2017 اسم العائلة الأكثر شيوعًا في الأوساط المسيحيَّة هو خوري، يليها آل حدّاد وشحادة وإلياس وعوّاد. وفقاً لدراسة مركز بيو للأبحاث عام 2017 قال 96% من المسيحيين في إسرائيل أنهم عرب من الناحية الإثنية، بالمقارنة مع 99% من المسلمين وحوالي 71% من الدروز في إسرائيل.
المسيحيين العرب معفيين من التجنيد الإجباري في الجيش الإسرائيلي، وعلى الرغم من كون الأغلبية الساحقة من المسيحيين العرب لا تخدم في الجيش الإسرائيلي، فقد أشارت عدد من التقارير في عام 2004 لتضاعف في نسبة الشبان المسيحين المتطوعين للخدمة في الجيش الإسرائيلي في السنوات. فقد انضم عشرات الشباب المسيحين إلى الجيش وحرس الحدود وأغلبهم في وحدات قتالية، ويعود ذلك إلى عدة أسباب منها الأحداث الطائفية والعنف في شفا عمرو وعيلبون والرامة والمغار.

#### أكبر التجمعات المسيحية العربية
| 1                                        | الناصرة  | 22,300 | 5 | يافا-تل أبيب   | 7,700 |
| 2                                        | حيفا     | 15,000 | 6 | الناصرة العليا | 5,800 |
| 3                                        | القدس    | 12,300 | 7 | عبلين          | 5,375 |
| 4                                        | شفا عمرو | 9,900  | 8 | كفرياسيف       | 4,900 |
| دائرة الإحصاء المركزية في 31 ديسمبر 2014 |          |        |   |                |       |

#### التجمعات المسيحية العربية في إسرائيل
| أبو سنان                                                | 2,000  | 15.8% | عكا            | 1,330  | 2.8%   |
| إيلات                                                   | 244    | 0.5%  | عيلبون         | 3,800  | 70.5%  |
| البعنة                                                  | 585    | 7.5%  | عين قنية       | 10     | 0.5%   |
| البقيعة                                                 | 1,160  | 20.7% | فسوطة          | 3,000  | 99.7%  |
| معالوت ترشيحا                                           | 2,000  | 9.7%  | القدس          | 12,300 | 1.5%   |
| جديدة - المكر                                           | 1,477  | 7.5%  | كسرى-كفرسميع   | 307    | 3.7%   |
| الجش                                                    | 1,932  | 64.4% | كفركنا         | 2,205  | 10.6%  |
| حُرفيش                                                   | 350    | 3.2%  | كفرياسيف       | 4,900  | 52.1%  |
| حيفا                                                    | 15,000 | 5.4%  | اللد           | 800    | 1.1%   |
| دالية الكرمل                                            | 17     | 0.1%  | رأس العين      | 168    | 44.1%  |
| دير حنا                                                 | 970    | 10.1% | مجدل شمس       | 11     | 0.1%   |
| الرامة                                                  | 3,670  | 50.5% | المزرعة        | 90     | 2.6%   |
| الرملة                                                  | 3,200  | 4.4%  | معليا          | 3,200  | 100.0% |
| الرينة                                                  | 2,930  | 16.1% | المغار         | 4,450  | 20.9%  |
| سخنين                                                   | 1,515  | 5.3%  | المقيبلة       | 220    | 10.0%  |
| شفاعمرو                                                 | 9,900  | 25.2% | الناصرة        | 22,300 | 30.0%  |
| طرعان                                                   | 1,521  | 11.7% | الناصرة العليا | 5,800  | 14.4%  |
| عبلين                                                   | 5,375  | 43.0% | يافا - تل أبيب | 7,700  | 1.0%   |
| عرابة                                                   | 210    | 1.3%  | يافة الناصرة   | 3,454  | 19.3%  |
| عسفيا                                                   | 1,600  | 13.7% | يركا           | 32     | 0.2%   |
| وفقًا لإحصائيات دائرة الإحصاء المركزية في 31 ديسمبر 2014 |        |       |                |        |        |

### مسيحيون يهود

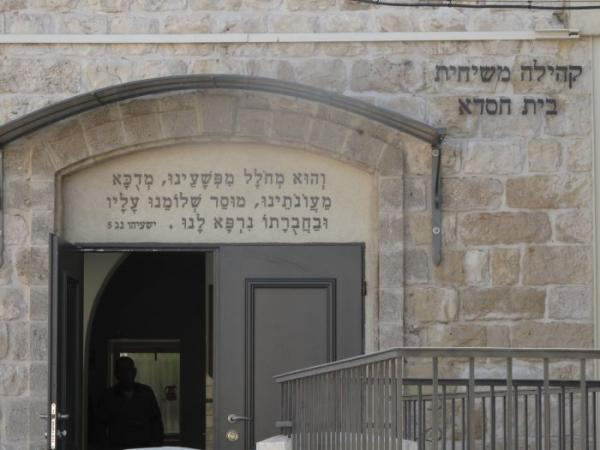
مركز اليهود المسيانيين في مدينة حيفا.

خلال موجات الهجرة من الاتحاد السوفيتي في تسعينات القرن العشرين ومع الهجرة الكثيفة لليهود من دول الاتحاد السوفيتي سابقاً وخصوصاً من روسيا إلى إسرائيل، تزايدت أعداد المسيحيون اليهود أو ذوي الأصول اليهوديّة، إذ أن نحو 300,000 من المهاجرين الروس لم تعترف حاخامية إسرائيل بيهوديتهم، على الرغم من كونهم مؤهلين للحصول على الجنسية الإسرائيلية بموجب قانون العودة. ونظراً لكونهم من آباء يهود وأمهات غير يهوديات (أكثرهم مسيحيات)، أو من آباء مسيحيون وأمهات يهوديات لكنهم مُعمدون أو متزوجين من يهود؛ فصُنف هؤلاء كمسيحيين، وينتمي غالبيتهم إلى الكنيسة الأرثوذكسية الشرقية. كما تضم إسرائيل على تجمعات مسيحية كاثوليكية ذوي أصول يهودية أو يهود تحولوا إلى المسيحية، ويتبعون حركة الكاثوليك العبرانيين (بالعبرية: עִבְרִים קָתוֹלִים)، وهي حركة كاثوليكية يَتّكون أتباعها من اليهود المتحولين إلى الكنيسة الرومانية الكاثوليكية. تُبقي الحركة على التقاليد والثقافة اليهودية في ضوء المذهب الكاثوليكي وهي تؤمن بالعقائد الكاثوليكية بشكل كامل وهي بتواصل كامل مع الفاتيكان، وتصل أعدادهم إلى حوالي 40,000 ويتبعون الطقس اليهودي العبري، ولدى الجماعة الكاثوليكية الناطقة بالعبرية نائب بطريركي مركزه في القدس. ويتواجد أيضاً في إسرائيل يهود ممن اعتنقوا المسيحية يتوزعون بين البروتستانتية والكاثوليكية، منهم اليهود المسيانيين (بالعبريّة: יְהוּדִים מָשִׁיחַיים) وهي حركة إنجيلية بروتستانتية تؤكد على العنصر «اليهودي» في الإيمان المسيحي ويتكون أتباعها من اليهود المؤمنين بالمسيح، ويعتبر اليهود المسيانيين حركة يهودية عرقيًا مسيحية دينيًا. في عام 2018 عاش 23.7% من المسيحيين اليهود في منطقة تل أبيب، وحوالي 19.6% في منطقة حيفا، وحوالي 17.2% في المنطقة الوسطى، وحوالي 14.2% في المنطقة الشماليّة، وحوالي 14.0% في المنطقة الجنوبيّة وحوالي 10.1% في منطقة القدس.

## الطوائف المسيحية

### الكنيسة الأرثوذكسية الشرقية

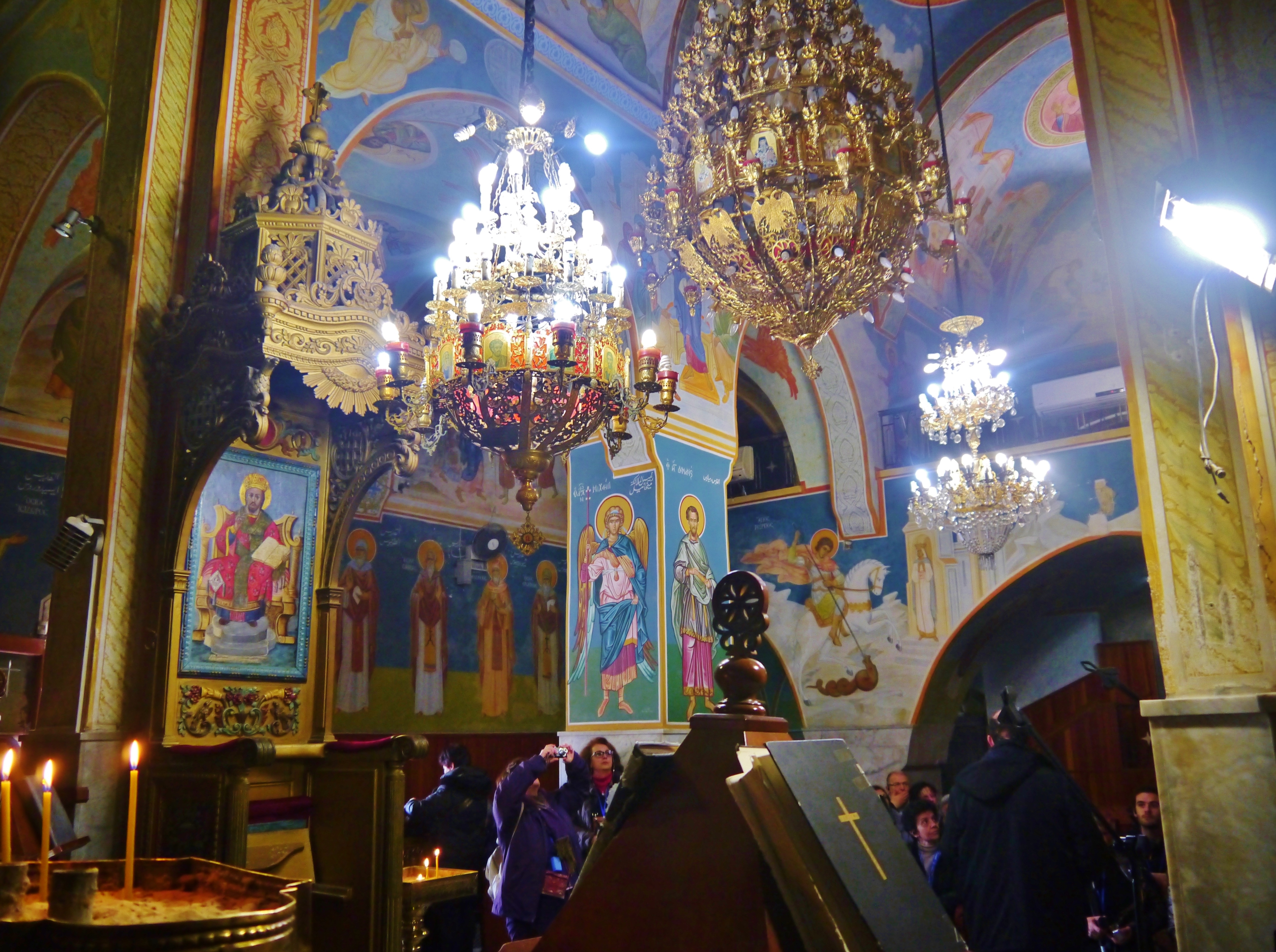
داخل كنيسة البشارة للروم الأرثوذكس في مدينة الناصرة.

الكنائس الأرثوذكسية الشرقية هي مجموعة من الكنائس ذات الحكم الذاتي التي تتبع عقائد المجامع المسكونية السبعة، وتعترف بسلطة أسقف القسطنطينة. ومن الناحية التأريخية، نمت هذه الكنائس من البطريركيات الشرقية الأربع القديمة وهي: الإسكندرية وأنطاكية والقسطنطينة والقدس. ويتبع الأرثوذكس الشرقيين في إسرائيل إداريًا وروحيًا بطريركية القدس الأرثوذكسيَّة، ويعتبرها المسيحيون الأرثوذكس الكنيسة المسيحية الأم، فهي الكنيسة الأولى في التاريخ والتي أسست في أورشليم يوم العنصرة مع حلول الروح القدس على تلاميذ يسوع وذلك بحسب القصة المذكورة في الكتاب المقدس.
وتعتبر البطريركية الأرثوذكسية في القدس نفسها الكنيسة الأم وقد نال الأسقف الخاص بها لقبه على أيدي مجمع خلقيدونية عام 451. وكانت جزءًا من الكنيسة في روما حتى عام 1054، حيث طرأ انشقاق بين بطريركية روما والبطريركيات الشرقية بسبب اختلافات لاهوتية وسياسية. ويعتبر اللقاء التاريخي الذي انعقد عام 1964 في القدس بين البابا بولس السادس وأسقف القسطنطينة أثيناغوراس بداية المصالحة بين الكنيستين. ومنذ قرون ترعى أخوية القبر المقدس مصالح الأرثوذكس اليونانيين في الأرض المقدسة، وتهتم بالحفاظ على مكانة الكنيسة الأرثوذكسية في الأماكن المقدسة لتحافظ على الطبيعة الهيلينية للبطريركية. أما رعية هذه الكنيسة فمعظمهم متكلمون بالعربيَّة، ويرعاهم كهنة عرب متزوجون وكذلك أعضاء أخوية القبر المقدس. تمتلك بطريركية القدس الأرثوذكسية عدد كبير من الأراضي والمباني فهي تمتلك حوالي ثلث الأبنية السكنية في القدس الشرقية. وفي إسرائيل تمثيل لكنيستين أرثوذكسيتين وطنيتين وهما: الكنيسة الروسية والكنيسة الرومانية. ومن الناحية الوطنية، ساهم عدد من الأرثوذكس من عرب 48 في تقوية الروح القومية العربية وبث الروح في الثقافة العربيّة، وظهر عدد من المفكرين المسيحيين الذين دعموا طروح القومية العربية أمثال عزمي بشارة وتوفيق طوبي وصليبا خميس ورامز جرايسي وعطالله حنا وعايدة توما سليمان ويني يني وسواهم.

### الكنيسة الأرثوذكسية المشرقية
الكنائس الأرثوذكسية المشرقية هي الكنائس التي لا تعترف إلا بشرعية المجامع المسكونية الثلاث الأولى (نيقية، قسطنطينية، أفسس)، وتعرف برفضها القاطع للعقيدة التي أقرها مجمع خلقيدونية عام 451. وتعرف هذه الكنائس أيضا بالكنائس الشرقية القديمة ولكن يجب التمييز بينها وبين الكنائس الشرقية الأرثوذكسية. تتكون عائلة الكنائس الأرثوذكسية الشرقيّة من الكنيسة القبطيّة والأرمنيّة والسريانيّة والإثيوبية ولهذه الكنائس وجود تاريخي في فلسطين التاريخية.

#### الكنيسة الأرمنية الأرثوذكسية

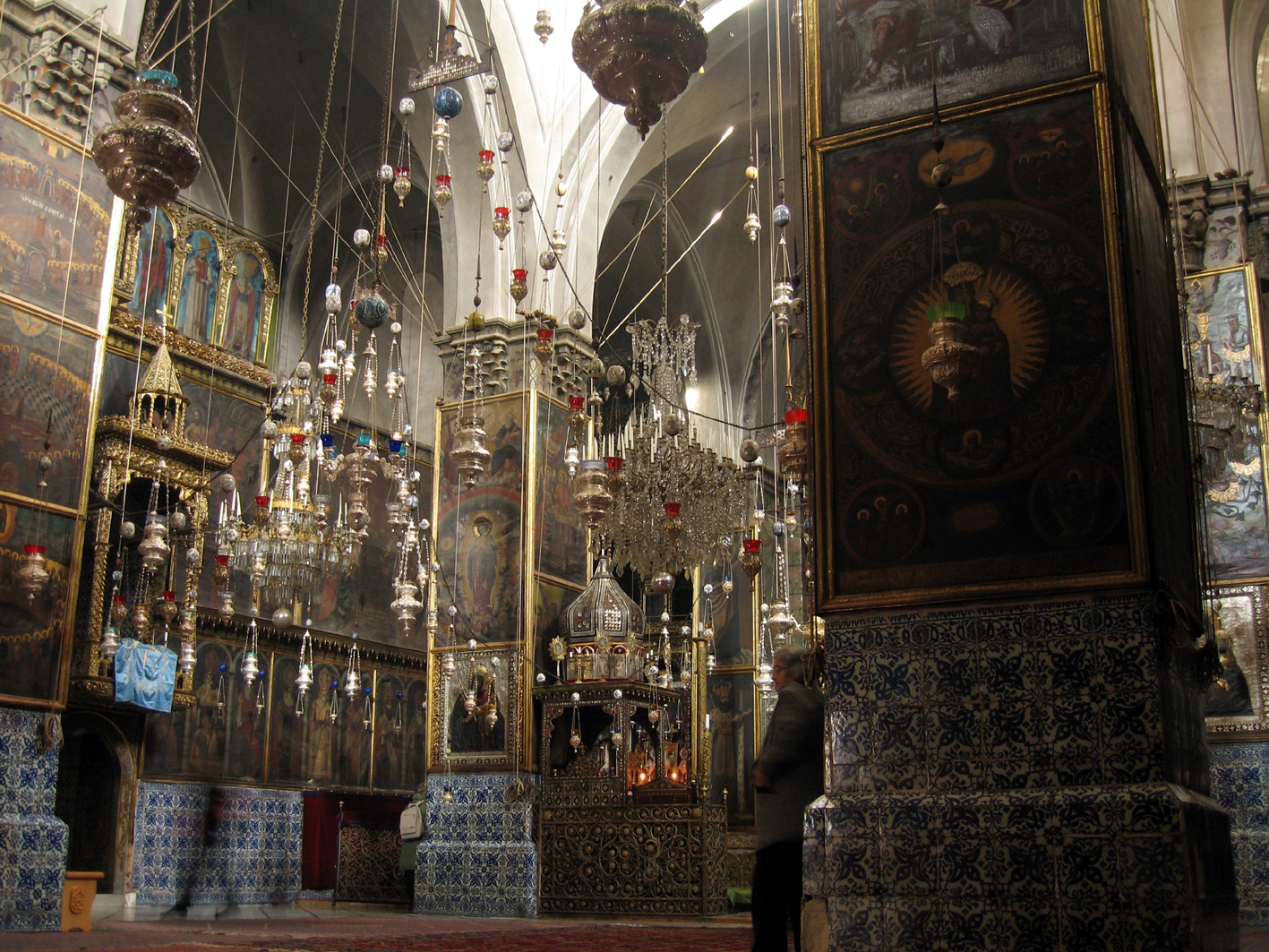
داخل كاتدرائية القديس يعقوب للأرمن.

تأسست الكنيسة الأرمنيّة عام 301 عندما تنصرت أرمينيا، وهي الأمة الأولى التي اعتنقت المسيحية. وقد أقامت طائفة أرمنية في القدس منذ القرن الخامس. ويتضح من مراجع أرمينية أن البطريركية الأرمنية الأولى تأسست عندما منح الخليفة عمر بن الخطاب امتيازًا للأسقف أبراهام عام 638. وقد كان حي الأرمن في عهد الصليبيين. ومن أواخر القرن التاسع عشر، وخاصة خلال وبعد الحرب العالمية الأولى، ازداد عدد أبناء الطائفة المحلية بسبب تدفق اللاجئين إليها هربًا من المذابح الارمنية، وبعد قيام دولة إسرائيل هاجر 90% من الارمن إلى الخارج حيث يصل عددهم اليوم إلى الفين يتمركزون في حارة الارمن في القدس وينشطون تجاريًا واجتماعيًا. الكنيسة الارمنية واحدة من الكنائس الثلاث الكبرى التي تمتلك معظم المواقع الدينية في فلسطين التاريخية. في عام 1986، قدرت أعداد الأرمن في مدينة القدس بحوالي 1,500 نسمة. وفقًا لاستطلاع عام 2006، كان هناك 790 أرمنيًا يعيشون في مدينة القدس القديمة، حيث تراجعت أعدادهم بسبب الهجرة المسيحية المستمرة من القدس. وفي عام 2015، نشرت صحيفة التايمز أوف إسرائيل مقالًا، وقدرت أعداد الأرمن بحوالي 10,000 أرمني يعيشون في جميع أنحاء إسرائيل. ويتركز الأرمن في القدس الشرقية، ومدينة حيفا، والناصرة، وعكا، والرملة ويافا. بالإضافة إلى تواجد مجتمع صغير في الضفة الغربية خصوصاً في مدينة بيت لحم ورام الله. الغالبية العظمى من الأرمن في إسرائيل هم من المسيحيين من أتباع الكنيسة الرسولية الأرمنية، ولكن هناك أيضًا عدد صغير من الأرمن الكاثوليك والأرمن البروتستانت. يخضع الأرمن الأرثوذكس تحت سلطة البطريركية الأرمنية في القدس.
للأرمن نظام مدرسي خاص، ويوجد للطائفة الأرمنية في مدينة القدس مدرسة خاصة بهم تدعى «تركمانشاتس»، وهي مدرسة شاملة بنيت عام 1924 وتستوعب 120 طالباً، هدفها احتضان أبناء الطائفة الأرمنية إلى حين ينهون تعليمهم الثانوي، ومن ثم يكملون تعليمهم الجامعي إما في الجامعات الفلسطينية أو الإسرائيلية، أو خارج البلاد. ويعمل معظم الأرمن في القدس في شغل وبيع المجوهرات، وفي صناعة آنية النحاس وزخرفتها، ويملك الكثير منهم متاجر لبيع الهدايا للسياح الوافدين، إلى جانب قطاع صناعة الأحذية، والخياطة والصيدلة. وكان الأرمن أول من انشأ ورشة للتصوير في فلسطين التاريخية، وثاني من ادخل الطباعة إلى فلسطين التاريخية عام 1833، وكانوا أول من أسس مصنعاً للسيراميك في عهد الإنتداب البريطاني.

#### الكنيسة القبطية الأرثوذكسية

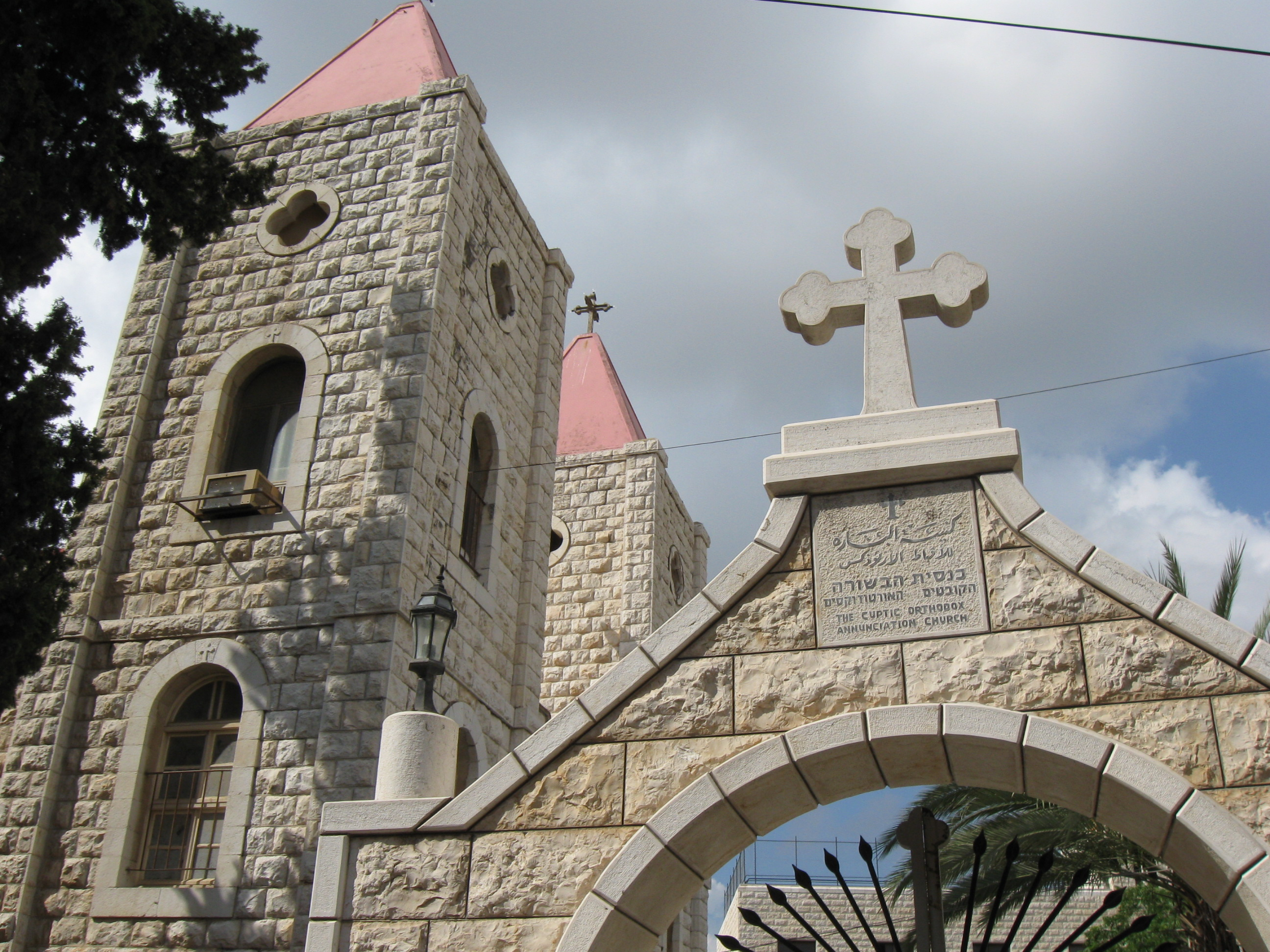
كنيسة البشارة القبطيَّة الأرثوذكسيَّة في الناصرة.

تعود جذور الكنيسة القبطية الأرثوذكسية إلى مصر، حيث تنصر معظم سكانها خلال القرون الميلادية الأولى. وحسب التقليد القبطي، وصل أبناء الطائفة إلى القدس مع هيلانة أم الإمبراطور قسطنطين الأول في بداية القرن الرابع. وقد كان لهذه الكنيسة تأثير على تطور الرهبنة الصحراوية في صحراء يهودا. وقد ازدهرت الطائفة خلال عهد المماليك بين الأعوام 1250 وعام 1517 ومرة أخرى تحت حكم محمد علي عام 1830. وكان عدد من الأقباط قد رافق صلاح الدين الأيوبي في حملته «يعملون كمدنيين للحسابات وتنظيم الإمداد وبعضهم كعمال»، وكافأهم على إخلاصهم بردّ الأماكن التي كانوا يمتلكونها وسلبها الفرنجة منهم. ومنذ عهد صلاح الدين الأيوبي بدأ الأقباط في زيادة أملاكهم وكثرت أعدادهم في القدس. ومنذ القرن الثالث عشر يتم تمثيل أسقف الإسكندرية في القدس على أيدي مطران مقيم فيها.
حالياً يتركز الأقباط في إسرائيل في القدس والناصرة ويافا وحيفا، وقد إندمج الأقباط اندمجوا في المجتمع المحليّ، فهم يعتبرون أنفسهم فلسطينيين من حيث الهوية وينتمون للكنيسة القبطية من الناحية الدينية، وتربطهم علاقات حسنة بكل الطوائف، ويشاركونهم الأفراح والمناسبات والأعياد وتبادل الزيارات. واستمرت الزيارات القبطية باتجاه الأراضي المقدسة حتى حرب أكتوبر عام 1973، حيث أصدر البابا شنودة الثالث في مصر قراراً يقضي بمنع الأقباط من زيارة القدس، حتى يحل السلام في الأراضي المقدسة وتعود الأراضي الفلسطينية إلى أصحابها الشرعيين وفقاً له.

#### الكنيسة السريانية الأرثوذكسية

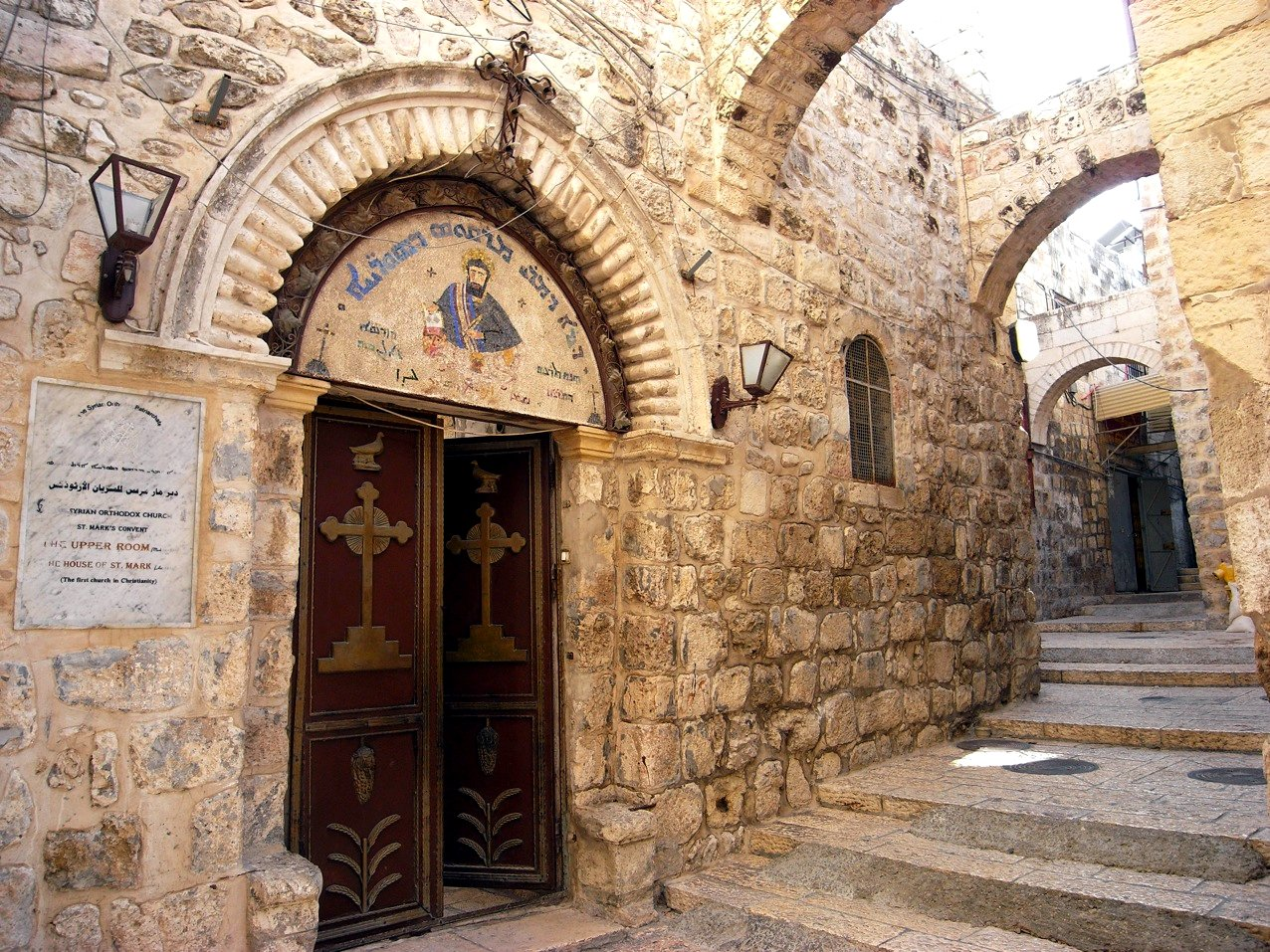
دير القديس مرقس السرياني في القدس.

تعتبر الكنيسة السريانية الأرثوذكسية وريثة كنيسة أنطاكية القديمة وإحدى أقدم الطوائف المسيحية في الشرق الأوسط. ومن ضمن تقاليدها استعمال اللغة السريانية في الطقوس الدينية والصلوات. ويترأس هذه الكنيسة أسقف أنطاكية والشرق كله الذي يقيم في دمشق. وقد كان في القدس أساقفة منذ عام 793، وبصورة دائمة من عام 1471. واليوم يترأس الكنيسة مطران يقيم في دير القديس مرقس في القدس حيث يتواجد فيها طائفة سريانية صغيرة بالإضافة إلى بيت لحم، في السنوات الأخيرة هاجرت أعداد كبيرة من الطائفة السريانية للخارج. تعود أصول العديد من السريان إلى الفارين من منطقة طور عبدين التركيّة خلال الإبادة الجماعية السريانية، ويبلغ تعداد السريان قرابة 3,000 شخص يتركزون في مدينة القدس، في حين تقدر مصادر أخرى تعدادهم بحوالي 5,000 نسمة.

#### الكنيسة الإثيوبية الأرثوذكسية
كان لطائفة الأرثوذكس الإثيوبية وجود في القدس منذ القرون الوسطى أو حتى قبل ذلك. وقد ذكر مؤرخو الكنيسة وصول حجاج مسيحيين إثيوبيين إلى الأرض المقدسة في القرن الرابع. ومن المؤكد أن خلال القرون التالية، قد تمتعت الكنيسة الإثيوبية بحقوق ذات أهمية في الأماكن المقدسة، ولكنها فقدت معظم حقوقها خلال العهد العثماني، قبل الإعلان بالحفاظ على الوضع الراهن. أما في الوقت الحاضر، تكون الكنيسة الأرثوذكسية الإثيوبية في إسرائيل طائفة صغيرة، يتزعمها مطران، وتتألف من بعض عشرات الرهبان والراهبات الذين يقيمون في البلدة القديمة من القدس، وفي الكاتدرائية الإثيوبية، وفي غربي المدينة. كذلك تقيم في إسرائيل طائفة إثيوبية علمانية. ومنذ استئناف العلاقات بين إسرائيل وإثيوبيا عام 1989، طرأ ازدياد على عدد الحجاج المسيحيين من إثيوبيا، وخاصة للاشتراك بالطقوس الدينية في عيد الميلاد وأسبوع الفصح المقدس.

### الكنيسة الكاثوليكية

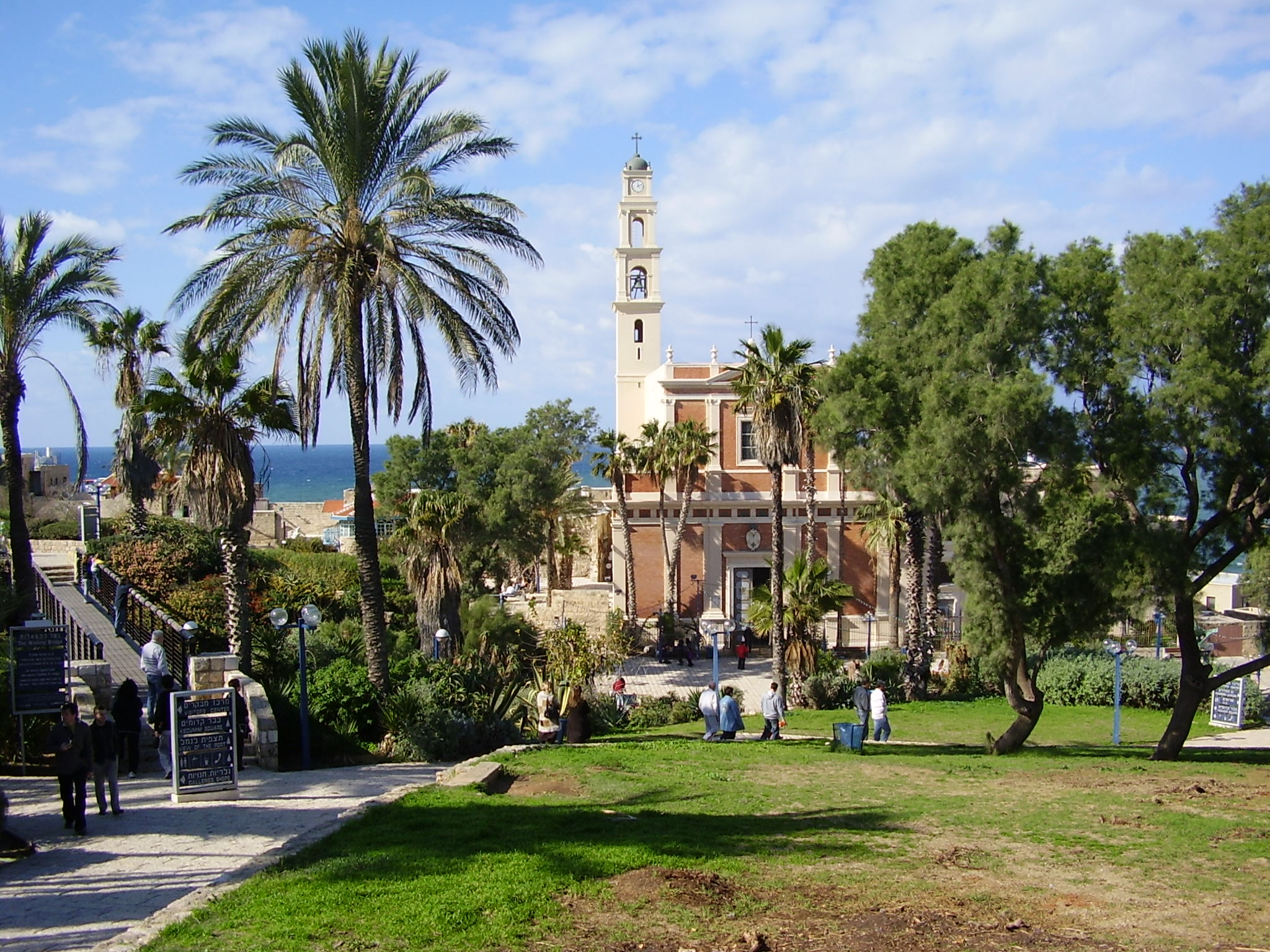
كنيسة القديس بطرس للاتين في يافا.

في عام 2013 كانت الكنيسة الكاثوليكية هي أكبر المذاهب المسيحية في البلاد حيث شكلوا أكثر من 60% من مجمل مسيحيي إسرائيل، ويتوزع كاثوليك البلاد بين 64,000 من أتباع كنيسة الروم الملكيين الكاثوليك، وحوالي 32,200 من أتباع البطريركية اللاتينية في القدس، وحوالي 11,270 من الموارنة. عرقياً أكثر من 85% من الكاثوليك في إسرائيل من العرقية العربية. بالإضافة إلى أقلية مسيحية ناطقة باللغة العبرية، ولدى الجماعة الكاثوليكية الناطقة بالعبرية نائب بطريركي مركزه في القدس. وتدير الكنيسة الكاثوليكية 71 مدرسة، وثلاثة مستشفيات وهي مستشفى العائلة المقدسة ومستشفى القديس منصور دي بول في الناصرة والمستشفى الإيطالي في حيفا، وعدد من الفنادق، وأربعة عشرة معاهد ومؤسسات أكاديمية، وفرع لجامعة انديانابوليس-انديانا، وثلاثة دور للمسنين وميتم. ويتبع الكنيسة الكاثوليكية ستة عشرة جماعة كشافية، ومنظمة للطلاب الكاثوليك الجامعيين.
تتعاون الكنائس الرومانية الكاثوليكية والكاثوليكية الشرقية مع الكنيسة في روما وتعترف بالأولوية قداسة البابا وبصلاحيته الروحية (وهو يترأس البطريركية الغربية القديمة بصفة كونه أسقف روما). ومن ناحية الطقوس الدينية، تتبع الكنائس الشرقية المرتبطة بروما اللغات والتقاليد الخاصة بها. وقد كان التوقيع على اتفاق المبادئ في 30 ديسمبر 1993 بين الكرسي الرسولي ودولة إسرائيل حدثًا هامًا بالنسبة للطوائف الكاثوليكية في إسرائيل. وقد أدى هذا الاتفاق إلى إنشاء العلاقات الدبلوماسية الكاملة بينهما، عدة أشهر بعد ذلك. وفي عام 1997، وقعت إسرائيل والكرسي الرسولي على اتفاقية تناولت الوضعية الشرعية للكنيسة الكاثوليكية في إسرائيل.

#### الكنيسة اللاتينية
تأسست كنيسة اللاتين في القدس وهي كنيسة تتبع الطقوس الرومانية الكاثوليكية في عام 1099 سقطت القدس بيد الصليبيين، وأسسوا فيها ما عرف بمملكة أورشليم التي استمرت قرابة المئتي عام وتزامن تأسيس تلك المملكة مع تأسيس الصليبيين لبطريركية لاتينية كاثوليكية فيها، وبعد انقضاء أيام مملكة أورشليم الصليبية وفقدانهم للسيطرة على القدس لصالح المماليك عام 1291 زالت أسباب وجود تلك البطريركية اللاتينية وانتهى حضورها في جميع نواحي بلاد الشام. استمرّت الكنيسة الكاثوليكية بتنصيب رجال دين برتبة بطريرك أورشليم كمنصب فخري وكان مقر البطريرك في بازيليك سان لورينزو فوري لومورا في مدينة روما. ثم عاد بطاركة القدس اللاتين إلى فلسطين عام 1847 عندما أُقيم المطران جوزيف فاليرجا بطريركًا للكنيسة اللاتينية في أورشليم وبالتالي تم إحياء الكنيسة الرومانية الكاثوليكية مرّة أخرى. البطريرك اليوم هو بمثابة أسقف للاتين الكاثوليك المتواجدين في الأراضي المقدسة والأردن وقبرص، مقر البطريرك هو مدينة القدس القديمة ويتبع لها معهد كهنوتي انتقل إلى مدينة بيت جالا عام 1936 م، البطريرك العربي الأول لهذه الكنيسة هو ميشيل صباح بطريرك اللاتين الأول وهو من الناصرة، وتمتلك الكنيسة عدد كبير من المؤسسات التعليمية وجامعة بيت لحم ومستشفيات وهي أغنى الطوائف المسيحية.في الوقت الحاضر يترأس البطريركية اللاتينية لأورشليم القدس أسقف يحمل لقب بطريرك، ويساعده ثلاثة كهنة مندوبون له يقيمون في الناصرة وعمان وقبرص. السنوات الأخيرة تعين كاهن مندوب رابع يتناول شؤون الطوائف المتكلمة بالعبرية في إسرائيل.

#### كنيسة الروم الملكيين الكاثوليك

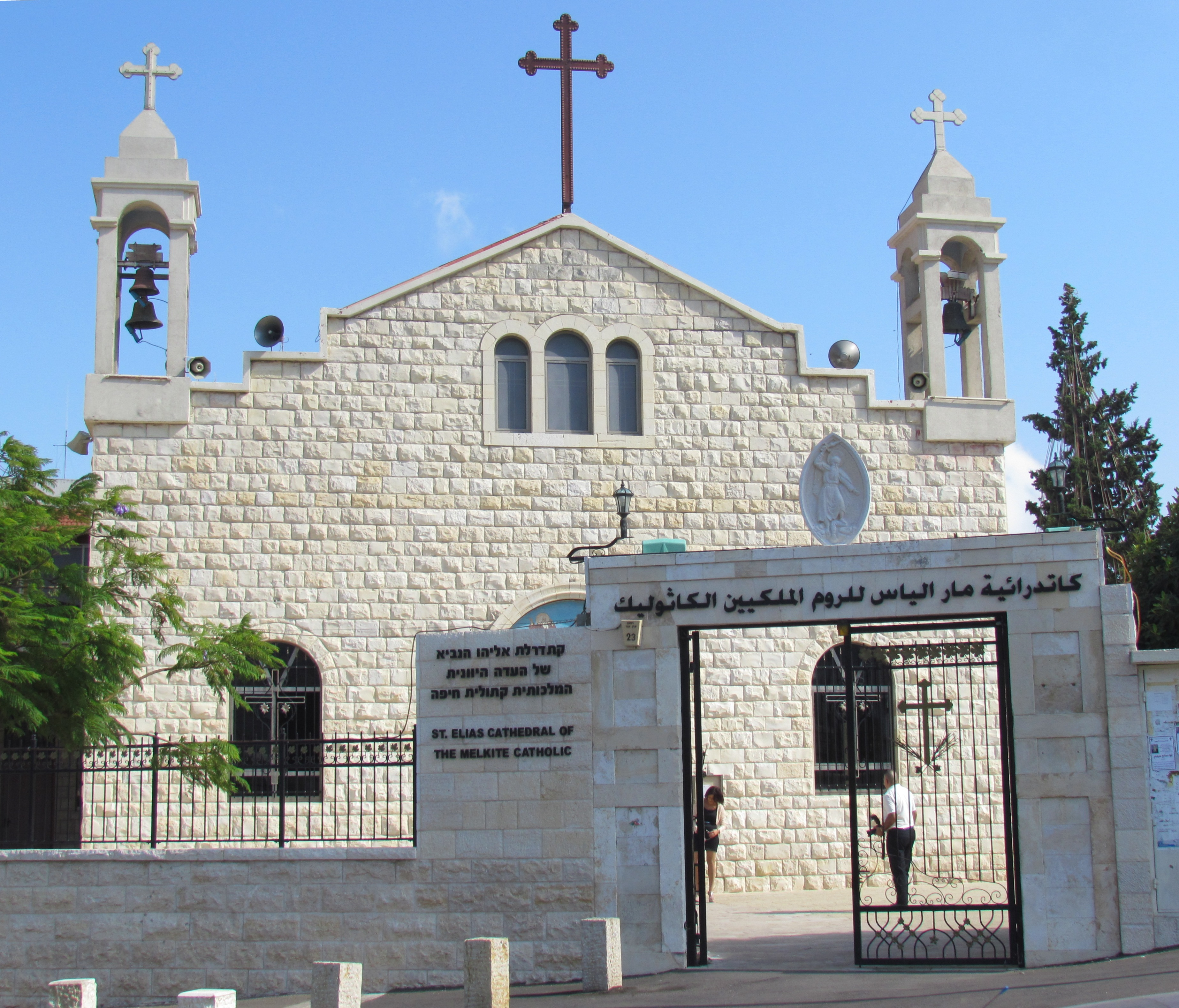
كاتدرائية مار إلياس للروم الكاثوليك في مدينة حيفا؛ وهي مقر أبرشيّة عكا وحيفا والناصرة وسائر الجليل.

تأسست كنيسة الروم الملكيين الكاثوليك عام 1724، نتيجة لانشقاق وذلك عندما أسس المطران سيريل الرابع أخوية دير المخلص قرب صيدا في لبنان في أواخر القرن السابع عشر. تأسست أبرشية الجليل 1752 بعد انضمام مطران عكا الأرثوذكسي لكنيسة الروم الملكيين وبقي مركزها هناك إلى أن انتقلت إلى حيفا حيث مقرها حاليًا. وتأسست أبرشية الروم الكاثوليك في القدس في سنة 1848. في عام 2012 بلغ تعداد الروم الكاثوليك حوالي 64,000 شخص، ويقيم معظمهم في حيفا وعكا وبلدات منطقة الجليل وفي اللد والرملة ويافا-تل أبيب، وهي أكبر كنيسة مسيحية في إسرائيل، بطريركية الروم الكاثوليك هي بطريركية عربية رغم أن طقوسها مستندة من الكنيسة الأرثوذكسية التي يغلب عليها الطابع البيزنطي. تتألف الأبرشية من 32 رعية و12 جماعة دينية ونسكية. وسنة 1982، أنشئت في حيفا دار لإعادة دمج المعتقلين المحررين. كما تدير الأبرشية سبعة مدارس. وتتواجد مقر الأبرشية في كاتدرائية مار إلياس في مدينة حيفا.

#### الكنيسة المارونية
نشأت الكنيسة المارونية قرب أنطاكية في سوريا في أوائل القرن الخامس، وتشكلت على أثر تعاليم مار مارون. تعرضهم للاضطهادات دفعهم إلى اللجوء إلى لبنان، الذي أصبح معقلهم ومركزهم العالمي. الكنيسة المارونية هي جزء من الكنائس الكاثوليكية الشرقية منذ عام 1182، وهي الكنيسة الشرقية الوحيدة الكاثوليكية كاملاً. وبصفتها كنيسة كاثوليكية شرقية فلها طقوس دينية خاصة بها والتي في أساسها هي طريقة عبادة أنطاكية باللغة السريانية. يمتد تاريخ الجماعة المارونية في الجليل الأعلى منذ القرن الثامن عشر، وقد تركزت في قرية كفر برعم والجش بالإضافة إلى حيفا والناصرة. خلال الحقبة العثمانية ازدهرت أحوال الطائفة المارونية اقتصاديا في حيفا ويافا (حي عجمي)، ونشأت طبقة وسطى عليا مارونية فيها. في أعقاب حرب 1948، أمرت الميليشيات الصهيونية سكان قرية كفر برعم المارونية بالإخلاء مؤقتًا، بسبب قربها الاستراتيجي من الحدود اللبنانية. ومع ذلك، مُنع السكان الموارنة من العودة إلى بلدتهم كفر برعم بعد الحرب (وهو واقع لا يزال قائم حتى اليوم)، وبالتالي انتهى بهم الأمر إلى الإقامة في القرى المجاورة، في الغالب، في الجش والرامة. ويبلغ عدد أحفادهم اليوم حوالي 2000 شخص في إسرائيل.
يعيش معظم أبناء الطائفة المارونية في إسرائيل في منطقة الجليل ويبلغ عددهم بين 6,700 إلى 11,270 نسمة، ويتواجد معظم الموارنة في مدينة حيفا تليها كل من الجش والناصرة وعسفيا وعكا والمكر ويافا. وتأسست ممثلية بطريركية مارونية في القدس عام 1895. ويشكل الموارنة الأغلبية السكانية في بلدة الجش، في عام 2011 كان حوالي 55% من سكان البلدة من أتباع الكنيسة المارونية. وفقاً لدراسة حول هوية الموارنة في إسرائيل أجريت من قبل جامعة حيفا، تبيّن أن الغالبية العظمى من موارنة إسرائيل تتبنى هوية مارونية مميزة.

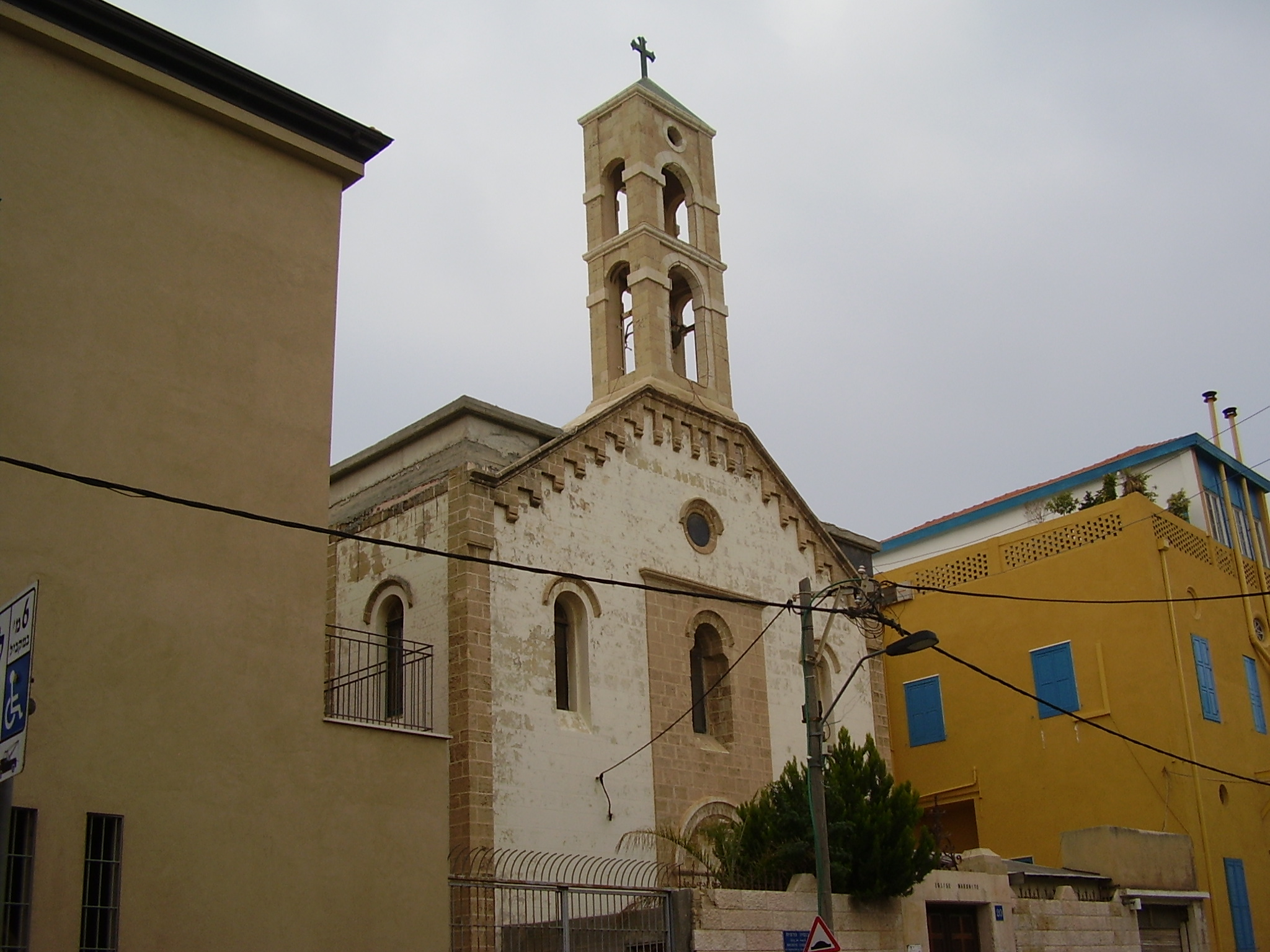
كنيسة القديس أنطونيوس المارونيَّة في حي عجمي، يافا.

المجتمع الماروني في إسرائيل يشمل كل من الموارنة المحليين الذين يعيشون في منطقة الجليل ويافا والقدس، وكذلك أسر أعضاء ميليشيا جيش لبنان الجنوبي السابق الذين فروا من جنوب لبنان في أبريل ومايو من عام 2000 ويعيش أبناء هذه الأسر في منطقة كرمئيل ونهاريا، وكريات شمونة، وطبريا، ومعالوت وحيفا. دينياً كان من النازحين اللبنانيين مسيحيون (من طوائف مختلفة) ومسلمون وموحدون دروز، ومُنحوا الجنسية الإسرائيلية. وبينما يُحافظ الموارنة المحليين على الهوية العربية واللغة العربية، يواجه الموارنة من النازحين اللبنانيين نقل اللغة العربية من جيل إلى آخر، بسبب سكنهم في مدن يهودية، حيث أن غالبية الجيل الثاني منهم يفهم ويتحدث اللهجة اللبنانية ولكنهم غير قادرين على قراءتها وكتابتها. وتُشير دراسة إلى وجود اتجاه نحو الأسرلة بين الشباب من النازحين اللبنانيين، من خلال تفضيل استخدام اللغة العبرية بدلاً من اللغة العربية في وسائل التواصل الاجتماعي. يتعبد الموارنة من النازحين اللبنانيين في كنيستهم الرئيسية في عكا، وهم يميلون إلى الصلاة بشكل منفصل عن الموارنة الآخرين في إسرائيل.
تحاول الطائفة المارونية في إسرائيل إحياء اللغة السريانية القديمة، والتي كانت لغة مشتركة للمنطقة بعد انتشار المسيحية، ولغة مشتركة داخل الطائفة المارونية حتى القرن السادس عشر. مؤخراً شرعت بلدة الجش في منطقة الجليل وهي بلدة ذات أغلبية مارونية بالتدريس الرسمي باللغة الآرامية الجديدة في مدرسة محلية، بعد موافقة إسرائيلية.

#### كنائس كاثوليكية شرقية أخرى
إنشقت الكنيسة السريانية الكاثوليكية عن الكنيسة السريانية الأرثوذكسية، وانضمت إلى روما منذ عام 1663. للسريانيين الكاثوليكيين أسقف خاص بهم يقيم في بيروت، ومنذ عام 1890 لهم مندوب بطريركي في القدس وهو الزعيم الروحي للطائفة الصغيرة هناك وفي بيت لحم. وإنشقّت الكنيسة الأرمنية الكاثوليكية عن كنيسة الأرمن الأرثوذكس عام 1741، وكانت لها في الماضي وجود في كيليكيا وعلاقة مع روما منذ عهد الصليبيين. يقيم الأسقف الأرمني الكاثوليكي في بيروت لأن في ذلك الوقت منعته السلطات العثمانية الإقامة في القسطنطينية. وتأسست مندوبية بطريركية في القدس عام 1842. وللكنيسة القبطية الكاثوليكية علاقة اتحادية بروما منذ عان 1741. وفي عام 1955 تم تعيين الأسقف القبطي الكاثوليكي للإسكندرية مندوبًا بطريركيًا ليراعي الطائفة الصغيرة التي أقامت في ذلك الوقت في القدس.

### الكنائس البروتستانتية

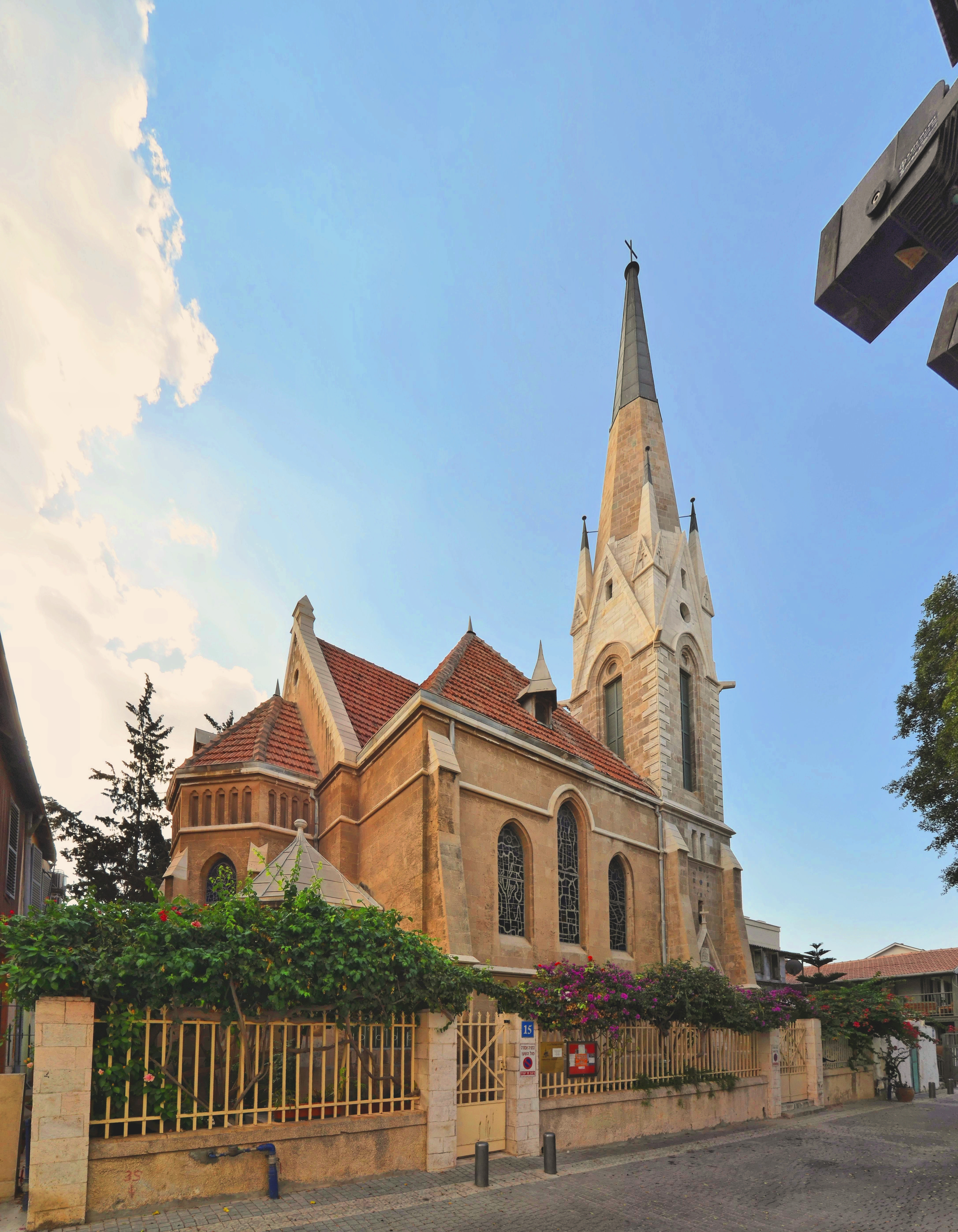
كنيسة عمانويل اللوثريَّة في مدينة يافا.

بدأ حضور الكنائس البروتستانتية في الشرق الأوسط من القرن التاسع عشر فقط ومن إقامة ممثليات دبلوماسية غربية في القدس. وقد كان استقطبت عدد من المسيحيين الأرثوذكسيين العرب، كان أول نشاط قام به البروتستانت تأسيس جمعية لندن اليهودية وجمعية المسيح التبشيرية سنة 1820، بهدف تبشير اليهود. وفي عام 1841 قررت ملكة بريطانيا وملك بروسيا تأسيس أبرشية بروتستانتية أنجليكانية - لوثرية مشتركة في القدس، وقد انتهت هذه الشراكة عام 1886. بعد الانفصال استمر عمل الكنيستين، وقامت الكنيسة الأنجليكانية عام 1957 بترقية مندوبها في القدس إلى رتبة مطران. وقد انتهى ذلك عام 1976 عند إقامة كنيسة اسقفية إنجليكانية جديدة في القدس والشرق الأوسط، وانتخاب الأسقف العربي الأول في القدس. وهي أكبر طائفة بروتستانتية في الأرض المقدسة، ويقع مقر الأسقف الإنجليكاني في كاتدرائية القديس جورج، وتقوم بصيانتها الكنيسة الإنجليزية بواسطة كاهن معين. ومع حل الشراكة الإنجليزية - البرويسة عام 1886 أسست الكنيسة اللوثرية الألمانية حضورًا مستقلاً في القدس وفي فلسطين وقد جذبت هذه الطائفة متكلمين بالعربية والكثير منهم طلاب سابقون في مدارس ومؤسسات أخرى تابعة لكنائس وجمعيات ألمانية لوثرية. ومنذ عام 1979 كان للطائفة المتكلمة بالعربية أسقف خاص بها وهي مستقلة عن الكنيسة اللوثرية في ألمانيا التي يمثلها كاهن برتبة «بروبست». ويكون هذان الكاهنان قيمين مشتركين على الممتلكات اللوثرية الموجودة في شارع مورستان في البلدة القديمة من القدس. ناك كذلك طوائف لوثرية صغيرة متكلمة بالدنماركية والسويدية والإنجليزية ومعهم رجال دين من الكنيسة الأم لمصلحة أبناء الكنائس الذين يزورون أو يقيمون في إسرائيل. وتملك كنيسة اسكتلندا المشيخية كنيسة وفندق يعرف باسم الفندق الاسكتلندي في مدينة طبريا، إلى جانب مستشفى يعرف باسم مستشفى الناصرة ا.م.م.س في مدينة الناصرة.

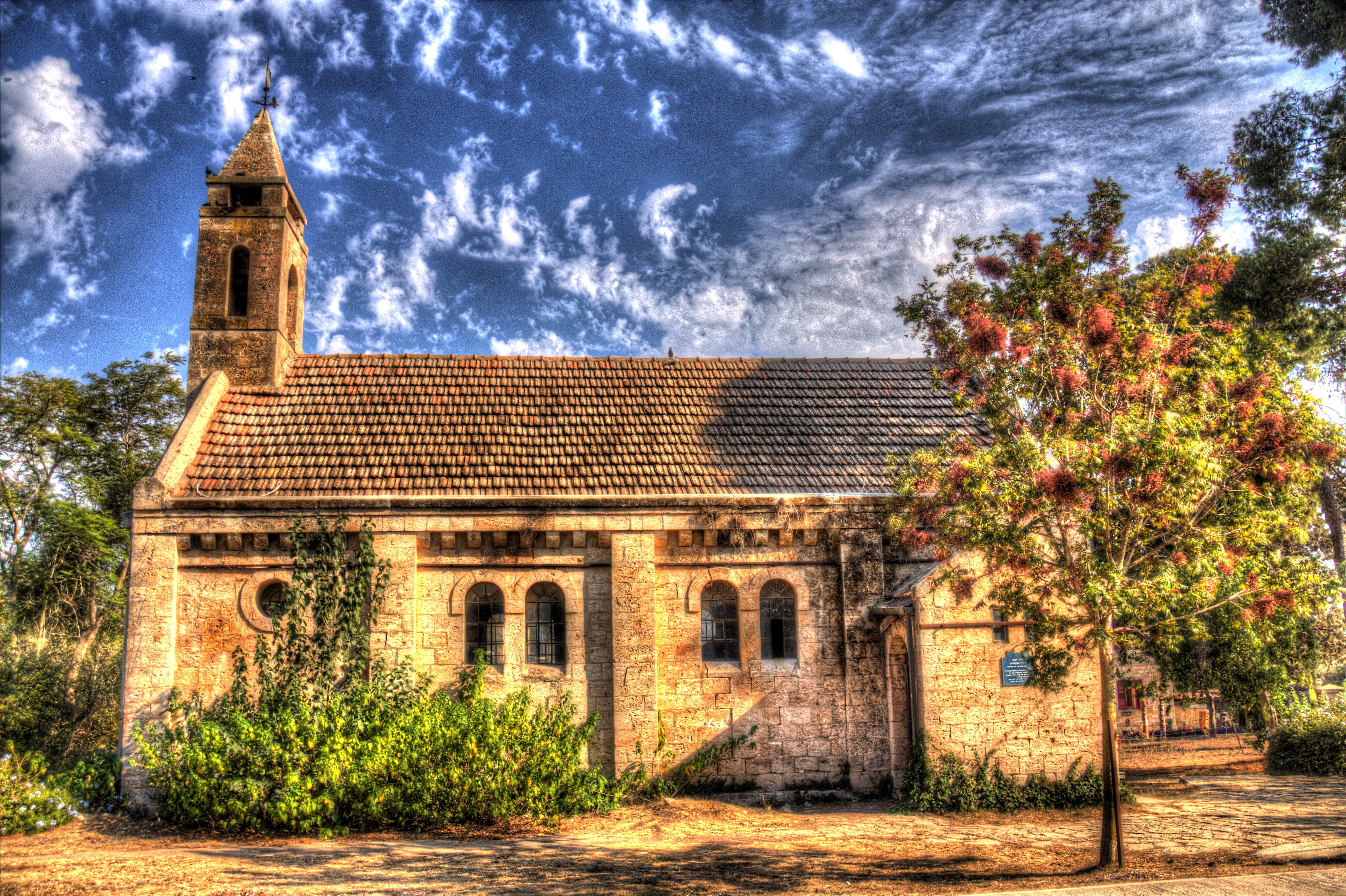
الكنيسة البروتستانتية في الوني آبا.

وقد بدأت نشاطات الكنيسة المعمدانية في الأرض المقدسة مع تأسيس طائفة لها عام 1911. وفي الوقت الحاضر تملك جمعية الكنائس المعمدانية 18 كنيسة ومركزًا في عكا وكفر كنا وحيفا ويافا والقدس وكفرياسيف والناصرة وبيتاح تيكفا والرامة وطرعان وأماكن أخرى. وأغلبية رعايا هذه الكنائس يتحدثون باللغة العربيّة. وأرسلت الكنيسة الاسكتلندية المشيخية بعثتها الإرسالية الأولى إلى الجليل عام 1840 وفي السنوات المائة التالية قامت بنشاطات في مجالي التربية والتعليم والطب. وفي الوقت الحاضر تخدم طائفة صغيرة معظمها مغتربة الحجاج المسيحيين والزوار. وتملك الكنيسة الاسكتلندية كنيسة ونزلاً في القدس وفي طبريا. وتملك إرسالية إدينبورو الاسكتلندية الطبية مستشفى ومدرسة تمريض في الناصرة.
أسست كنيسة يسوع المسيح لقديسي الأيام الأخيرة طائفة صغيرة في حيفا عام 1886 وفي القدس عام 1972. ومن ضمن أعضاء الكنيسة في الوقت الحاضر طلاب يتعلمون في مركز دراسات الشرق الأدنى في أورشليم القدس، وهو فرع من جامعة بريغام يونغ، يوتا في الولايات المتحدة. وتأسست في السنوات الأخيرة مستوطنات زراعية تعاونية بروتستانتية في مناطق مختلفة في إسرائيل. وقد تأسس «كفار هابابتيستيم» (قرية المعمدانيين) شمالي بيتاح تيكفا عام 1955. وتشمل هذه القرية منشآت لعقد المؤتمرات وللمخيمات الصيفية لخدمة الطوائف المعمدانية والطوائف البروتستانتية في البلاد. وأسست مجموعة من البروتستانت الهولنديين والألمانيين قرية «نيس عاميم» بالقرب من نهاريا عام 1963. وتكون هذه القرية مركزًا دوليًا لنشر معرفة إسرائيل بين المسيحيين. وتأسست قرية «ياد هاشنونا»، غربي القدس، عام 1971 وفيها فندق صغير للسياح المسيحيين وللحجاج المسيحيين من فنلندا.

## السياسة

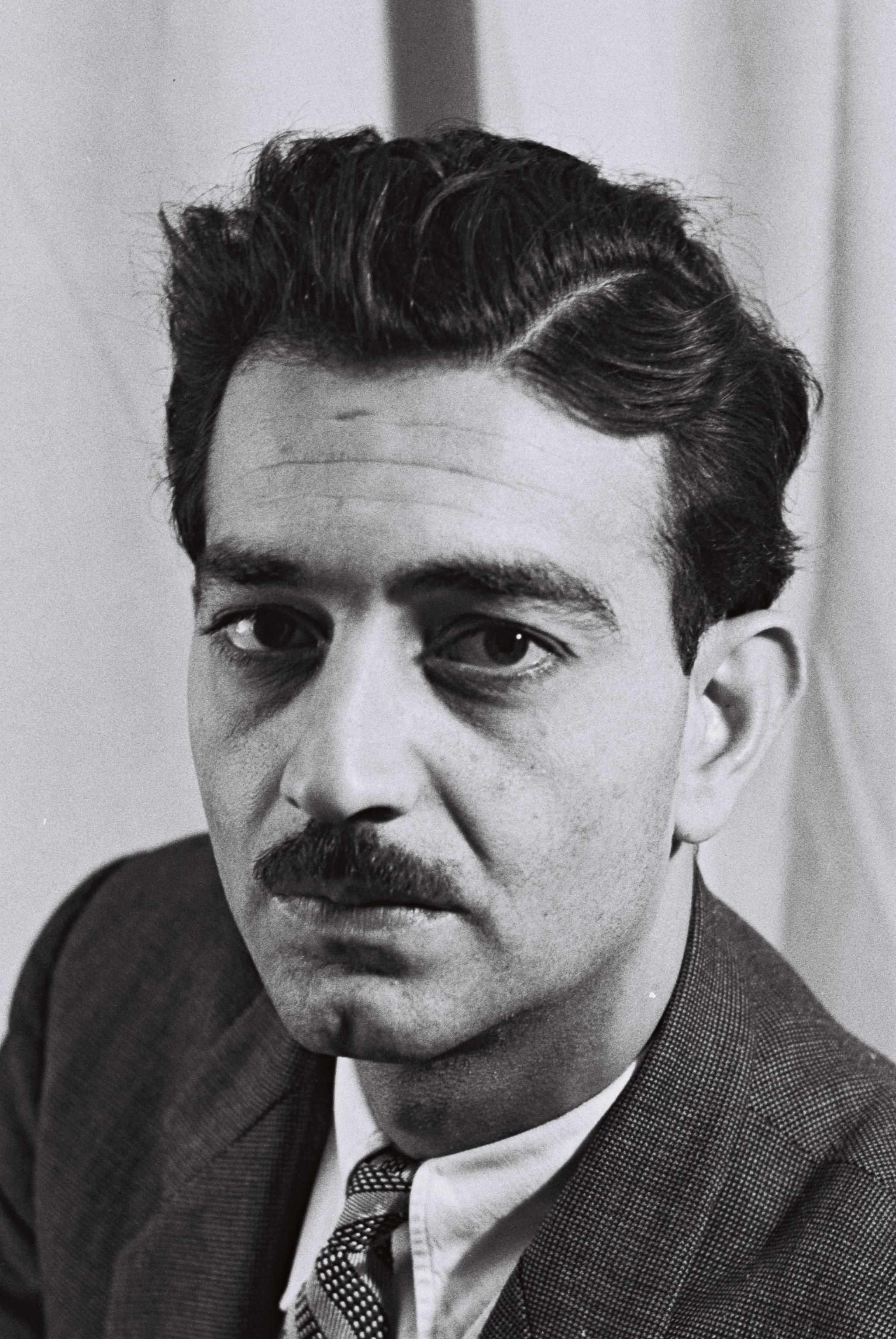
إميل حبيبي، أديب وصحافي وسياسي وعضو في الكنيست.

اتسمت الاتجاهات السياسية والحزبية لدى المسيحيين في الدول العربية على العموم بتأييد اليسار والاشتراكية القومية والعلمانية، هذا التوجه كان نفسه لدى مسيحيي إسرائيل والضفة الغربية وقطاع غزة. أدى نزوج القيادات العربية التقليدية عن مراكزها اثر قيام دولة إسرائيل إلى نشوء فراغ سياسي واجتماعي في أوساط عرب 48، قامت بملئه في حينه طبقة شابة من المثقفين من سكان المدن حيث تركز النشاط السياسي. هيأ ذلك جوا طبيعيًا للمسيحيين لتبوء مراكز قيادية في الحركات السياسية والاجتماعية إلى حين ظهور عناصر إسلامية مثقفة بدأت تسيطر تدريجيًا على هذه الحركات منذ بداية العقد الأخير للقرن العشرين. كان المحامي الياس كوسا من حيفا أول من دعا إلى اقامة حزب عربي قومي مستقل.
من الجهة الأخرى فشلت المحاولات لاقامة تكتل سياسي مستقل للمسيحيين. في حين اصطبع الشارع المسيحي، خاصًة الأرثوذكسي، بالتأييد التام للحزب الشيوعي والحركات القومية والعلمانية. وظهرت أسر أرثوذكسية سياسية أمثال أسرة حبيبي وجرايسي وطوبي والتي كان لها أثر على الحياة السياسية لعرب 48. وكانت الأغلبية الساحقة من مؤسسي وقياديي عصبة التحرر الوطني والحزب الشيوعي من المسيحيين. وعلى الرغم من الصورة الشعبية حول الشيوعيين في ربطهم عادًة بالالحاد اللادينية، الشيوعيين المسيحيين في إسرائيل أغلبهم لم يكن ملحدًا، بل أن العديد منهم كان ممارس للمسيحية. ولم يقتصر نشاط الشيوعيين على الانتخابات بل كان نشاطهم بارزًا في الحركات النسائية والشبابية ونقابات العمال والصحافة، وعلى الرغم من أن الصوت المسيحي بدأ بالتراجع إلا أن الشيوعيين ما يزالون يحتفظون بتأييد واسع في أوساط المسيحيين.
برزت شخصيات مسيحية تركت أثرها في الحياة السياسية والأدبية والحزبية لدى الأقلية العربية أمثال توفيق طوبي، ويني يني مؤسس الجبهة الشعبية، وصبري جريس الذي تولى إدارة مؤسسة الدراسات الفلسطينية في بيروت بعد مغادرته لإسرائيل، ومنصور كردوش، وحبيب قهوجي مؤسسو حركة الأرض، وإميل حبيبي المفكر والأديب الحائز على جائزة إسرائيل في الأدب، وإميل توما المؤرخ وأحد رجال الفكر البارزين بين الأقلية العربية في إسرائيل، وعزمي بشارة المفكر لأيدولوجي ومؤسس حزب التجمع، وداوود تركي الشاعر والزعيم اليساري، وصليبا خميس القيادي في الحزب الشيوعي الإسرائيلي.
ظهرت سنة 1958 حركة أدبية سياسية أغلبية أعضائها من المسيحيين أمثال يني يني، صبري جريس ودكتور يوسف حداد، منصور كردوش وحبيب قهوجي. وسنة 1962 قاموا بتأسيس حركة الأرض. على الرغم من السمة المسيحية لحركة الأرض، فقد اجتذبت عناصر إسلامية قومية واكتسبت تأييدهم. نادت هذه الحركة بان لعرب إسرائيل حقوق قومية تأهلهم للمطالبة بحق تقرير المصير ودافعت عن حق عودة اللاجئين الفلسطينيين للبلاد، منعت فيما بعد الحكومة الاسرائيلية حركة الأرض.
وشارك المسيحيين العرب في اقامة اتخاد الأكاديميين العرب في لجنة الدفاع عن الأرض والتي كان من أبرز قيادييها حنا نقارة، صليبا خميس، اميل توما والقس شحادة شحادة. قامت لجنة الدفاع عن الأرض بتنظيم يوم الارض ضد قوانين المصادرة وذكرى مقتل ستة مواطنين عرب في إسرائيل وأصبح هذا اليوم فيما بعد رمزًا وطنيًا لعرب 48.
وشارك المسيحيين الأكاديميين باقامة لجنة المتابعة ولجنة التعليم العربي، على العموم لعب المسيحيين العرب دورًا قياديًا بارزًا في الحقل السياسي والحزبي بعرب إسرائيل حتى أواخر سنوات السبعين، مع بداية ظهور الحركات الدينية الإسلامية، والتي تمثلت بالحركة الإسلامية والقائمة العربية الموحدة. تمثل الدور المسيحي في السياسة باقامة حزب الجبهة الديمقراطية وحزب التجمع الوطني الديمقراطي.
في 23 يناير 2015 أعلن عن تشيكل القائمة المشتركة، كتحالف يضم اربع قوائم تمثل الجماهير العربية في إسرائيل، في اعقاب رفع نسبة الحسم والإعلان عن انتخابات مبكرة عام 2015، وضمت الجبهة الديمقراطية للسلام والمساواة، والتجمع الوطني الديمقراطي، والقائمة العربية الموحدة، والحركة العربية للتغيير، خاض هذا التحالف الانتخابات التشريعية العشرين للكنيست الاسرائيلية، وحصل على 13 مقعدًا، وكانت هذه وهي المرة الأولى التي تتقدم فيها الأحزاب العربية بقائمة موحدة إلى انتخابات الكنيست. تم الإعلان عن القائمة وتركيبتها في الناصرة في 23 يناير 2015، برئاسة ايمن عودة مرشح الجبهة الديمقراطية للسلام والمساواة، وتميزت تركيبتها كذلك بانها جمعت بين اسلاميين وعلمانيين وليبراليين، ونسويين/ات، وقوميين واشتراكيين، وضمّت أيضاً نواباً مسلمين ومسيحيين ودروز وويهوداً، وتمثيل جغرافي للشمال والمركز والجنوب، وتمثيل للمدن وللقرى. نص الاتفاق على ترتيب المقاعد الأحد عشر الأولى لولاية كاملة فيما يتم التناوب على المقاعد الثاني عشر والثالث عشر.

## الأوضاع الاجتماعية

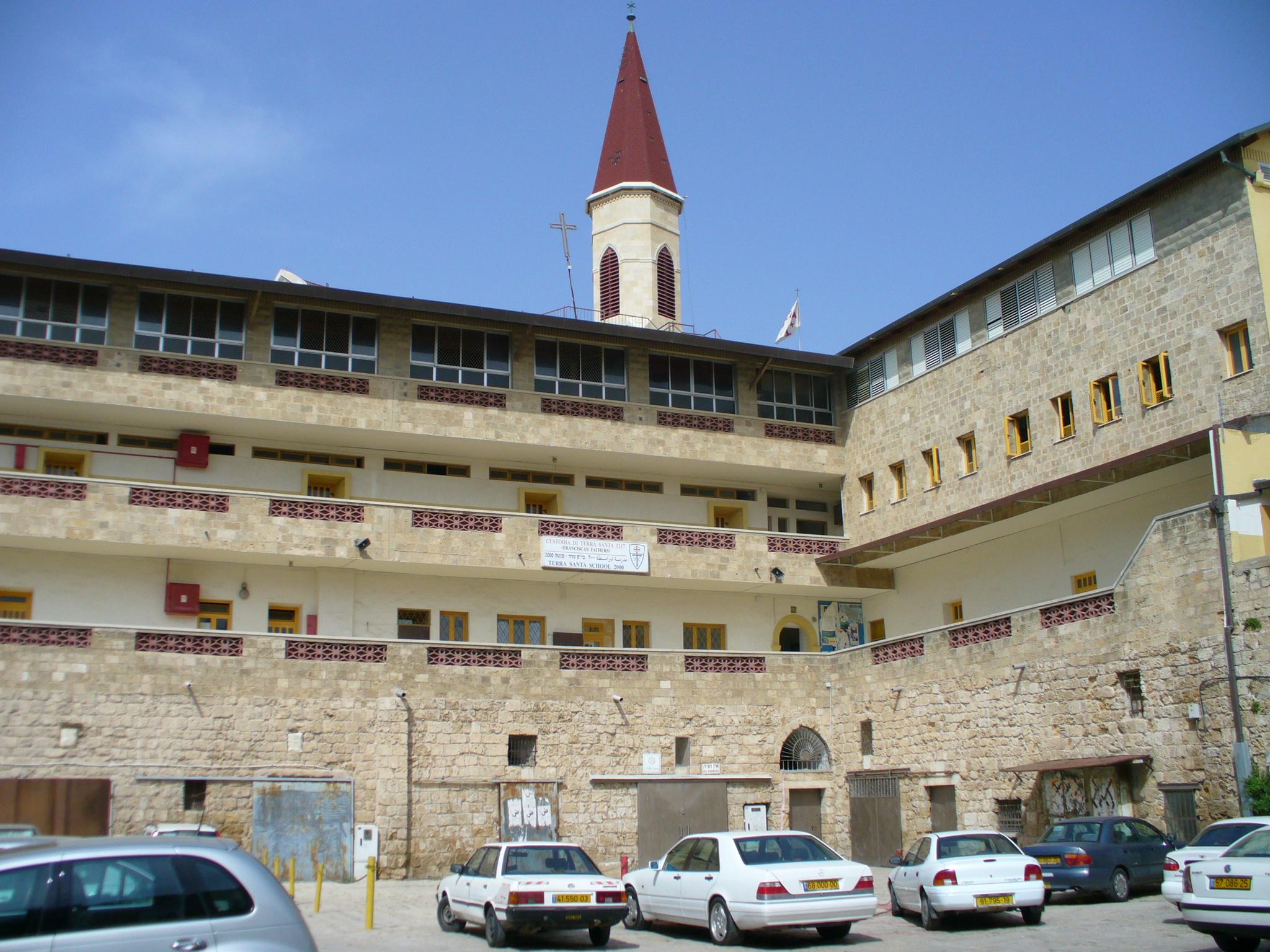
مدرسة تراسنطة الكاثوليكيَّة، أحد أعرق مدارس عكا: تلعب المدارس المسيحيَّة دورٌ بارز في رفع المستوى التعليمي للمسيحيين العرب.

المسيحيون العرب هم واحدة من المجموعات الأكثر تعليمًا في إسرائيل، حيث يطلق عليهم أقلية نموذجية. وفي مقال نشرته صحيفة معاريف عام 2011، وصف المجتمع العربي المسيحي بأنه «الأكثر نجاحاً في النظام التعليمي»، حيث يحظى العرب المسيحيين في مستوى تعليم أفضل بالمقارنة مع أي مجموعة دينية أخرى في إسرائيل. كما لدى المسيحيين العرب واحدة من أعلى معدلات النجاح في شهادة الثانوية العامة أو ما يسمى في البجروت مع نسبة (73.9%) في عام 2016، بالمقارنة مع المسلمين والدروز وبالمقارنة مع جميع الطلاب في نظام التعليم اليهودي، كما أنّ المسيحيون العرب في الطليعة من حيث التوجه للتعليم العالي، اعتبارًا من عام 2010 كان حوالي 63% من المسيحيين العرب في إسرائيل من حملة الشهادات الجامعيّة، كما أنّ نسبة المسيحيين الحاصلين على البكالوريوس وشهادة جامعية أكثر من متوسط النسبة بين السكان الإسرائيليين. وفي عام 2017 يتبين من المعطيات أن نسبة الطلاب المسيحيين العرب الحاصلين على شهادة بجروت كاملة تؤهلهم للدراسة الجامعية هي الأعلى في البلاد وتبلغ نحو 70.9% من مجمل الطلاب المسيحيين، مقارنةً مع 70.6% لدى اليهود، وحوالي 63.7% لدى الدروز وحوالي 45.2% لدى المسلمين.
في عام 2014 وجدت دائرة الإحصاء المركزية الإسرائيلية أن نسبة الطلاب الذين يدرسون في مجال الطب أيضًا هي الأعلى بين الطلاب العرب المسيحيين، مقارنةً مع جميع الطلاب من القطاعات الأخرى. كما وجدت أنّ نسبة النساء المسيحيات العربيات في التعليم العالي أعلى هي من القطاعات الأخرى. وعلى الرغم من أن نسبة المسيحيين العرب هي 2.1% من إجمالي السكان الإسرائيليين، كانت نسبة المسيحيين العرب من مجموع الطلاب في الجامعات الإسرائيلية في عام 2014 حوالي 17.0% وحوالي 14.4% من إجمالي عدد طلاب الكليّات الإسرائيلية.
من حيث الوضع الاجتماعي والاقتصادي، فإن المسيحيين العرب أكثر تشابهاً مع السكان اليهود بالمقارنة مع السكان العرب المسلمين. حيث أنّ لدى المسيحيون العرب أدنى نسبة فقر وأدنى نسبة للبطالة وهي 4.9% مقارنة مع 6.5% بين اليهود و9.2% بين الرجال والنساء المسلمين. كما أن لدى المسيحيين العرب أعلى متوسط دخل أسرة بين المواطنين العرب في إسرائيل وثاني أعلى متوسط دخل أسرة بين المجموعات العرقية والدينية في إسرائيل. كذلك لدى المسيحيين العرب حضور بنسبة عالية في العلوم وفي مهن ذوي الياقات البيضاء. في إسرائيل، يُصور المسيحيون العرب على أنهم أقلية عرقية دينية معروفة في العمل الجاد ومن الطبقة المتوسطة العليا والمتعلمة. ووفقًا لدراسة قام بها مركز سبيل، يعمل غالبية المسيحيين في إسرائيل (68.2%) في قطاع الخدمات وفي مهن الياقات البيضاء، أي البنوك وشركات التأمين والمدارس والسياحة والمستشفيات وفي مجال الطب والمحاماة والمحاسبة والهندسة وقطاع تكنولوجيا التقنية العالية وغيرها. وتُشير الدراسة أيضاً إلى أنَّ
حوالي 11.2% من المسيحيين يعملون في مجال الصناعة، وحوالي 10.5% في مجال التجارة، وحوالي 9.5% في مجال البناء.
يتمتع المسيحيون العرب بأعلى الإنجازات في القطاع العربي على جميع المؤشرات: نسبة الحاصلين على شهادة الثانوية العامة (البجروت)، ونسب خريجي الجامعات، ومجالات العمل. وفقاً لدراسة المسيحيين العرب: اليهود الإسرائيليين الجدد؟ تأملات في المستوى التعليمي للمسيحيين العرب في إسرائيل وهي دراسة قامت بها حينا ديفيد من جامعة تل أبيب، أن أحد العوامل هو لماذا المسيحيون العرب هم الأكثر تعليمًا في إسرائيل هو المؤسسات التعليمية المسيحية ذات المستوى العالي. المدارس المسيحية هي من بين أفضل المؤسسات التعليمية في إسرائيل، في حين أن تلك المدارس لا تمثل سوى 4% من مجمل القطاع التعليمي العربي، فإن حوالي 34% من مجمل الطلاب الجامعين العرب تلقوا تعليمهم في المدارس المسيحية، وحوالي 87% من عرب إسرائيل العاملين في قطاع تكنولوجيا التقنية العالية، قد تلقوا تعليمهم في المدارس المسيحية.

### الاقتصاد

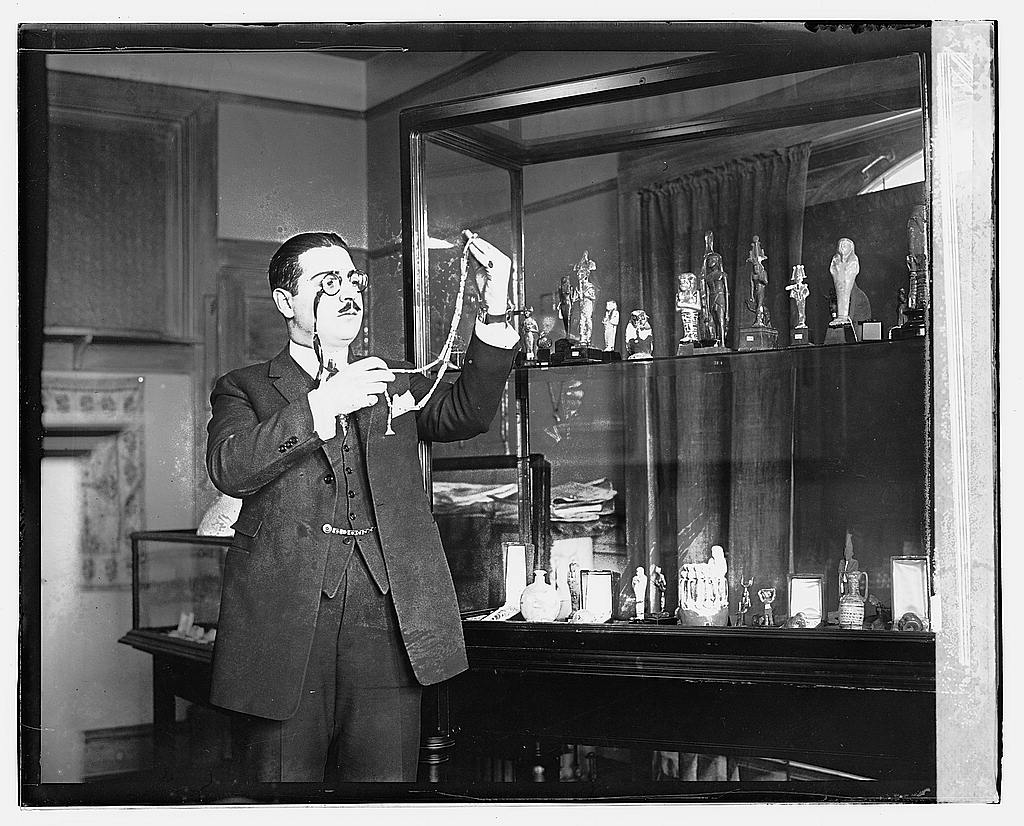
فكتور خياط، عميد أسرة خياط الأرستقراطية، عملت الاسرة في التجارة والصياغة.

يعتبر المجتمع المسيحي في إسرائيل مجتمع حضري، إذ يعيش 98% من المسيحيون العرب في مجمعات حضرية. وينتمي غالبية المواطنين المسيحين إلى الطبقة الوسطى والطبقة الغنية أو الطبقة العليا، كما أنّ أكثر العائلات ثراء بين المواطنين العرب في إسرائيل، مثل عائلة طنوس وعائلة خياط، عائلات مسيحية. ويعتبر كل من رجل الأعمال توم غورس وشقيقه أليك غورس، من أغنياء العرب في إسرائيل، إذ قدرت ثروة توم غورس الشخصية بنحو 2.5 مليار دولار ويحتل مرتبة خامس ملياردير إسرائيلي حسب قائمة فوربس للمليارديرات عام 2011، أما شقيقه أليك فتقدر ثروته بنحو 1.6 مليار دولار من قبل مجلة فوربس في عام 2008 ويحتل مرتبة ثامن ملياردير إسرائيلي، توم وأليك غورس يتبعون الكنيسة الكاثوليكية، ومن مواليد مدينة الناصرة، ويقطنون حاليًا في الولايات المتحدة ويحملان الجنسية الإسرائيلية.
حسب إحصائيات بيانات المكتب المركزي للإحصاء سنة 2011 تبين أن حوالي 58% من المسيحيون مشتركون في القوى العاملة المدنية وهي نسبة مشابه للوسط اليهودي، بالمقابل 37.9% لدى المسلمين و36.7% لدى الدروز، وتصل نسبة الرجال المسيحيين المشتركين في القوى العاملة إلى 64.2% وإلى بين النساء إلى 52.0%. المسيحيون في إسرائيل هم عادة من ذوي الياقات البيضاء ويشتغلون في المهن أو في مجال الأعمال التجارية وفي المجالات الأكاديمية، حوالي 37% من النساء المسيحيات يعملن في مجالات أكاديمية، وحوالي 34% في مجال التعليم، وحوالي 20% في مجال الصحة والرعاية الاجتماعية، وحوالي 11% في التجارة.
نسبة المسيحيين العرب الحاصلين على دخل مالي بأكثر من 50,000 شيكل سنويًا هي 77%، ويأتي بعدهم الاشكناز مع 55% وذلك بحسب إحصائيات بيانات المكتب المركزي للإحصاء سنة 2008. وتحتل قرية معليا المسيحية أعلى المعدلات من حيث نصيب الفرد من الدخل بين القرى العربية في إسرائيل، حيث تضم نسبة عالية من الأكاديميين والمهنيين. وتعد نسبة البطالة بين المسيحيين عامًة والعرب خاصًة هي الأقل على مستوى إسرائيل حيث أنّ نسبة العاطلين عن العمل بين المسيحيين لا تتعدى 4.3% (4.5% بين الرجال و4.0% بين النساء). بالمقابل تصل نسبة البطالة بين اليهود حوالي 6.5% (6.6% بين الرجال و6.3% بين النساء)؛ في حين أنّ نسبة البطالة بين مجمل عرب 48 تصل إلى حوالي 25%. وفي عام 2020 بلغت نسبة البطالة بين المسيحيين حوالي 2.9%، وهي أقل نسبة بين المجتمعات الدينية في إسرائيل، ووجد تقرير دائرة الإحصاء المركزية الإسرائيلية عام 2021 أن أعداداً أقل من المسيحيين مسجلين للحصول على إعانات البطالة في مكاتب الرفاه الاجتماعي هو الأصغر بين كل فئات المجتمع (حوالي نصف نسبتهم بين المسلمين) وأقل بقليل من نسبتهم بين اليهود. كما وجد تقرير دائرة الإحصاء المركزية الإسرائيلية عام 2021 أن 84% إنهم راضون عن الحياة في إسرائيل.

### التعليم

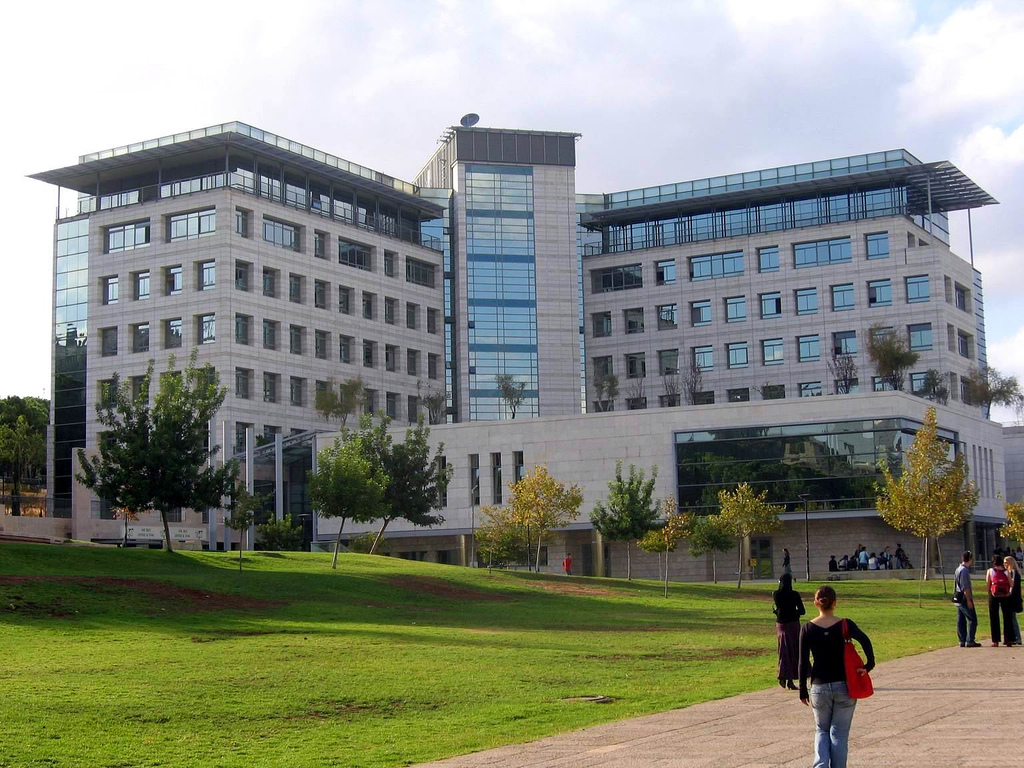
في عام 2007 بلغت نسبة الطلاب الجامعيين المسيحيين في جامعة تخنيون ثلاثة أضعاف نسبتهم السكانيّة.

يعتبر المستوى التعليمي لدى المواطينون المسيحيون العرب الأعلى في إسرائيل، فحسب إحصائيات بيانات المكتب المركزي للإحصاء سنة 2016 تبيّن أن عند المسيحيون أعلى نسبة حاصلين على شهادة البجروت أو شهادة الثانوية العامة الإسرائيلية إذ حصل 73.9% من التلاميذ المسيحيين على شهادة البجروت، وأستوفى حوالي 66.2% منهم شروط دخول الجامعة وهي نسبة أعلى من التي في الوسط اليهودي والإسلامي والدرزي. كما ولدى المسيحيون أعلى نسبة في إسرائيل لحملة الشهادات الجامعية بين المواطنين حيث، في عام 2010 كان حوالي 63% من المسيحيون العرب في إسرائيل من حملة الشهادات الجامعية. وفي عام 2020 أشارت دائرة الإحصاء المركزية الإسرائيلية أنَّ فئة المسيحيين العرب هي الفئة الدينية ذات أعلى نسبة من الحاصلين على تعليم في الجامعة (71.2% منهم أكملوا تعليمهم العالي) بينما هو 34% في المجتمع العربي عامةً وحوالي 47.2% في المجتمع اليهودي. فاستنادًا أيضًا إلى بيانات المكتب المركزي للإحصاء في إسرائيل حصل المسيحيين العرب على شهادات جامعية عليا أكثر مما حصل عليه اليهود في إسرائيل ويدرس حوالي 82.7% من الطلاب المسيحيين في المعاهد العليا، ولدى المسيحيين العرب أعلى نسبة أطباء وأعلى نسبة نساء أكاديميات في إسرائيل مقارنةً ببقية شرائح المجتمع الإسرائيلي.
في عام 2017 كان لدى المسيحيين العرب أعلى نسب من حيث نسبة الحاصلين على شهادة الثانوية العامة (البجروت) ونسب خريجي الجامعات في القطاع العربي. وبحسب دائرة الإحصاء المركزية الإسرائيلية بين العام الدراسي 2018 وعام 2019 بلغ تعداد الطلاب الجامعيين المسيحيين حوالي 6.2 ألف طالب، درس 73.8% من مجمل الطلاب الجامعيين المسيحيين للحصول على شهادة بكالوريوس، ودرس حوالي 22.0% للحصول على شهادة الماجستير، ودرس حوالي 3.6% للحصول على الدكتوراه. في عام 2019 كان حوالي 59.7% من مجمل الطلاب الجامعيين المسيحيين الساعين للحصول على شهادة بكالوريوس من النساء، كما وكان حوالي 74.4% من الساعين للحصول على شهادة الماجستير وحوالي 62.8% من الساعين للحصول على الدكتوراه من النساء. في عام 2020 كانت نسبة المسيحيين العرب الذين التحقوا بالجامعات لدراسة اللقب الأول، أعلى بكثير من النسبة المئوية للطلاب العرب من باقي الطوائف والذين التحقوا في الجامعات للحصول على اللقب الأول (50.1% بالمقارنة مع 35.4% على التوالي). كما وكشفت إحصائيات دائرة الإحصاء المركزية الإسرائيلية عام 2021 عن أن المرأة العربية المسيحية حصلت على أعلى معدلات التعليم في البلاد.
في عام 2005 بلغت نسبة المسيحيون من مجمل الطلاب الجامعيين العرب في الجامعات الإسرائيلية حوالي 40% وذلك على الرغم من أنهم كانوا يُشكلون 9% من المواطنين العرب في إسرائيل. بحسب دائرة الإحصاء المركزية الإسرائيلية في العام الدراسي 2007 وعام 2008 بلغت نسبة المسيحيين حوالي 36.1% من مجمل الطلاب الجامعيين العرب في جامعة تخنيون، وحوالي 31.5% من مجمل الطلاب الجامعيين العرب في جامعة حيفا، وحوالي 25.5% من مجمل الطلاب العرب في جامعة القدس العبرية، وحوالي 19.6% من مجمل الطلاب الجامعيين العرب في جامعة تل أبيب، وحوالي 14.4% من مجمل الطلاب العرب في جامعة بار إيلان، وحوالي 4.1% من مجمل الطلاب العرب في جامعة بن جوريون. وبين عام 2007 وعام 2008 شكّل المسيحيين حوالي 50.1% من مجمل العرب الذين يدرسون لشهادة الماجستير في جامعة تخنيون، وحوالي 46.6% في معهد وايزمان للعلوم، وحوالي 32.9% في جامعة حيفا، وحوالي 27.2% في الجامعة العبرية في القدس، وحوالي 23.5% في جامعة بار إيلان، وحوالي 21.2% في جامعة تل أبيب، وحوالي 5.8% في جامعة بن جوريون. وحسب احصائية المكتب المركزي للاحصاء كانت نسبة المسيحيين بين الطلاب الجامعيين العرب الذين يدرسون في عام 2007 لشهادة بكالوريوس هي 25.2%، وحوالي 28.8% لشهادة الماجستير وحوالي 55.2% لشهادة الدكتوراه.
رُغم صعوبة ظروف التعليم في القطاع العربي، وصعوبة شروط دخول الجامعات فبحسب الدراسات المختلفة يُعتبر معدل سنوات الدراسة لدى المسيحيين العرب أعلى منها لدى المسلمين واليهود، وأيضًا فان نسبة النساء العربيّات المسيحيات اللاتي يدرسن في الجامعات والكليات الإسرائيلية أعلى من قطاعاتٍ أخرى. كما أنّ نسبة الحاصلين على الدرجات الجامعيّة العليا للمسيحيين هي الأعلى نسبة في إسرائيل.
أظهرت إحصائيات بيانات المكتب المركزي للإحصاء سنة 2011 أن 2.5% من الطلاب المسيحيين العرب يدرسون الطب، بما يعادل 3 أضعاف نظرائهم بين اليهود، الذين بلغت النسبة لديهم 0.8%، بينما 10.1% من المسيحيين العرب يدرسون مهناً مساعدة للطب «التمريض والتحليل والأشعة وما إلى ذلك»، وحوالي 11.4% يدرسون الحقوق. وفي عشية عيد الميلاد سنة 2012 أشارت احصائية المكتب المركزي للإحصائيات إلى أنّ 54.5% من الطلاّب الأكاديميون المسيحيون يدرسون في الجامعات الإسرائيلية؛ وحوالي 10% في الجامعة المفتوحة، وحوالي 23.7% في الكليّات الأكاديمية وحوالي 11.4% في كليّات التربية والتعليم. وأظهر تقرير لدائرة الإحصاء المركزية في إسرائيل في عام 2018، أن نسبة الأكاديميين العرب من الديانة المسيحية الذين يدرسون الطب في جامعات إسرائيل ضعف المسلمين منهم. أظهر تقرير لدائرة الإحصاء المركزية في إسرائيل في عام 2019 كانت نسبة المسيحيين العرب الذين درسوا الهندسة وهندسة الحاسوب والكهرباء والهندسة المعماريَّة والقانون والطب وطب الأسنان وإدارة أنظمة المعلومات أعلى بالمقارنة مع الطلاب المسلمين.

### المؤسسات

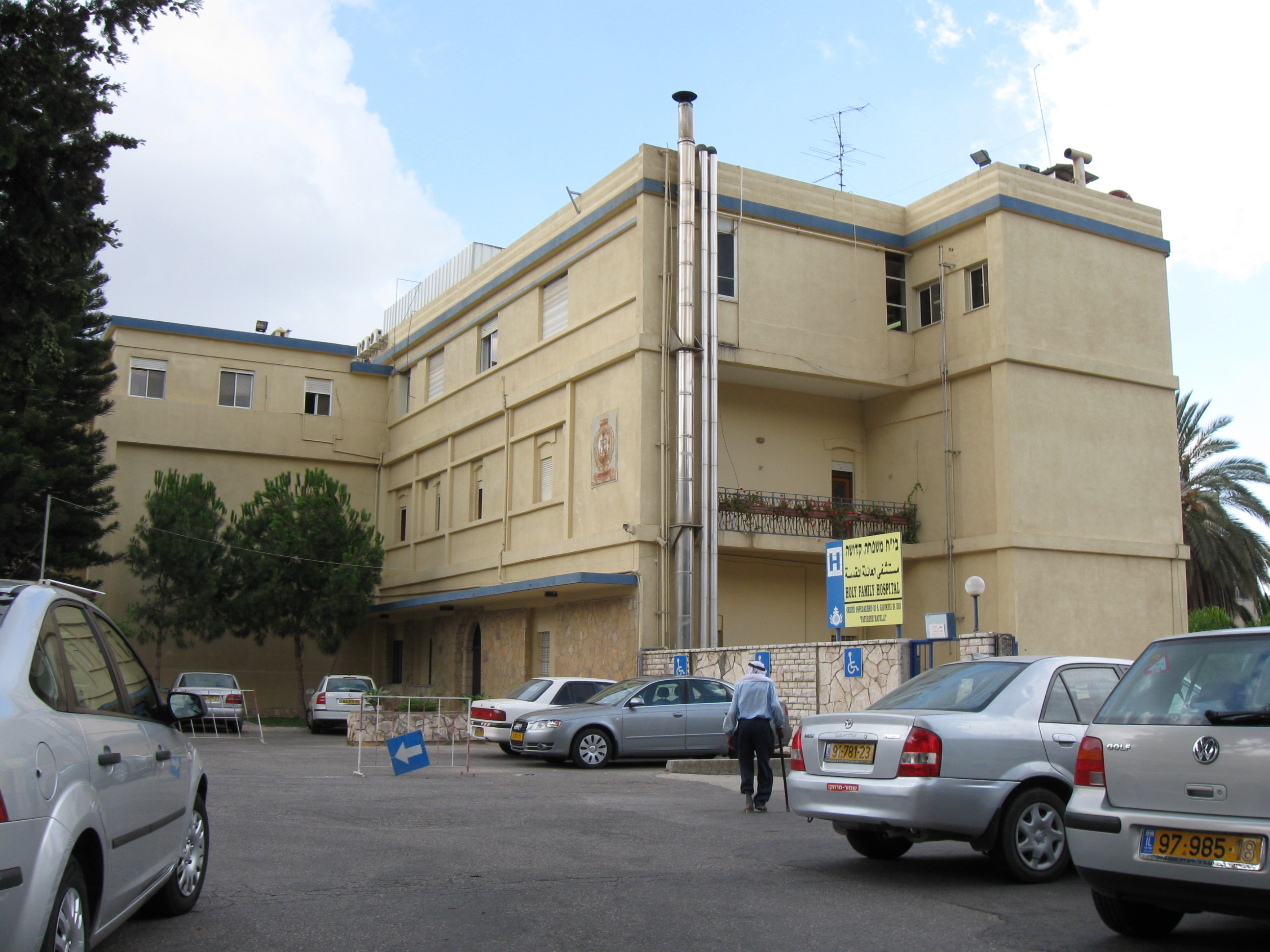
مستشفى العائلة المقدسة وهو من أقدم مستشفيات الناصرة.

تدير الطوائف المسيحية في إسرائيل عدد كبير من المؤسسات الاجتماعية والتربوية من ضمنها المدارس، والكليات، والمستشفيات، والعيادات، ودور الأيتام، ومنازل المسنين، وسكن جامعي، ومراكز الأسرة والشباب، والفنادق، ودور الضيافة. جزء من هذه المؤسسات خاصة المدراس هي الأفضل في الوسط العربي. تُدير وتمتلك المؤسسات المسيحية في إسرائيل أربعة مستشفيات، تدير الكنيسة الكاثوليكية منها ثلاثة وهي مستشفى العائلة المقدسة ومستشفى القديس منصور دي بول في الناصرة والمستشفى الإيطالي في حيفا، ويدير البروتستانت مستشفى الناصرة، والذي يتبعه أيضًا مدرسة التمريض، يذكر أن مدرسة التمريض تمنح عند التخرج للطلاب شهادة من وزارة التعليم والتي تؤهل الطلاب لامتحان الرخصة للعمل في مجال التمريض.
تمتلك الكنائس وتدير حوالي ثمانين مدرسة منها عشرين مدرسة ثانوية-اعدادية، عشرة منها في مدينة الناصرة، ويتلقى العلم فيها أكثر من نصف الطلاب الثانويين ومن بينها المدرسة الإكليركيّة - المطران ومدرسة راهبات مار يوسف والمدرسة المعمدانية، وتحتل هذه المدراس الثلاث أولى مراتب أفضل مدراس عربية، هناك أيضًا مدرسة المسيح الإنجيليَّة الأسقفيَّة ومدرسة راهبات المخلص وراهبات الساليزيان ومدرسة راهبات الفرنسيسكان والواصفية وكليّة التيرسانطا؛ وهي من أقدم المدراس في فلسطين التاريخية، من بين خمسة وأربعين مدرسة مسيحية متواجدة إسرائيل، هناك سبعة وثلاثين مدرسة تابعة للكنائس الكاثوليكية، وأربعة مدارس تابعة للكنيسة الأرثوذكسية وأربعة مدارس تابعة للمؤسسات البروتستانتية. وعلى الرغم من أن الطلاب في المدارس المسيحية يمثلون 6% من مجمل الطلاب العرب في المدارس الثانوية إلاّ أنّ تلاميذها يمثلون 30% من خريجي الجامعات العرب، فضلًا عن 87% من العاملين في مجال الهايتك العرب هم من خريجيها.
في إسرائيل هناك ما يُقارب الخمسين مؤسسة تعليمية تابعة للكنائس المسيحية تخدم طبقات الجيل المختلفة من رياض أطفال ومدارس ابتدائية وثانوية. عدد الطلاّب في هذه المؤسسات يفوق ال 30,000 طالب وطالبة من كافة شرائح وأطياف المجتمع العربي في البلاد على اختلاف انتماءاته الدينية والسياسية وحوالي 60% من طلاب هذه المدارس هم من المسيحيين والباقي من المسلمين والدروز. وتتمتع هذه المدارس بمستوى عال جدًا في مجال التربية والتعليم، كما شكلت هذه المدارس في مرحلة معينة حاضنة لمعلمين رفضت وزارة المعارف توظيفهم في المدارس الحكومية بسبب نشاطهم السياسي، وهناك بلدات يتعلم معظم طلابها العرب في المدارس الأهلية مثل الناصرة (56%) وحيفا (70%) وغيرها، حيث قامت هذه المدارس في هذه البلدات بسد النواقص والحاجات التي لم تلبها الدولة.

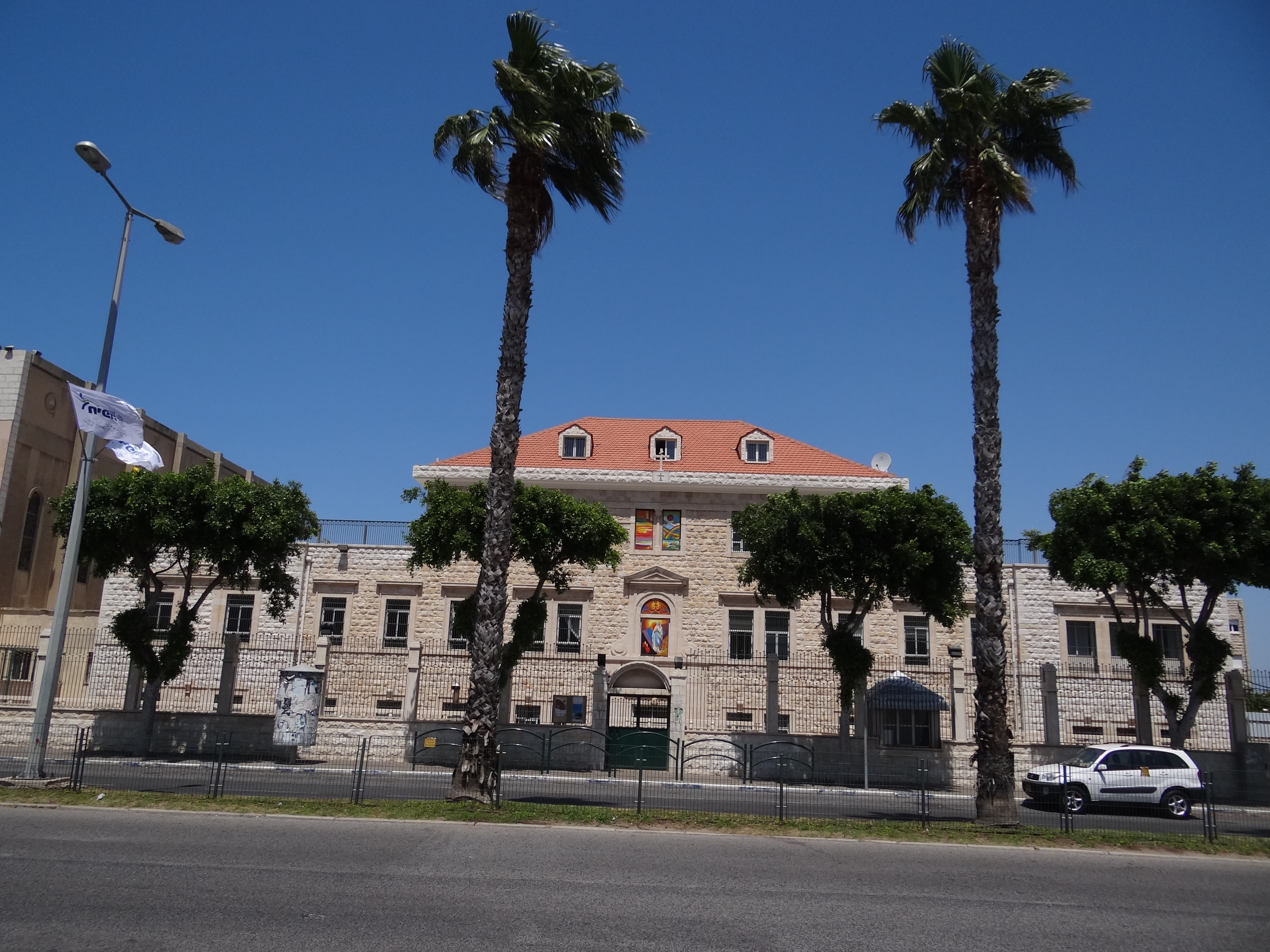
مدرسة راهبات الكرميليت في حيفا.

تتواجد في مدينة حيفا ستة مدراس مسيحية ويتلقى فيها العلم 70% من الطلاب العرب الثانوييّن، ومن ضمنها الكليَّة الارثوذكسيَّة العربيَّة، وهي من أعرق المدراس العربية ويُطلق عليها مدرسة النخبة، ومدرسة راهبات الناصرة وراهبات الكرميليت والكرمل ومدرسة مار يوحنا الانجيلي الأسقفية ومدرسة مار الياس الاسقفية بالإضافة إلى روضات البطريركية اللاتينية وروضات القديسة حنة وروضات قلب يسوع. أما في مدينة يافا فيها ثلاث مدارس مسيحية ويدرس فيها 40% من الطلاب العرب الثانويين وهي مدرسة تيراسنطا والفرير وطابيثا قومي.
هناك أيضًا كلية مار إلياس في عبلين، وكليّة الجليل في عيلبون، والكليّة الأرثوذكسية وكلية تراسنطا ومدرسة راهبات مار يوسف في الرملة، والمدرسة الكاثوليكية في الجش، ومدرسة تيراسانطا في عكا، والمدرسة البطريركية اللاتينية في الرينة، والمدرسة البطريركية اللاتينية في يافة الناصرة، والمدرسة البطريركية اللاتينية في الرامة الجليليَّة، والمدرسة الاسقفية ومدرسة راهبات الناصرة في شفا عمرو، ومدرسة راهبات الفرنسيسكان في كفر كنا، ومدرسة المطران تيموثاوس في كفرياسيف، ومدرسة الساليزيان الصناعيَّة في الناصرة، والنوتردام الصناعيّة في معليا. بالإضافة لذلك هناك أكثر من اربعين مدرسة ابتدائية وروضات أطفال تابعة للمؤسسات المسيحية. يذكر أن المدارس والمؤسسات المسيحية يتلقى فيها العلم طلاب من كافة الطوائف والأديان. كذلك افتتح المطران إلياس شقور أول حرم جامعي في عبلين، وهو فرعاّ لجامعة انديانابوليس-انديانا في الولايات المتحدة وأفتتح الحرم الجامعي امام الطلاب سنة 2004 وهي ثاني جامعة مسيحيّة في فلسطين التاريخية بعد جامعة بيت لحم.
بالنسبة للعمل الاجتماعي، اهتمت الكنائس المسيحية باقامة أربعة بيوت للمسنين منها بيتان في حيفا، البيت اللوثري والكاثوليكي، وبيت المسنين في عسفيا، وملجأ العجزة في الناصرة، وهناك دور أيتام مثل ميتم راهبات القديسة حنة في صفورية، وأكثر من خمسة عشرة مركز جماهيري. ويدير أيضًا نظرائهم المسيحيون عددًا من المدارس ومراكز النشاط الاجتماعي ومستشفيات وسواها في قطاع غزة والضفة الغربية هي ثلث الخدمات الطبية في الضفة الغربية على سبيل المثال.

## الالترام الديني

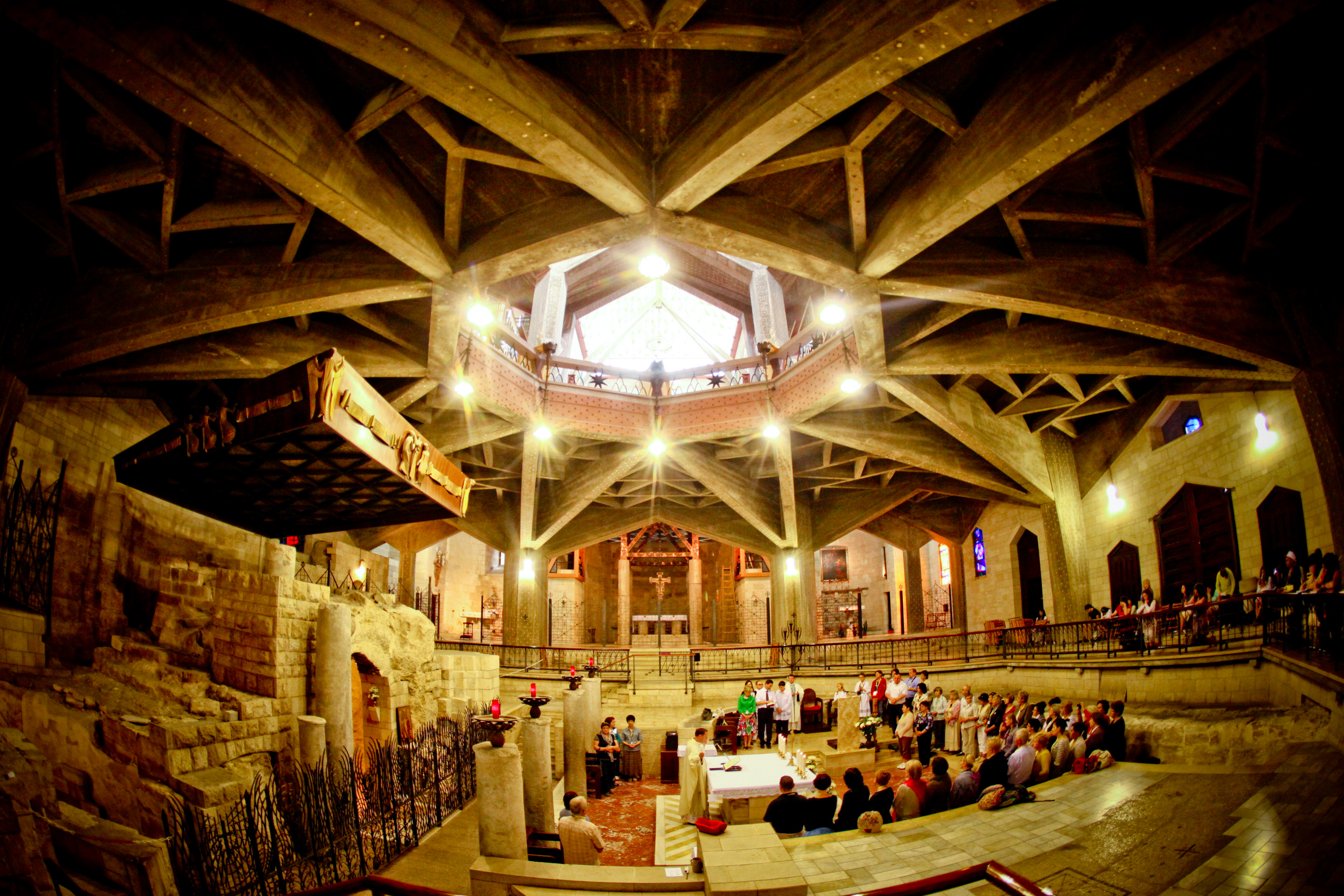
مسيحيين يؤدون الصلوات في بازيليكا البشارة.

وجدت دراسة قامت بها مركز بيو للأبحاث عام 2015 أنَّ حوالي 57% من مسيحيي إسرائيل يعتبرون للدين أهميَّة كبرى في حياتهم. بالمقارنة مع 68% بين المُسلمين، و49% بين الدروز، و30% بين اليهود. ويقول حوالي 34% من المسيحيين بأنهم يصلون بشكل يومي، مقارنًة بحوالي 61% من المُسلمين، وحوالي 26% من الدروز، وحوالي 21% من اليهود. بينما يُصرِّح 25% من الدروز، و27% من اليهود، و38% من المسيحيين بأنهم يحضرون المراسم الدينيَّة على الأقل مرة في الأسبوع، بالمقابل يُصرح حوالي 49% من المُسلمين في إسرائيل بأنهم يذهبون إلى المسجد على الأقل مرة في الأسبوع. ويَستمر تقريبًا الغالبية الساحقة من المسيحيين في الانتماء في مرحلة الكهولة لنفس الديانة التي نشؤوا عليها في طفولتهم.
يُفضِّل حوالي 55% من المسيحيين في إسرائيل جعل الكتاب المقدس القانون الساري على مسيحيي البلاد. على المستوى المذهبي وجدت الدراسة أنَّ الكاثوليك والأرثوذكس يتقاربون في معدلات حضور والانتظام في حضور الطقوس الدينيَّة. عمومًا حوالي 94% من مجمل مسيحيي إسرائيل حصلوا على سر المعمودية، وحوالي 39% من المسيحيين يقدمون الصدقة أو العُشور، وحوالي 81% من المسيحيين يملكون أيقونات مقدسة في منازلهم، وحوالي 83% تكرسوا من الزيت المقدس خلال سبت النور، وحوالي 60% من المسيحيين يصومون الصوم الكبير.
يؤمن حوالي 72% من الأرثوذكس وحوالي 65% من الكاثوليك أنَّ الكتاب المقدس هو كلمة الله الحرفيَّة. كما يؤمن 32% من المسيحيين في إسرائيل أن مجيئ يسوع سيكون خلال حياتهم الزمنيَّة. يؤمن 43% من المسيحيين أنَّ ديانتهم هي الديانة الصحيحة الوحيدة وهي الطريق الوحيد إلى الحياة الأبديَّة، بالمقابل يؤمن 48% من مسيحيين إسرائيل أن هناك عدة أديان يُمكن أن تؤدي إلى الحياة الأبديَّة.

### القضايا الاجتماعية

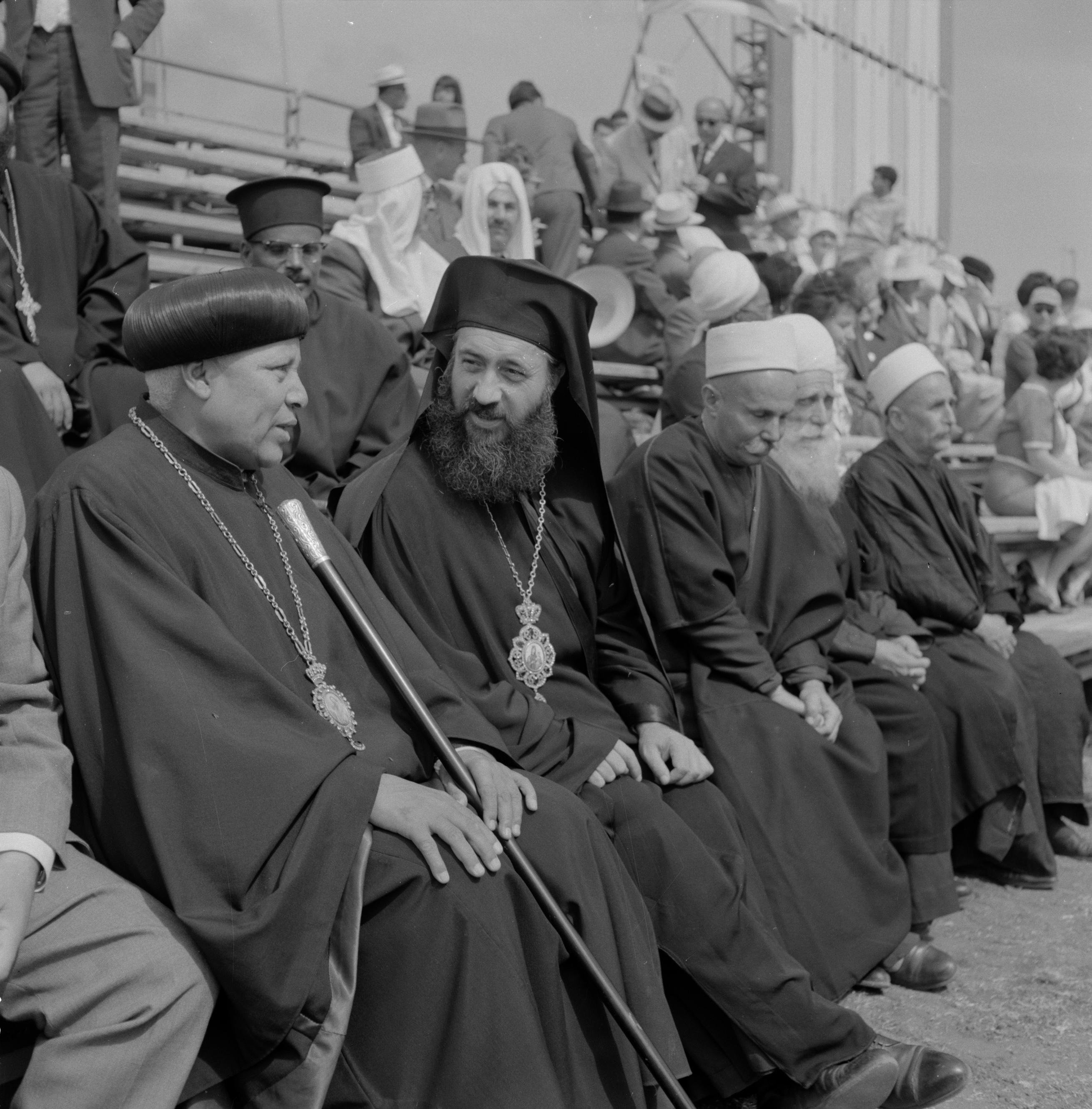
رجال دين مسيحيين وموحدين دروز في إسرائيل عام 1962.

تُفيد الغالبيَّة من المسيحيين (86%) بأنَّ أغلب أصدقائهم ينتمون إلى نفس مجموعتهم الدينية، في حين صرَّح 21% من المسيحيين بأن كافة أصدقائهم هم من نفس ديانتهم. يفيد حوالي 1% من سكان إسرائيل المسيحيين المتزوجين بأنهم متزوجين من شريك ينتمي لديانة أخرى. وجدت دراسة قامت بها مركز بيو للأبحاث عام 2015 أن معظم المسيحيين يرفضون الزواج المختلط دينيًا؛ حيث يفيد 88% من المسيحيين بأنهم يرفضون فكرة زواج أحد أبنائهم/بناتهم من أحد اليهود، كما يفيد كذلك معظم المسيحيين (80%) بأنهم يرفضون أو سيشعرون بعدم الارتياح إذا تزوج أحد أبنائهم/بناتهم من أحد المسلمين. وفقاً لإستطلاع قامت به مؤشر الديمقراطية الإسرائيلي عام 2015 قال 98% من المُستطلعين المسيحيين أنهم يتقبّلون اليهود كجيران أو كأصدقاء، وقال 100% من المُستطلعين أنهم يتقبلون اليهود كزملاء في العمل.
وجدت دراسة قامت بها مركز بيو للأبحاث عام 2015 أنّ المسيحيين من الناحية السياسية يَميلون أن يكونوا جزءًا من الأحزاب اليساريَّة، وفقًا لإستطلاع بين السنوات 2014-2015 شعر حوالي 35% من المسيحيين الإسرائيليين أنهم أقرب إلى حزب الجبهة الديمقراطية للسلام والمساواة، وشعر حوالي 14% من المسيحيين بأنهم الأقرب إلى حزب التجمع الوطني الديمقراطي، وشعر حوالي 4% من المسيحيين بأنهم الأقرب إلى حزب الحركة العربية للتغيير. في المجمل 53% من مجمل المسيحيين يصوتون لأحزاب القائمة العربية المشتركة، بالمقارنة مع 26% من المسيحيين لا يصوتون لأي حزب، ويصوت حوالي 19% من المسيحيين لأحزاب المعارضة الصهيونيّة اليساريَّة. في انتخابات سبتمبر عام 2019 صوّت حوالي 66.9% من المسيحيين للقائمة العربية المشتركة بالمقارنة مع حوالي 68.3% من البدو في الشمال وحوالي 16.4% من الدروز، ومع حوالي 82.2% من المجتمع العربي الإسرائيلي عمومًا. فيما بلغت نسبة التصويت بين المسيحيين للأحزاب اليهودية حوالي 33.1%.
وفقاً لدراسة مركز بيو للأبحاث عام 2015 يَعتبر غالبية المسيحيين الإسرائيليين (79%) بأن المستوطنات تضر بأمن إسرائيل، ويُبين الإستقصاء بأنّّ 72% من المسيحيين لا يؤمنون بأنه يمكن لدولة إسرائيل أن تكون دولة يهودية ودولة ديمقراطية في نفس الوقت. ويعتبر حوالي 80% من المسيحيين أنَّ الحكومة الإسرائيليَّة غير صادقة في السعي للوصول إلى إتفاقيَّة سلام. ويميل المسيحيون أو الدروز إلى الاعتقاد بأنّ أسباب التمييز الذي يواجهوه هو بسبب هويتهم الدينية بشكل أقل بالمقارنة مع المُسلمين.

## العلاقة مع الأديان الأخرى

### العلاقة مع الطوائف العربية

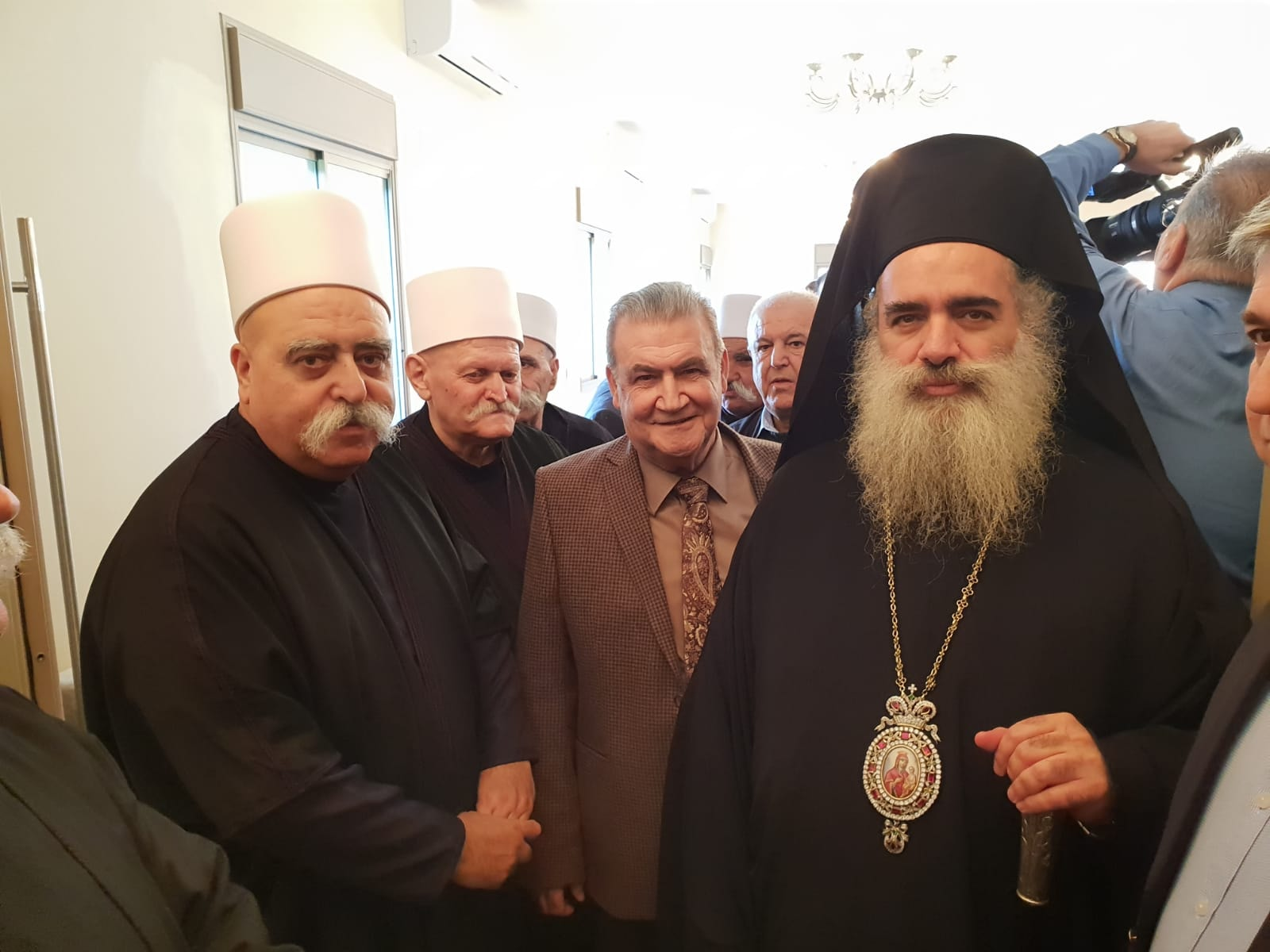
الرئيس الروحي للطائفة الدرزية موفق طريف إلى جانب المطران عطالله حنا.

اعتباراً من عام 2019، أصبح عدد سكان إسرائيل يُقدر بنحو 9,075,360 نسمة، وشكل المواطنون العرب حوالي 20.9% من السكان، دينياً، معظم عرب 48 من المسلمين، ولا سيّما من أهل السنة والجماعة إلى جانب أقلية أحمديَّة. هناك أقلية عربية مسيحية مكوّنة من طوائف متنوعة إلى جانب أقلية من الموحدين الدروز. ويشكّل المسيحيون العرب حوالي 7.3% من مجمل السكان العرب في إسرائيل. ويعيش المسيحيون الإسرائيليون في عدد من بلدات الجليل بشكل منفرد مثل فسوطّة ومعليا، أو اختلاطًا بالمسلمين مثل البعنة، وترشيحا، وجديدة - المكر، والجش، ودير حنا، والرينة، ورأس العين، وسخنين، وطرعان، وإعبلين، وعرابة، وعيلبون، وكفر كنا، والمزرعة، والمقيبلة، والناصرة ويافة الناصرة وغيرها، أو اختلاطًا بكلٍّ من بالمسلمين والموحدون الدروز في أبو سنان، والرامة الجليليّة، وشفا عمرو، وعسفيا، وكفر ياسيف، والمغار. وتضم بعض البلدات التي يشكل غالبيَّة سكانها من الدروز على أقلية مسيحية عربيَّة مثل البقيعة، ودالية الكرمل، وحُرفيش، وعسفيا، وكسرى-كفرسميع، والمغار وغيرها. أما في هضبة الجولان السورية الواقعة تحت السيطرة الإسرائيلية، فتضم كل من مجدل شمس وعين قنية ذات الأغلبيَّة الدرزيَّة على أقليّة مسيحيّة صغيرة. ويعيش المسيحيون العرب في القدس وحيفا واللد والرملة ويافا - تل أبيب وعكا والناصرة العليا في أحياء مشتركة أو مجاورة للمسلمين.
خلال الانتداب البريطاني على فلسطين أشار تعداد فلسطين 1922 وتعداد فلسطين 1931 إلى وجود أفراد أو عائلات مسيحية عربية في قرى أو بلدات إسلامية مثل أبو غوش، وأم الفحم، وباقة الغربية، وبيت جمال، ودبورية، ورُمانة، وسولم، وشَعِب، والطيرة، وعين ماهل، وكفر قرع، وكفر كما الشركسيَّة، ومجد الكروم، والمشهد، ونَحِف. كما وأشار تعداد فلسطين 1922 وتعداد فلسطين 1931 إلى وجود أفراد أو عائلات مسيحية عربية في قرى أو بلدات درزيَّة مثل بيت جن، وجولس، وساجور، وعين الأسد، ويانوح-جت، ويركا. خلال السنوات الأخيرة من الانتداب البريطاني وخلال حرب 1948 رحل المسيحيُّون من هذه القرى والبلدات إلى مدن وبلدات أخرى. خلال حرب 1948 هُجّر المسيحيون والمسلمون من أَشْدُود وبيسان وبئر السبع وصفد وصفورية وطبريا وعسقلان، ومن بعض القرى المختلطة مثل البِرْوَة والبصة وبانياس الحولة والحمّة والدامون وسحماتا وسيرين والشجرة والطنطورة والمجيدل ومعلول ومنصورة طبرية ومنصورة عكا والتي جرى تدميرها وتهجير أهلها.
بشكل عام كانت العلاقات بين الطوائف الدينية في المجتمع العربي الإسرائيلي جيدة وهناك تعايش سلمي واختلاط على كافة المستويات، ويَدرس العديد من الطلاب المسلمين والدروز في المدارس المسيحية. كما وتخدم المستشفيات المسيحية في البلاد كافة شرائح المجتمع العربي. يُعتبر التزاوج بين أتباع الأديان المختلفة من المحرمّات الاجتماعية في المجتمع العربي الإسرائيلي، حيث يُفيد حوالي 1% فقط من سكان إسرائيل المسيحيين المتزوجين بأنهم متزوجين من شريك ينتمي لديانة أخرى. وجدت دراسة قام بها مركز بيو للأبحاث عام 2015 أن معظم المسيحيين يرفضون الزواج المختلط دينيًا؛ حيث يُفيد 88% من المسيحيين بأنهم يرفضون فكرة زواج أحد أبنائهم/بناتهم من أحد اليهود، كما يُفيد كذلك معظم المسيحيين (80%) بأنهم يرفضون أو سيشعرون بعدم الارتياح إذا تزوج أحد أبنائهم/بناتهم من أحد المسلمين.
تتماهى الغالبيّة من المسيحيين في إسرائيل مع التراث الثقافي واللغوي العربي والهوية الفلسطينية، حيث وفقاً لاستطلاع قام به مؤشر الديمقراطية الإسرائيلي عام 2015 قال 32% من المستطلعين المسيحيين العرب أنّ الهوية العربيَّة أو الهوية الفلسطينية (14%) هي الهوية الأكثر أهمية بالنسبة لهم. عموماً المسيحيون العرب في إسرائيل أكثر تأكيداً على هويتهم العربية وأقل تأكيداً على هويتهم الإسرائيلية بالمقارنة مع الدروز والبدو، لكنهم أقل تأكيداً على هويتهم الفلسطينية بالمقارنة مع المسلمين الإسرائيليين، ففي استطلاع أجراه عام 2008 البرفسور يوسف حسن من جامعة تل أبيب، عرّف حوالي 24% من المجيبين المسيحيين أنهم «فلسطينيون» بالمقابل قال 43% من المجيبين المسلمين أنهم «فلسطينيون»، في حين عرّف 94% من المجيبين الدروز بأنهم «دروز إسرائيليون» في السياق الديني والوطني.

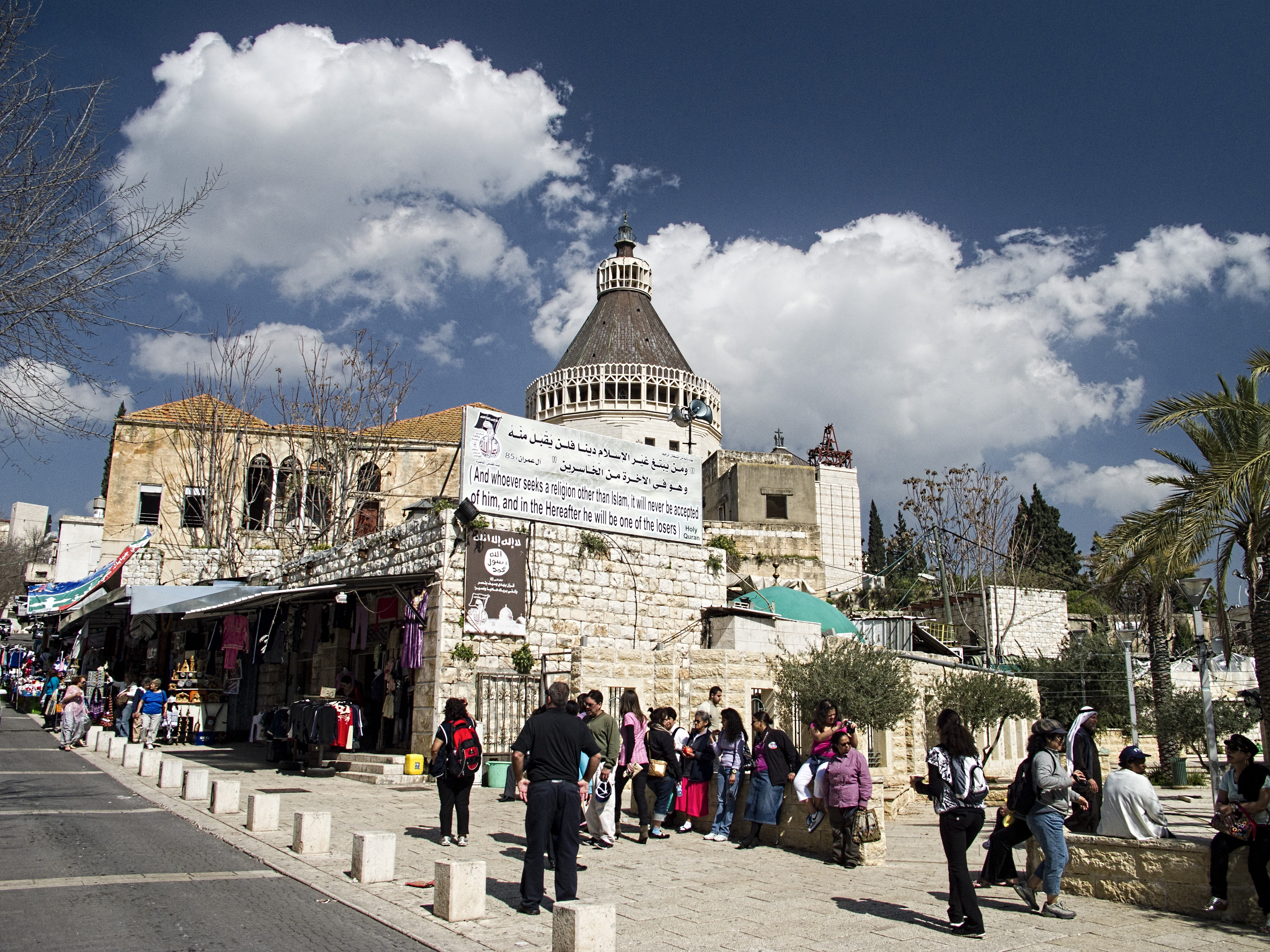
كانت ساحة شهاب الدين في الناصرة نقطة لتوترات طائفية عام 1999.

بشكل عام العلاقات بين المسيحيين والمسلمين في إسرائيل جيدة وهناك تعايش سلمي واختلاط على كافة المستويات، بالمقابل أشارت دراسة إسرائيلية استقصائية حديثة إلى أن المسيحيين في إسرائيل مزدهرون ومتعلمون - لكن البعض منهم يخشى أن يتسبب صعود الإسلاميين في هروب جماعي للغرب. شهدت منطقة الناصرة في الآونة الأخيرة زيادة في الحوادث المناهضة للمسيحيين، مستوحاة من صعود القوى الجهادية في الشرق الأوسط. وقد اشتكى العديد من المسيحيين من استهدافهم من قبل بعض المسلمين، الذين يعتقدون أنهم يحاولون إما طردهم من المدن التي كانت تضم تاريخياً على عدد كبير من السكان المسيحيين، أو «إقناعهم» بالتحول. على سبيل المثال في عام 1999، قام بعض المسلمين في مدينة الناصرة بأعمال شغب في محاولة لبناء مسجد مقام شهاب الدين أمام بازيليكا البشارة مُباشرةً. وفي عام 2010 ألقي بالقبض على سبعة شبان من الناصرة بتهمة تشكيل خلية بروح «تنظيم القاعدة» وذلك بشبهة تنفيذ عمليات طعن ضد يهود وكذلك مسيحيين في مدينة الناصرة، وأيضاَ بالتخطيط للتعرض للبابا بندكت السادس عشر خلال زيارته المدينة. وفي إحدى الحوادث التي وقعت خلال عام 2014، ثُبِّتَ علم تنظيم الدولة الإسلامية (داعش) أمام كنيسة في الناصرة.
يتمتع المسيحيون العرب في إسرائيل بأعلى الإنجازات في القطاع العربي على جميع المؤشرات: نسبة الحاصلين على شهادة الثانوية العامة (البجروت)، ونسب خريجي الجامعات، ومجالات العمل، وقد أدّى الوضع الاجتماعي والاقتصادي للمسيحيين وتمثيلهم غير المتناسب إلى حدوث توترات أو خلافات طائفية في بعض الأحيان، على سبيل المثال وفقاً لمحللين قد تكون التوترات الطائفيَّة في بلدة المغار عام 2005 ناتجة عن العداء بين السكان المسيحيين الأكثر ثراء والدروز الأفقر، إذ يواجه العديد من الناس صعوبات اقتصادية في البلدة. كما ويشكو القادة الدروز من أنه على الرغم من أن أبنائهم يخدمون في الجيش وفي قوات الشرطة، فإن الحكومة لا تكافئ المجتمع الدرزي، بينما يحصل الشباب المسيحي في الوقت نفسه على تعليم عالٍ ويحصلون على وظائف أفضل. كما وأدَّت الفجوة الاجتماعية والاقتصادية بين ثروة المسيحيين وفقر المسلمين في الناصرة أحيانًا إلى أزمات طائفية.

### العلاقة مع اليهود

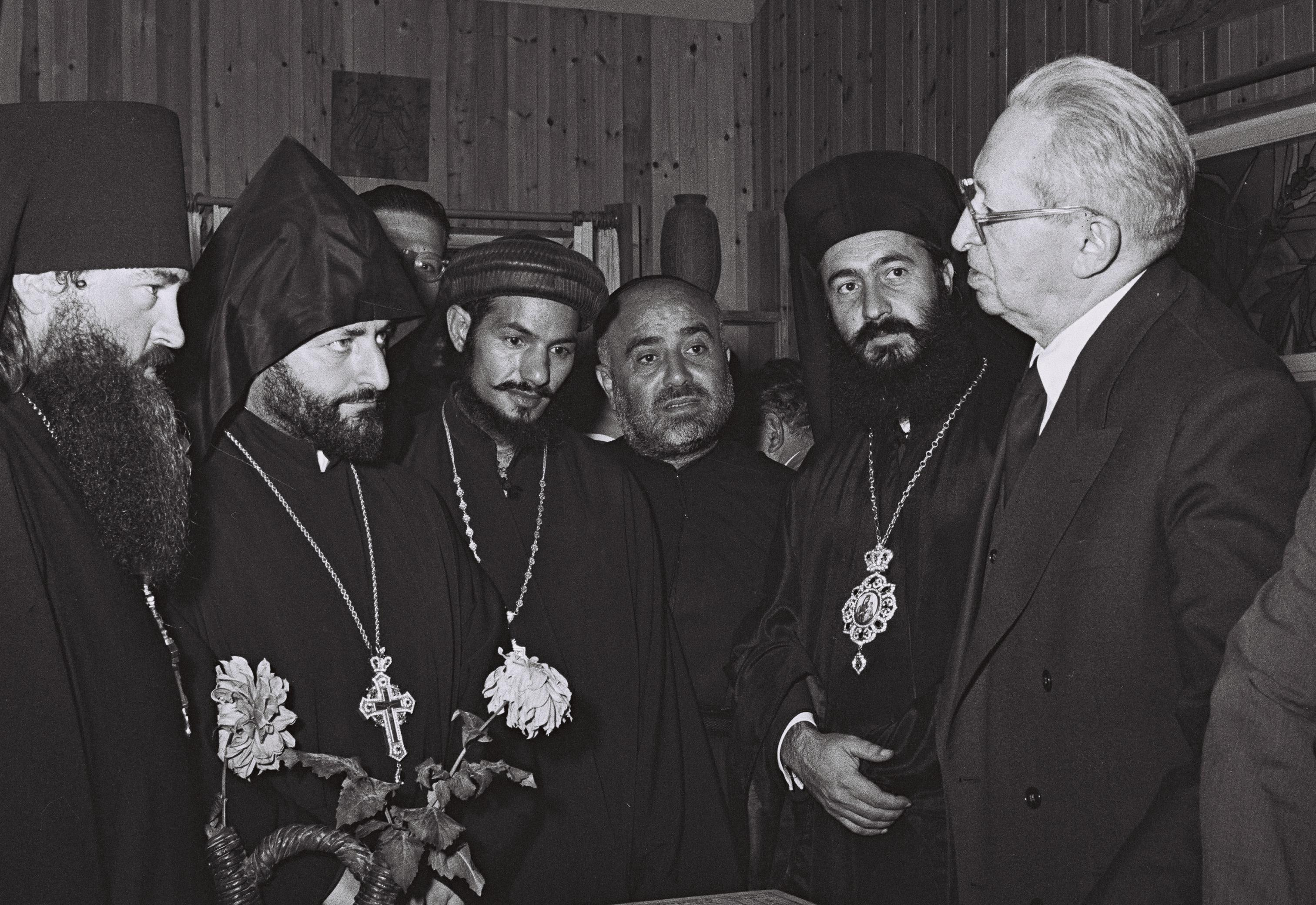
لقاء إسحاق بن تسفي مع زعماء الطوائف المسيحية عام 1958.

خلال الحرب العربية الإسرائيلية عام 1948، كان مصير المسيحيين الفلسطينيين مشابهاً لمصير المسلمين، من حيث الإدارة العسكرية ومصادرة الأراضي. ومع ذلك، لم تتعرض الكنائس المسيحية عموماً للتدمير أو التدنيس خلال الحرب العربية الإسرائيلية بسبب علاقة هذه الكنائس مع العالم الغربي وتخوفًا من المس في العلاقات مع العالم المسيحي. وإدراكًا منه للاهتمام الدولي بالنزاع، يُقال إن دافيد بن غوريون قد منع صراحةً نهب الأماكن المقدسة المسيحيَّة أو تدنيسها. وللسبب نفسه، فإنَّ السلطات الإسرائيلية لديها موقف أكثر تساهلاً تجاه حق عودة اللاجئين المسيحيين. واعتباراً من عام 2013 تم تشكيل منتدى الحكومة - المسيحيين في القدس، تحت مظلة وزارة الأمن العام، لمعالجة مخاوف القادة والممثلين المسيحيين في إسرائيل، ومن أجل تمكين العلاقات بين الحكومة والقادة والممثلين المسيحيين في إسرائيل.
هناك تجمعات مسيحية ملحوظة في المدن المختلطة رسمياً وذات الأغلبيّة اليهودية سيّما في حيفا والقدس والناصرة العليا ويافا - تل أبيب والرملة ومعالوت ترشيحا وعكا واللد على التوالي. تضم هذه المدن على تجمعات مسيحيَّة عربية وأخرى ناطقة باللغة العبريَّة والعمال الأجانب إلى جانب اليهود من كافة الشرائح الدينية والإثنيَّة مثل الأشكناز والمزراحيون والسفارديون والعلمانيون (الحيلونيم) والحريديم وغيرهم من الطوائف الدينيَّة الأخرى. كما ويعيش بعض الطلاب الجامعيين المسيحيين وبعض العائلات المسيحيَّة في بعض المدن اليهودية مثل كرمئيل وصفد وطبريا وهرتسليا ونتانيا وإيلات وبئر السبع ومنطقة غوش دان بسبب التعليم أو العمل فيها.
تم اتهام بعض اليهود الأرثوذكس المتطرفين بالشتم والبصق على رجال الدين المسيحيين في القدس لعقود، وكانت هناك حالات حدثت فيها عمليات تخريبيَّة ضد الكنائس والمقابر المسيحية عبر سياسة دفع الثمن. عندما اشتعلت النيران في أبواب دير اللطرون وكتبت عبارات مسيئة ليسوع على جدران الدير، رد الفاتيكان بشكوى رسميَّة نادرة ضد تقاعس الحكومة الإسرائيلية. في يونيو عام 2015 تعرضت كنيسة الطابغة لحريق متعمد ووجدت كتابات بالعبرية تحمل طابعاً عنصرياً ضد من هم من غير اليهود. ووصف المسؤولون الإسرائيليون هذا الهجوم بأنه «إرهاب».
في الآونة الأخيرة، كان هناك تيار خفي ثابت من العرب المسيحيين الذين يسعون إلى اندماج أعمق داخل المجتمع الإسرائيلي، تحت قيادة الكاهن الأرثوذكسي جيرائيل نداف والحلفاء المتحدون، وهو حزب سياسي يدعو إلى تجنيد المسيحيين في الجيش الإسرائيلي وإلى فصل مجتمعي للمسيحيين عن المسلمين. لقد قوبل هذا التيار بإعجاب واسع من يهود إسرائيل، وازدراء سلبي شديد من العرب المسلمين، وردود فعل متباينة من المسيحيين أنفسهم. وتُشير أرقام الجيش الإسرائيلي إلى أنه في عام 2002 وعام 2003، كان المسيحيون يمثلون 0.1% من جميع المجندين. في عام 2004، تضاعف عدد المجندين المسيحيين وارتفعت نسبة المسيحيين الذين يخدمون بنسبة 16% خلال عام 2000. ولا ينشر الجيش الإسرائيلي أرقاماً عن العدد الدقيق للمجندين حسب المذهب الديني، لكن يقدر أن بضع عشرات فقط من المسيحيين يخدمون حالياً في الجيش الإسرائيلي.

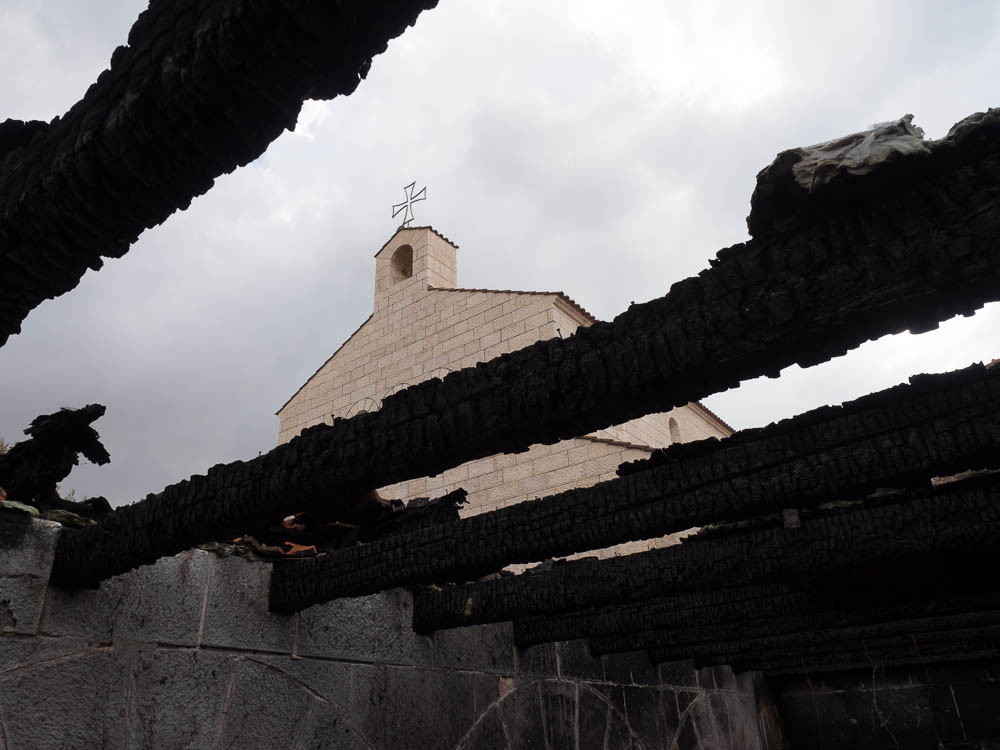
آثار حريق في منطقة كنيسة الطابغة، مُفتعل من قبل يهود متطرفين.

خلال موجات الهجرة من الاتحاد السوفيتي في تسعينات القرن العشرين ومع الهجرة الكثيفة لليهود من دول الاتحاد السوفيتي سابقاً وخصوصاً من روسيا إلى إسرائيل، تزايدت أعداد المسيحيون اليهود أو ذوي الأصول اليهوديّة الذين يتبعون مذهب الكنيسة الروسية الأرثوذكسية في الغالب. كما وتضم إسرائيل على تجمعات مسيحية كاثوليكية ذوي أصول يهودية أشكنازيَّة وسفارديَّة أو يهود تحولوا إلى المسيحية، ويتبعون حركة الكاثوليك العبرانيين (بالعبرية: עִבְרִים קָתוֹלִים)، وتُبقي الحركة على التقاليد والثقافة اليهودية في ضوء المذهب الكاثوليكي وهي تؤمن بالعقائد الكاثوليكية بشكل كامل وهي بتواصل كامل مع الفاتيكان، ولدى الجماعة الكاثوليكية الناطقة بالعبرية نائب بطريركي مركزه في القدس. ويتواجد أيضاً في إسرائيل يهودٌ ممن اعتنقوا المسيحية على مذهب البروتستانتية والإنجيلية، منهم اليهود المسيانيين (بالعبريّة: יְהוּדִים מָשִׁיחַיים) وهي حركة إنجيلية بروتستانتية تؤكد على العنصر «اليهودي» في الإيمان المسيحي ويتكون أتباعها من اليهود المؤمنين بالمسيح، ويعتبر اليهود المسيانيين حركة يهودية عرقيًا مسيحية دينيًا. الجماعات المسيحية الناطقة بالعبرية مندمجة في المجتمع اليهودي الإسرائيلي على كافة المستويات، ويخدم معظمهم في الجيش الإسرائيلي.
التسمية العبرية للديانة المسيحية والمسيحيون هي نَتسْروت (נָצְרַוּת) ونُصريم (נוּצְריְם) على التوالي، في حين يُشار إلى اليهود المسيحيين أو اليهود الميسانيين في اللغة العبرية الحديثة باسم (יְהוּדִים מָשִׁיחַיים). وفقًا لمسح قام به مركز بيو للأبحاث عام 2006 أظهر حوالي 51% من اليهود الإسرائيليين نظرة إيجابية للديانة المسيحيَّة، بالمقارنة مع 48% أظهر نظرة سلبيَّة. بالمقابل وبحسب الدراسة أظهر ثُلثي المسلمين الإسرائيليين نظرة إيجابية عن الديانة المسيحيَّة. ويميل اليهود العلمانيون (حيلونيم) إلى تبني وجهات نظر إيجابية عن الديانة المسيحية أكثر من اليهود الحريديم. ينظر المجتمع اليهودي الإسرائيلي عموماً إلى المسيحيين العرب على أنهم غربيون أكثر، وإلى المسلمين على أنهم شرقيون أكثر، وداخل المسيحيين أنفسهم، هناك تمييز بين اللاتين والكاثوليك الشرقين. أمَّا الروم الأرثوذكس فيُنظر إليهم كشرقيين أكثر، ومن هنا، فإن مكانتهم ودرجة الإدارة الذاتيَّة الممنوحة لهم تُعتبر مقلصة. وفقًا لاستطلاع قام به مؤشر الديمقراطية الإسرائيلي عام 2015، على الرغم من أن المسيحيين العرب أقل «فخرًا» بكونهم إسرائيليين بالمقارنة مع الدروز العرب، إلا أنّه عندما يتعلق الأمر بالاندماج مع الأغلبية اليهودية، يتقبلّ المسيحيون العرب اليهودَ كجيران أو كأصدقاء أو كزملاء عمل بشكل أكثر من المسلمين والدروز.

## الثقافة

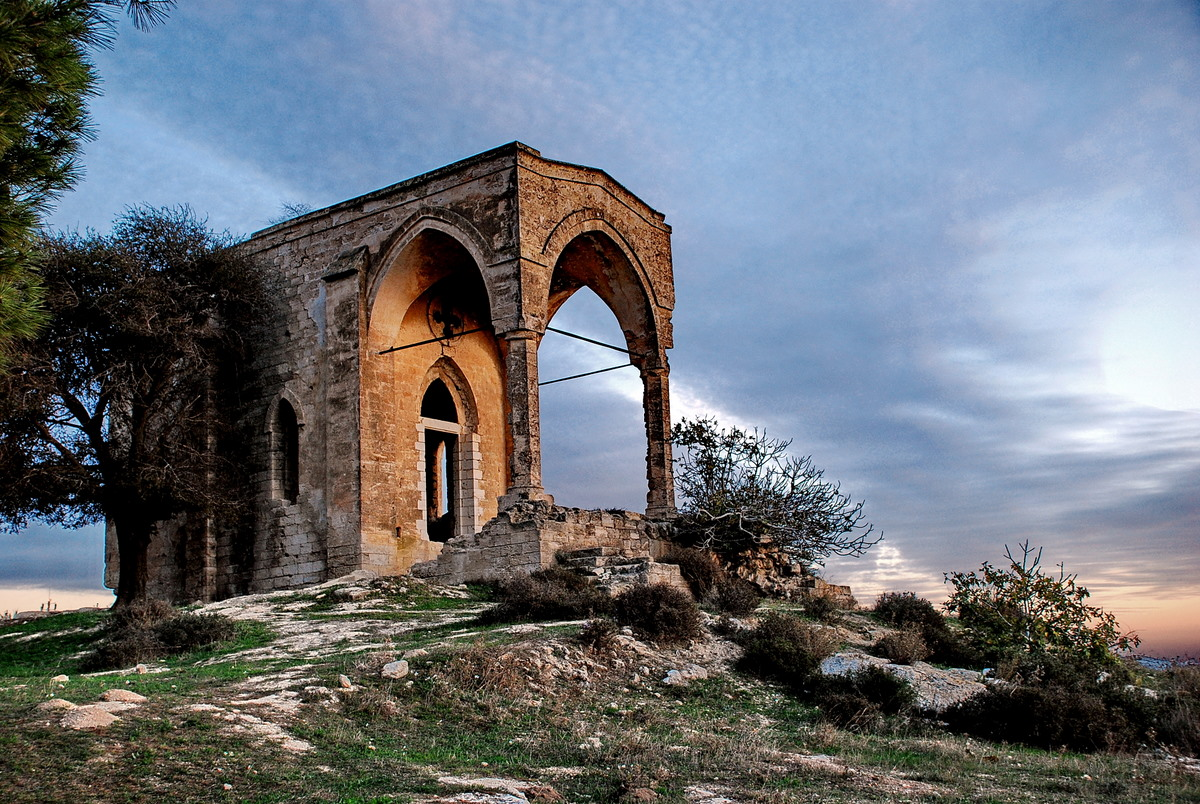
قصر المطران في الناصرة.

حفل زفاف مسيحي فلسطيني في الجليل.

لا يوجد اختلافات ثقافيّة كبرى بين المسيحيين العرب والمحيط الفلسطيني العام، بعض الاختلافات تنشأ من الفروق الدينية، ففي المناسبات الاجتماعية التي يكون المشاركون فيها من مسيحيين غالبًا ما تقدم مشروبات كحولية على خلاف ما هو سائد لدى أغلب المجتمعات العربيّة لكون الشريعة الإسلامية تحرّم مثل هذه المشروبات. المسيحيون العرب في أسرائيل، يختنون ذكورهم في الغالب كالمسلمين واليهود رغم أن شريعة الختان قد أسقطت في العهد الجديد أي أن مختلف الكنائس لا تلزم أتباعها بها. يجيد المسيحيون في إسرائيل التحدث بطلاقة لثلاثة لغات اللغة العربية، واللغة العبرية واللغة الإنكليزية.

### الهوية
وفقاً لإستطلاع قامت به مؤشر الديمقراطية الإسرائيلي عام 2015 قال 32% من المستطلعين المسيحيين العرب أنّ الهوية العربيَّة هي الهوية الأكثر أهمية بالنسبة لهم، تلاها الهوية الإسرائيلية (22%) والهوية الدينية المسيحيَّة (18%) والهوية الفلسطينية (14%). وجدت دراسة قامت بها مركز بيو للأبحاث عام 2015 أنَّ المسيحيين في إسرائيل ينقسمون بشكل متساو بين أولئك الذين يقولون أن جوهر هويتهم المسيحيَّة هي في المقام الأول مسألة دينيَّة (31%)، وأولئك الذين يقولون أن هويتهم المسيحيَّة مرتبطة أساسًا بالسلالة أو العائلة أو الثقافة (34%)، وأولئك الذين يقولون أنَّ هويتهم المسيحيَّة هي مزيج من الدين والنسب والثقافة (34%). وذلك بالمقارنة مع 45% من المسلمين و22% من اليهود و18% من الدروز الذين يقولون أن جوهر هويتهم الدينيَّة هي في المقام الأول مسألة دينيَّة.
بحسب الدراسة قال حوالي 72% من المسيحيين، أنهم يقدرون هويتهم المسيحيَّة أو كونهم مسيحيين بشكل كبير، وهي نسبة مماثله لكل من المسلمين والدروز، لكنها أعلى بكثير من اليهود الذين قالوا أنهم يقدرون هويتهم اليهوديَّة (54%). أعرب أيضًا حوالي 97% من المسيحيين في إسرائيل بأنَّ هويتهم المسيحيَّة هي مصدر فخر واعتزاز بالنسبة لهم، في حين قال 89% من المسيحيين أنَّ لديهم شعور قوي بالانتماء للمجتمع المسيحي، وقال 66% من المسيحيين أنَّ لديهم شعور خاص بالمسؤولية لمساعدة للمسيحيين الذين هم بحاجة إلى المساعدة في جميع أنحاء العالم.
على نقيض اليهود، قال عدد قليل من المسيحيين (14%) أنَّ الشخص يستطيع أن ينكر وجود الله ويبقى مسيحيًا. على المستوى السياسي قال معظم المسيحيين (80%) أنه يمكن للشخص أن يقبل إسرائيل كدولة يهودية ويبقى مسيحيًا. كما وقال أغلبية المسيحيين (79%) أنه يمكن للشخص أن لا يدعم حق الفلسطينيين في العودة ويبقى مسيحيًا. في العموم قال معظم المسلمين والمسيحيين أنَّ عدم الممارسة لبعض الجوانب الدينيَّة لا يقصي الأشخاص من الدين. حيث قال (65%) من المسيحيين أنَّه يمكن للشخص أن يكون مسيحيًا حتى وان كان لا يتردد على الكنيسة أو لا يقوم بالتبشير (66%).

### الحضور في المجتمع

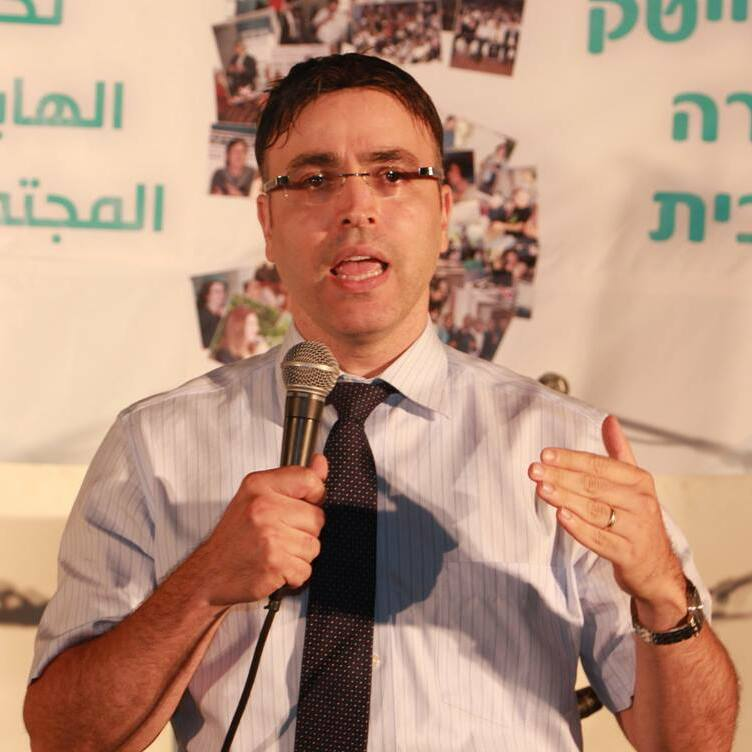
حسام حايك بروفسور ومخترع الأنف ألكتروني الذي يشخِّص الأمراض السرطانية.

كان للمسيحيين العرب دور بارز وريادي في الأحزاب السياسية العربية في إسرائيل وفي الحركات الوطنية القومية العربية، إذ كان المسيحيون وراء إنشاء حزب الجبهة الديمقراطية وحزب التجمع الوطني الديمقراطي.
وظهرت شخصيات مسيحية والتي تركت أثرها في الحياة السياسية والحزبية لدى عرب 48 منهم المطران جورج حكيم مطران كنيسة الروم الكاثوليك، توفيق طوبي وهو سياسي شيوعي فلسطيني-إسرائيلي شغل منصب عضو كنيست، يني يني مؤسس الجبهة الشعبية، صبري جريس الذي تولى إدارة معهد الدراسات الفلسطينية في بيروت ومنصور كردوش وحبيب قهوجي مؤسسي حركة الأرض والتي اعلنتها الحكومة الإسرائيلية تنظيمًا غير شرعي وحلتها، إميل توما المؤرخ واحد رجال الفكر البارزين، إميل حبيبي المفكر والاديب العربي الوحيد الذي حاز على جائزة إسرائيل في الأدب تقديرًا لمؤلفاته، وعزمي بشارة المفكر الايدولوجي ومؤسس ورئيس حزب التجمع وغيرهم.
على صعيد الفن والموسيقى ظهرت أسماء مسيحية أثرت في مجال الموسيقى خاصًة الملتزمة والوطنية مثل ريم بنا، أمل مرقص وميرا عوض وهي مغنية اشتركت في يوروفيجن بالإضافة إلى الثلاثي جبران وهي فرقة عود موسيقية، وكميليا جبران وهي مطربة ولاعبة على العود والقانون، وسليمان منصور وهو من أهم الفنانين التشكيلين من عرب 48 ومؤسسي الحركة الفنية، وإيليا سليمان وهو مخرج أفلام وممثل سينمائي أشهر أعماله فيلم يد إلهية (2002) الذي فاز بجائزة لجنة التحكيم بمهرجان كان عام 2002. يقارن البعض أعماله بأعمال جاك تاتي وباستر كيتون، والمخرج ميشيل خليفي وإسكندر قبطي مخرج فيلم عجمي الحاصل على عدة جوائز  وهشام زريق وهو من أوائل من استعمل الحاسوب للفن التشكيلي في العالم، في مجال التمثيل هناك يوسف سويد وأشرف برهوم وهو ممثل في عدة أفلام عالمية، في الرياضة سليم طعمه لاعب كرة قدم دولي يلعب حاليًا لصالح نادي لاريسا اليوناني وعزمي نصار مدرب دولي سابق في لعبة كرة القدم، وجوان قبطي أول عربي يشترك في بطولة أوروبا للسباحة.
يُعد سليم جبران القاضي العربي الإسرائيلي الوحيد في محكمة العدل العليا الإسرائيلية، أمّا في مجال حقوق المرأة تعد النّاشطة النّسويّة نبيلة إسبنيولي أبرزهم إذ أختبرت بين أكثر 100 شخصية تأثيرًا وإلهامًا للنساء في العالم من قبل مؤسسة Women Deliver، في المجال الأدبي هناك أنطون شماس وخليل جهشان.
من أعلام المسيحيين في إسرائيل في المجال العلمي يبرز منهم سالم حنا خميس وهو بروفيسور رياضياتي وفيزيائي عمل محاضر في عدة جامعات أمريكية وعمل في مكتب الإحصاء التابع لهيئة الأمم المتحدة، وحسام حايك مخترع الأنف ألكتروني الذي تشخِّص الأمراض السرطانية، ويعقوب حنا وهو من أبرز الباحثين في معهد فايتسمان وجامعات جامعة هارفارد وبركلي، وبروفسور نادر بشوتي المسؤول عن كلية العلوم وكلية علم الحاسوب في جامعة تخنيون، وجوني سروجي الذي يشغل منصب نائب مدير عام أبل العالمية للإلكترونيات لمجال الأجهزة.

### الأعياد

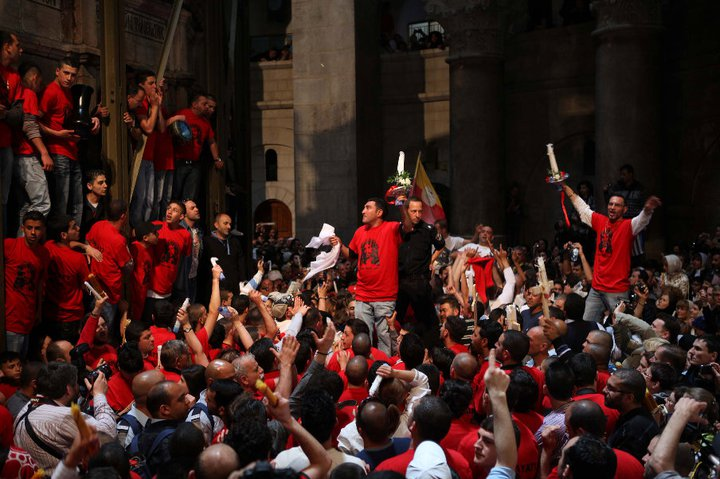
تقليد زفة سبت النور، القدس، وهي من التقاليد المسيحيَّة المقدسيَّة الموروثة.

يحتفل المسيحيين بعيد الميلاد وفقاً للتقويمين الغريغوري واليولياني، فتتبع الكنائس الأرثوذكسية الشرقية والمشرقية تقويم 7 يناير والكنيسة الكاثوليكية والبروتستانت تقويم 25 ديسمبر، في حين تحتفل الكنيسة الأرمنية في القدس بعيد الميلاد يوم 19 يناير حيث تقوم بجمع عيدي الغطاس والميلاد على التقويم اليولياني. ويرتبط عيد الميلاد باجتماعات عائلية واحتفالات اجتماعية أبرزها وضع زينة الميلاد ممثلة بالشجرة وغالبًا ما يوضع تحتها أو بقربها «مغارة الميلاد» حيث توضع مجسمات تمثّل حدث الميلاد أبرزها يسوع طفلاً وأمه ويوسف النجار إلى جانب رعاة والمجوس الثلاثة، هذه العادة وفدت من الغرب،[بحاجة لمصدر] إلا أنها باتت جزءًا من تقاليد الميلاد العامة، تمامًا كتوزيع الهدايا على الأطفال والتي ترتبط بالشخصية الرمزية بابا نويل. العيد القريب من عيد الميلاد هو عيد رأس السنة الذي يُقام ليلة 31 ديسمبر، تقام عادة احتفالات عائلية في ليلة عيد الميلاد وليلة رأس السنة، ويُقام سنويًا في الناصرة مهرجان سوق عيد الميلاد ويستمر على مدار عدة أيام يتخلله برامج ترفيهية، وقد حظي في السنوات الأخيرة بمشاركة شعبية ومن كافة الطوائف. أمَّا عيد القيامة ويسبقه أسبوع الآلام، فبدوره مرتبط بموت المسيح وقيامته حسب المعتقدات المسيحية، ويقام في القدس خلال الجمعة العظيمة تطواف درب الصليب؛ ويُقام في سبت النور التقليد الشعبي فيض النور. هناك أعياد أخرى أقل أهمية، وبعضها ترتبط أهميته بمناطق بعينها، فمثلاً يكتسب عيد مار الياس طابعًا خاصًا في حيفا وجبل الكرمل، وتُقام في شفاعمرو احتفالات بارزة يوم عيد الصليب ويتخللها إشعال النار، أمّا في اللد ويافا يُحظى عيد القديس جرجس بأجواء شعبية وعائلية، وفي الناصرة يحتفل بشكل شعبي في 15 أغسطس في عيد انتقال العذراء حيث تقام تطوافات دينية وموائد عائلية على شرف المناسبة، في حين يتحتفل بعيد البربارة على نطاق واسع بين المسيحيون العرب ويتم سلق القمح والذرة والتي يتم تقديمها مع السكر والرمان أو إضافات تحليه أخرى وتعرف باسم «البربارة» وهي طبق تقليدي لهذا اليوم يقدم كنوع من تحلية وليس طعام.

### المطبخ

طبق الحلوى التقليديّة ليوم عيد البربارة.

الديانة المسيحية لا تحرم أي نوع من المأكولات أو المشروبات، بشكل عام لا توجد قيود على المأكولات. المطبخ الفلسطيني المسيحي بشكل عام يتشابه مع نمط الأطعمة والمأكولات التي تنتشر في المحيط في فلسطين التاريخية، ومنها الشاورما والشيش برك وتعتبر الكبة، والورق دوالي، والكباب من أشهر المأكولات الفلسطينية عامة والمسيحية والتي تعتمد على اللحم بشكل أساسي، هناك المحاشي بأنواعها المختلفة أيضًا تعتمد على اللحم. أما الأطعمة التي لا تعتمد على اللحوم جزئيًا أو كليًا والتي تؤكل بشكل خاص في أيام الصوم الكبير، فهي بدورها تقدم عادة ضمن الفطور، يمكن أن يذكر من ضمنها الفتة والفلافل والفول والحمص والبوريك، ولعلّ الفتوش والتبولة أشهر أنواع السلطات الفلسطينية المحلية.
أما الحلويات، فهي تقسم بين ما هو معروف باسم الحلو العربي كالكنافة، والمعمول ويقوم المسيحيين في عيد الفصح بصناعة اطباق كعك عيد الفصح؛ ومنها كعك ومعمول العيد والتي تتضمن السميد خشن والتمر. في التقاليد المسيحية الفلسطينية تؤكل المِغلي عادًة خلال عيد الميلاد للاحتفال بولادة الطفل يسوع. خلال فترة الحداد تقوم العائلات المسيحية بتقديم كعكة معروفة باسم «رحمة»، وتقدم الكنيسة الأرثوذكسية الشرقية علبة خاصة مع القمح المطبوخ مغطاة بالسكر والحلوى بعد الجنازة.

## الأماكن المقدسة لدى المسيحيين

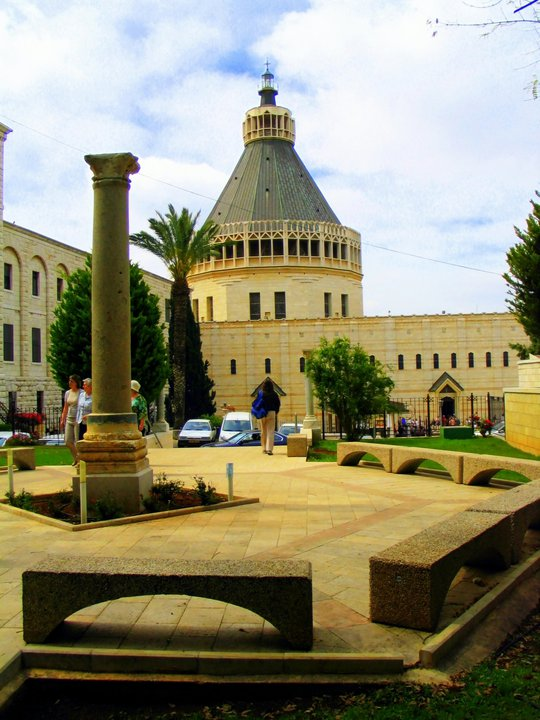
بازيليكا البشارة في الناصرة، وهي من أكبر كنائس الشرق الأوسط، وثالث أقدس الكنائس لدى المسيحيين.

تعتبر فلسطين التاريخية مهد الديانة المسيحية، فتعتبر كنيسة القيامة أهم كنيسة في العالم المسيحي في القدس حيث صُلِبَ ومات وقام يسوع المسيح، ثم كنيسة المهد في بيت لحم، حيث وُلِدَ يسوع المسيح وتُعْتَبَر كنيسة المهد من أقدم الكنائس في العالم، بعد ذلك تأتي كنيسة البشارة في الناصرة، حيث عاش وكبر السيد المسيح، وبنيت هذه الكنيسة في المكان الذي يعتقد فيه المسيحيين أن الملاك جبرائيل بشّر مريم العذراء. كما تُعْتَبَر فلسطين التاريخية بلادًا مقدسةُ، إذْ، بحسب الإيمان المسيحي فيها وُلِدَ وعاش يسوع المسيح ورسله وحدثت معظم الأحداث المذكورة في العهد الجديد والعديد من الأحداث المذكورة في العهد القديم. وحسب التراث المسيحي انطلقت البشارة المسيحية من الجليل ويهوذا، أي من شمالي فلسطين وأوساطها، وانتشرت في أنحاء العالم.
عقب قيام دولة إسرائيل عام 1948، تقع اليوم عدد من المواقع المسيحية المقدسة، وعقب حرب 1967 احتلت إسرائيل مدينة القدس وبالتالي تقع المواقع المسيحية المقدسة في القدس تحت السيطرة الإسرائيلية.
حسب القانون الإسرائيلي قانون حماية الاماكن المقدسة:«ستتم حماية الأماكن المقدسة من انتهاك حرمتها، ومن انتهاكات أخرى، ومن أي عمل يعيق حرية الوصول لأبناء الديانات المختلفة إلى الأماكن المقدسة لهم، أو يمس بمشاعرهم المتعلقة بهذه الأماكن.» ولا تزال هناك مفواضات بين الفاتيكان والحكومة الإسرائيلية حوال الأملاك والكنائس التابعة للكنيسة الكاثوليكية في القدس الشرقية والتي تعتبر محتلة بعُرف الفاتيكان.
من الأماكن والمواقع المسيحية المقدسة الموجودة في إسرائيل:
- كنيسة القيامة: أو كنيسة القبر المقدس هي كنيسة داخل أسوار البلدة القديمة في القدس. بنيت الكنيسة فوق الجلجلة أو الجلجثة وهي مكان الصخرة التي يعتقد أن المسيح صلب عليها.[338] وتعتر أقدس الكنائس المسيحية والأكثر أهمية في العالم المسيحي وتحتوي الكنيسة على المكان الذي دفن فيه المسيح واسمه القبر المقدس. سميت كنيسة القيامة بهذا الاسم نسبة إلى قيامة يسوع من بين الأموات في اليوم الثالث من الأحداث التي شبهه للبعض موتة على الصليب، بحسب العقيدة المسيحية. تتقاسم الكنيسة الأرثوذكسية الشرقية والكاثوليكية الأرثوذكسية المشرقية.
- طريق الآلام: بحسب المعتقد المسيحية هي الطريق التي سلكها يسوع من باب الأسباط إلى كنيسة القيامة عندما قام اليهود بتعذيبه وصلبه. وفيها عذب وجلد وحمل صليبه بالكامل طوال الطريق، حسب التقليد المسيحي.
- بازيليكا البشارة: أكبر كنيسة في الشرق الأوسط وتقع في مدينة الناصرة أنشئت حيث كان فيه بيت مريم العذراء، والدة يسوع. وحيث فيه تمت البشارة بحسب المعتقد المسيحي.
- بحيرة طبريا: فيها بشّر وعلّم وأقام يسوع المعجزات حسب العهد الجديد. تقع فيها عدد من الكنائس العامة في العالم المسيحي منها كنيسة التطويبات، الطابغة، وكنائس كفرناحوم.
- كفركنا: وفيها كنيسة عرس قانا حيث أقام يسوع أولى معجزاته حسب العهد الجديد.
- جبل الطور: تقع فيها كنيسة التجلي،[339] وموقع الكنيسة هو المكان الذي تجلى فيه يسوع مع الأنبياء موسى وإيليا بحسب المعتقدات المسيحية.
- جبل الكرمل: يقع دير ستيلا ماريس أو دير سيدة جبل الكرمل على سفوح جبل الكرمل في حيفا، وهو دير يتبع للرهبنة الكرملية. وتذكر التقاليد المسيحية أن الدير يضم مغارة اعتكف فيها النبي إيليا أو إلياس حسب التقاليد الشعبية حيث أن إكرام إيليا استمر في موقع المغارة وانتشر النساك في نواحي الجبل.[33][340] ويقع دير المحرقة الكاثوليكي على بعد 2 كيلو متر إلى الجنوب الشرقي من دالية الكرمل، ويقع في موقع المعركة بين النبي إيليا وكهنة الإله بعل بحسب التقاليد المسيحية، ويتبع الدير الرهبنة الكرمليَّة.[119]

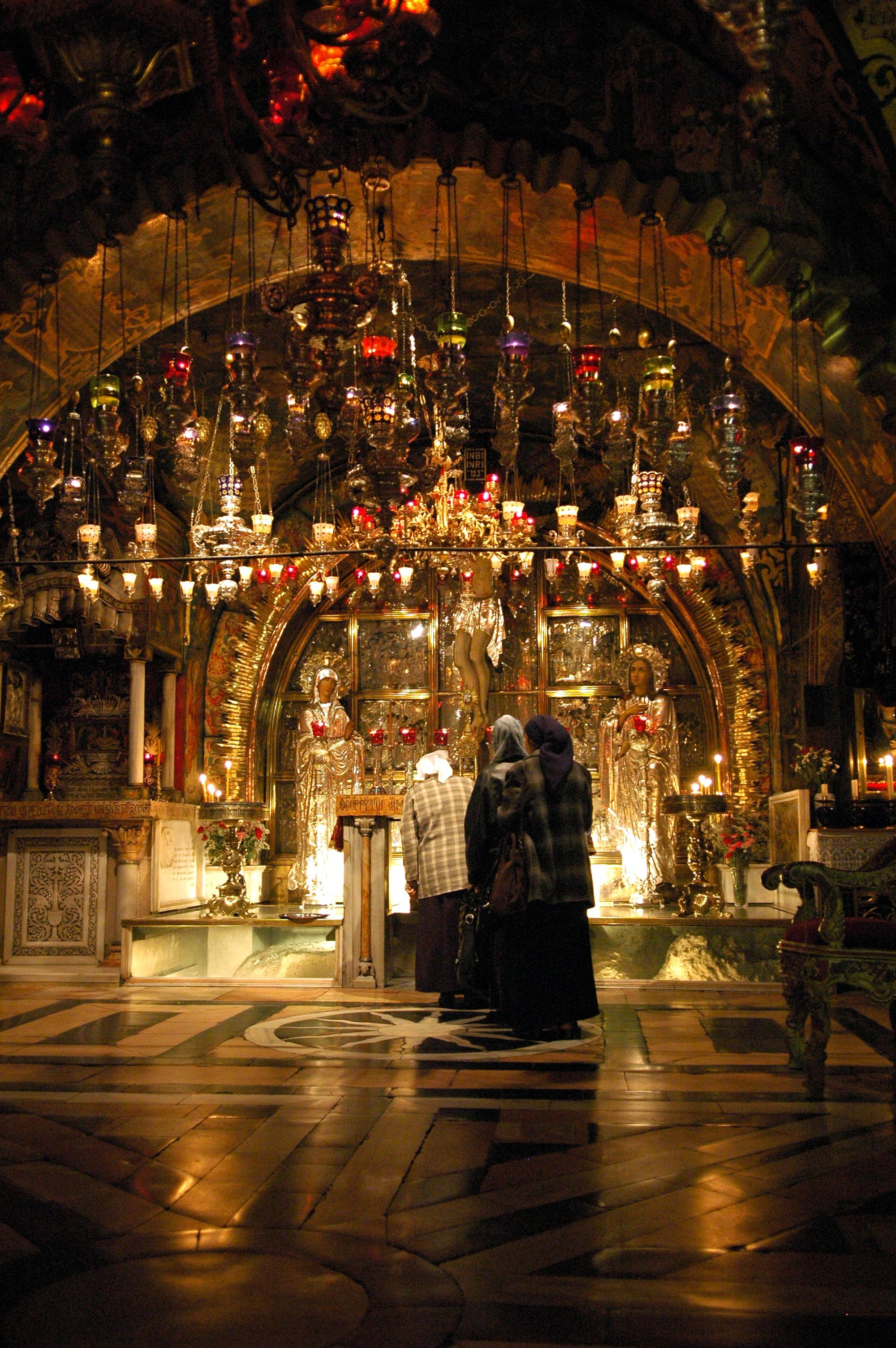
جلجثة: كنيسة القيامة، في مدينة القدس.
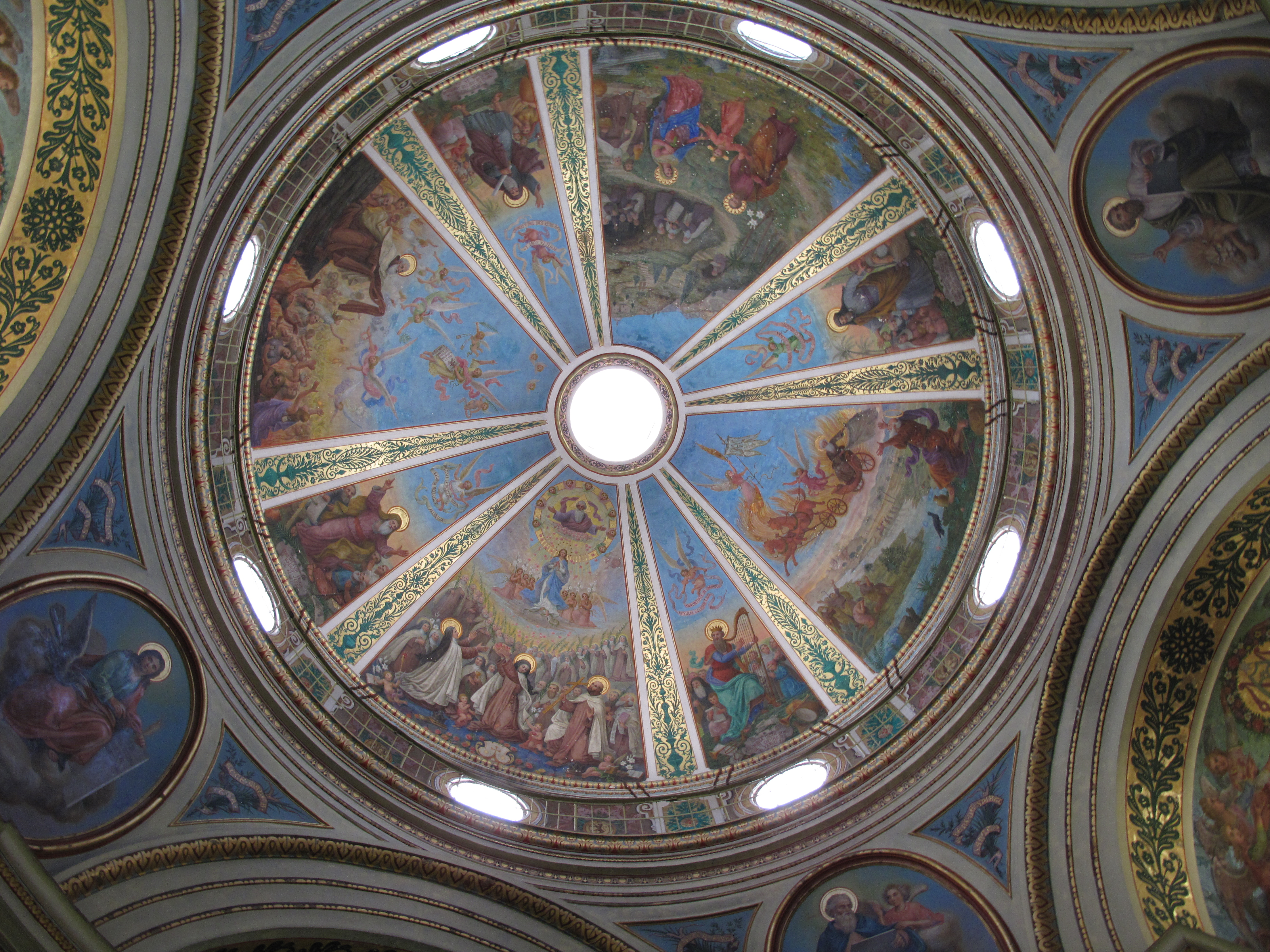
قبة مغارة دير ستيلا ماريس في مدينة حيفا.
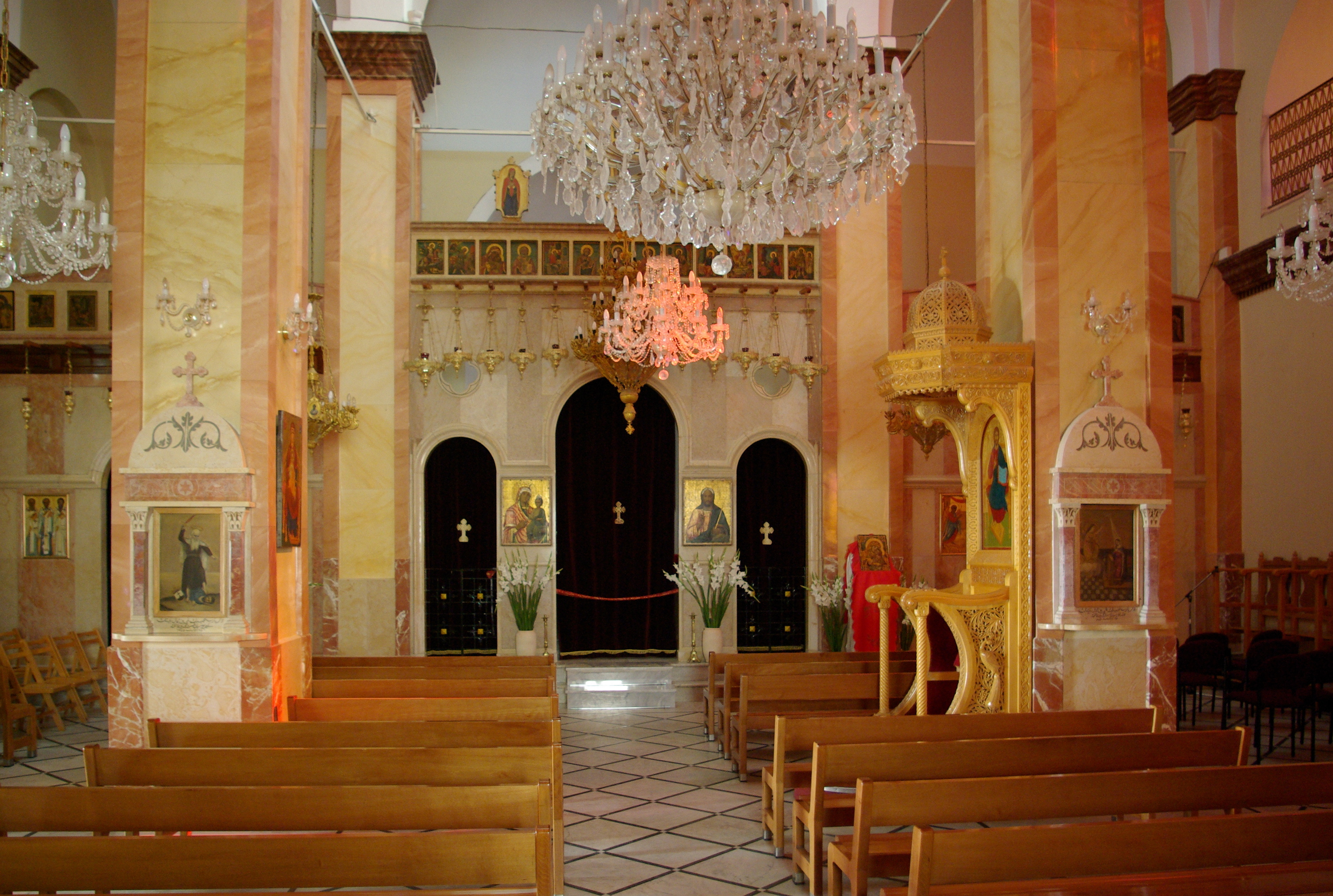
كنيسة المجمع في مدينة الناصرة.
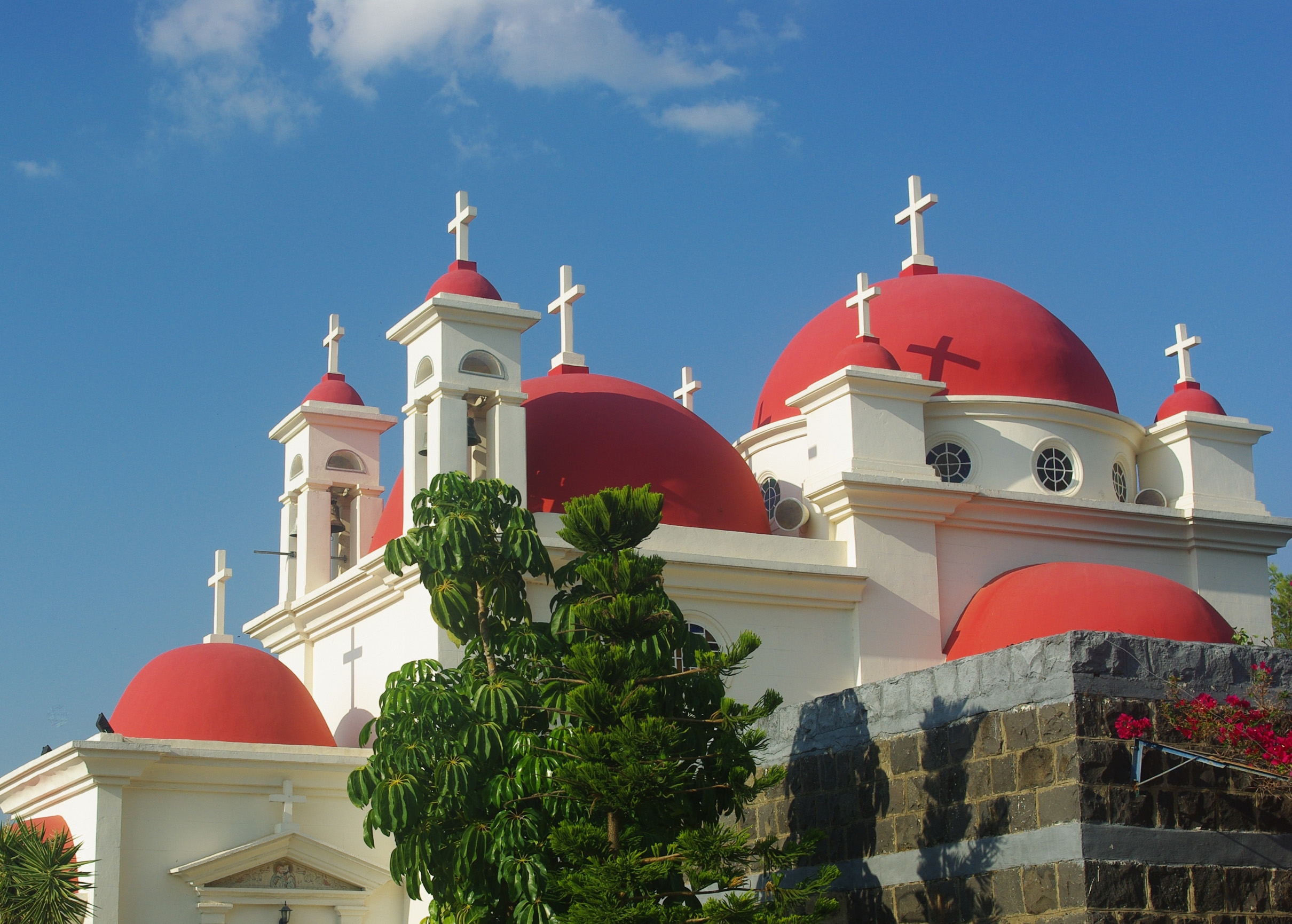
كنيسة أرثوذكسية في مدينة كفرناحوم.
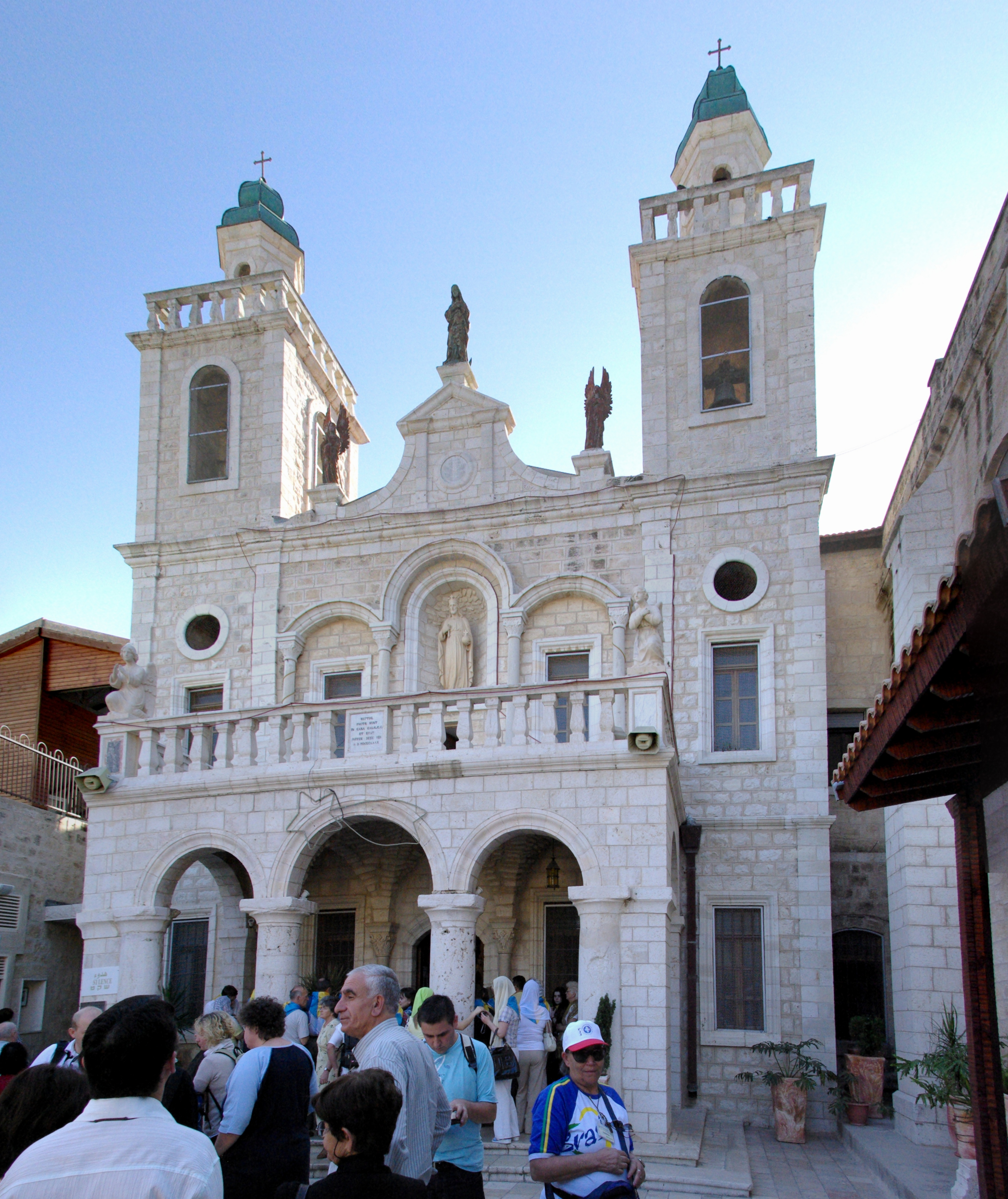
كنيسة عرس قانا في مدينة كفركنا.

## أعلام
- إميل حبيبي: روائي وكاتب وعضو كنيست سابق في الكنيست الإسرائيلي، ومن مؤسسي الحزب الشيوعي.
- إميل توما: روائي وكاتب ومؤرخ كان من أكبر المناضلين لبقاء الأقلية من الشعب الفلسطيني في بلادهم الأصلية بعد النكبة ومن كبار الشيوعيين.
- عصام مخول: عضو سابق في الكنيست الإسرائيلي، من قياديي الحزب الشيوعي، وكان أول عضو كنيست يكشف عن المفاعل النووية الإسرائيلية في الكنيست.
- عطالله حنا: مطران القدس للروم الأرثوذكس، من كبار الوطنيين الفلسطينيين.
- ادوار شمشوم: على اسمه 35 اختراعاً في مجالات مختلفة تتعلق بتحويل مركبات مواد بترولية إلى مواد بلاستكية تستعمل في مجالات مختلفة، بينها استعمالات طبية.
- بيني هن: مبشر انجيلي مشهور في برنامجه التلفازي «معجزة صليبية».
- ميشيل صباح: بطريرك اللاتين في الأراضي المقدسة في إسرائيل، فلسطين والأردن.
- المطران إلياس شقور: مطران الروم الكاثوليك الملكيين في أبرشية عكا وحيفا والناصرة وسائر الجليل.
- عزمي بشارة: قومي عربي وعضو سابق في الكنيست الإسرائيلي.
- نادية الحلو: عضوة عربية في الكنسيت الإسرائيلي.
- سليمان منصور: من أهم الفنانين التشكيلين الفلسطينيين ومؤسسي الحركة الفنية في الأرض المحتلة، من أشهر أعماله لوحة «جمل المحامل». حائز على عدة جوائز دولية أهمها جائزة فلسطين للفنون التشكيلية والجائزة الكبرى في بينالي القاهرة عام 1998.
- سليم جبران: عضو في المحكمة العليا الإسرائيلية.
- سميرة عزام: عملت في الصحافة والإعلام والترجمة نالت جائزة القصة القصيرة على مجموعتها الساعة والإنسان.
- ميشيل خليفي: هو مخرج ومنتج سينمائي فلسطيني يعيش في بلجيكا، يعتبر رائد السينما الفلسطينية المستقلة.
- عزمي نصار: المدرب الأول للمنتخب الفلسطيني لكرة القدم.
- فرانك خليل سكران (راشد): من مواليد قرية الرينة الجليلية شغل منصب سيناتور أميريكي وشغل منصب رئيس الجمعية ضد التمييز العنصري.
- سليم طعمه: لاعب كرة قدم في هبوعيل تل أبيب سابقًا والمنتخب الإسرائيلي.
- مروان مخول: شاعر، تُرجمت عدد من قصائده إلى الإنجليزية، الفرنسية والعبرية.
- منى مارون: هي بروفسور في علم النفس، تعمل في مجال أبحاث الدماغ - البيولوجيا العصبية للتعلم وبحوث الذاكرة والعاطفة. وهي أول بروفسور عربية في علم الأعصاب في إسرائيل.[341]
- سالم حنا خميس: من قرية الرينة، وهو بروفيسور رياضياتي وفيزيائي عمل محاضر في عدة جامعات أمريكية.
- يعقوب حنا: عمل على ابتكار تقنيات رائده لاعادة برمجة خلايا بالغة وتحويلها إلى خلايا جذعية متعددة الأهداف لعلاج الأمراض، خصوصاً امراض جهاز المناعة كالسكري والـ m.s. ويعتبر د. يعقوب من أبرز الباحثين الشباب عالمياً بهذا المجال، وهو بين الباحثين البارزين في معهد فايتسمان وجامعات هارفارد وبركلي.[342][343]
- حسام حايك: دكتور من الناصرة ومخترع الأنف ألكتروني الذي تشخِّص الأمراض السرطانية. وهو بروفيسور في جامعة التخنيون في حيفا.[323]
- جوني سروجي: نائب مدير شركة أبل العالمية.[344]

## معرض الصور

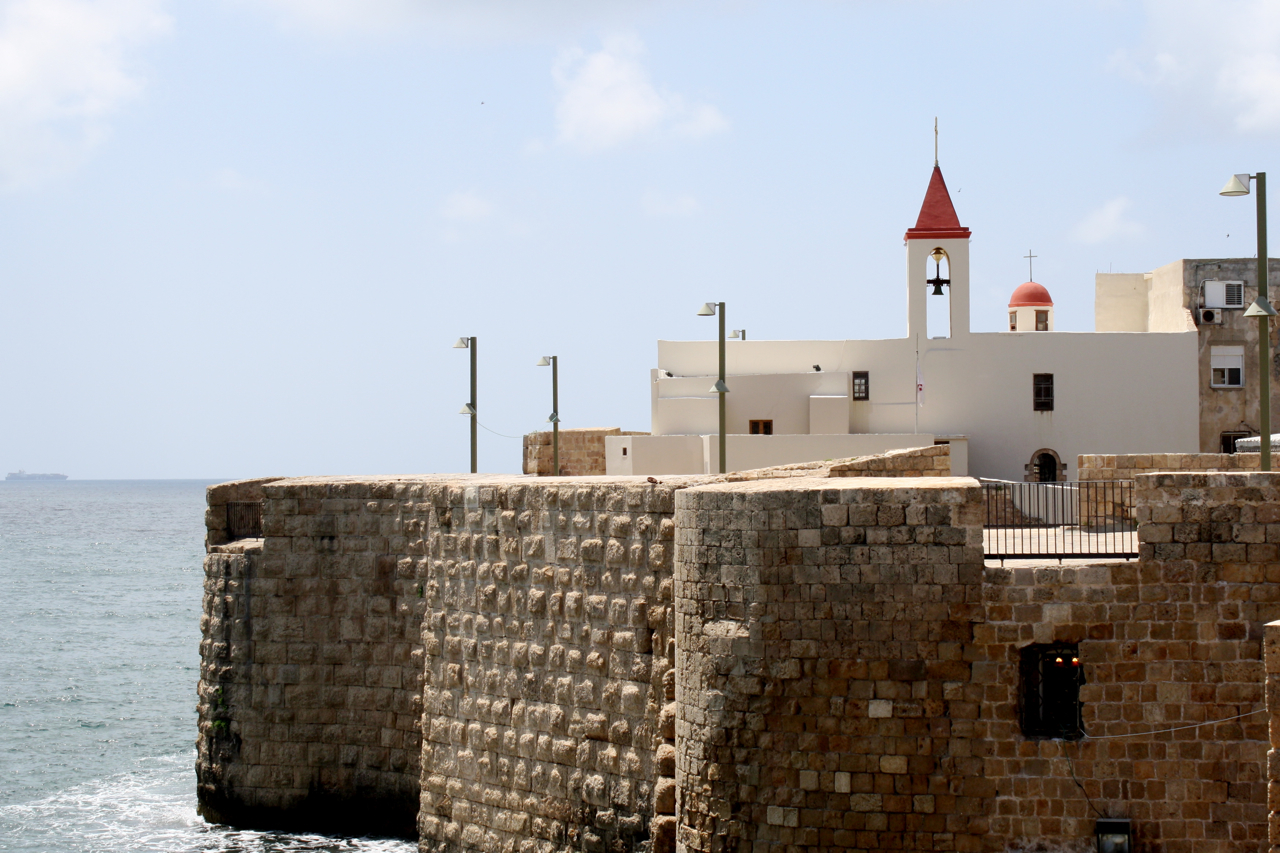
كنيسة القديس يوحنا في مدينة عكا
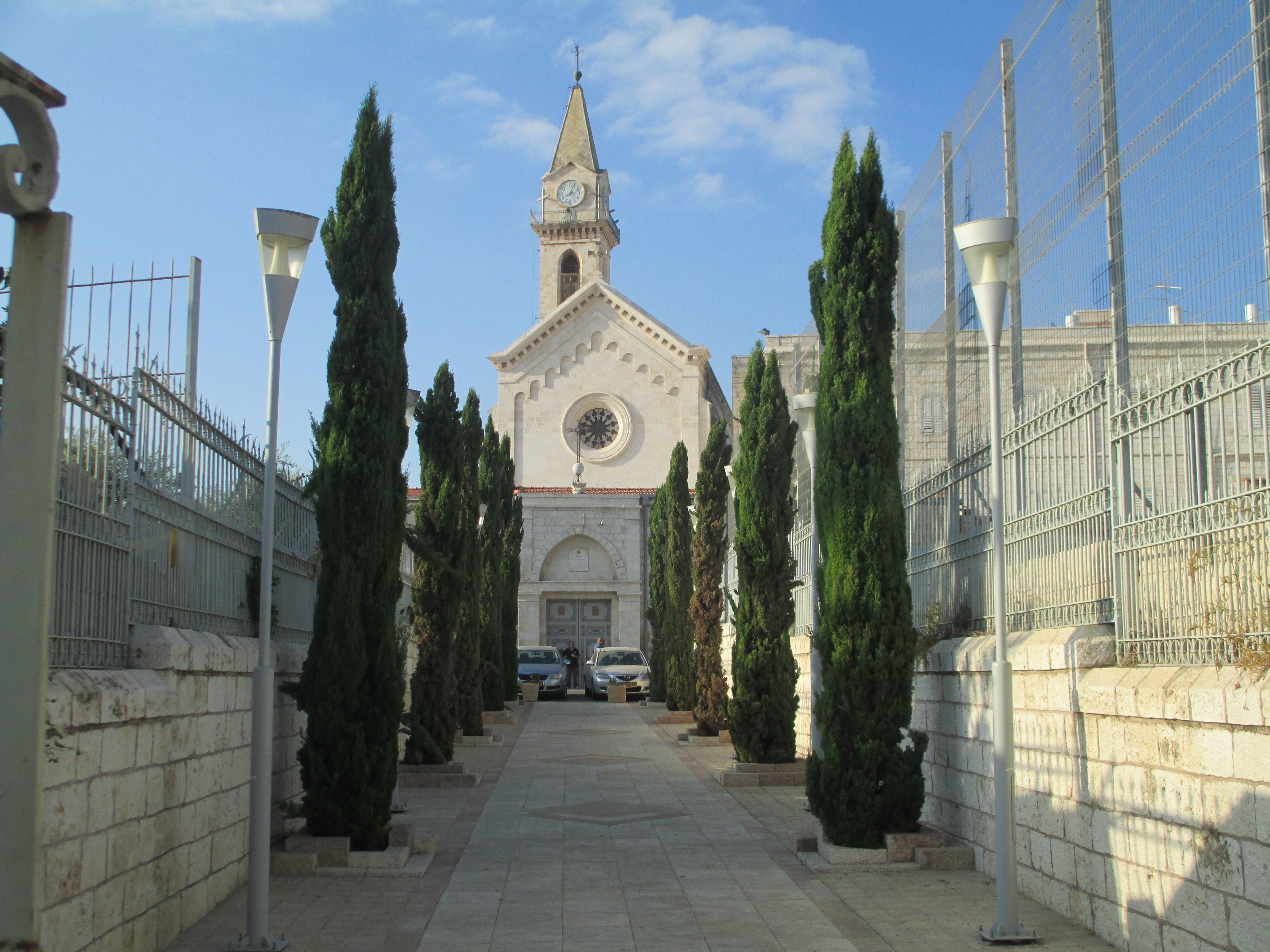
كنيسة القديسين نيقوديموس ويوسف الرامي في الرملة
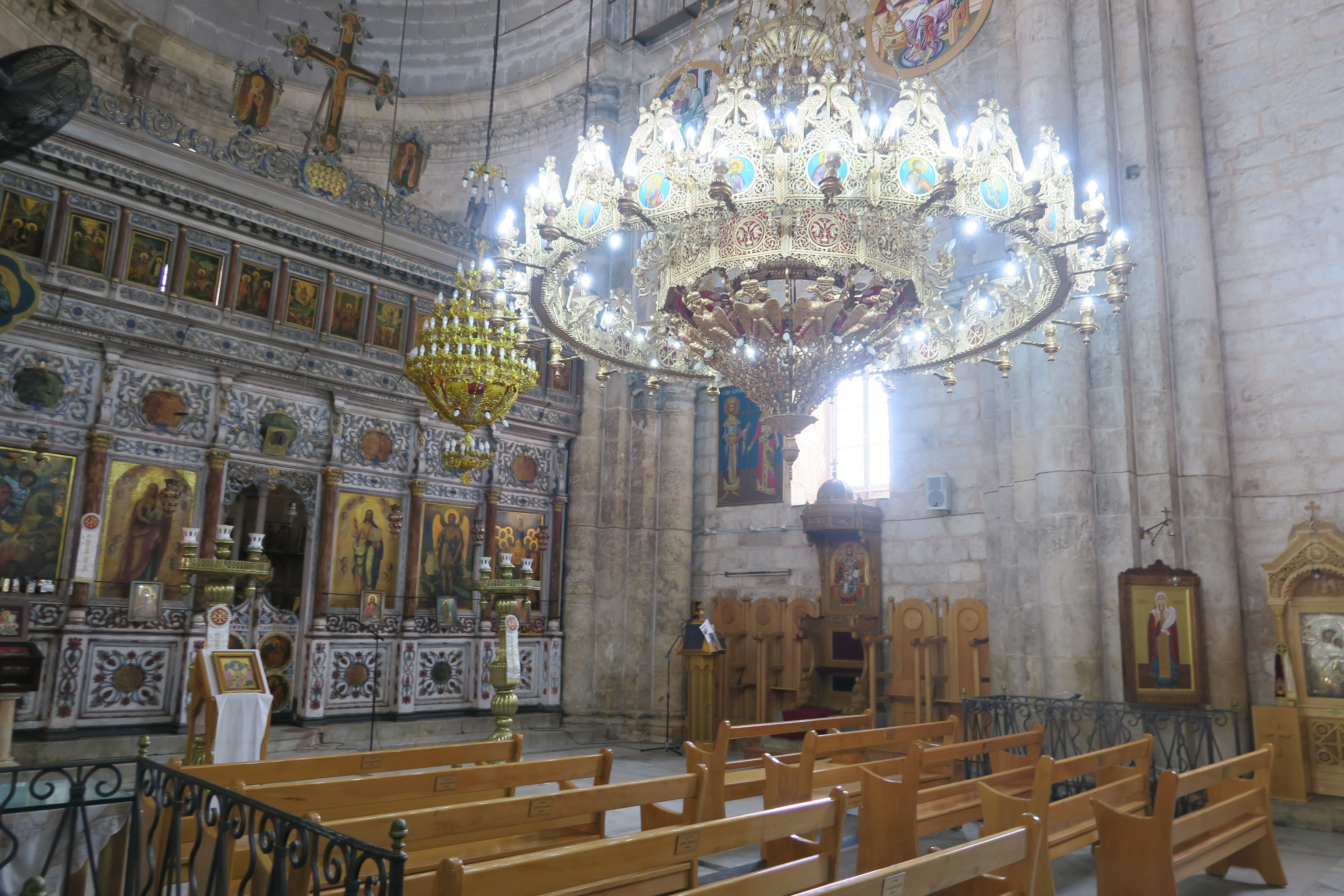
كنيسة القديس جاورجيوس في اللد
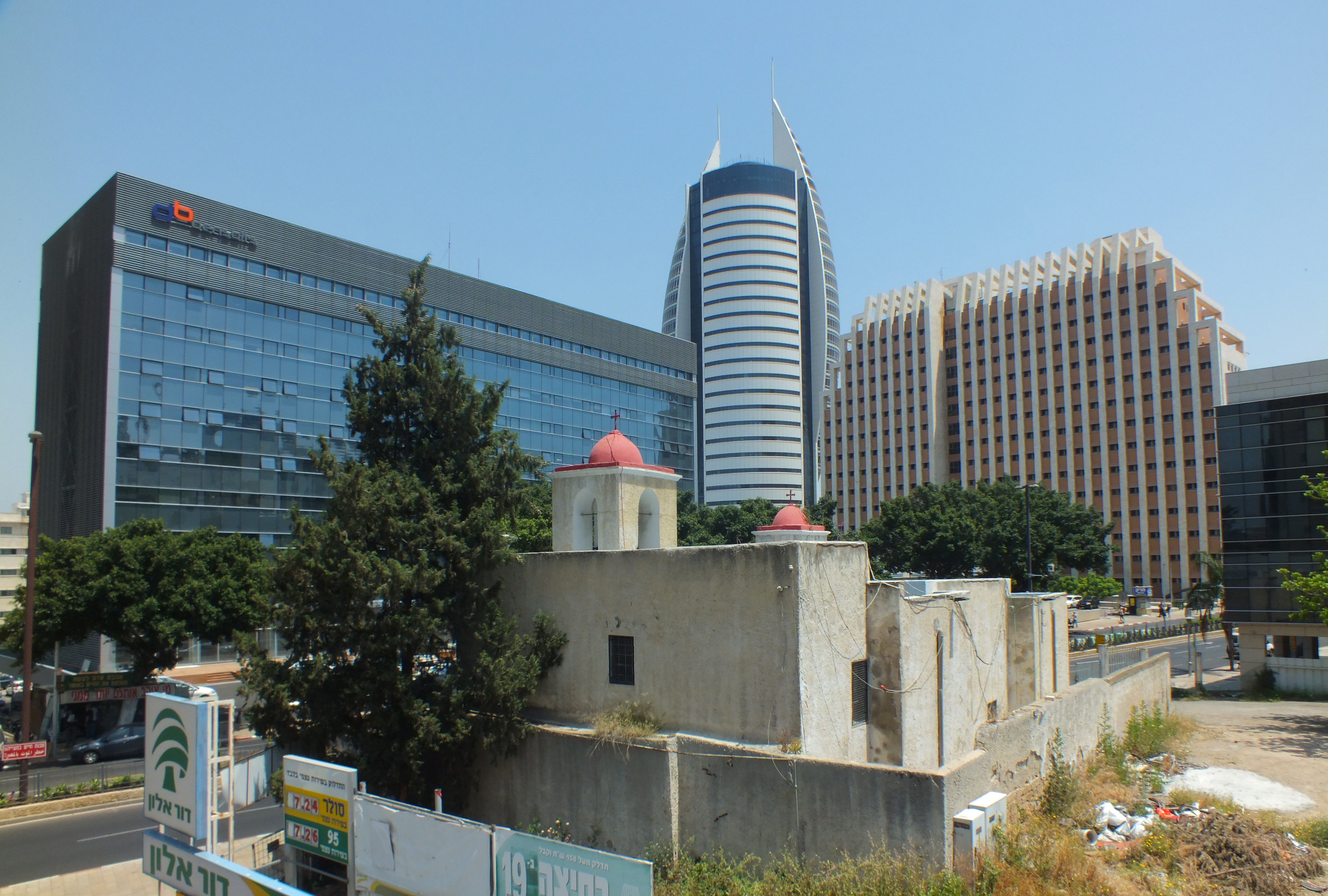
الكنيسة الأرثوذكسية القديمة في حيفا
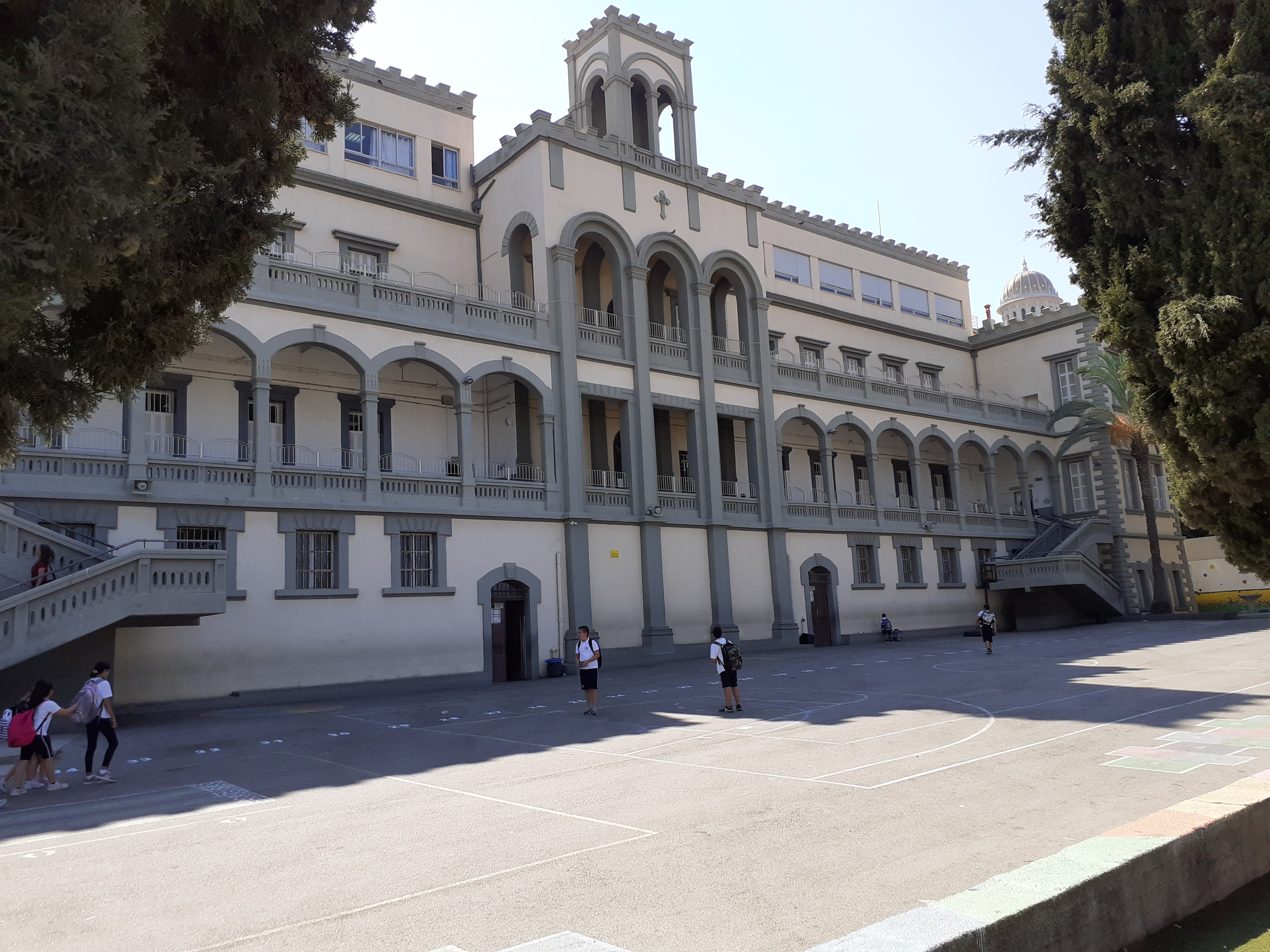
مدرسة راهبات الناصرة في حيفا
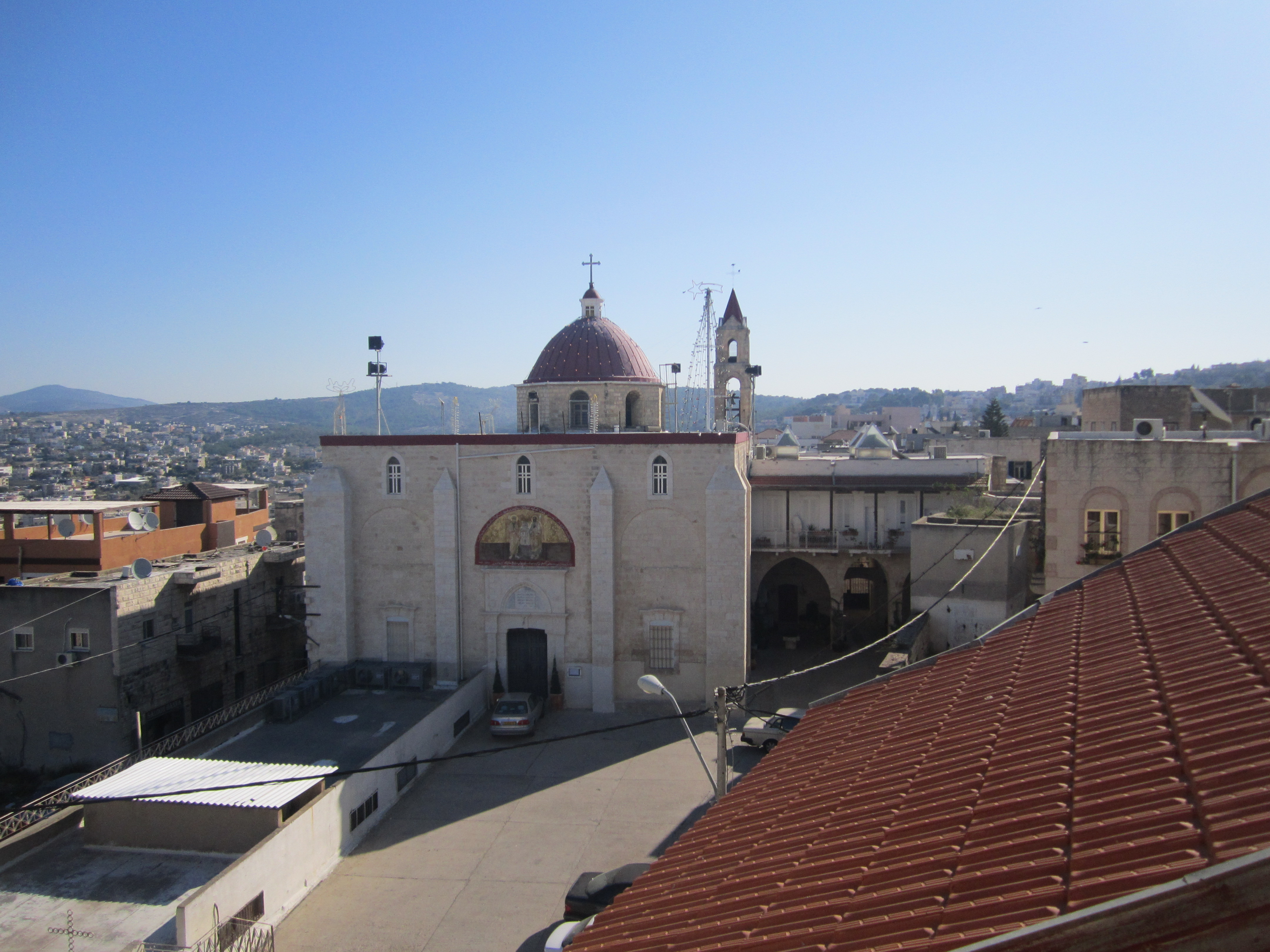
كنيسة بطرس وبولس في شفا عمرو
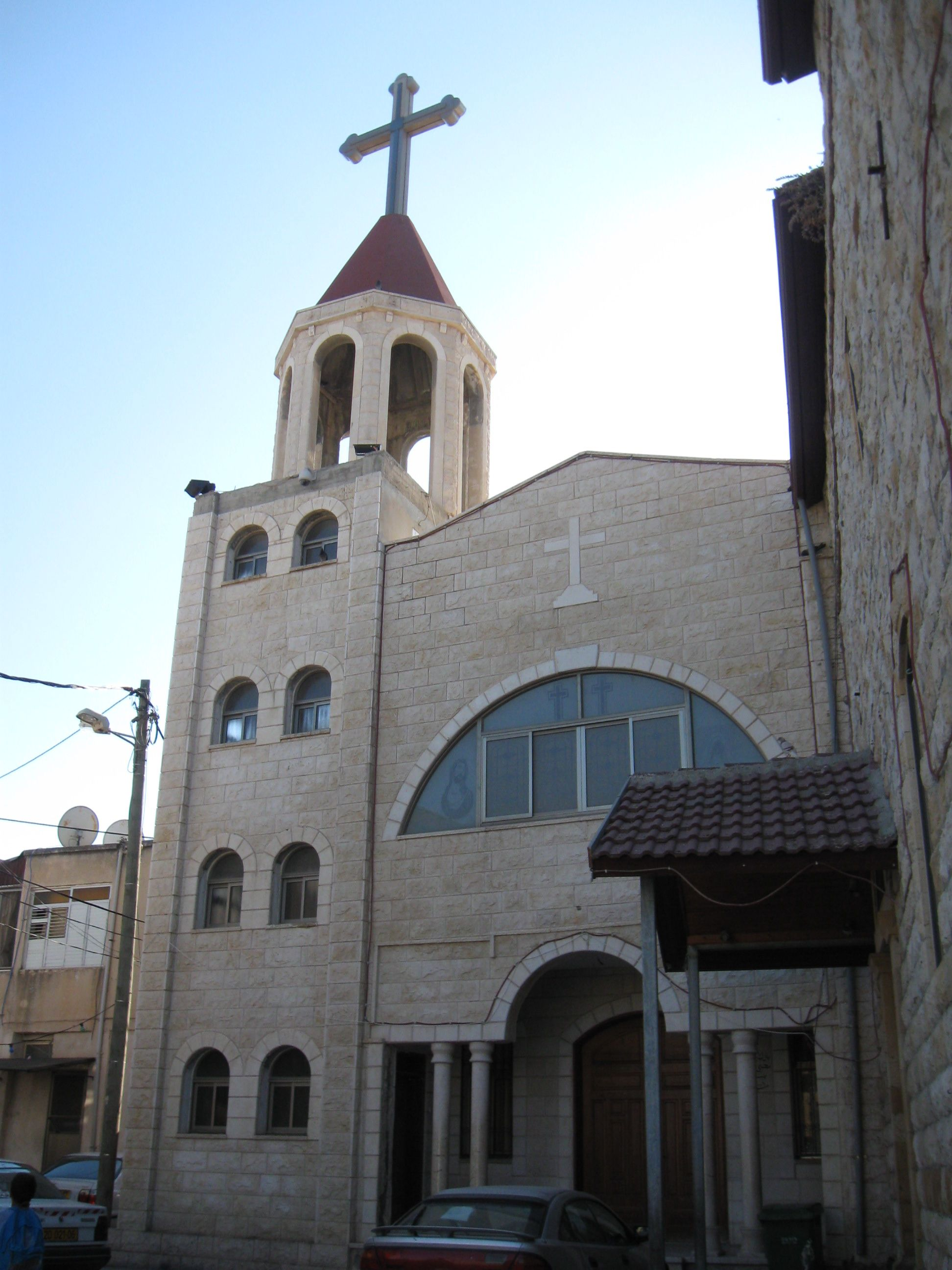
كنيسة القديس يوحنا الرسول في دير حنا
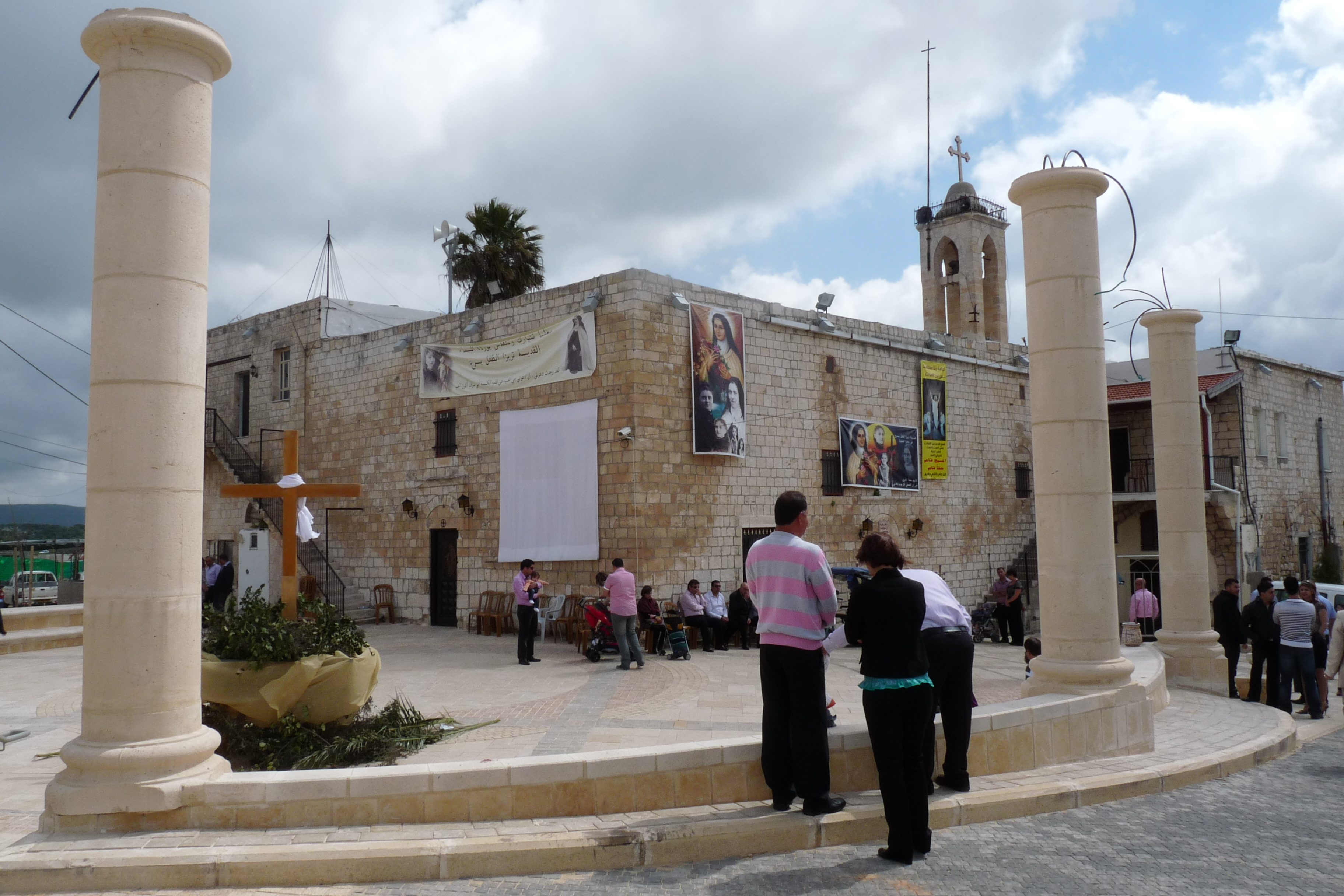
كنيسة البشارة في معليا
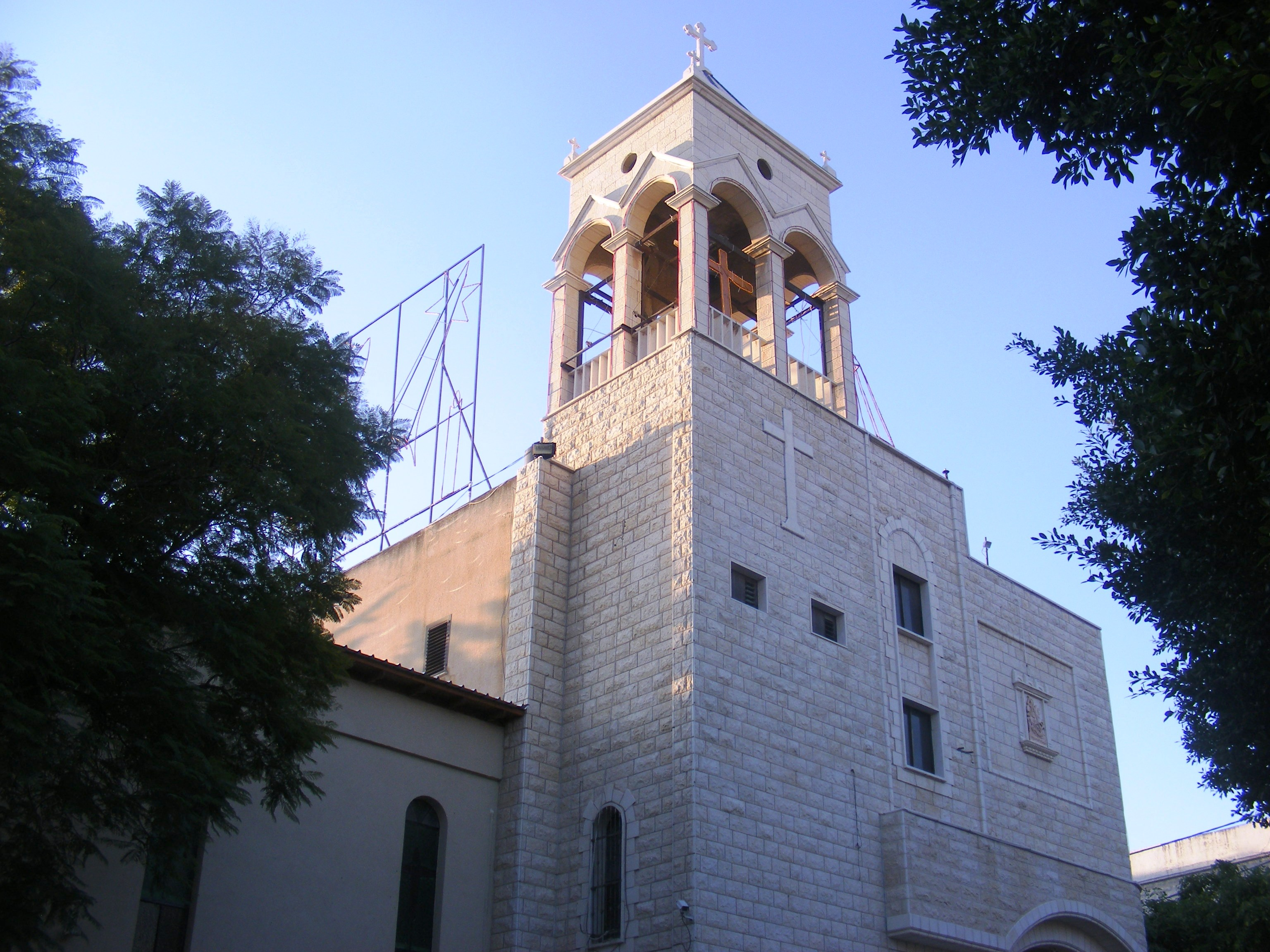
كنيسة القديس جوارجيوس في المغار
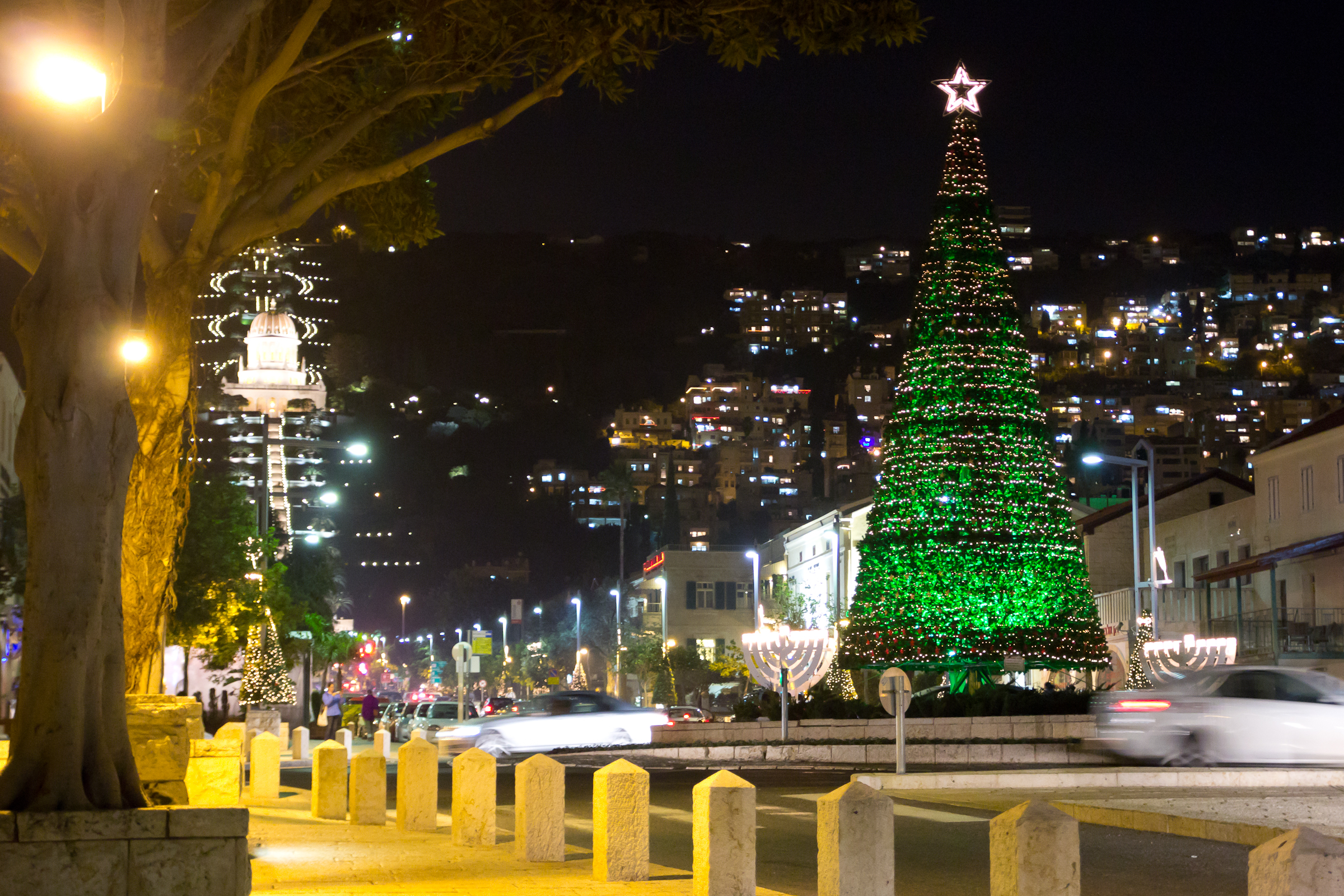
زينة عيد الميلاد في حيفا
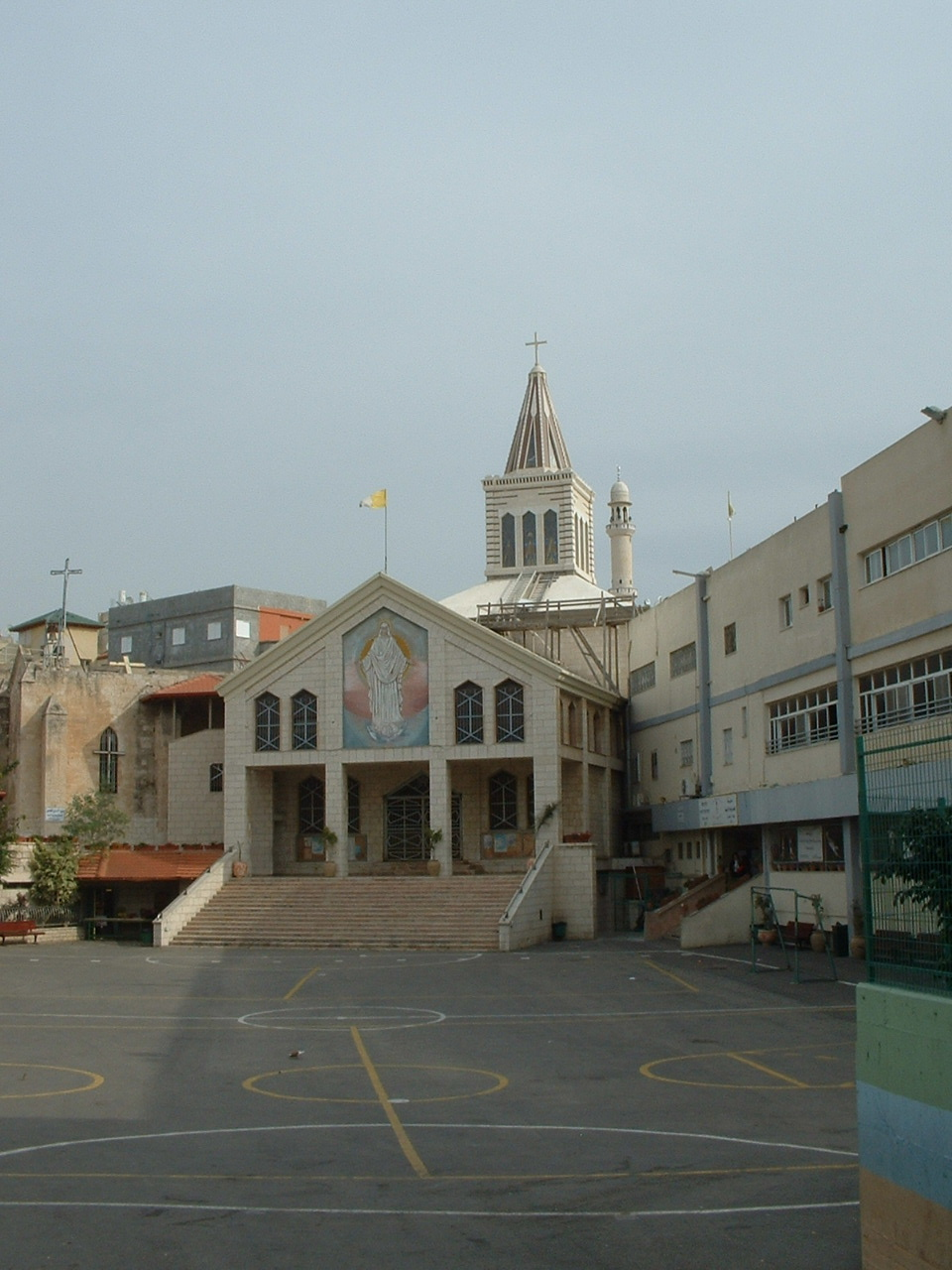
كنيسة القديس يوحنا الحبيب في يافة الناصرة
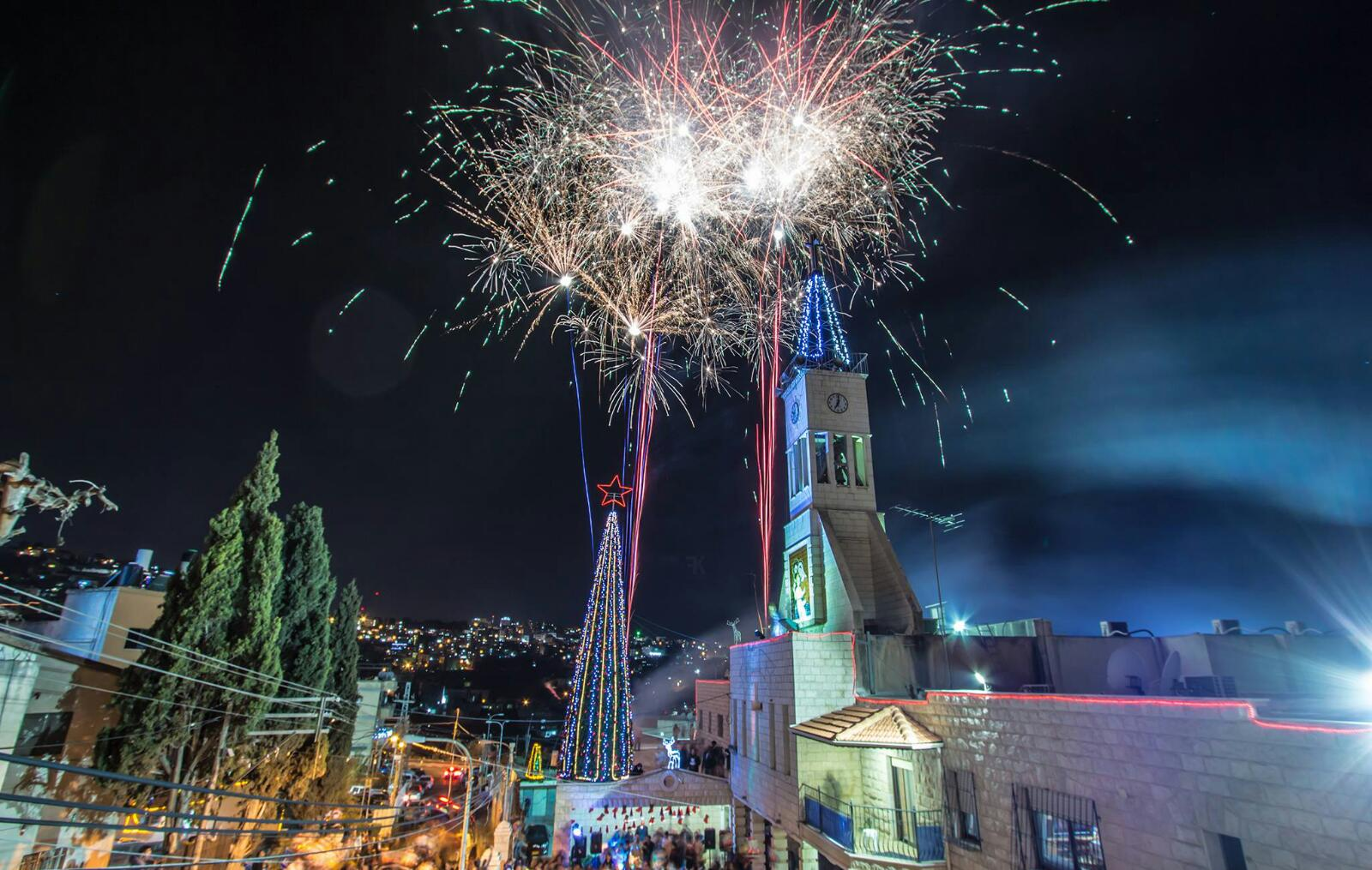
احتفالات عيد الميلاد في الرينة
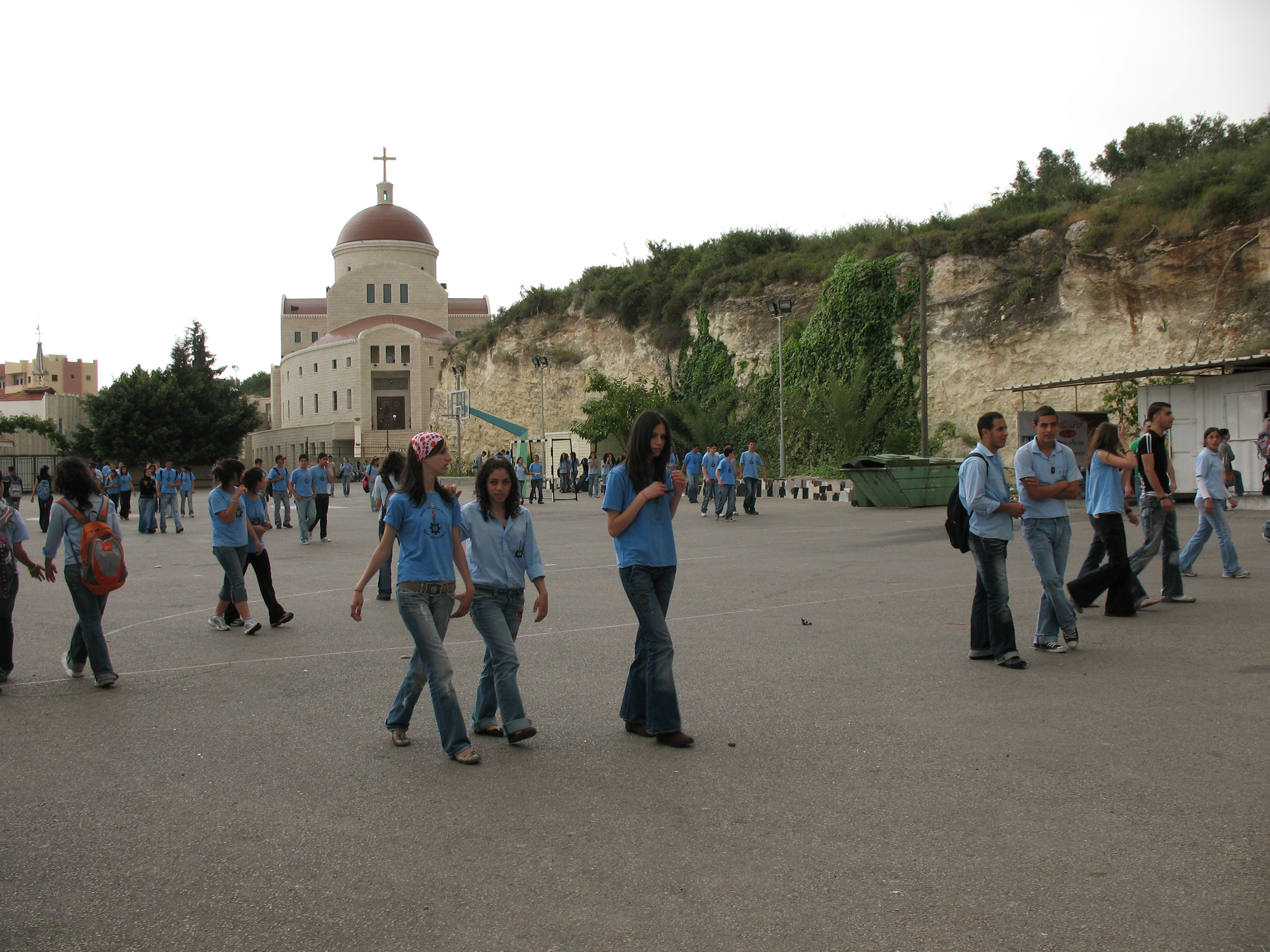
حرم كليّة مار إلياس في إعبلين
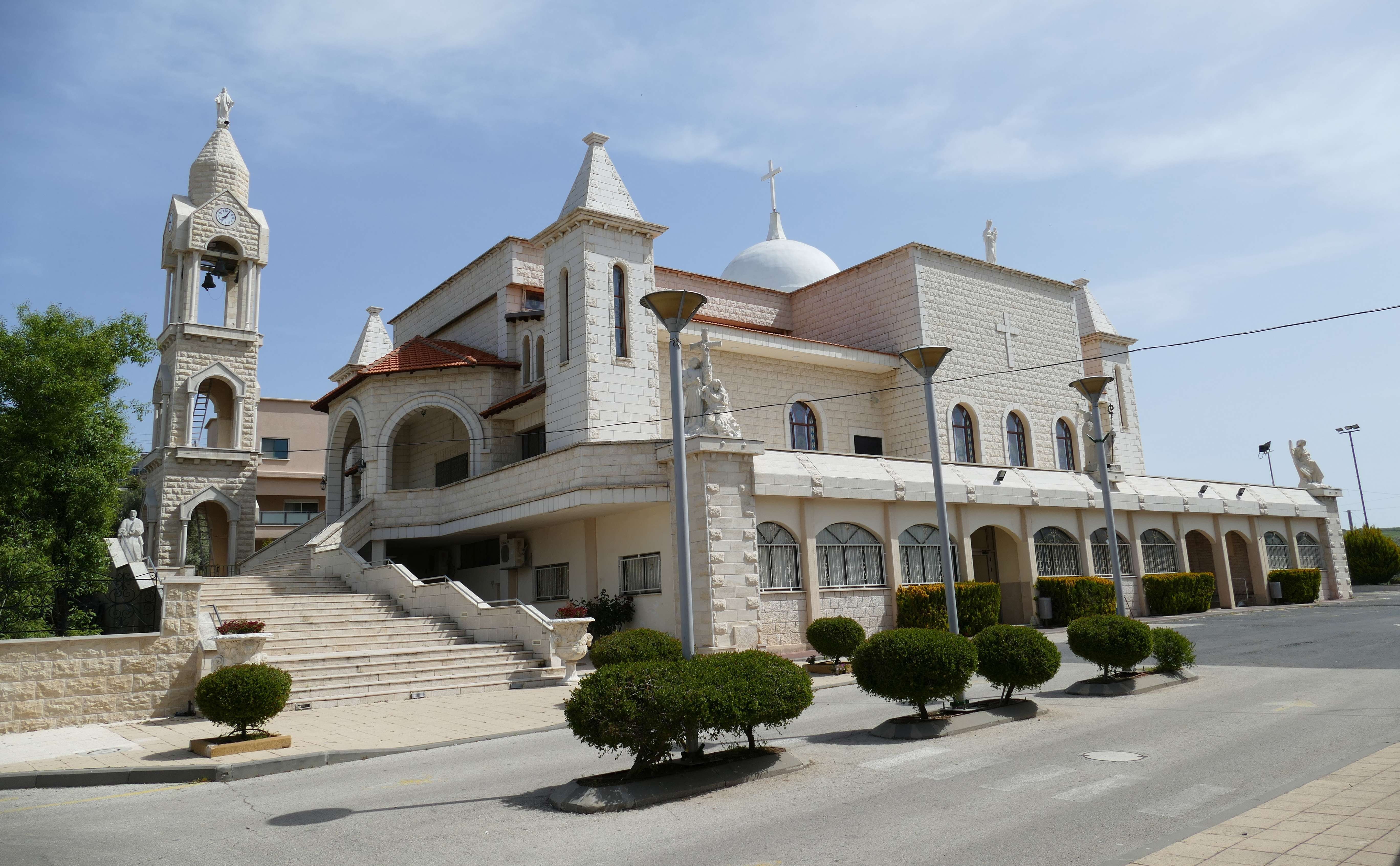
كنيسة مار مارون في الجش
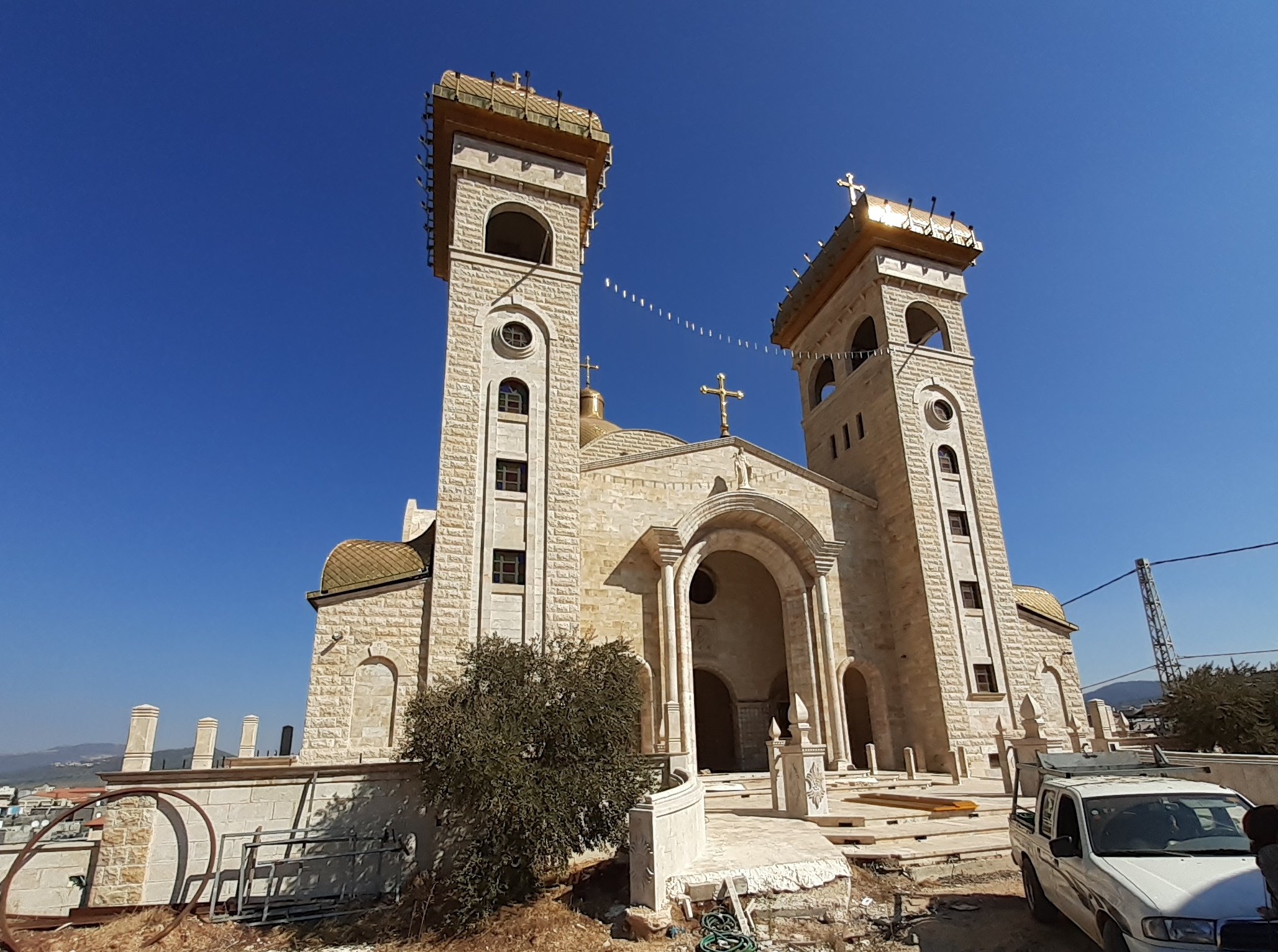
كنيسة السيدة العذراء الأرثوذكسيَّة في سخنين
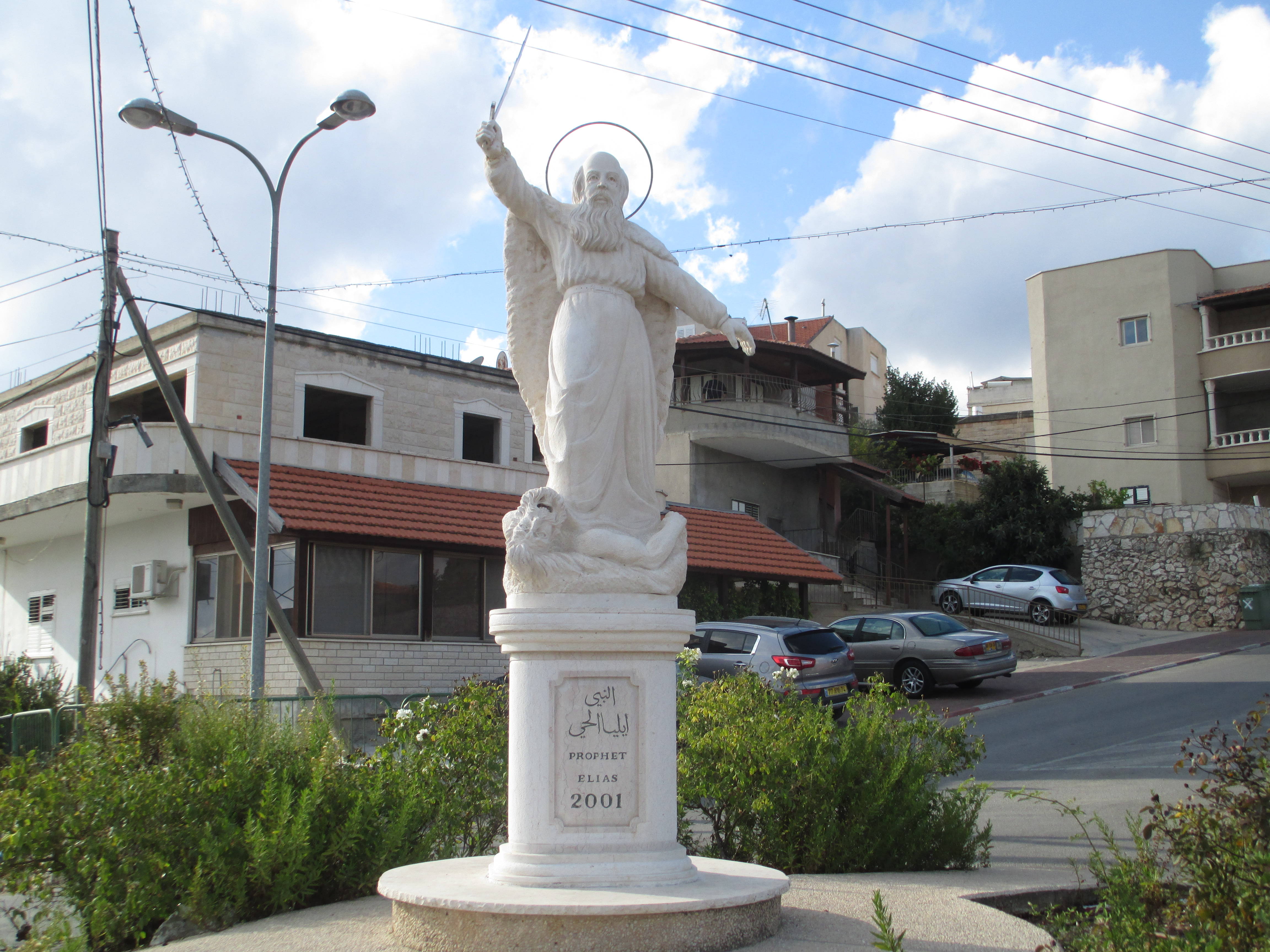
تمثال إيليا النبي في فسوطة
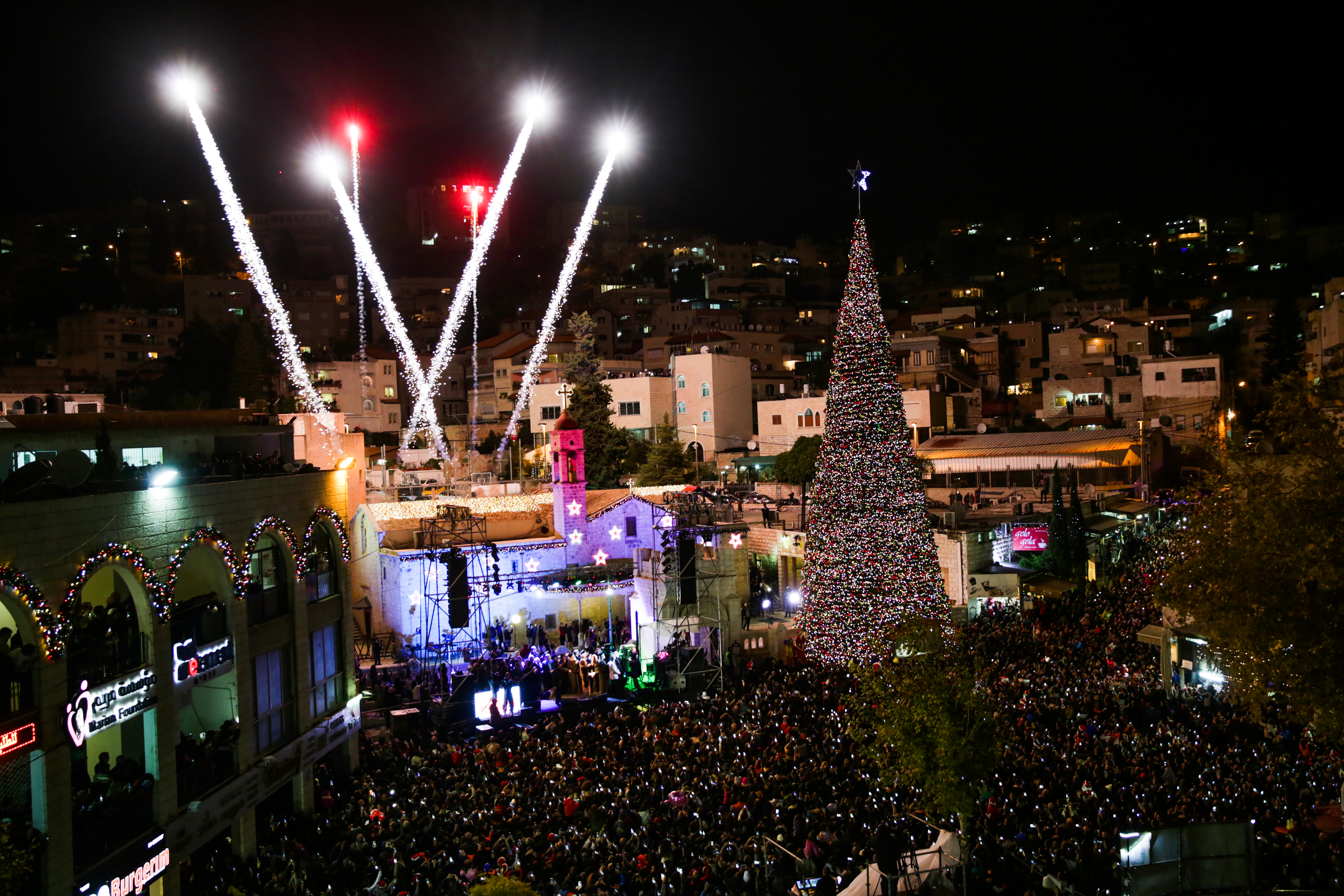
احتفالات عيد الميلاد في الناصرة
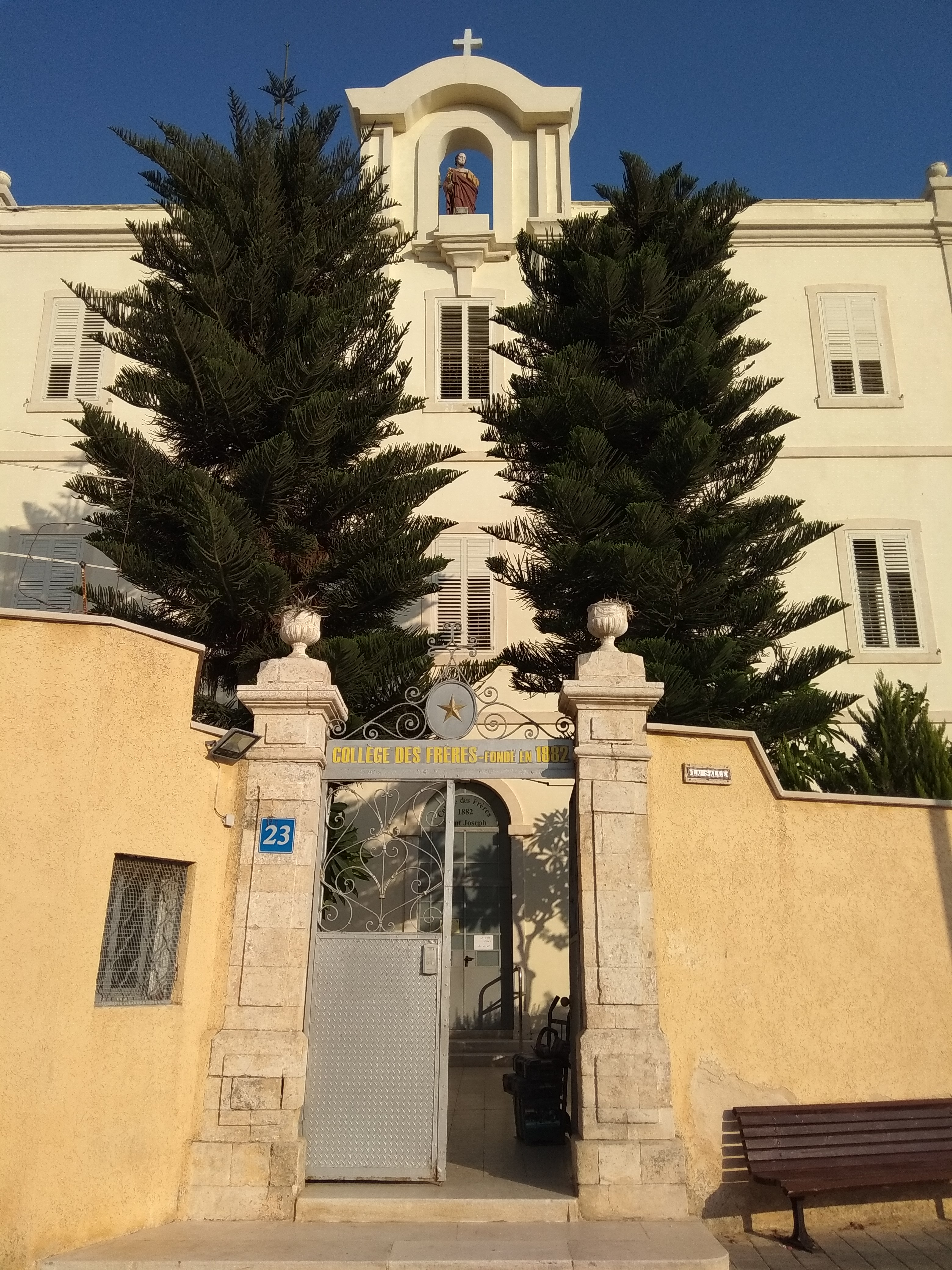
مدرسة الفرير في يافا
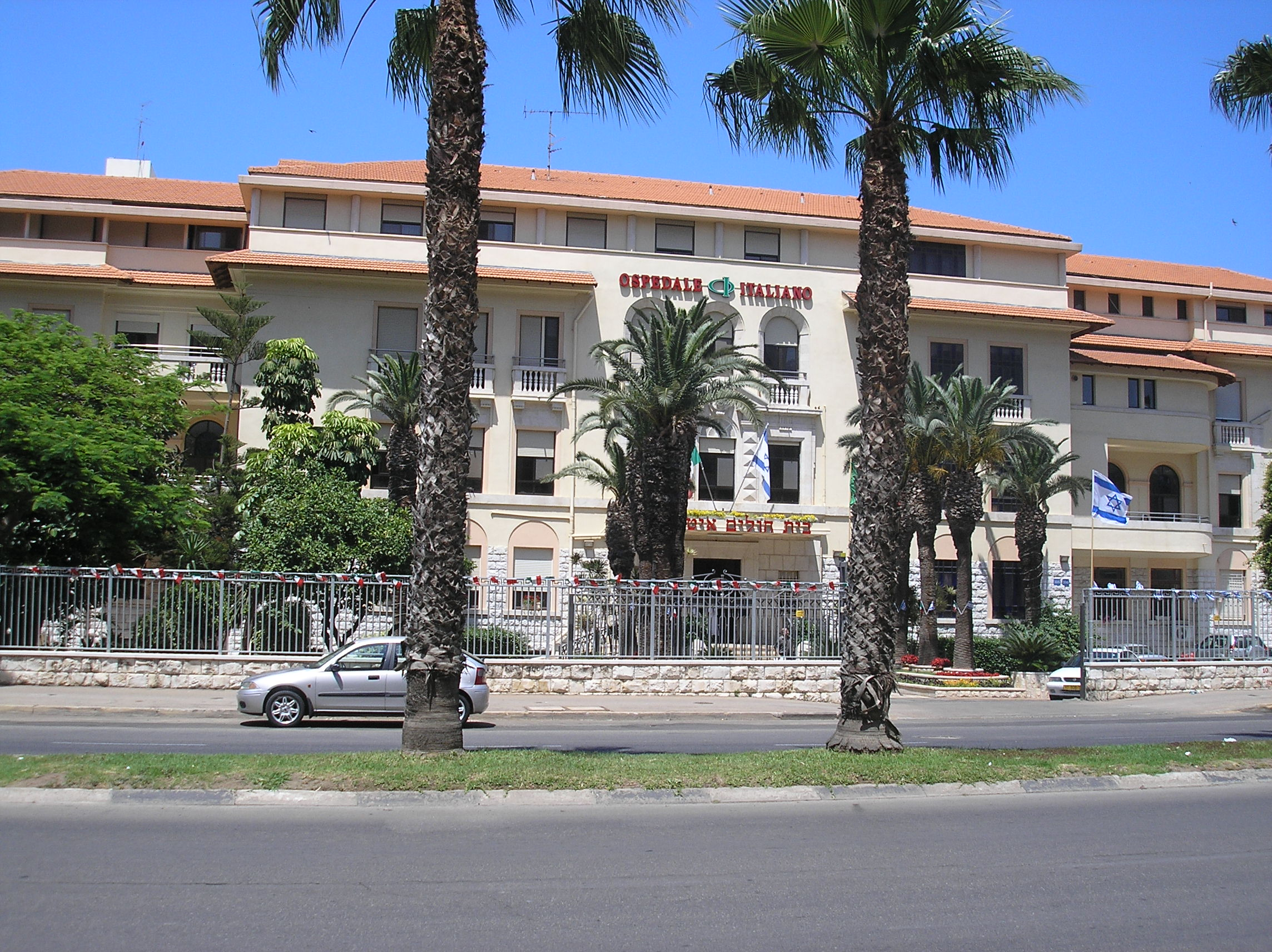
المستشفى الإيطالي في حيفا
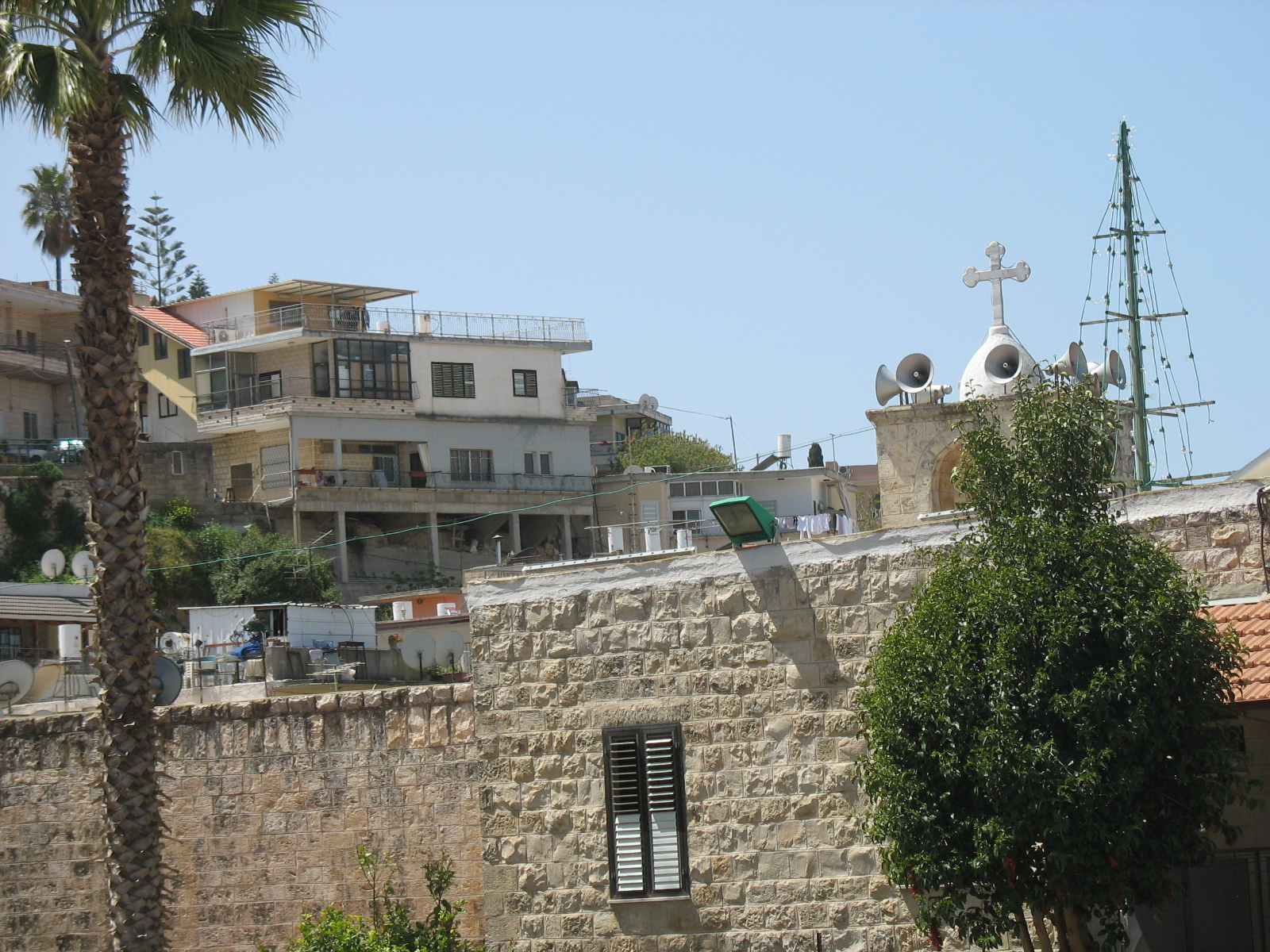
كنيسة القديس جوارجيوس في ترشيحا
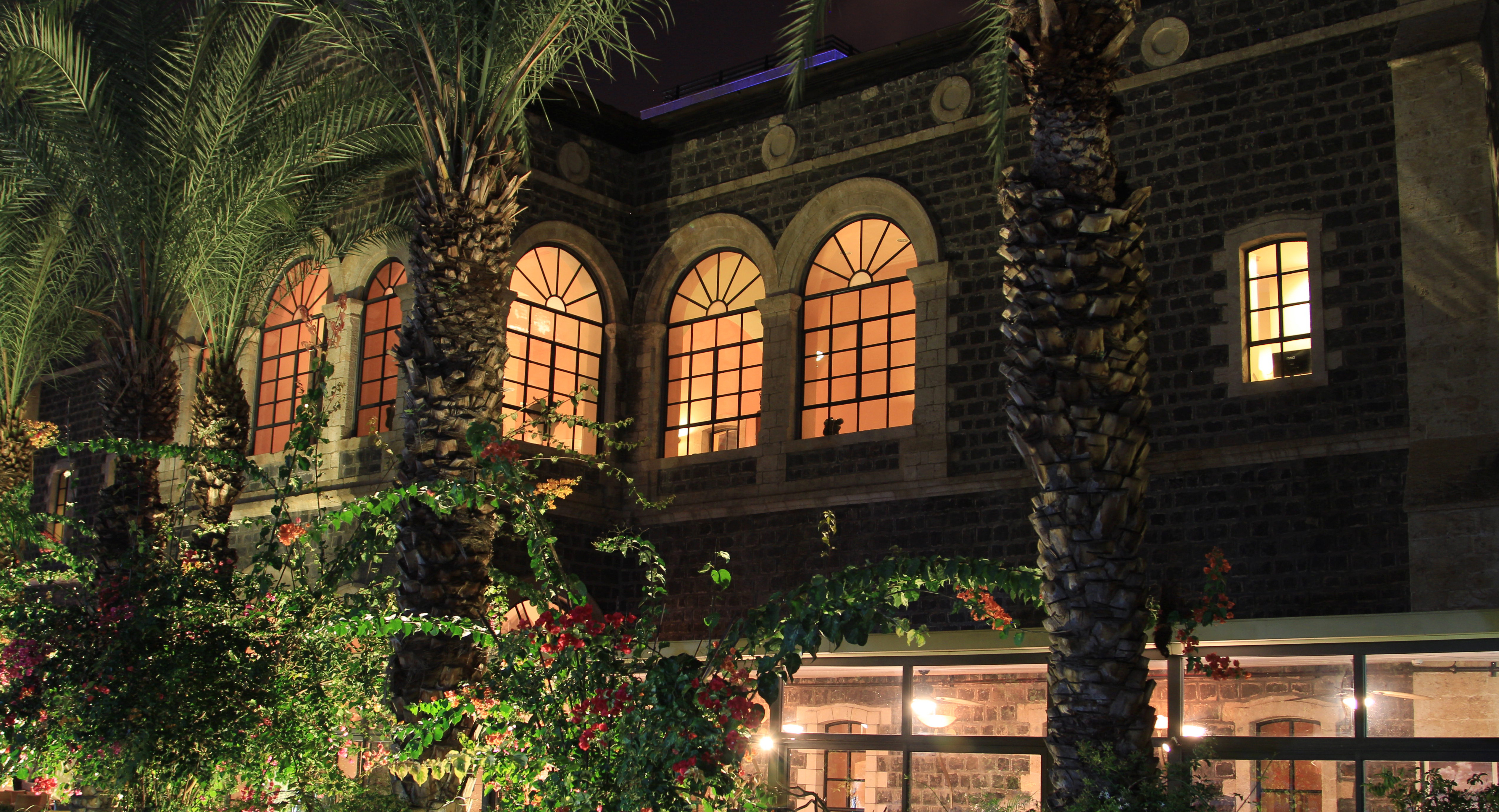
الفندق الاسكتلندي المشيخي في طبريا
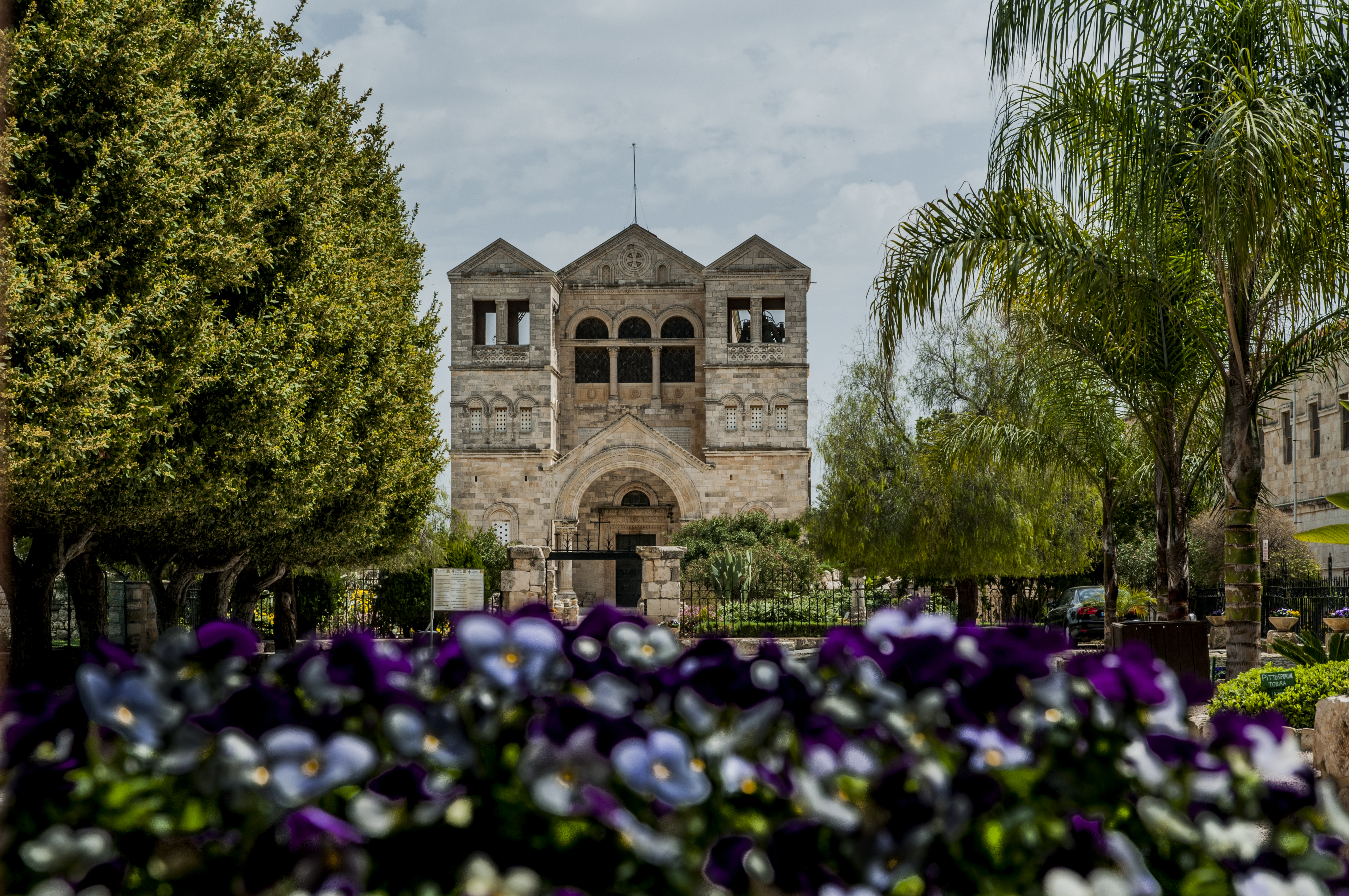
كنيسة التجلي في جبل طابور
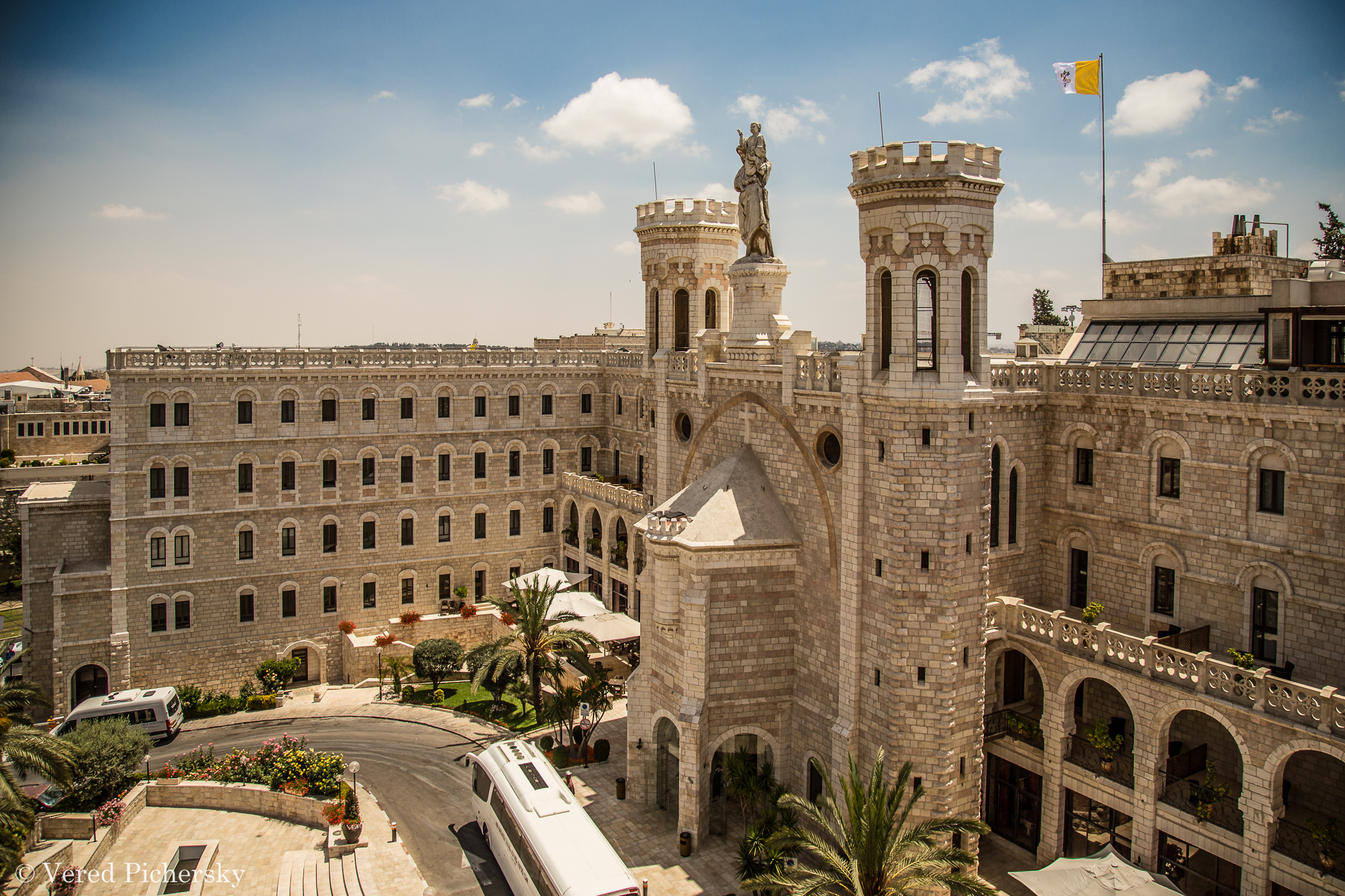
مركز النوتردام في القدس
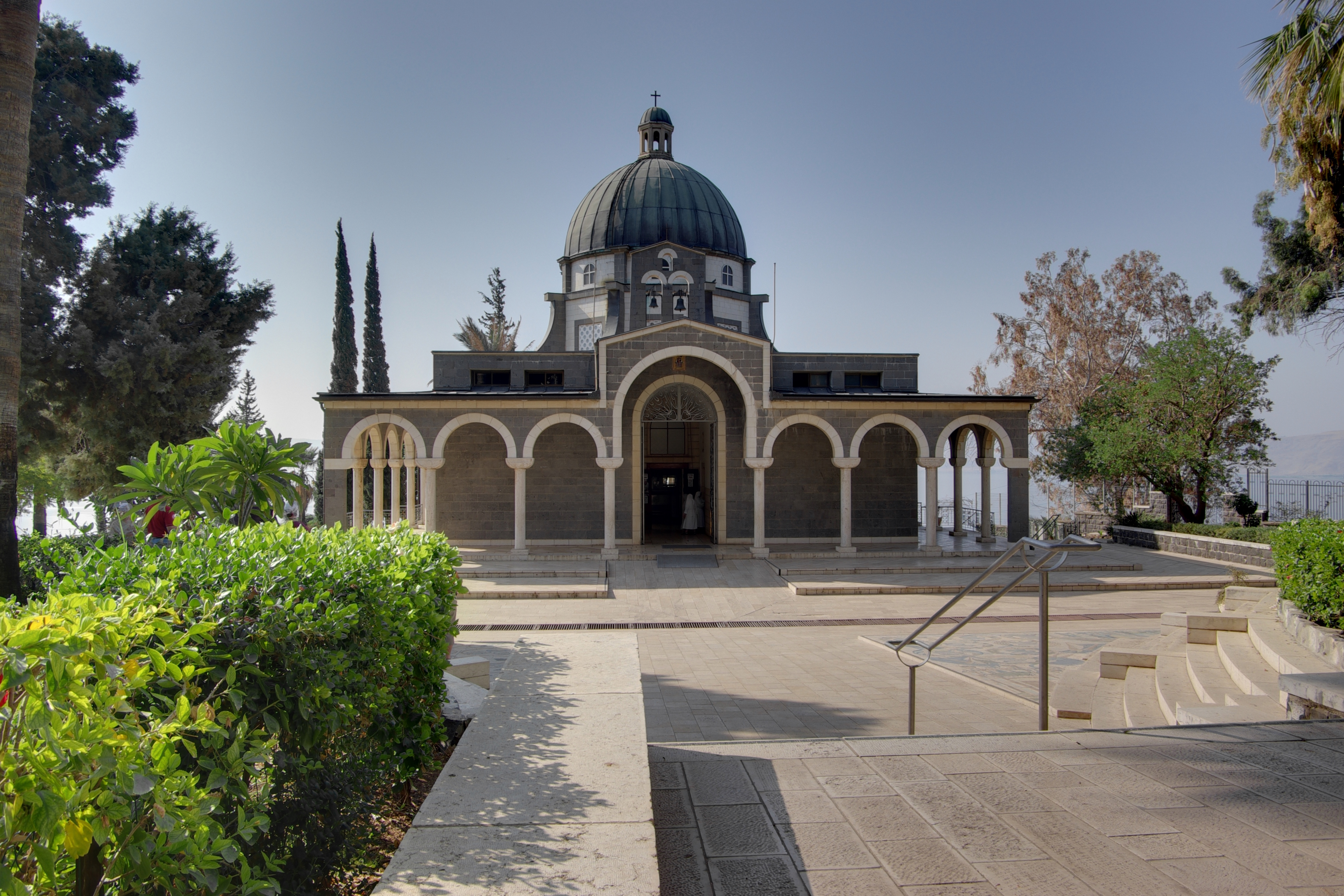
كنيسة التطويبات في الطابغة
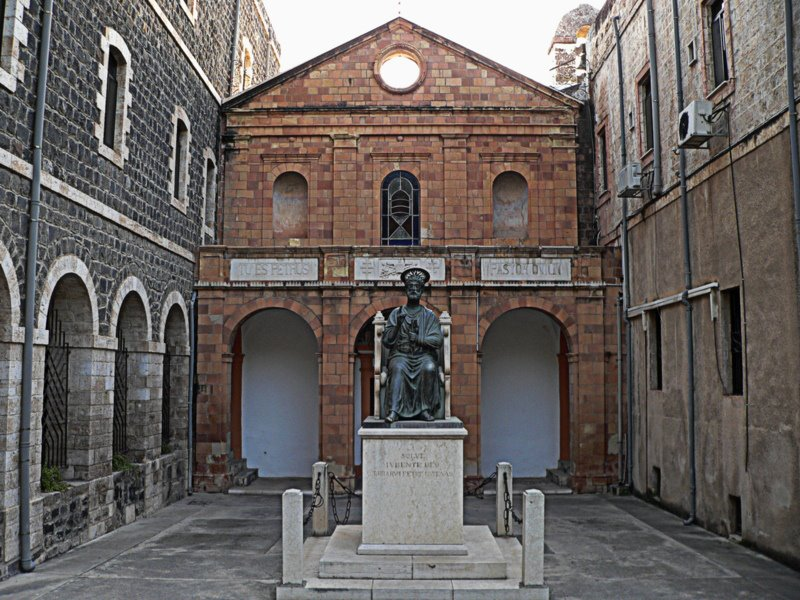
كنيسة القديس بطرس في طبريا

## كتب
- الحجارة الحية، فؤاد فرح، الناصرة 2003.
- زمكانيّة المسيحية في الأراضي المقدسة - الكتاب الأول الكنائس في الجليل، شكري عراف، مركز الدراسات القروية، معليا 2005.

## مواقع خارجية
- الموقع المسيحي العربي.
- جذورنا.
- موقع الكلام الأول.